# Rötegewächse
Die Pflanzenfamilie der Rötegewächse (Rubiaceae), auch Krappgewächse, Kaffeegewächse oder selten Labkrautgewächse genannt, gehört zur Ordnung der Enzianartigen (Gentianales). Mit 626 bis 660 Gattungen und 11.150 bis 13.150 Arten gehört sie zu den fünf artenreichsten Familien der Bedecktsamigen Pflanzen (Magnoliopsida). Vom Menschen werden viele Arten auf vielfältige Weise genutzt.

## Beschreibung

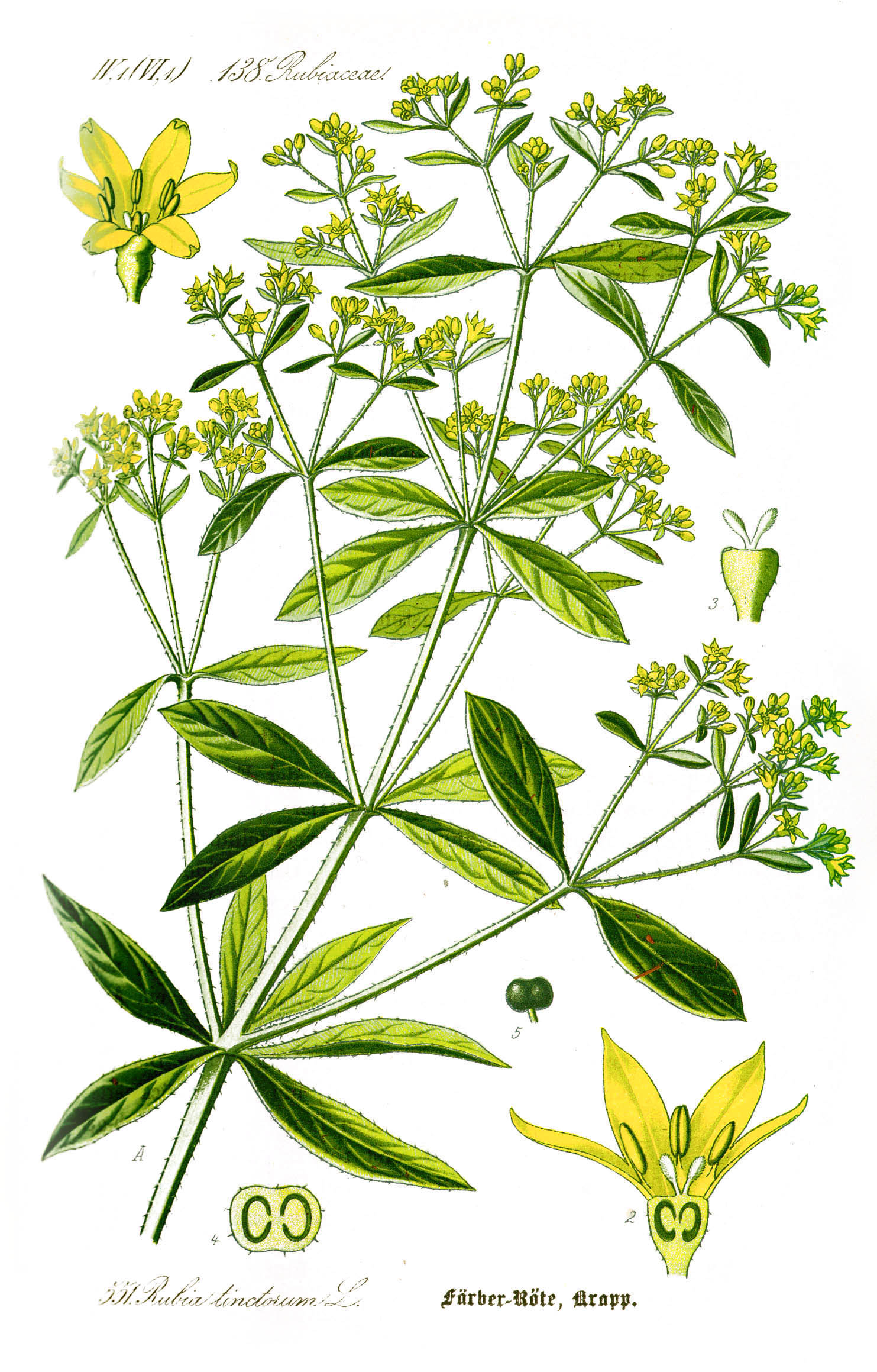
Illustration des Färberkrapp (Rubia tinctorum)

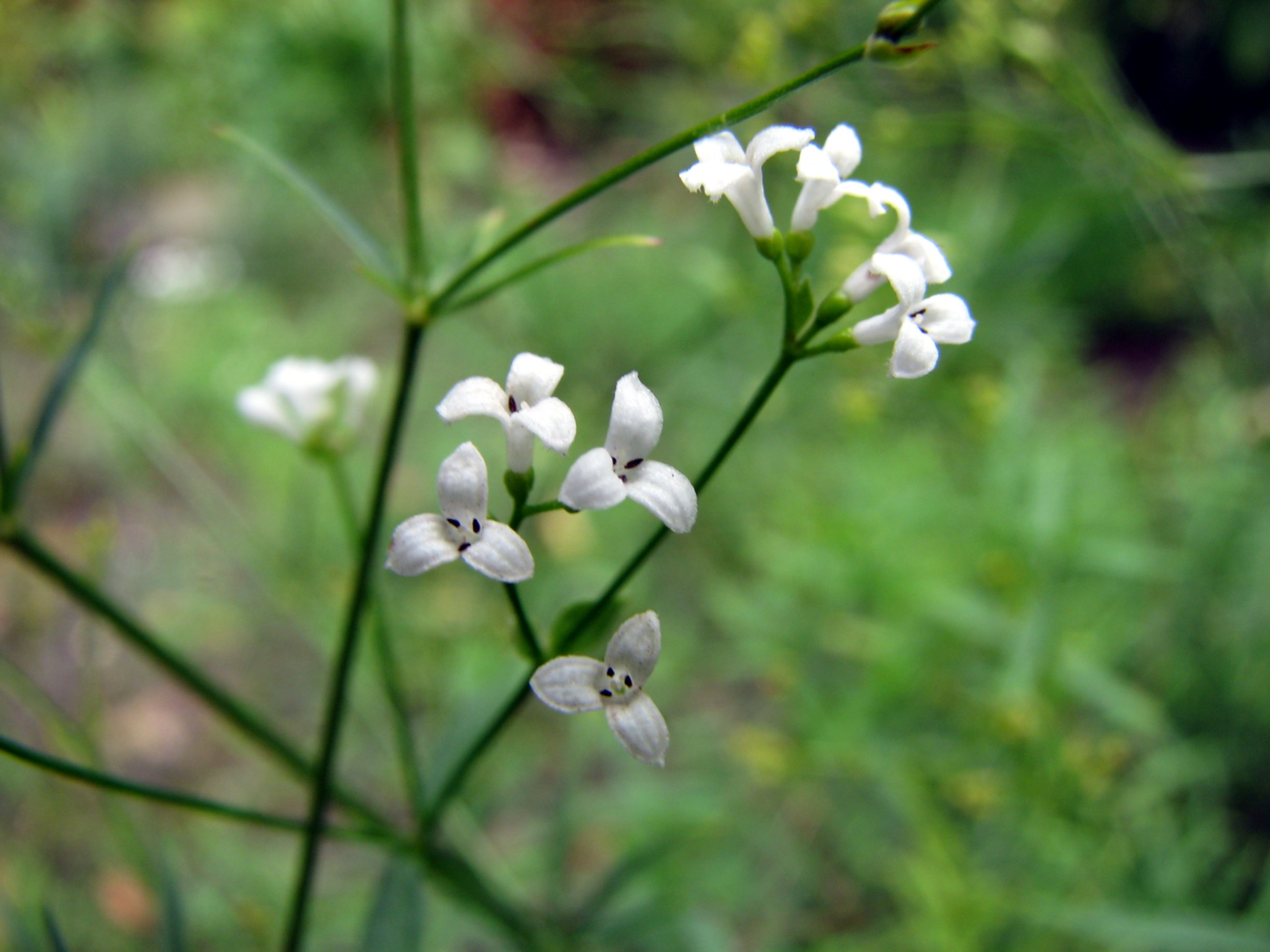
Dreizählige Blüten des Färber-Meier (Asperula tinctoria)

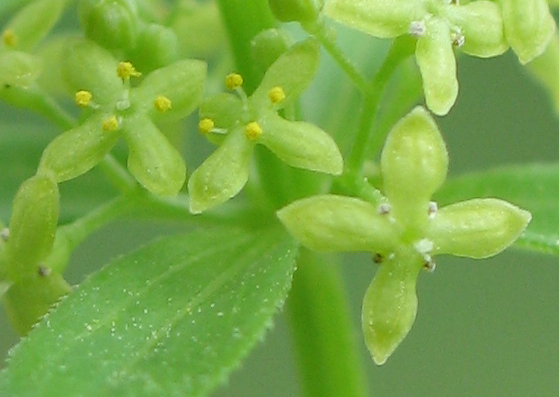
Vierzählige Blüten des Kahlen Kreuzlabkraut (Cruciata glabra)

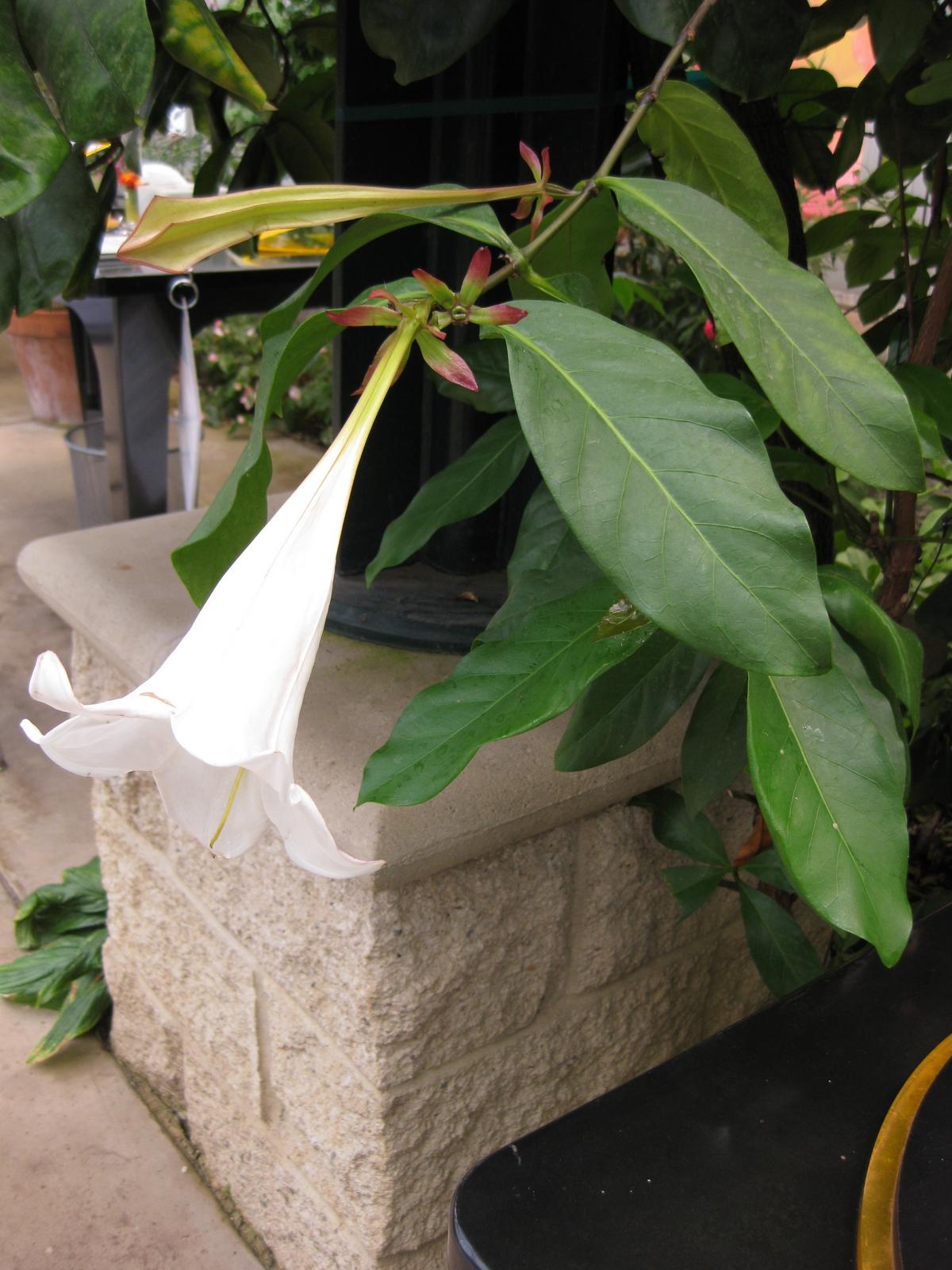
Fünfzählige Blüte von Portlandia grandiflora

### Erscheinungsbild
Die meisten Arten sind verholzende Pflanzen, die als Bäume oder Sträucher, seltener als Lianen wachsen. Fast alle Arten der Tribus Spermacoceae und in den gemäßigten bis arktischen Breiten viele Arten der Tribus Rubieae sind krautige Pflanzen, dabei sind sie selten einjährig, meist ausdauernd, und besitzen meist vierkantige Stängel mit deutlichen Knoten (Nodien). Sie wachsen selbständig aufrecht oder kletternd, manchmal als Epiphyten. Nur sehr wenige Arten sind etwas sukkulent, manche Arten sind xerophytisch. Limnosipanea sind Wasserpflanzen. Sie enthalten nie Milchsaft. Das Sekundäre Dickenwachstum geht fast immer von einem konventionellen Kambiumring aus; bei Basanacantha ist es anomal von einem konzentrischen Kambium ausgehend.

### Blätter
Die Laubblätter sind fast immer gegenständig und oft kreuzgegenständig angeordnet. Bei fast allen Gattungen der Tribus Rubieae stehen die Blätter in Scheinwirteln, dabei besitzen die gegenständigen Laubblätter gleich aussehende Nebenblätter, wodurch der Eindruck von mehrblättrigen Wirteln erzeugt wird; in einem solchen Wirtel stehen selten vier, meist sechs, acht oder zehn Blätter zusammen. Die Blattstiele können mit den Nebenblättern verwachsen sein und in typischer Weise drüsige Anhänge (Kolleteren) besitzen; manchmal sind keine Blattstiele vorhanden. Die krautigen bis ledrigen Blattspreiten sind immer einfach. Es ist eine Blattader vorhanden oder es liegt Fieder- und Netzaderung vor. Die Stomata sind typischerweise paracytisch. Auf den Blattflächen sind oft Haare (Trichome) vorhanden. Es sind oft Domatien vorhanden, die meist als Gruben, manchmal als Taschen oder Haarbüschel ausgebildet sind. Die Familie der Rubiaceae zeichnet sich durch sogenannte Interpetiolarstipeln aus, hierbei handelt es sich um die miteinander verwachsenen Nebenblätter (dies trifft auf fast alle Taxa zu).

### Blütenstände und Blüten
Die Blüten stehen selten einzeln oder meist in zymösen, rispigen Blütenständen, selten in Wirteln oder Köpfen (beispielsweise bei den Tribus Morindeae und Gardenieae) zusammen. Kopfige Blütenstände besitzen oft Hüllblätter. Bei einigen Tribus sind die Tragblätter zu dekorativen Schauorganen ausgebildet. Manchmal wirken die Blütenstände mit ihren Tragblättern als Pseudanthien, also blütenökologisch als Blumen.

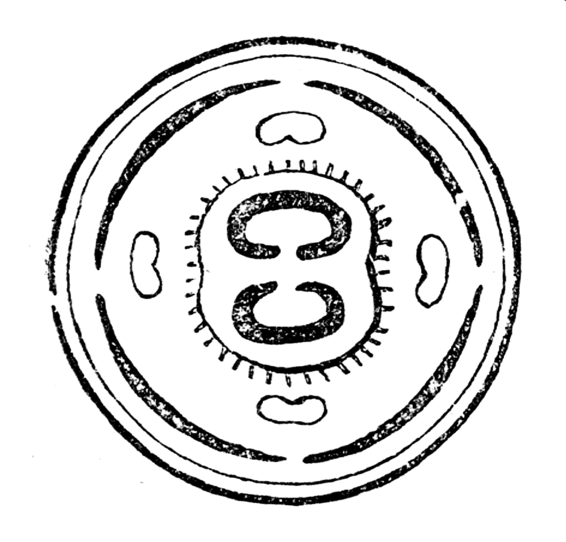
Blütendiagramm von Waldmeister (Galium odoratum)

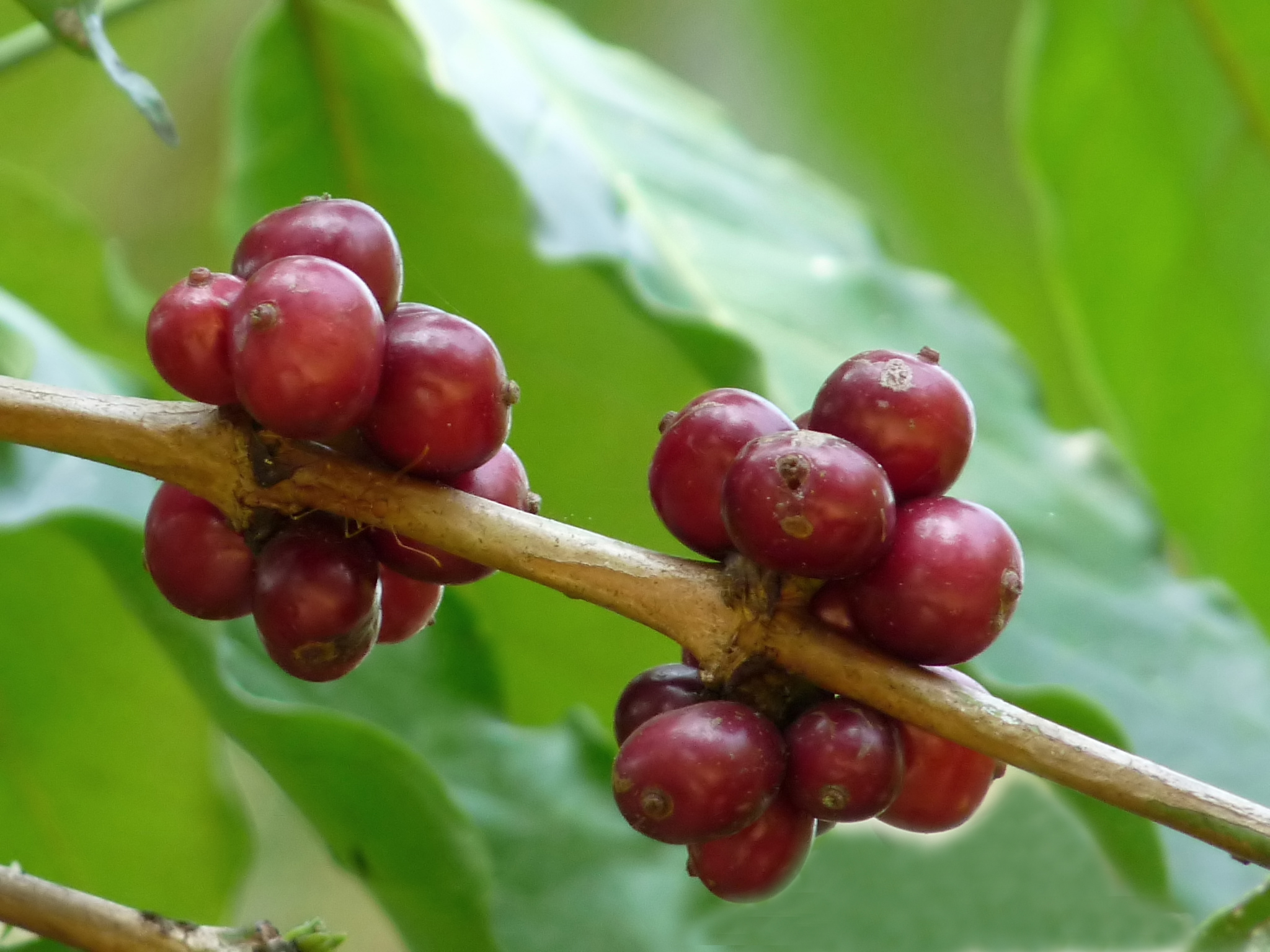
Steinfrüchte des Robusta-Kaffees (Coffea canephora)

Die Blüten sind meist zwittrig und öfters protandrisch, also vormännlich. Wenn sie eingeschlechtig sind, dann sind die Pflanzen einhäusig (monözisch) oder zweihäusig (diözisch) – beispielsweise Coprosma – getrenntgeschlechtig, manchmal liegt Subdiözie vor. Die radiärsymmetrischen Blüten sind meist vier- bis fünfzählig (selten bis zu zehnzählig). Es kann ein Außenkelch (beispielsweise Fernelia, Flagenium) vorhanden sein. Es ist meist ein Blütenbecher (Ovary, Calyxtube) vorhanden. Es sind vier bis fünf Kelchblätter vorhanden oder sie sind reduziert, oft klein und leicht zu übersehen oder fehlen tatsächlich. Wenn Kelchblätter vorhanden sind, dann sind sie haltbar oder vergänglich, frei oder verwachsen; sie können groß und auffällig gefärbt sein. Wenn die Kelchblätter verwachsen sind, kann der Kelch in zwei gleichen Kelchlippen oder vier oder fünf gleichen oder ungleichen Kelchlappen enden. Die meist vier oder fünf, selten drei oder acht bis zehn Kronblätter sind im unteren Bereich röhrig verwachsen. Selten endet die Kronröhre zweilippig. Es ist nur ein Kreis mit vier bis fünf fertilen Staubblättern vorhanden, die untereinander meist frei und oft mit der Basis der Kronblätter verwachsen sind. Selten hängen die Staubbeutel zusammen (beispielsweise bei Argostemma). Die Staubbeutel öffnen sich meist mit einem Längsschlitz, selten mit Poren (beispielsweise bei Argostemma). Die Pollenkörner besitzen selten keine, meist drei, manchmal vier bis zwölf Aperturen und sind colpat (bei Paederieae, Galieae, teilweise Spermacoceae), porat (bei Gardenieae) oder colporat (polycolporat bei Richardsonia). Meist zwei, selten bis neun Fruchtblätter sind zu einem meist unterständigen, nur bei Gaertnera und Pagamea oberständigen Fruchtknoten verwachsen. Der Fruchtknoten ist selten einkammerig (beispielsweise bei Gardenia), meist zweikammerig oder manchmal bis zu neunkammerig. Wenn der Fruchtknoten einkammerig ist, enthält er sechs bis hundert Samenanlagen, ansonsten enthält jede Fruchtknotenkammer meist eine (normalerweise bei Rubioideae), seltener bis zu fünfzig Samenanlagen. Die hängenden, waagrechten oder aufsteigenden Samenanlagen sind anatrop oder hemianatrop und unitegmisch, tenuinucellat. Es ist oft ein Diskus vorhanden. Es ist meist ein Griffel oder manchmal sind zwei bis fünf freie oder teilweise verwachsene Griffel vorhanden. Die Narbe ist zweiteilig. Oft liegt oft Heterostylie vor.
Die Blütenformel lautet:
{\displaystyle \star K_{(4-5,\ 0)}\;C_{4-5}\;A_{4-5}\;} oder {\displaystyle \;[C_{(4-5)}\;A_{4-5}]\;G_{\overline {(2)}}}

### Früchte und Samen
Die Früchte sind meist Spaltfrüchte, die bei Reife häufig in zwei Teilfrüchte zerfallen, aber es kommen auch Beeren, Steinfrüchte oder Kapselfrüchte vor. Die Samen sind nur selten geflügelt. Der Embryo ist meist gerade oder selten gekrümmt.

### Inhaltsstoffe
Calciumoxalat-Kristalle sind in Raphiden in den Laubblättern bei Rubioideae vorhanden, bei Cinchonoideae fehlen sie. Es sind oft Alkaloide vorhanden. Häufig sind Flavonole vorhanden, nämlich meist Kaempferol und Quercetin, auch Arbutin und Ursolsäure; Saponine können manchmal enthalten sein.

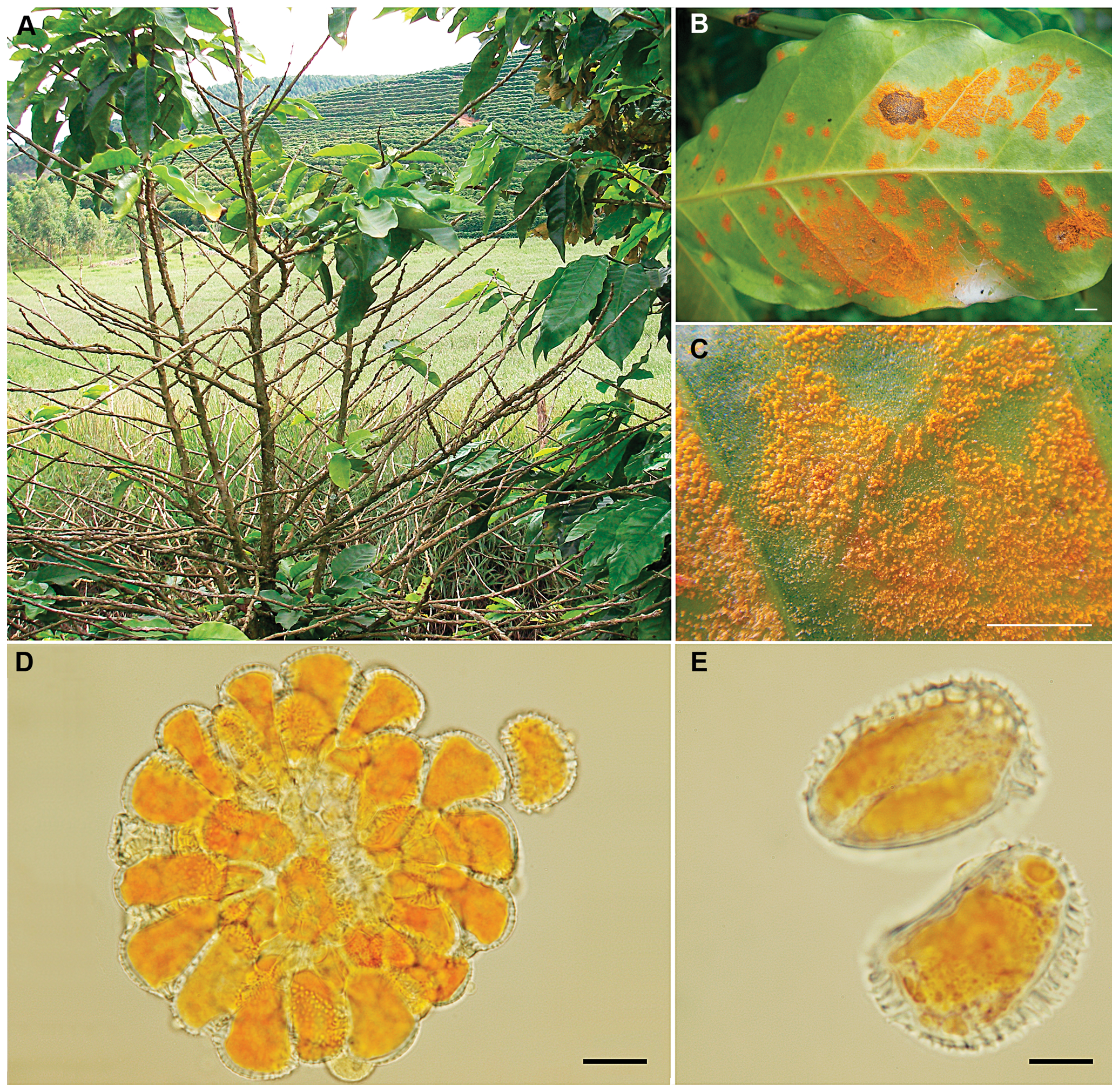
Der Rostpilz Hemileia vastatrix an Kaffee

## Ökologie
Die Bestäubung erfolgt meist durch Insekten (Entomophilie).
Eine Besonderheit ist der „Teufelsgarten“, das sind natürlich vorkommende „Monokulturen“ von Duroia hirsuta im tropischen Regenwald des Amazonasgebiets, die durch die Ameisenart Myrmelachista schumanni geschaffen werden (Myrmekophilie); nur eine Baumart in einem Regenwaldgebiet ist eine Ausnahme.
An Kaffeesträuchern kommt der Rostpilz Hemileia vastatrix vor. Die Kaffeefrüchte werden besonders vom Kaffeekirschenkäfer (Hypothenemus hampei) geschädigt.

## Fossilien
Es gibt Fossilfunde auf fast allen Kontinenten. Die meisten Fossilien stammen aus dem Miozän (23,0 bis 5,3 Millionen Jahre vor heute). Das älteste Fossil stammt aus dem Paläozän (65 bis 54,8 Millionen Jahre vor heute).

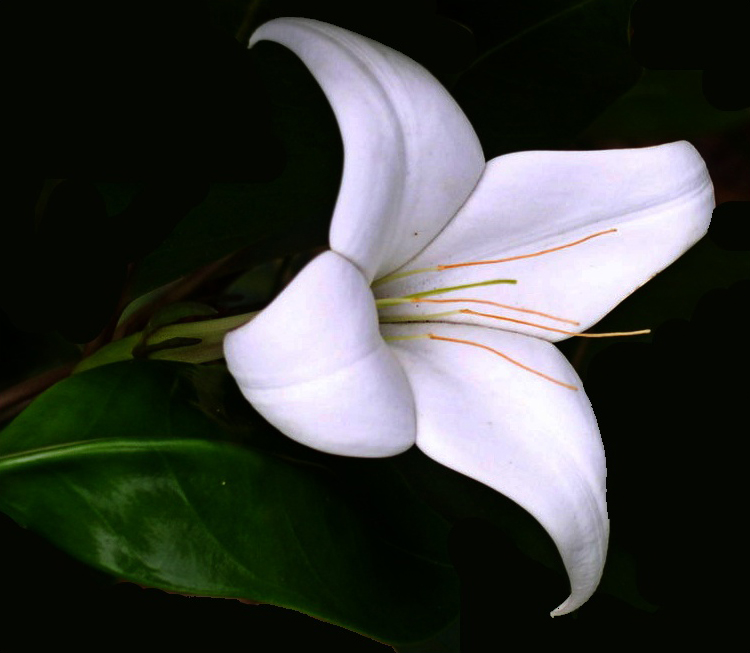
Unterfamilie Cinchonoideae Tribus Chiococceae: Vierzählige Blüte von Bikkia philippinensis

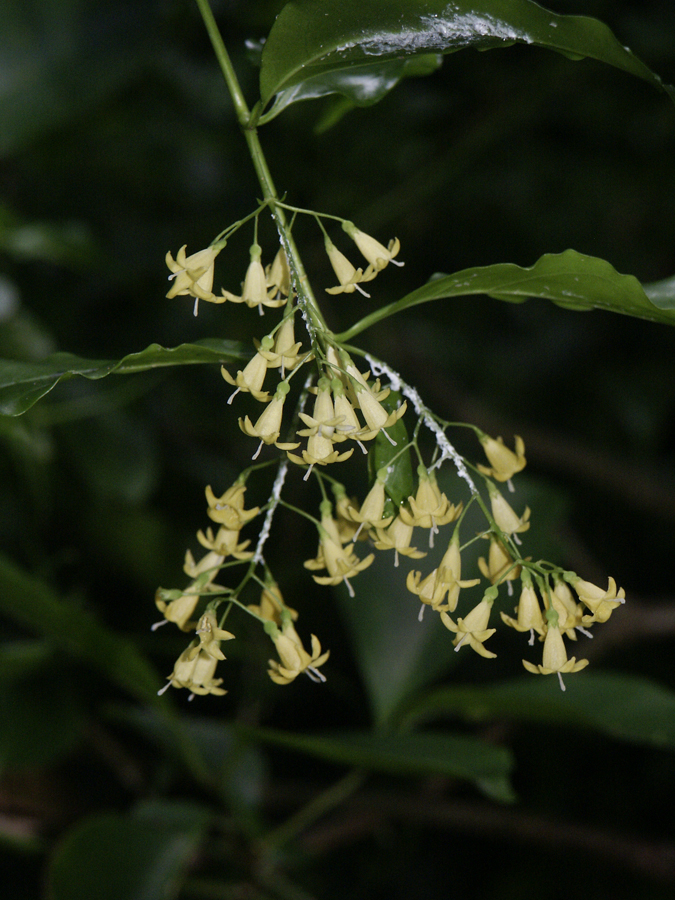
Unterfamilie Cinchonoideae Tribus Chiococceae: Zweig mit Laubblättern und Blüten von Chiococca alba

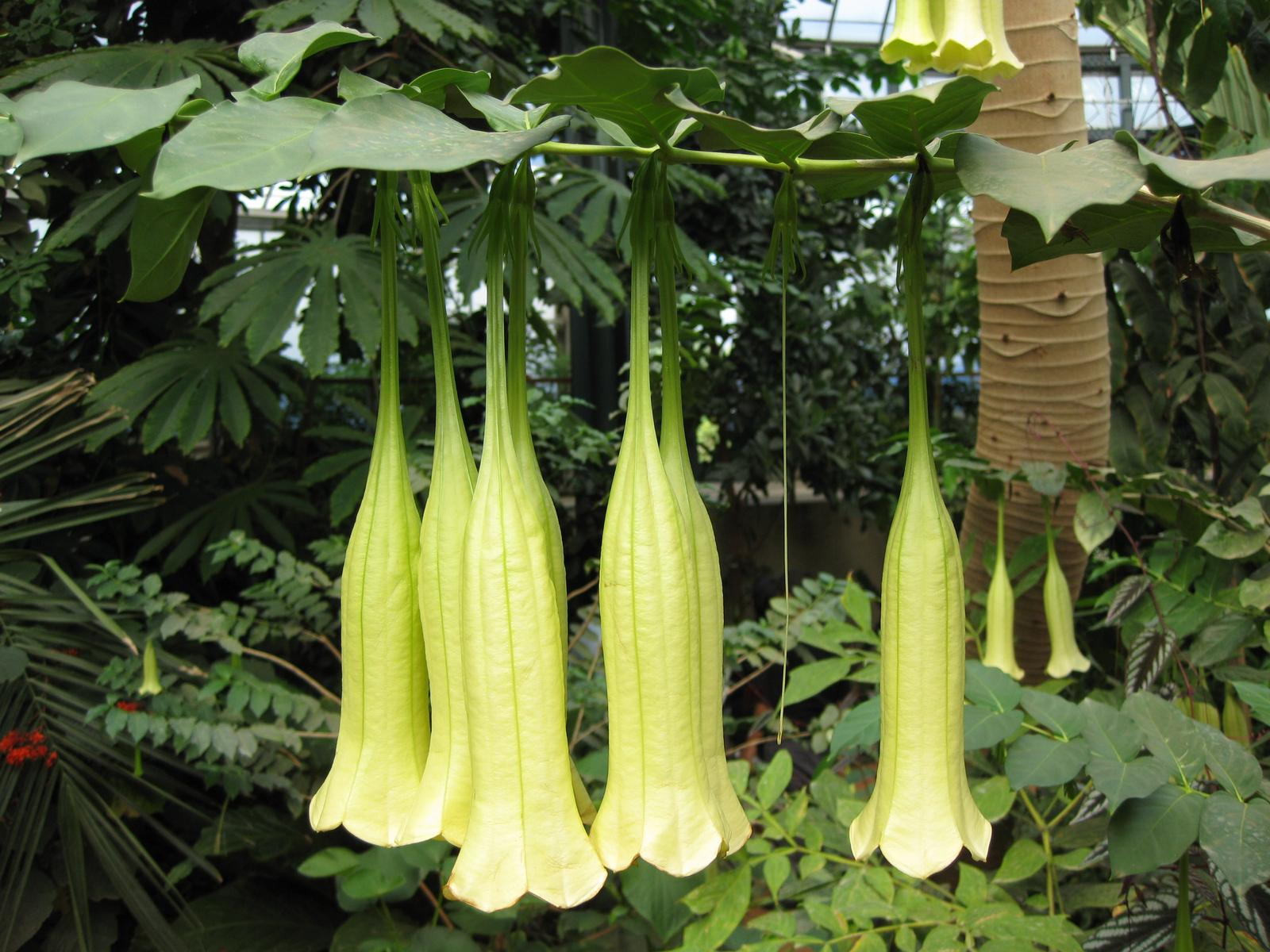
Unterfamilie Cinchonoideae Tribus Chiococceae: Zweig mit Laubblättern und Blüten von Cubanola domingensis

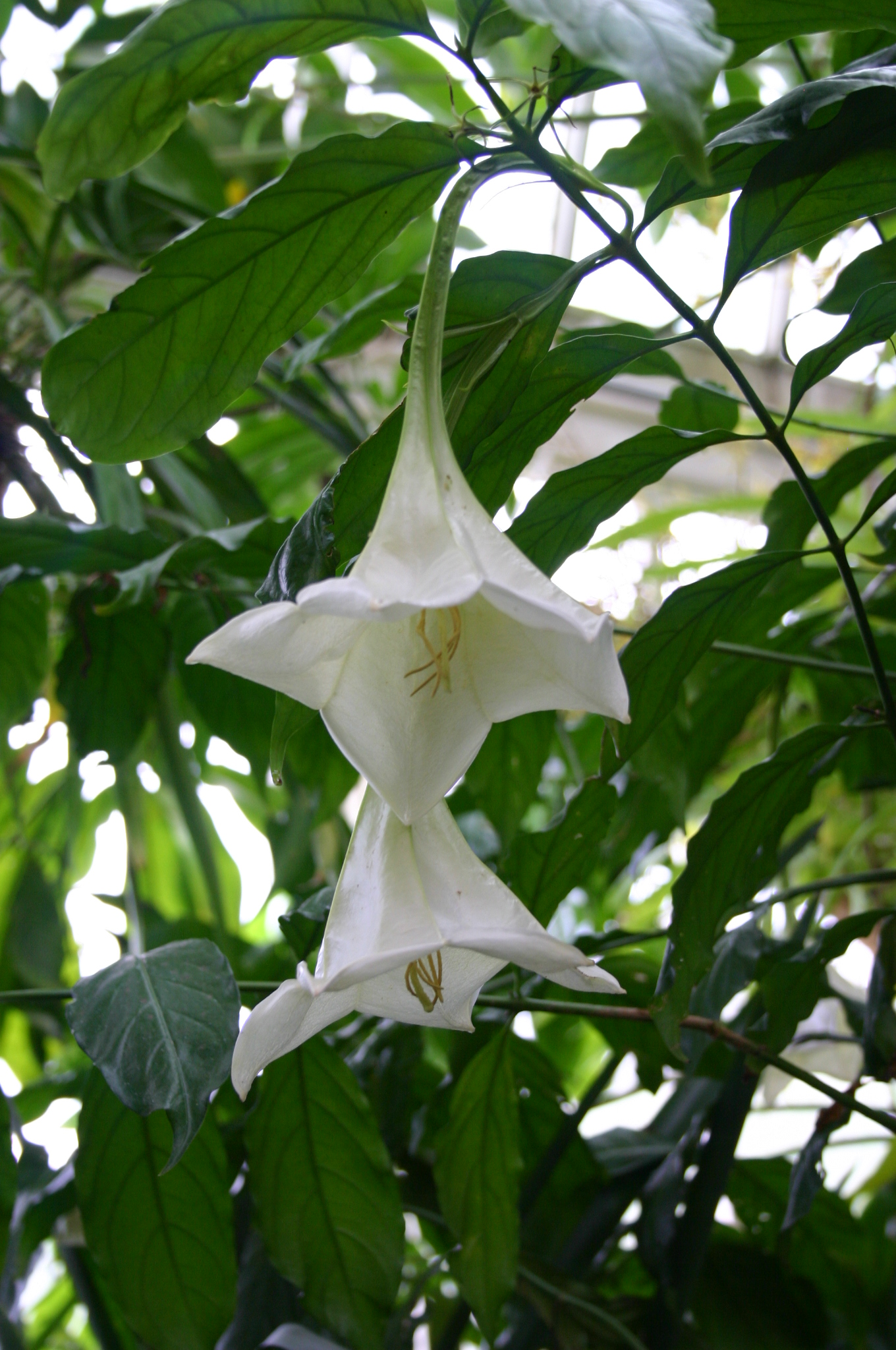
Unterfamilie Cinchonoideae Tribus Chiococceae: Fünfzählige Blüten von Osa pulchra

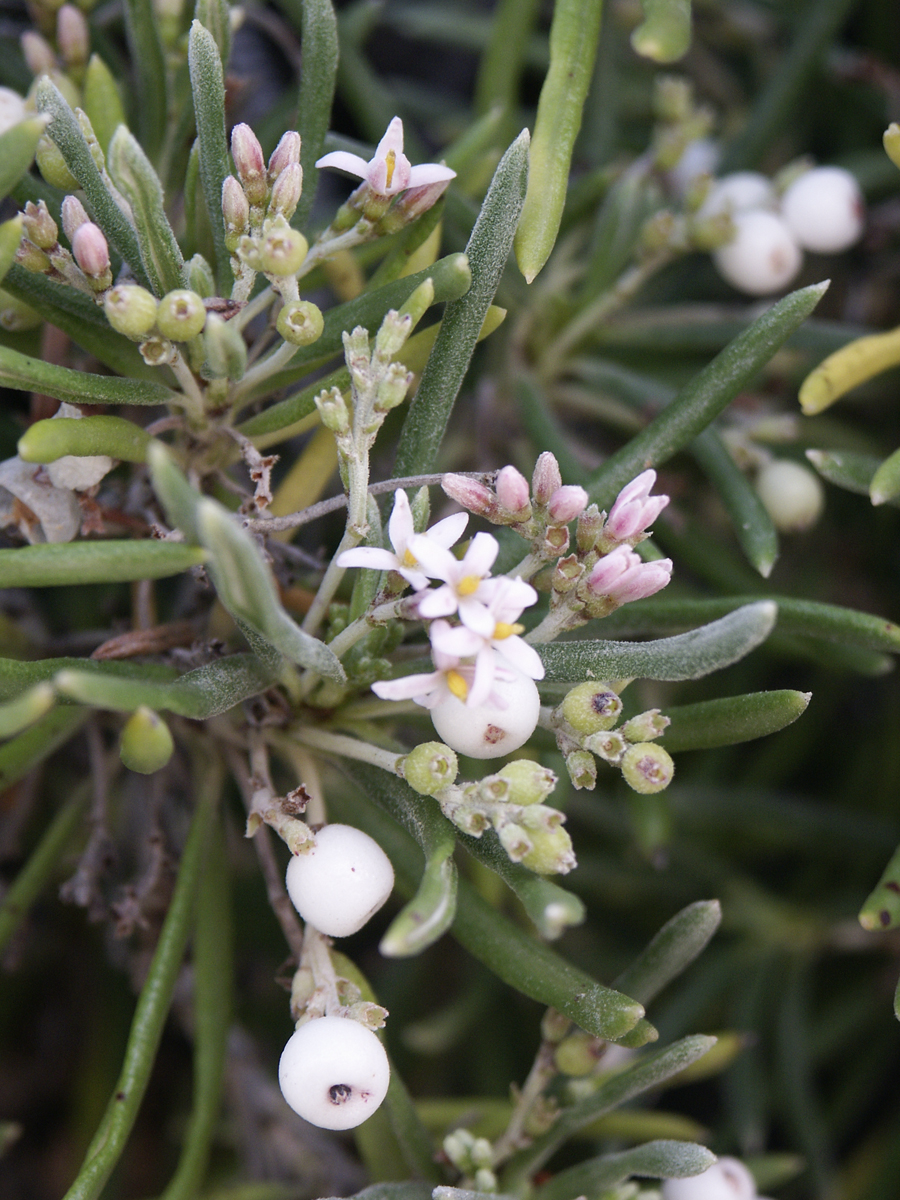
Unterfamilie Cinchonoideae Tribus Chiococceae: Blüten und Früchte von Strumpfia maritima

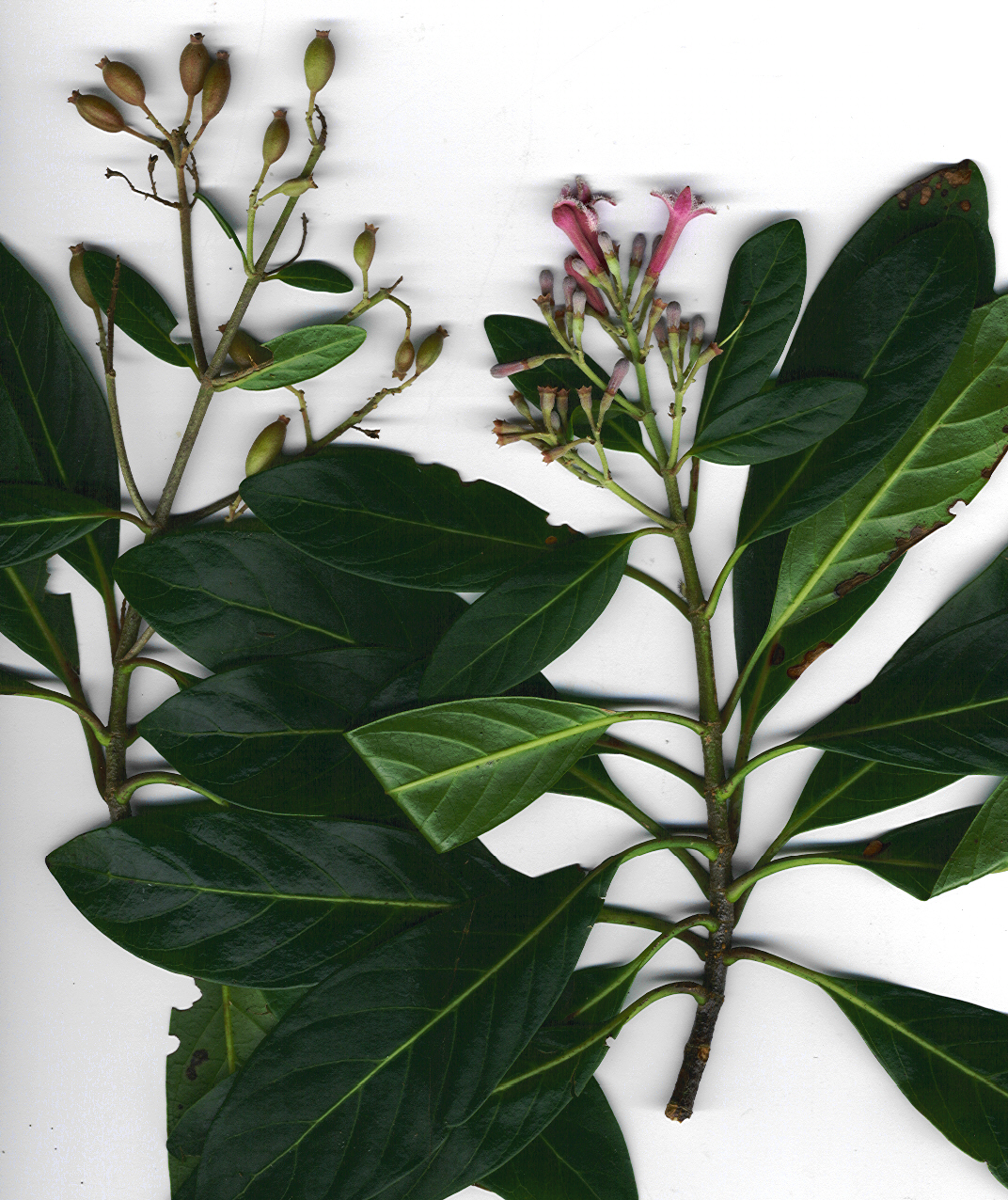
Unterfamilie Cinchonoideae Tribus Cinchoneae: Zweige mit Laubblättern und Blütenständen von Cinchona calisaya

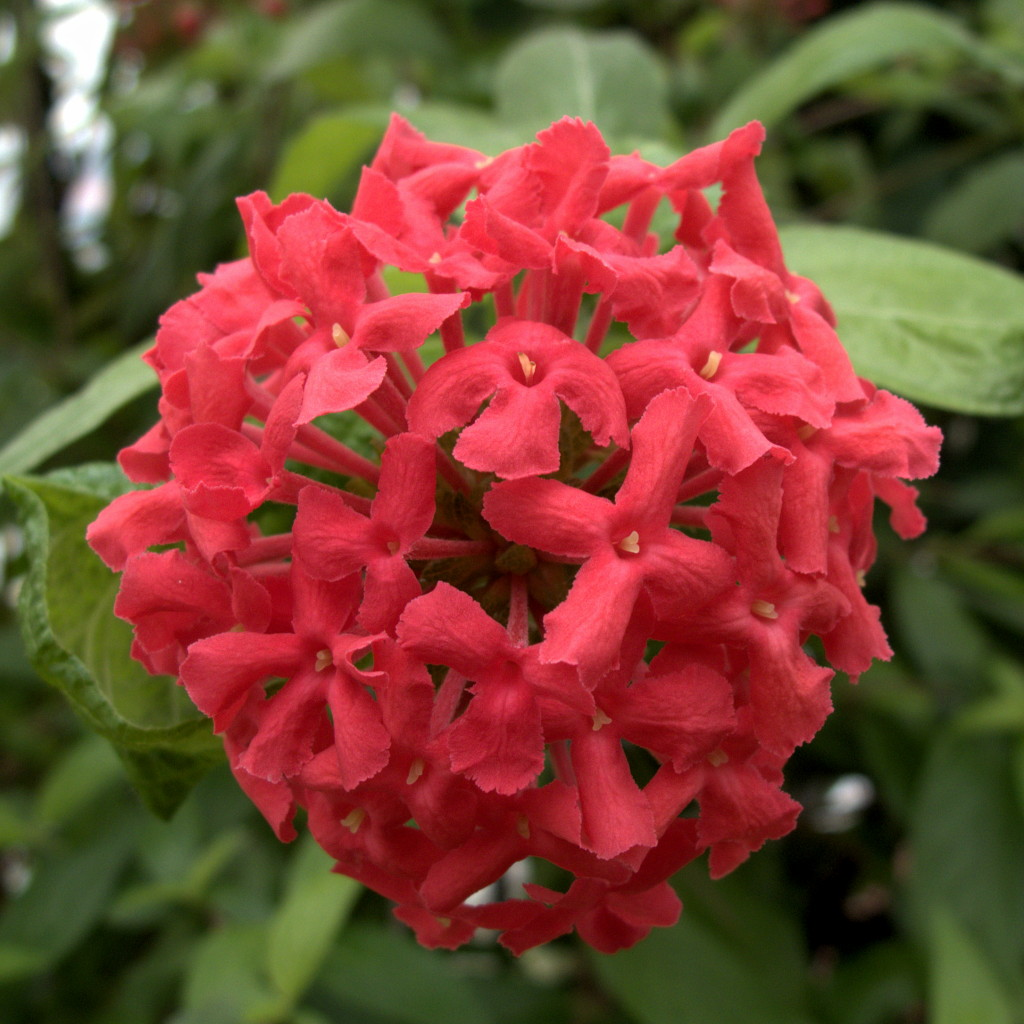
Unterfamilie Cinchonoideae Tribus Guettardeae: Blütenstand von Arachnothryx leucophylla

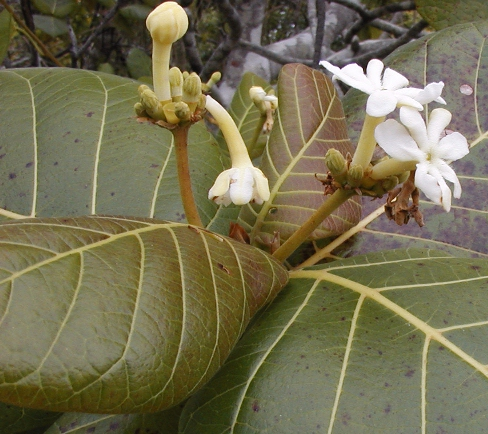
Unterfamilie Cinchonoideae Tribus Guettardeae: Laubblätter und Blütenstände von Guettarda speciosa

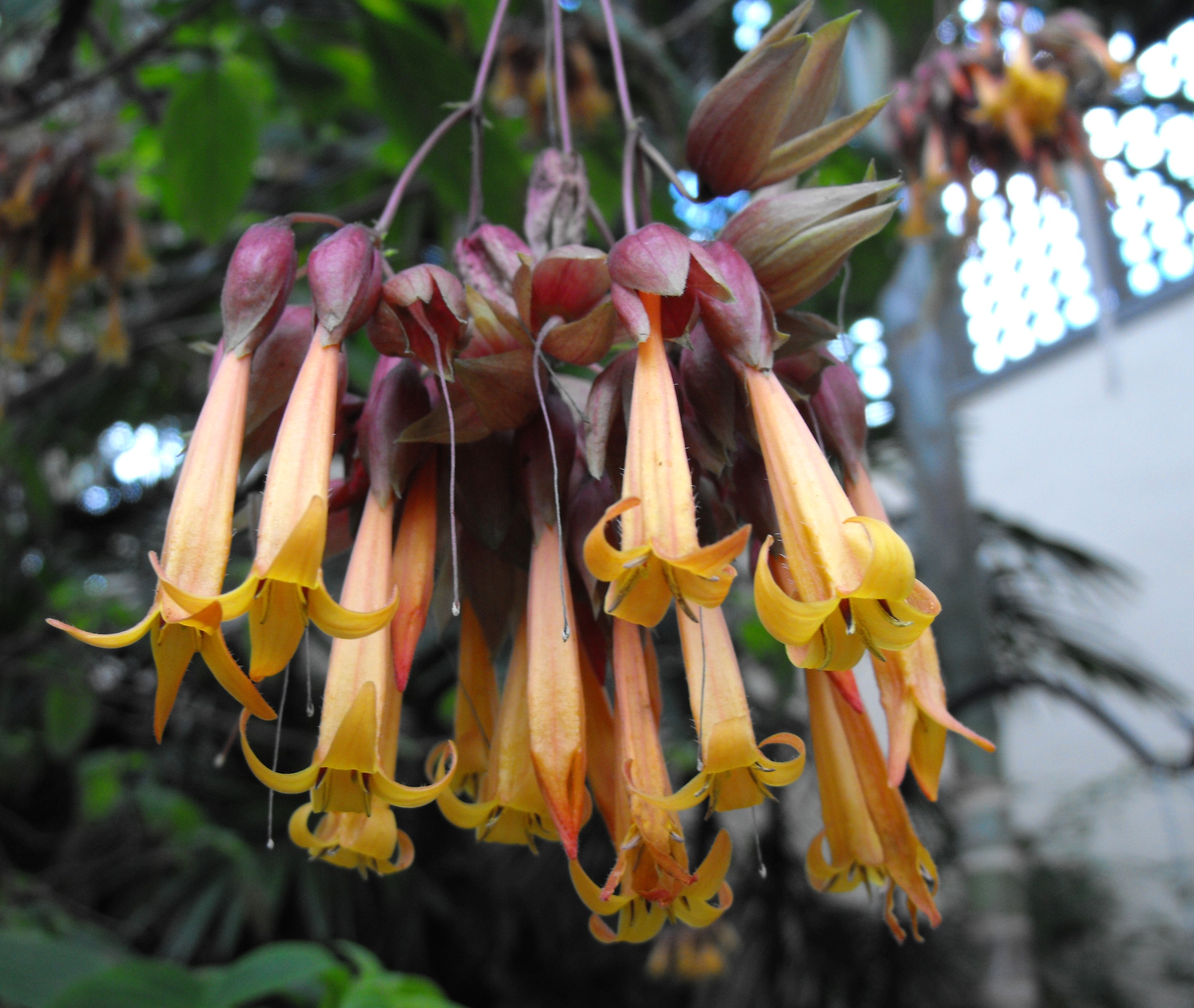
Unterfamilie Cinchonoideae Tribus Hamelieae: Blütenstand von Deppea splendens 'Agusten'

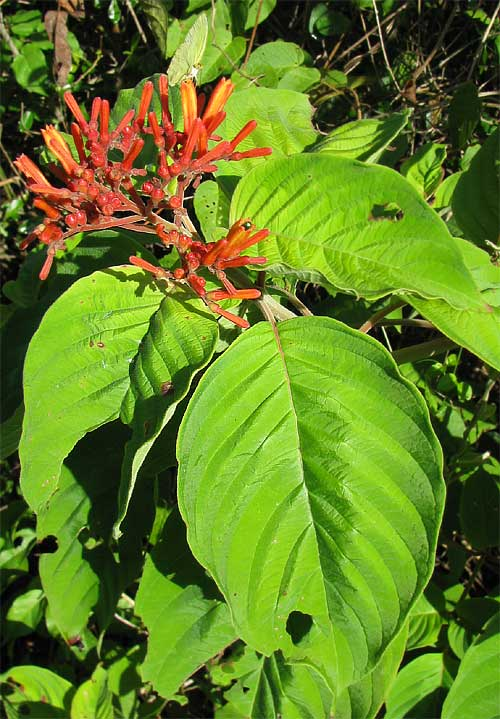
Unterfamilie Cinchonoideae Tribus Hamelieae: Laubblätter und Blütenstand von Hamelia patens

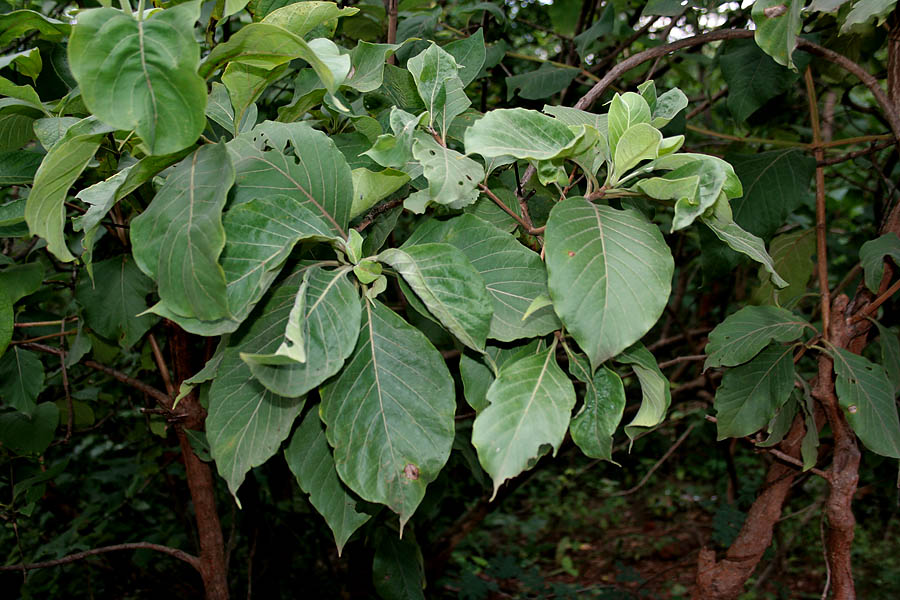
Unterfamilie Cinchonoideae Tribus Hymenodictyeae: Habitus und Laubblätter von Hymenodictyon orixense

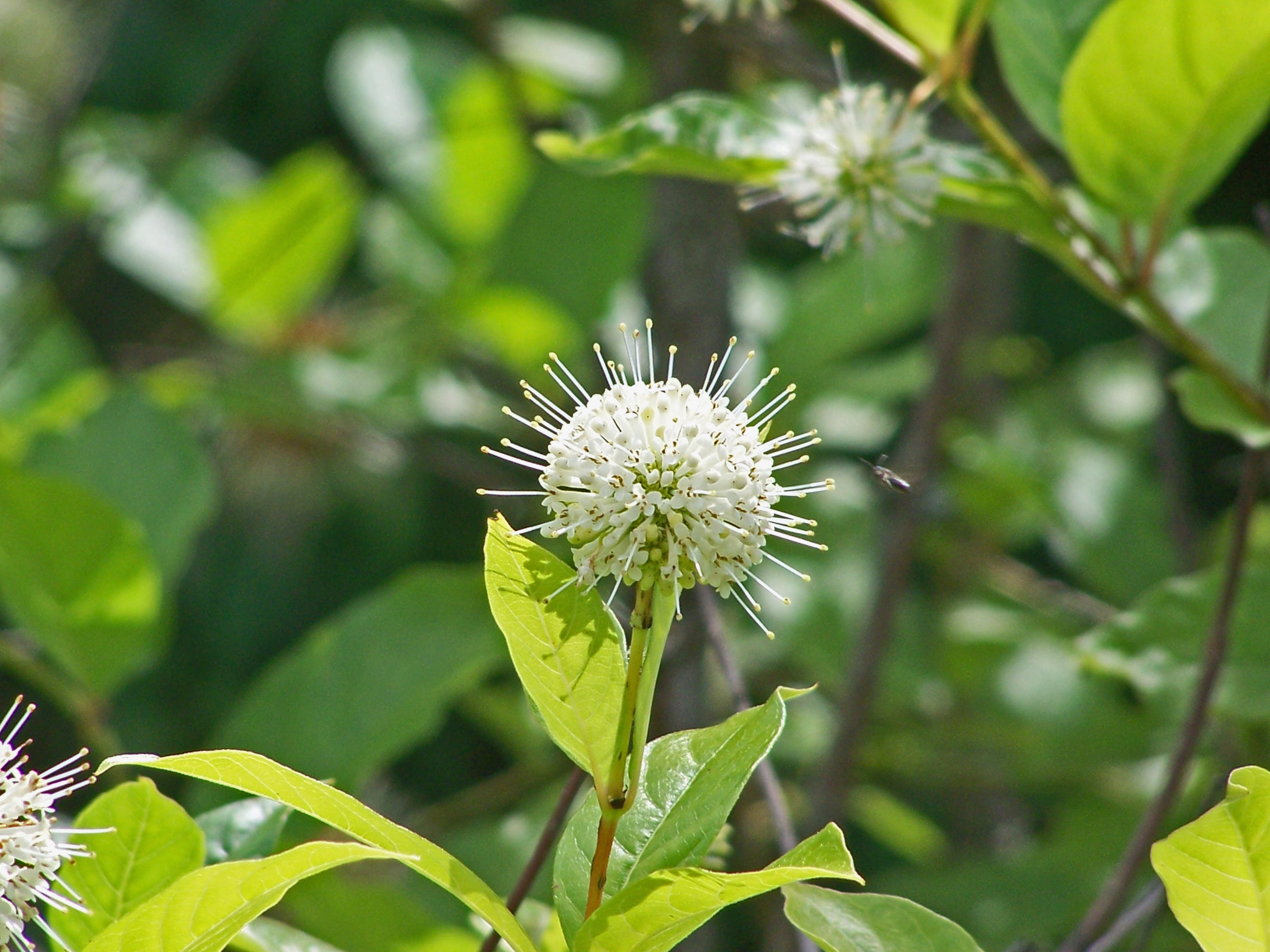
Unterfamilie Cinchonoideae Tribus Naucleeae: Kugelförmiger Blütenstand von Cephalanthus occidentalis

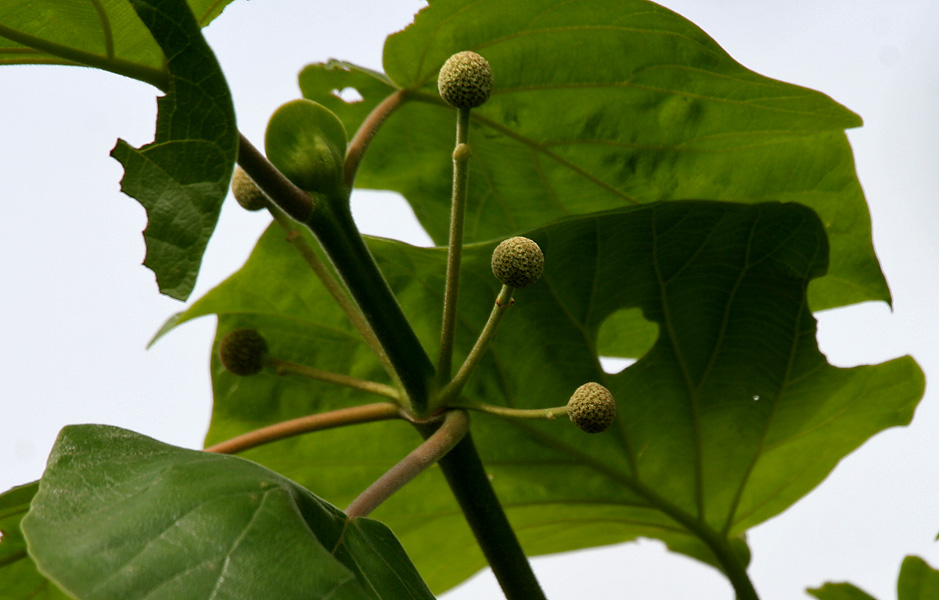
Unterfamilie Cinchonoideae Tribus Naucleeae: Laubblätter und kugelförmige Blütenstände von Haldina cordifolia

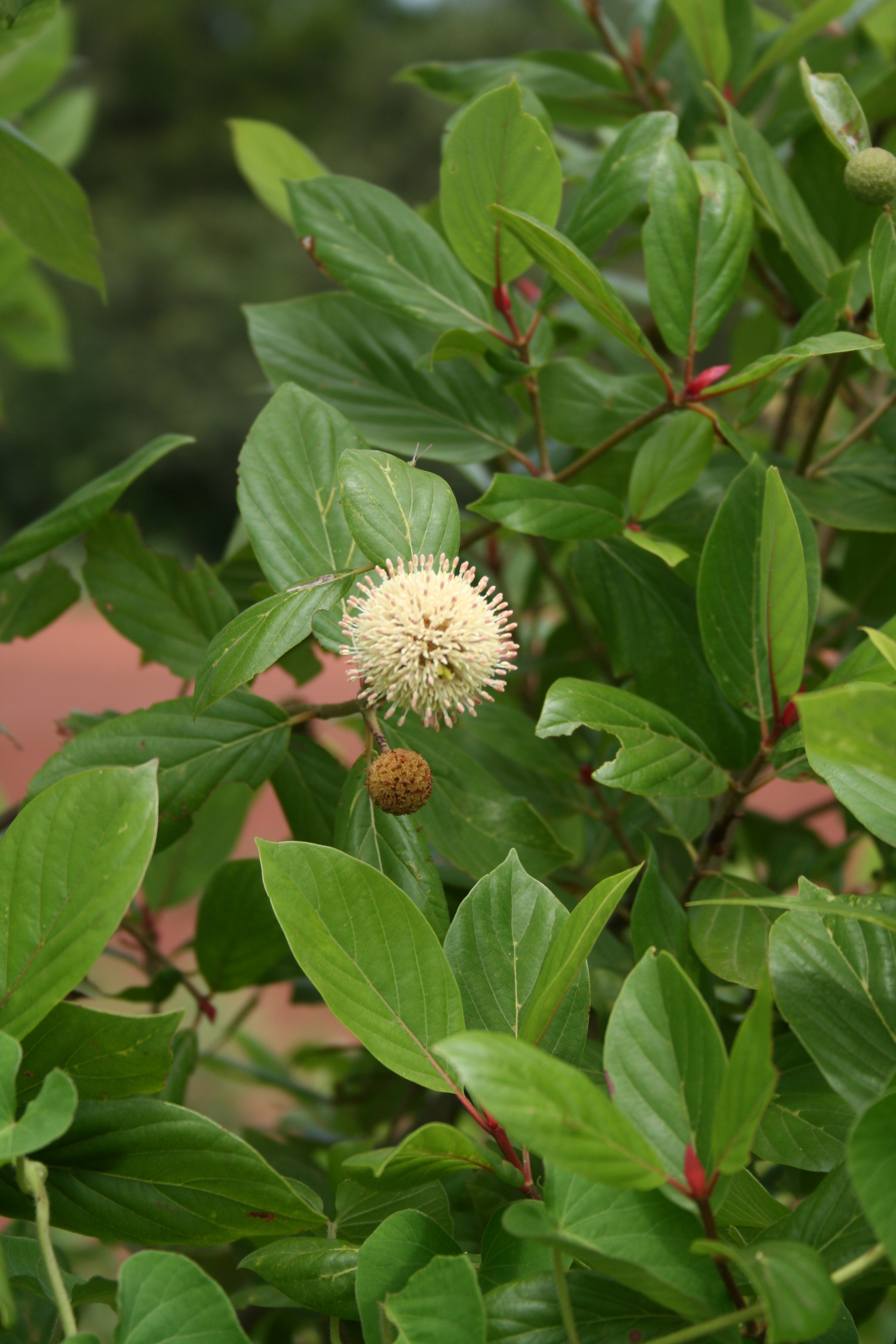
Unterfamilie Cinchonoideae Tribus Naucleeae: Laubblätter und kugelförmige Blütenstände von Mitragyna inermis

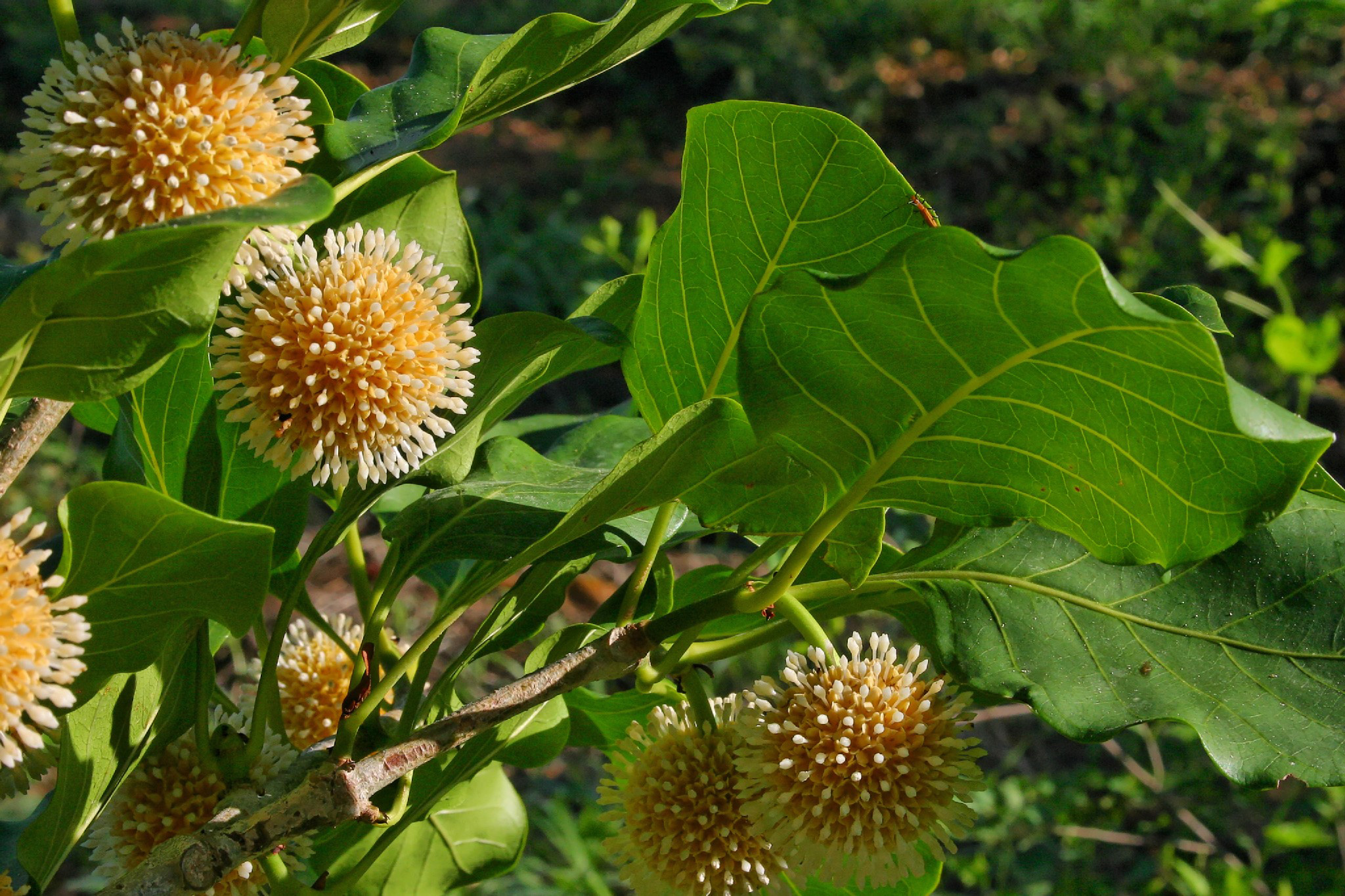
Unterfamilie Cinchonoideae Tribus Naucleeae: Laubblätter und kugelförmiger Blütenstand von Nauclea orientalis

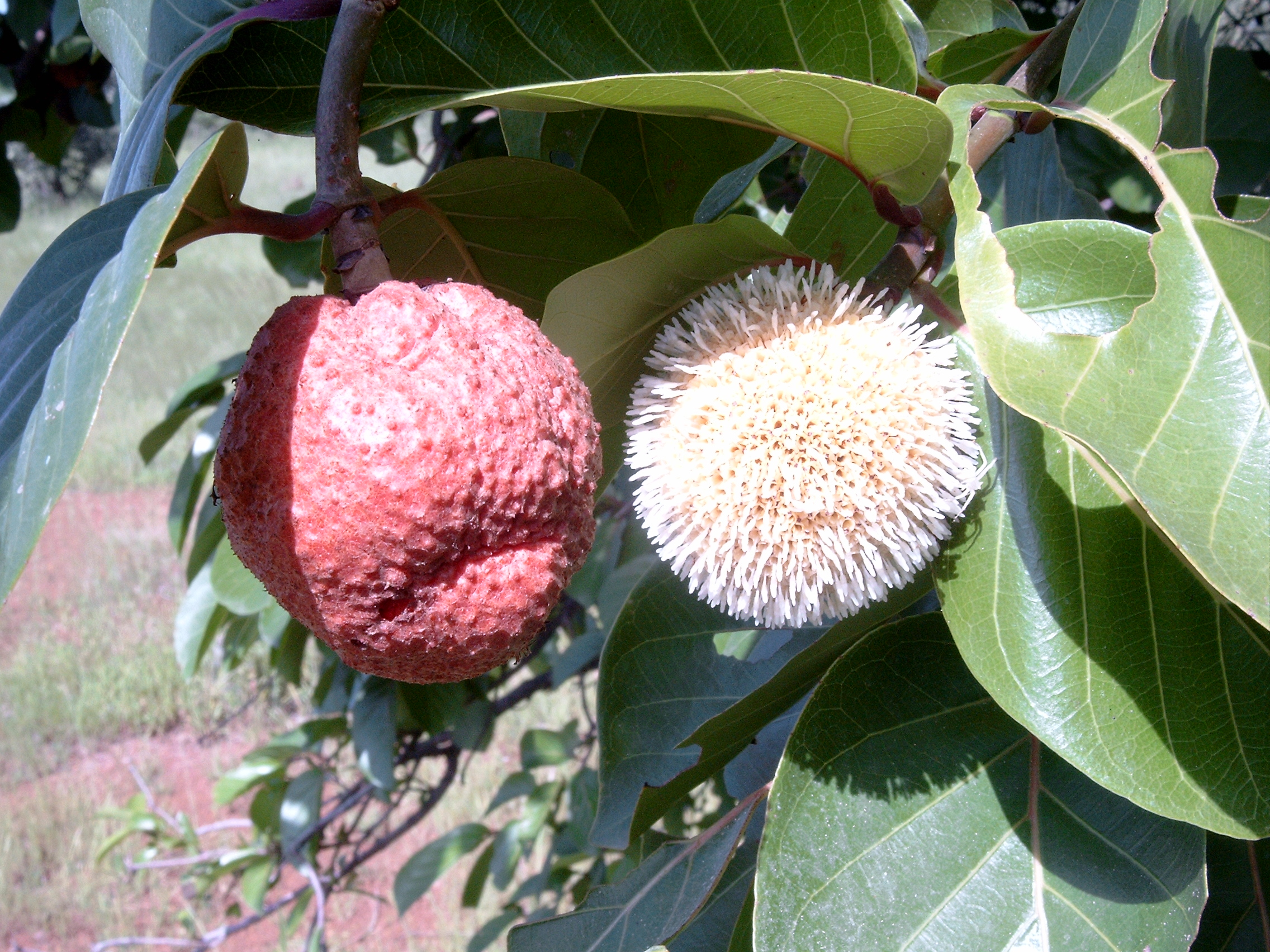
Unterfamilie Cinchonoideae Tribus Naucleeae: Kugelförmiger Blütenstand und Frucht von Nauclea latifolia

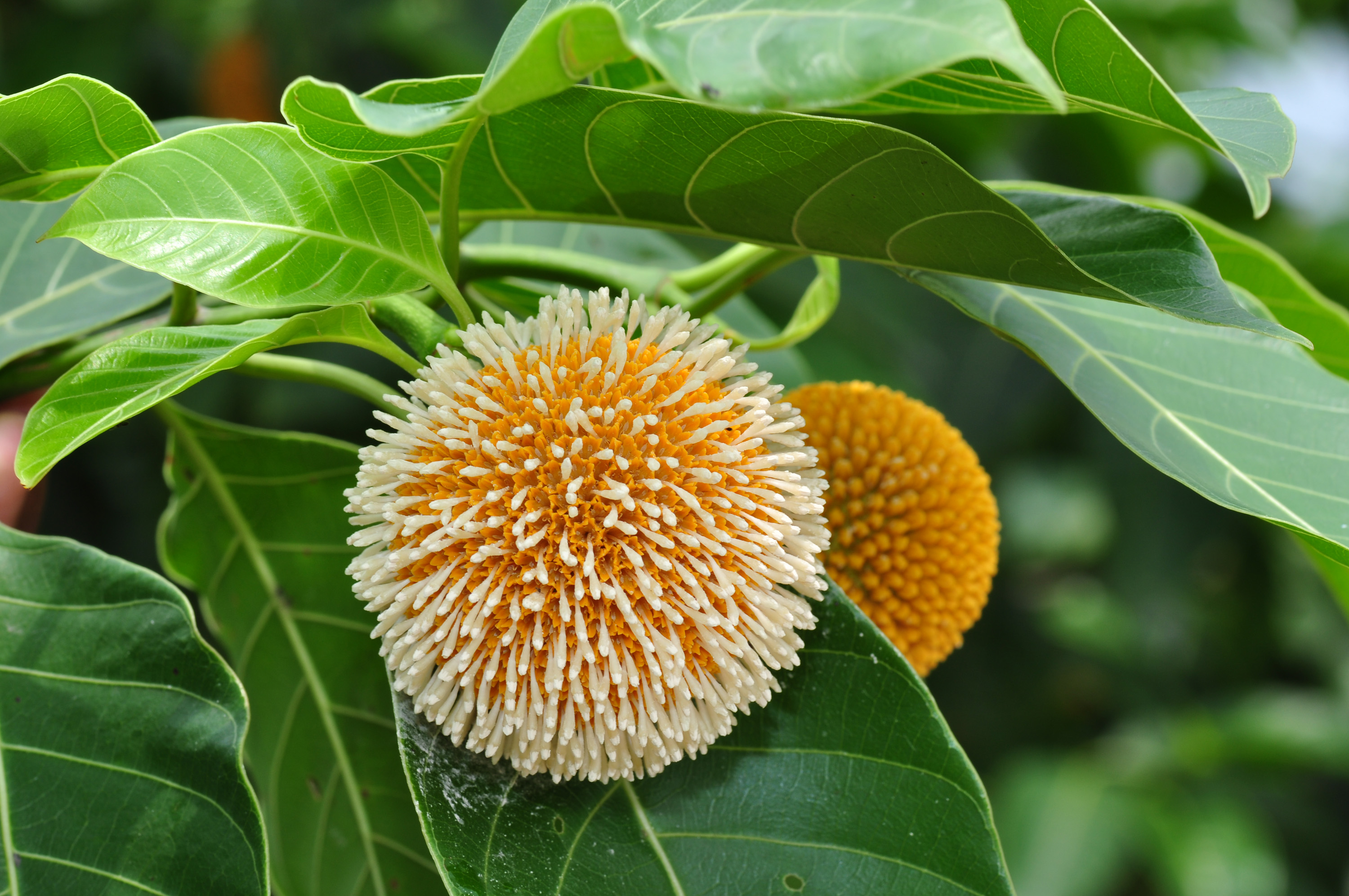
Unterfamilie Cinchonoideae Tribus Naucleeae: Laubblätter und kugelförmiger Blütenstand von Neolamarckia cadamba

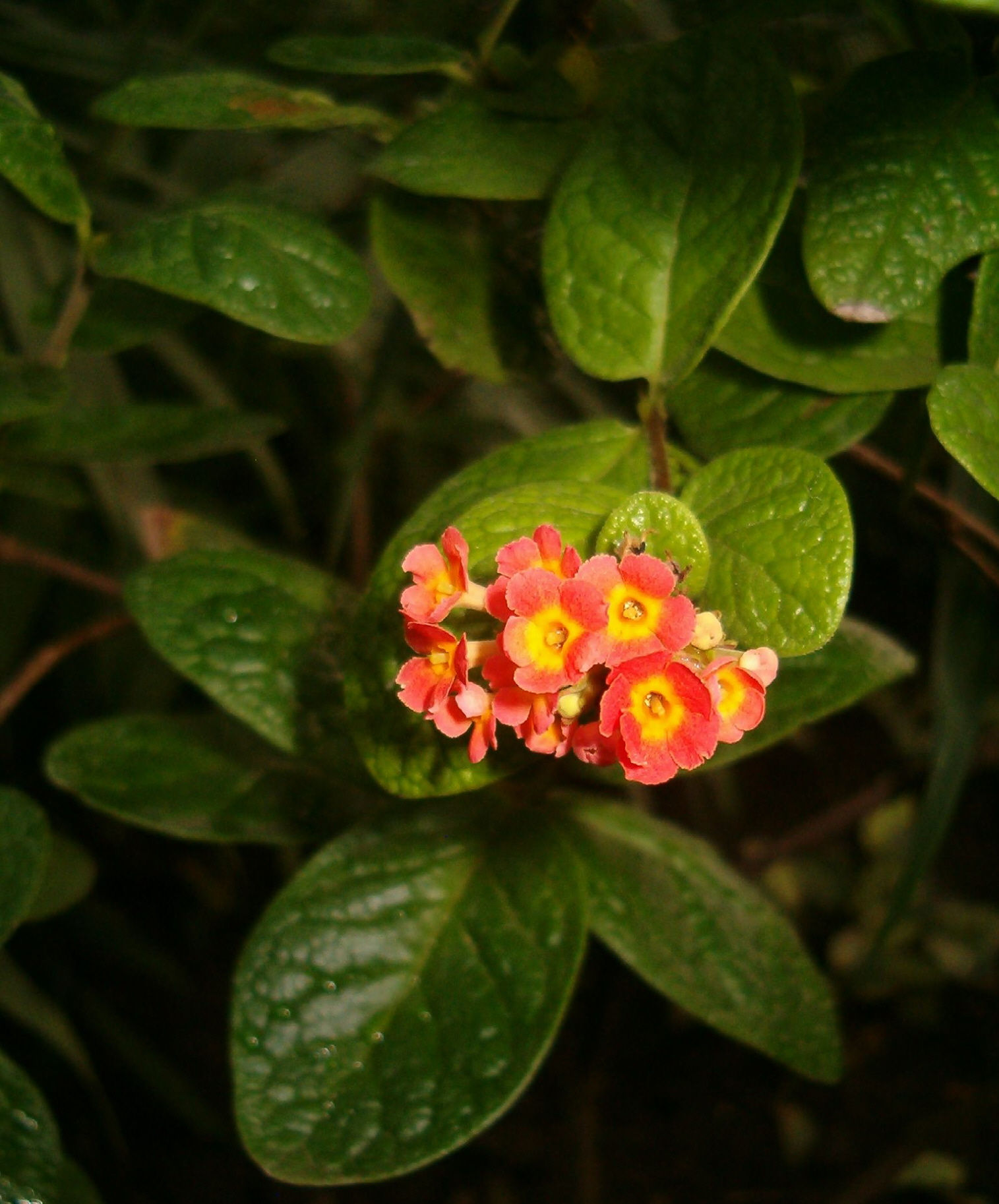
Unterfamilie Cinchonoideae Tribus Rondeletieae: Blätter und Blütenstand von Rondeletia odorata

## Systematik und Verbreitung
Die gültige Erstveröffentlichung des Familiennamens Rubiaceae erfolgte 1789 durch Antoine Laurent de Jussieu in Genera Plantarum, S. 196. Typusgattung ist Rubia L.
Synonyme für Rubiaceae Juss. sind: Aparinaceae Hoffmanns. & Link, Asperulaceae Cham. ex Spenn., Cinchonaceae Batsch, Coffeaceae Batsch, Cynocrambaceae Meisn. nom. illeg., Dialypetalanthaceae Rizzini & Occhioni nom. cons., Galiaceae Lindl., Gardeniaceae Dumort., Henriqueziaceae Bremek., Lippayaceae Meisn., Lygodisodeaceae Bartl., Naucleaceae Wernham, Operculariaceae Juss. ex Perleb, Theligonaceae Dumort. nom. cons.
Früher gab es eine Ordnung Rubiales Benth. & Hook.f., aber die Familie Rubiaceae gehört zur Ordnung der Enzianartigen (Gentianales).
Es gibt Arten auf allen Kontinenten, sogar auf dem Antarktischen Kontinent mit wenigen Coprosma-, Galium- und Sherardia-Arten. Die Familie kommt vor allem in den Tropen und Subtropen vor. Nur wenige Arten sind in den gemäßigten und kalten Breiten verbreitet. Von den etwa 43 bis 44 Tribus kommen 18 nur in der Alten Welt und 10 nur in der Neuen Welt vor, die anderen in beiden Teilen der Welt.
In Mitteleuropa kommen folgende fünf Gattungen mit etwa 35 Arten vor: Meier, oder Meister (Asperula), Kreuzlabkräuter (Cruciata) mit den Arten Kahles Kreuzlabkraut (Cruciata glabra), Gewimpertes Kreuzlabkraut (Cruciata laevipes) und Piemont-Kreuzlabkraut (Cruciata pedemontana), Labkräuter (Galium), Färberröten oder Krappe (Rubia) und Sherardia mit der einzigen Art Ackerröte (Sherardia arvensis).
In der Familie der Rubiaceae gibt es etwa 626 bis 660 Gattungen mit etwa 11.150 bis 13.150 Arten. Die Familie Rubiaceae wird in drei Unterfamilien und insgesamt 43 bis 44 Tribus gegliedert:

### Unterfamilie Cinchonoideae

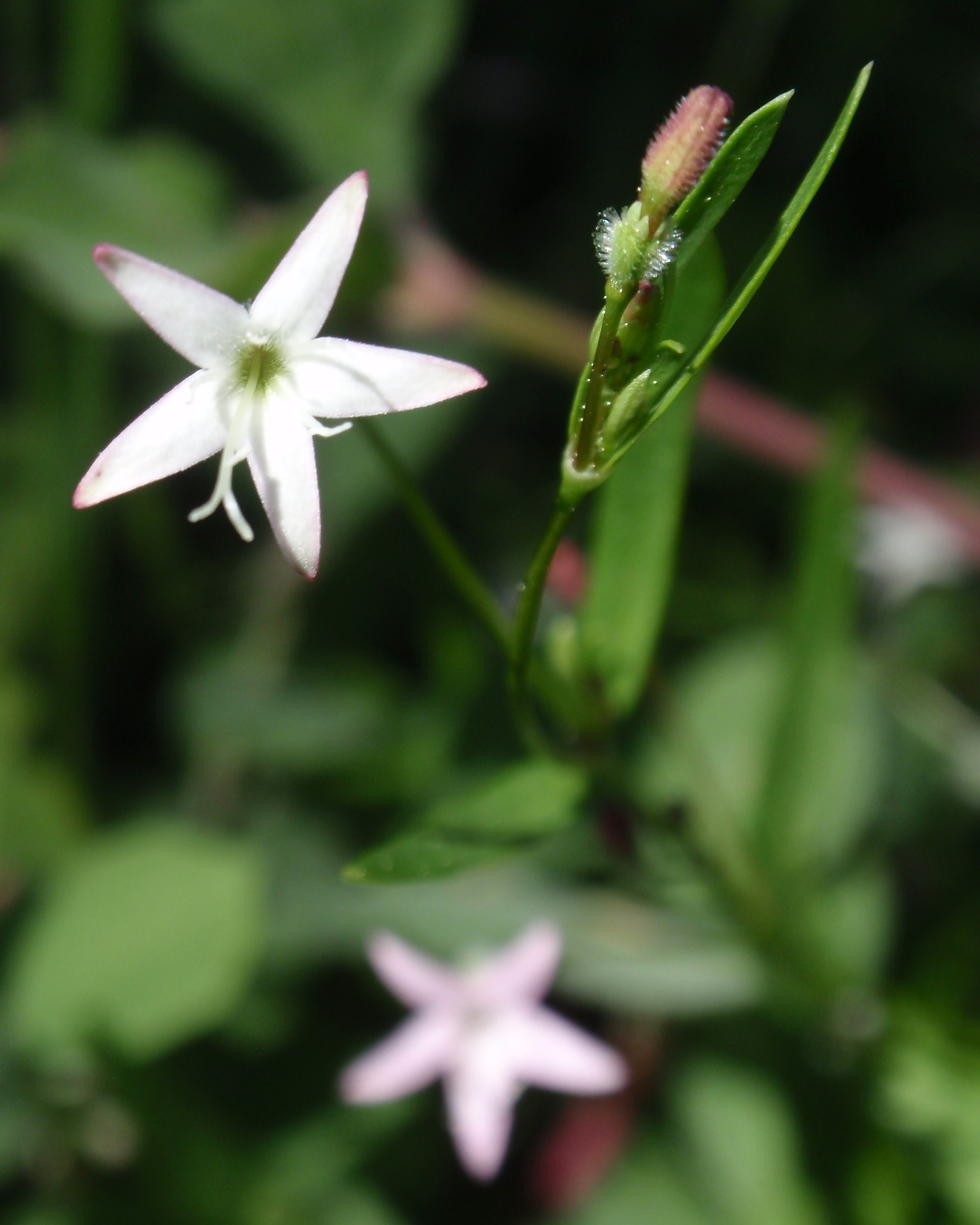
Unterfamilie Cinchonoideae: Ausschnitt eines Blütenstandes mit Blüten und Blütenknospen von Kelloggia galioides

- Unterfamilie Cinchonoideae Raf.:[4] Sie ist mit etwa 1500 Arten die kleinste der drei Unterfamilien. Es sind meist kleine Bäume oder Sträucher. Sie wird in etwa neun Tribus gegliedert, von denen sieben eine hauptsächlich neotropische Verbreitung besitzen:
  - Tribus Chiococceae Benth. & Hook.f.: Sie enthält etwa 26 Gattungen in der Neotropis:[5]
    - Asemnantha Hook.f. (manchmal in Chiococca): Sie enthält nur eine Art:
      - Asemnantha pubescens Hook.f.: Sie gedeiht in zentralamerikanischen Wäldern von Mexiko bis Belize.

    - Badusa A.Gray (Syn.: Bathysograya Kuntze): Sie kommt mit etwa drei Arten nur auf Fidschi vor.
    - Bikkia Reinw. (Syn.: Bikkiopsis Brongn. & Gris, Grisia Brongn., Thiollierea Montrouz., Tatea Seem.): Die etwa 20 Arten kommen von den Philippinen bis zu den westlichen pazifischen Inseln vor.[6]
    - Catesbaea L. (Syn.: Catesbya Cothen. orth. var.): Sie kommt in etwa 18 Arten auf den Florida Keys und auf karibischen Inseln vor.[6]
    - Ceratopyxis Hook.f.: Sie enthält nur eine Art:
      - Ceratopyxis verbenacea (Griseb.) Hook.f.: Es ist ein Endemit aus dem westlichen Kuba.[6]

    - Chiococca P.Browne (Syn.: Siphonandra Turcz.): Die etwa 23 Arten sind in der Neotropis weitverbreitet.[6]
      - Chiococca alba (L.) Hitchc.: Vom nordwestlichen Argentinien, Bolivien bis nach Mittelamerika und in den Süden der Vereinigten Staaten.

    - Coutaportla Urb.: Die etwa zwei Arten sind von Mexiko bis Honduras verbreitet.[6]
    - Coutarea Aubl. (Syn.: Outarda Dum. orth. var.): Die etwa sechs Arten sind in der Neotropis weitverbreitet.[6]
    - Cubanola Aiello (Syn.: Gonianthes A.Rich.): Die nur zwei Arten kommen nur auf den Großen Antillen vor.
      - Cubanola domingensis (Britton) Aiello: Aus der Dominikanischen Republik.

    - Erithalis P.Browne: Die etwa acht Arten sind in Florida und in Zentralamerika verbreitet.
    - Eosanthe Urb.: Sie enthält nur eine Art:
      - Eosanthe cubensis Urb.: Es ist ein Endemit des östlichen Kuba.

    - Exostema (Pers.) Bonpl. (Syn.: Exostemma DC. orth. var., Exostemon Post & Kuntze orth. var., Steudelago Kuntze): Die etwa 44 Arten sind in der Neotropis verbreitet.
    - Hintonia Bullock: Die etwa drei Arten sind in Mittelamerika verbreitet.
    - Isidorea A.Rich. ex DC.: Die etwa 17 Arten kommen nur auf den großen Antillen vor.[6]
    - Lorencea Borhidi: Sie wurde 2003 in Acta Bot. Hung., 45, S. 17 aufgestellt. Sie enthält nur eine Art:
      - Lorencea guatemalensis (Standl.) Borhidi: Sie kommt von den mexikanischen Bundesstaaten Veracruz sowie Chiapas bis Guatemala vor.

    - Morierina Vieill. (Syn.: Dolichanthera Schltr. & K.Krause): Die etwa zwei Arten kommen nur in Neukaledonien vor.[6]
    - Nernstia Urb. (Syn.: Cigarrilla Aiello): Sie enthält nur eine Art:
      - Nernstia mexicana (Zucc. & Mart. ex DC.) Urb. (Syn.: Cigarrilla mexicana (Zucc. & Mart. ex DC.) Aiello, Coutarea mexicana Zucc. & Mart. ex DC., Portlandia mexicana (Zucc. & Mart. ex DC.) Hemsl.): Sie kommt in den mexikanischen Bundesstaaten San Luis Potosí sowie Hidalgo vor.

    - Osa Aiello: Sie enthält nur eine Art:
      - Osa pulchra (D.R.Simpson) Aiello: Sie kommt nur in Costa Rica vor.[6]

    - Phialanthus Griseb.: Die etwa 22 Arten sind in Florida und auf karibischen Inseln beheimatet.[6]
    - Phyllacanthus Hook.f. (Syn.: Phyllacantha Hook.f. orth. var.): Sie enthält nur eine Art:
      - Phyllacanthus grisebachianus Hook.f.: Es ist ein Endemit im nordwestlichen Kuba.[6]

    - Portlandia P.Browne: Die etwa sieben Arten kommen nur auf Jamaika vor.[6]
    - Salzmannia DC.: Sie enthält nur eine Art:
      - Salzmannia nitida DC.: Sie kommt im nordöstlichen Brasilien vor.

    - Schmidtottia Urb.: Die etwa 16 Arten kommen nur im östlichen Kuba auf Böden über Serpentin vor.[6]
    - Scolosanthus Vahl (Syn.: Antacanthus A.Rich. ex DC., Echinodendrum A.Rich.): Die etwa 27 Arten sind auf karibischen Inseln beheimatet.[6]
    - Siemensia Urb.: Sie enthält nur eine Art:
      - Siemensia pendula (C.Wright ex Griseb.) Urb.: Es ist ein Endemit im westlichen Kuba auf den Mogoten (Kegelkarstbergen) in Pinar del Río.[6]

    - Solenandra Hook.f. (manchmal in Exostema)[7]: Die etwa vier Arten sind in der Neotropis verbreitet.
    - Strumpfia Jacq. (Syn.: Patsjotti Adans.): Sie enthält nur eine Art:
      - Strumpfia maritima Jacq.: Ihr Verbreitungsgebiet reicht vom südlichen Florida, dem südöstlichen Mexiko, den Karibischen Inseln bis zum nördlichen Venezuela.

- - Tribus Cinchoneae DC.[8]: Sie enthielt früher bis zu 50 Gattungen. Heute enthält sie etwa neun Gattungen in der Neotropis:
    - Cephalodendron Steyerm. (manchmal in Remijia DC.): Sie enthält nur eine Art:
      - Cephalodendron aracamunianum Steyerm.: Sie kommt nur im Amazonasbecken Venezuelas vor.

    - Ciliosemina Antonelli (die beiden Arten gehörten früher zu Remijia DC.): Es sind Sträucher oder Bäume mit kreuzgegenständigen Laubblättern. Sie enthält nur zwei Arten in Südamerika:
      - Ciliosemina pedunculata (H.Karst.) A.Antonelli: Sie besitzt eine weite Verbreitung im nordwestlichen Südamerika im venezolanischen Bundesstaat Amazonas, in den kolumbianischen Departamentos Amazonas, Antioquia, Boyacá, Caquetá, Cundinamarca, Meta sowie Santander, in der ecuadorianischen Provinz Sucumbíos, in den peruanischen Departamentos Loreto, San Martín sowie Ucayali, sowie in Brasilien nur im westlichen Teil des Bundesstaates Amazonas.
      - Ciliosemina purdieana (Wedd.) A.Antonelli: Sie kommt wohl nur im unteren Magdalena-Tal in den kolumbianischen Departamentos Antioquia, Bolívar und Santander vor.

    - Chinarindenbäume (Cinchona L., Syn.: Kinkina Adans., Quinquina Boehm., Pleurocarpus Klotzsch): Die etwa 24 Arten sind in Zentralamerika mit Costa Rica und Panama sowie Südamerika mit Bolivien, Kolumbien, Ecuador, Peru und Venezuela verbreitet. Einige Arten und Hybriden werden in tropischen Gebieten zur Gewinnung von Chinin weltweit angebaut.
    - Cinchonopsis L.Andersson (manchmal in Cinchona L.): Sie enthält nur eine Art:
      - Cinchonopsis amazonica (Standl.) L.Andersson: Sie ist im Amazonasbecken verbreitet.[6]

    - Joosia H.Karst.: Die etwa sieben Arten sind in den Anden von Kolumbien bis ins zentrale Peru verbreitet.
    - Ladenbergia Klotzsch (Syn.: Cascarilla (Endl.) Wedd.): Die etwa 40 Arten sind von Costa Rica bis Brasilien verbreitet.
    - Maguireocharis Steyerm.: Sie enthält nur eine Art:
      - Maguireocharis neblinae Steyerm.: Sie kommt vom südlichen Venezuela (südliche Sierra de la Neblina) bis Brasilien (Serra Pirapucú) vor.[6]

    - Pimentelia Wedd.: Sie enthält nur eine Art:
      - Pimentelia glomerata Wedd.: Sie ist im westlichen Südamerika verbreitet.[6]

    - Remijia DC. (Syn.: Acrostoma Didr.): Die etwa 41 Arten sind im tropischen Südamerika verbreitet.[6]
    - Stilpnophyllum Hook.f.: Die etwa vier Arten sind im westlichen Südamerika verbreitet.[6]

- - Tribus Guettardeae DC.: Die etwa 15 Gattungen sind in der Neotropis verbreitet:
    - Allenanthus Standl. Sie wird von manchen Autoren zu Machaonia Humb. & Bonpl. gestellt.[6] Die etwa zwei Arten sind von Mexiko bis Zentralamerika verbreitet.
    - Antirhea Comm. ex Juss. (Syn.: Antirhoea Comm. ex Juss., Antirrhoea Endl., Guettardella Champ. ex Benth., Sturmia C.F.Gaertn.): Die etwa 36 Arten sind im tropischen Asien, Australien, Madagaskar, auf den Maskarenen und auf Pazifischen Inseln verbreitet.
    - Arachnothryx Planch. (Sie wurde früher zu Rondeletia L., Syn.: Cuatrecasasia Standl., Cuatrecasasiodendron Standl. & Steyerm.). Die etwa 75 Arten sind in der Neotropis verbreitet.
    - Bobea Gaudich. (Syn.: Obbea Hook.f., Rhytidotus Hook.f. orth. var., Rytidotus Hook.f.): Die etwa vier Arten kommen nur auf Hawaii vor.[6]
    - Chomelia Jacq. (Syn.: Anisomeris C.Presl, Caruelina Kuntze): Die etwa 75 Arten sind in der Neotropis verbreitet.[6]
      - Chomelia brasiliana A.Rich.: Aus dem zentralen bis östlichen Brasilien.

    - Gonzalagunia Ruiz & Pav. (Syn.: Buena Cav., Caryococca Willd. ex Roem. & Schult. nom. inval. Duggena Vahl nom. inval., Gonzalea Pers.): Die etwa 40 Arten sind von Mexiko bis Brasilien verbreitet.
    - Guettarda L. (Syn.: Cadamba Sonn., Dicrobotryum Willd. ex Roem. & Schult., Donkelaaria Lem., Edechia Loefl., Habsia Steud., Halesia P.Browne, Laugeria L. orth. var., Laugieria Jacq., Matthiola L., Sardinia Vell., Tournefortiopsis Rusby, Viviania Raf.): Die 60 bis 80 Arten gedeihen in tropischen Wäldern, hauptsächlich in der Neotropis und im Pazifikraum. Darunter:
      - Guettarda speciosa L.: Sie ist an den Küsten des Indischen und östlichen Pazifischen Ozeans weitverbreitet.
      - Guettarda viburnoides Cham. & Schltdl.: Sie kommt in Brasilien, Bolivien und Paraguay vor.

    - Hodgkinsonia F.Muell.: Die nur zwei Arten kommen im östlichen Australien vom südöstlichen Queensland bis nordöstlichen New South Wales vor.[6]
    - Machaonia Humb. & Bonpl. (Syn.: Bunophila Willd. ex Roem. & Schult., Microsplenium Hook.f. nom. inval., Schiedea A.Rich., Tertrea DC.): Die etwa 30 Arten sind in der Neotropis verbreitet.[6]
    - Malanea Aubl. (Syn.: Cunninghamia Schreb., Melanea Pers. orth. var.): Die etwa 40 Arten sind in der Neotropis verbreitet.[6]
    - Neoblakea Standl.: Von den nur zwei Arten kommt die eine in Ecuador und die andere in Venezuela vor.[6]
    - Neolaugeria Nicolson (Syn.: Laugeria Vahl ex Hook.f., Terebraria Sessé ex Kunth). Sie wird von manchen Autoren zu Stenostomum C.F.Gaertn. gestellt.[6] Die etwa fünf Arten kommen auf Karibischen Inseln vor.
    - Pittoniotis Griseb. (manchmal in Antirhea Comm. ex Juss.): Die nur drei Arten kommen vom südlichen Mexiko bis Venezuela und Ecuador vor.[6]
    - Stenostomum C.F.Gaertn.: Die etwa 48 Arten sind in der Neotropis verbreitet.[6]
    - Timonius DC. (Syn.: Abbottia F.Muell., Burneya Cham. & Schltdl., Erithalis G.Forst., Eupyrena Wight & Arn., Heliospora Hook.f. orth. var., Helospora Jack, Polyphragmon Desf., Porocarpus Gaertn.): Die etwa 150 bis 187 Arten sind im tropischen und subtropischen Asien, auf den Seychellen und auf Pazifischen Inseln verbreitet.[6]

- - Tribus Hamelieae A.Rich. ex DC.: Die etwa fünf Gattungen sind in der Neotropis verbreitet:
    - Deppea Cham. & Schltdl. (Syn.: Bellizinca Borhidi, Choristes Benth., Csapodya Borhidi, Deppeopsis Borhidi & Strancz., Edithea Standl., Schenckia K.Schum.): Die etwa 39 Arten sind in der Neotropis von Mexiko über Zentralamerika bis Panama und von Brasilien bis zum nordöstlichen Argentinien weitverbreitet.[6]
    - Hamelia Jacq. (Syn.: Duhamelia Pers., Jangaraca Raf., Tangaraca Adans., Tapesia C.F.Gaertn., Tepesia C.F.Gaertn.): Die etwa 16 Arten sind in der Neotropis verbreitet.
    - Hoffmannia Sw. (Syn.: Campylobotrys Lem., Erosmia A.Juss., Euosmia Kunth, Evosmia Humb. & Bonpl., Higginsia Pers., Koehneago Kuntze, Ohigginsis Ruiz & Pav., Xerococcus Oerst.): Die etwa 110 Arten sind in der Neotropis von Mexiko über Zentralamerika und in Südamerika weitverbreitet.[6]
    - Omiltemia Standl. (Syn.: Edithea Standl.): Die nur zwei Arten kommen im südwestlichen Mexiko vor.[6]

- - Tribus Hillieae S.P.Darwin: Die etwa drei Gattungen sind in der Neotropis verbreitet:
    - Balmea Martínez: Sie enthält nur eine Art:[9]
      - Balmea stormae Martínez: Ihr Verbreitungsgebiet reicht vom zentralen Mexiko über Guatemala bis El Salvador.

    - Cosmibuena Ruiz & Pav. (Syn.: Buena Pohl): Die etwa vier Arten sind in der Neotropis vom südöstlichen Mexiko über Zentralamerika bis ins tropische Südamerika weitverbreitet.[6]
    - Hillia Jacq. (Syn.: Fereiria Vell. ex Vand., Ravnia Oerst., Saldanha Vell.): Die etwa 25 Arten sind im tropischen Amerika weitverbreitet.[6]

- - Tribus Hymenodictyeae Razafim. & B.Bremer: Es sind meist Bäume. Die Laubblätter sind kreuz-gegenständig. Die zwittrigen Blüten sind protandrisch und meist fünfzählig, selten sechs- bis siebenzählig. Es ist ein auffälliger Diskus vorhanden. Die Fruchtknoten sind zweikammerig. Sie bilden loculizide Kapselfrüchte. Die abgeflachten Samen sind seitlich geflügelt. Die 16 der 24 Hymenodictyon-Arten und die zwei Paracorynanthe-Arten gedeihen in laubabwerfenden Wäldern, nur drei Arten gedeihen in immergrünen Regenwäldern. Die meisten Hymenodictyon-Arten gedeihen auch in Sekundärwäldern und auf offenen Flächen. Sie besitzt eine paläotropische Verbreitung mit etwa zwei Gattungen:[10][11]
    - Hymenodictyon Wall. (Syn.: Benteca Adans., Kurria Hochst. ex Steud.): Die etwa 24 Arten sind im tropischen Afrika und Madagaskar, sowie etwa vier Arten in Asien besonders im Himalaja verbreitet. Die Sträucher, mittelgroßen bis großen Bäume erreichen Wuchshöhen von bis zu 35 Meter, selten sind es verholzte Epiphyten.[11]
    - Paracorynanthe Capuron: Die nur zwei Arten gedeihen in Trockenwäldern Madagaskars. Die mittelgroßen Bäume erreichen Wuchshöhen von bis zu 15 Meter.[11]

- - Tribus Isertieae A.Rich. ex DC.: Sie enthält etwa drei Gattungen in der Neotropis:
    - Isertia Schreb. (Syn.: Brignolia DC., Bruinsmania Miq., Cassupa Humb. & Bonpl., Creatantha Standl., Isartia Dum. orth. var., Phosanthus Raf.): Die etwa 14 Arten sind in Zentral- und Südamerika verbreitet.
    - Kerianthera J.H.Kirkbr.: Die nur zwei Arten kommen in Brasilien vor.[6]
    - Yutajea Steyerm. (manchmal in Isertia Schreb.): Sie enthält nur eine Art:
      - Yutajea liesneri Steyerm.: Sie kommt von Brasilien bis Trinidad vor.[6]

- - Tribus Naucleeae DC. ex Miq. (Syn.: Cephalantheae): Es werden kugelige Blütenstände gebildet. Es sind epigyne Nektarien vorhanden, die im Blütenbecher (Hypanthium) tief eingebettet. Typisch ist die sekundäre Pollenpräsentation, hier wird der Pollen auf den unausgereiften Narbenlappen präsentiert. Sie enthält bis 2014 etwa 26[12][13] seitdem nur noch etwa 17[11] Gattungen mit etwa 194 und paläotropischer Verbreitung:
    - Adina Salisb. (Syn.: Adinauclea Ridsdale, Haldina Ridsdale, Metadina Bakh.f., Pertusadina Ridsdale): Die bis 2014 vier[1] seitdem etwa 10 Arten sind in subtropischen bis tropischen Asien von Sri Lanka, Indien, Nepal, Myanmar Thailand, Kambodscha, Laos, China (fünf Arten), Japan, Korea, Thailand, Vietnam, Malaysia, Indonesien, den Philippinen und Sulawesi bis Maluku verbreitet.[11][6]
      - Adina cordifolia (Roxb.) Hook.f. & Benth.; Aus Indien, Sri Lanka, China bis nach Südostasien.

    - Breonadia Ridsdale: Sie enthält nur eine Art:
      - Breonadia salicina (Vahl) Hepper & J.R.I.Wood (Syn.: Adina microcephala (Delile) Hiern, Breonadia microcephala (Delile) Ridsdale, Nauclea microcephala Delile, Nerium salicinum Vahl): Sie ist auf der Arabischen Halbinsel, vom tropischen bis ins südliche Afrika sowie Madagaskar weitverbreitet.[6]

    - Breonia A.Rich. ex DC.(Syn.: Anthocephalus A.Rich., Cephalidium A.Rich. ex DC., Elattospermum Soler., Franchetia Baill., Neobreonia Ridsdale): Die etwa 20 Arten kommen in Madagaskar vor.[6]
    - Cephalanthus L. (Syn.: Acrodryon Spreng., Axolus Raf., Eresimus Raf.): Von den sechs Arten kommen drei in der Neuen Welt, zwei in Asien und eine in Afrika vor.
    - Corynanthe Welw. (Syn.: Pseudocinchona A.Chev., Pausinystalia Pierre): Die seit 2014 etwa sechs Arten sind vom westlichen bis westlichzentralen tropischen bis zum nördlichen sowie nordwestlichen Angola verbreitet.[6][11] Darunter:
      - Yohimbe (Corynanthe johimbe) K. Schum.: Sie kommt von Nigeria bis zum westlich-zentralen tropischen Afrika vor.[6]

    - Gyrostipula J.-F.Leroy: Die nur drei Arten kommen auf Madagaskar und den Komoren vor.[6]
    - Janotia J.-F.Leroy: Sie enthält nur eine Art:
      - Janotia macrostipula (Capuron) J.-F.Leroy: Sie kommt im zentralen und südlichen Madagaskar vor.[6]

    - Ludekia Ridsdale: Von den nur zwei Arten kommt eine auf den Philippinen und die andere auf Borneo vor.[6]
    - Mitragyna Korth. (Syn.: Paradina Pierre ex Pit., Hallea J.-F. Leroy nom. illeg., Fleroya Y.F.Deng): Die etwa zehn Arten sind im tropischen Afrika und tropischen Asien verbreitet.[11]
    - Myrmeconauclea Merr.: Die Arten kommen alle auf Borneo und eine davon auch auf den Philippinen vor.[6]
    - Nauclea L. (Syn.: Burttdavya Hoyle, Platanocarpum Korth., Platanocephalus Crantz, Sarcocephalus Afzel. ex Sabine, Cephalina Thonn.): Diese Gattung ist nicht monophyletisch. Sie umfasst etwa sechs Arten aus dem tropischen Afrika und etwa sechs Arten, die von Asien über Borneo bis Australien verbreitet sind.[11] Hierher gehört:
      - Nauclea latifolia Sm.: Sie kommt vom tropischen Westafrika bis Äthiopien und dem nordwestlichen Angola vor.[6]

    - Neolamarckia Bosser: Die nur zwei Arten im südlichen Asien, Südostasien, Neuguinea und Australien verbreitet. Eine Art, Neolamarckia cadamba (Roxb.) Bosser, wird zur Holzgewinnung weltweit in den Tropen angebaut.
    - Neonauclea Merr. (Syn.: Nauclea Korthals non L.): Die etwa 62 Arten sind im tropischen Asien und auf Pazifischen Inseln verbreitet.[1]
    - Ochreinauclea Ridsdale & Bakh.f.: Von den nur zwei Arten kommt eine nur in Indien und die andere von der thailändischen Halbinsel bis zum westlichen Malesien vor.[6]
    - Pseudocinchona A.Chev. ex Perrot (manchmal in Corynanthe Welw.[6]): Die etwa fünf Arten kommen in Afrika vor.
    - Sinoadina Ridsdale: Sie enthält nur eine Art:
      - Sinoadina racemosa (Sieb. & Zucc.) Ridsdale: Sie kommt in Myanmar, Thailand, China und Japan vor.

    - Uncaria Schreb. (Syn.: Agylophora Neck. ex Raf. nom. inval., Ourouparia Aubl., Restiaria Lour., Uncinaria Rchb. orth. var., Uruparia Raf.): Sie besitzt ein disjunktes Areal mit 29 Arten vom tropischen Asien bis Australien, drei Arten in Afrika sowie Madagaskar und zwei in der Neotropis.
      - Uncaria gambir (W.Hunter) Roxb.: Aus Malaysia und dem nördlicheren Indonesien.
      - Katzenkralle (Uncaria tomentosa (Willd. ex Schult.) DC.): Aus Süd- bis Zentralamerika.

  - Vorläufig in der Tribus Naucleeae enthalten sind:
    - Diyaminauclea Ridsdale: Sie enthält nur eine Art:
      - Diyaminauclea zeylanica (Hook.f.) Ridsdale: Sie kommt nur in Sri Lanka vor.[6]

    - Khasiaclunea Ridsdale: Sie enthält nur eine Art:
      - Khasiaclunea oligocephala (Havil.) Ridsdale: Sie ist von Indien bis zum nördlichen Myanmar verbreitet.[6]

- - Tribus Rondeletieae (DC.) Miq. (Syn.: Rondeletieae Burnett, Rondeletiinae DC.): Sie enthält etwa 14 Gattungen (nach Rova et al. 2009). Außer zwei Arten kommen alle Arten nur in der Neotropis vor. Das Zentrum der Artenvielfalt sind die Großen Antillen. Es sind Bäume und Sträucher:[14]
    - Acrosynanthus Urb.: Von den sechs Arten kommen fünf nur in Kuba (vier davon nur im östlichen Kuba) und eine nur in Jamaika vor.[6]
    - Acunaeanthus Borhidi, Komlodi & Moncada: Sie enthält nur eine Art:
      - Acunaeanthus tinifolius (Griseb.) Borhidi (Syn.: Rondeletia tinifolia Griseb., Neomazaea tinifolia (Griseb.) Urb., Mazaea tinifolia (Griseb.) Alain, Exostema leonis Standl.): Sie kommt nur in Kuba vor.[6]

    - Blepharidium Standl.: Sie enthält nur eine Art:
      - Blepharidium guatemalense Standl.: Sie ist vom südöstlichen Mexiko bis Honduras verbreitet.[6]

    - Glionnetia Tirveng.: Sie enthält nur eine Art:
      - Glionnetia sericea (Baker) Tirveng.: Sie kommt auf den Seychellen nur auf den Inseln Mahé sowie Silhouette vor. Es ist eine von nur zwei Arten außerhalb der Neotropis.[6]

    - Habroneuron Standl.: Sie enthält nur eine Art:
      - Habroneuron radicans (Wernham) S.P.Darwin: Sie kommt nur im mexikanischen Bundesstaat Oaxaca vor.[6]

    - Mazaea Krug & Urb. (Syn: Neomazaea Krug & Urb.): Die nur zwei Arten kommen nur in Kuba vor, die eine nur in der Provinz Holguín und die andere nur im westlichen Kuba.[6]
    - Phyllomelia Griseb. (Syn.: Ariadne Urb.): Sie enthält nur eine Art:
      - Phyllomelia coronata Griseb.: Sie kommt nur im westlichen Kuba vor.[6]

    - Rachicallis DC. (Syn.: Rhachicallis DC. orth. var.): Sie enthält nur eine Art:
      - Rachicallis americana (Jacq.) Hitchc.: Sie kommt im südöstlichen Mexiko und auf karibischen Inseln vor.[6]

    - Rogiera Planch.: Die etwa 15 Arten sind von Mexiko über Zentralamerika bis Kolumbien verbreitet.[6]
    - Roigella Borhidi & M.Fernández: Sie enthält nur eine Art:
      - Roigella correifolia (Griseb.) Borhidi & M.Fernández: Dieser Endemit kommt nur auf der kubanischen Insel Isla de la Juventud vor.[6]

    - Rondeletia L. (Syn.: Arachnimorpha Desv. ex Ham., Javorkaea Borhidi & Járai-Koml., Lightfootia Schreb., Peteria Raf. orth. var., Petesia P.Browne, Willdenovia J.F.Gmel., Zalmaria B.D.Jacks., Zamaria Raf. nom. nud.): Der Umfang dieser Gattung wird kontrovers diskutiert, bei engster Auffassung gehörten nur 20 bei weitester Auffassung etwa 140 Arten dazu. Nach Rova et al. 2009 enthält Rondeletia etwa 120 Arten in der Neotropis. Die meisten Arten kommen auf karibischen Inseln vor. Das Zentrum der Artenvielfalt ist Kuba. Zuletzt Rova et al. 2009 gliedern die Gattung Rondeletia in zehn, statt früher 15, Sektionen;[14] beispielsweise:
      - Rondeletia odorata Jacq. wird in den Tropen als Zierpflanze verwendet.

    - Rovaeanthus Borhidi et al. (manchmal in Rogiera Planch.[6]): Die nur zwei Arten sind von Mexiko bis Zentralamerika verbreitet.
    - Spathichlamys R.Parker: Sie enthält nur eine Art:
      - Spathichlamys oblonga R.Parker: Sie kommt nur im südöstlichen Myanmar vor. Es ist eine von nur zwei Arten innerhalb der Tribus Rondeletieae, die außerhalb der Neotropis vorkommt.[6]

    - Stevensia Poit. (Sie gehört vielleicht zu Rondeletia L.): Die etwa elf Arten kommen nur auf Hispaniola vor.[6]
    - Suberanthus Borhidi & M.Fernández: Die etwa sieben Arten und zwei Naturhybriden kommen nur auf Kuba und Hispaniola vor.[6]

- - Incertae sedis – nicht in eine Tribus aber in die Unterfamilie Cinchonoideae eingeordnet:
    - Chione DC.: Sie enthält nur eine Art:
      - Chione venosa (Sw.) Urb.: Sie kommt in vier Varietäten von Mexiko über Zentralamerika bis Peru und auf Karibischen Inseln vor.[6]

    - Kelloggia Torr. ex Benth. & Hook.f.: Sie war früher in der Tribus Rubieae enthalten, ist aber eine Schwestergruppe zu dieser Tribus. Sie besitzt ein disjunktes Areal mit einer Art in China sowie Bhutan und einer Art im westlichen Mexiko und den USA.

### Unterfamilie Ixoroideae

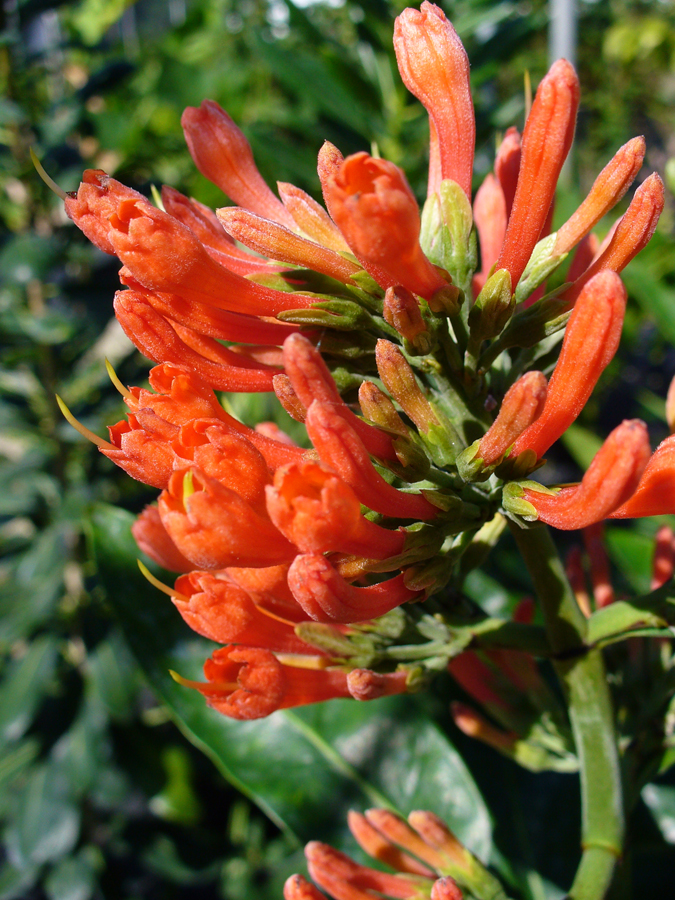
Unterfamilie Ixoroideae Tribus Alberteae: Blütenstand von Alberta magna

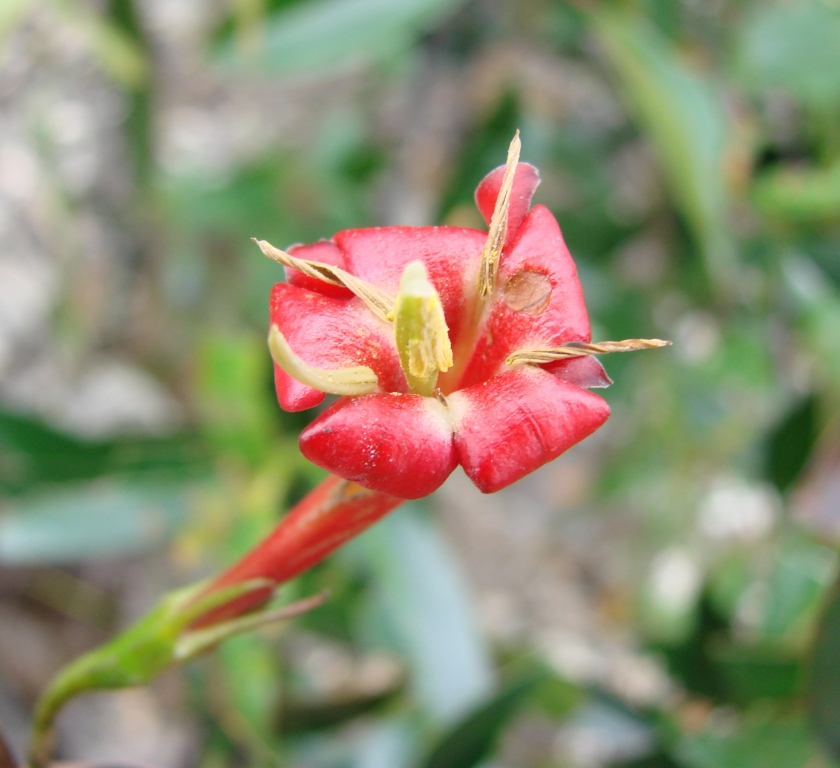
Unterfamilie Ixoroideae Tribus Augusteae: Blüte von Augusta longifolia

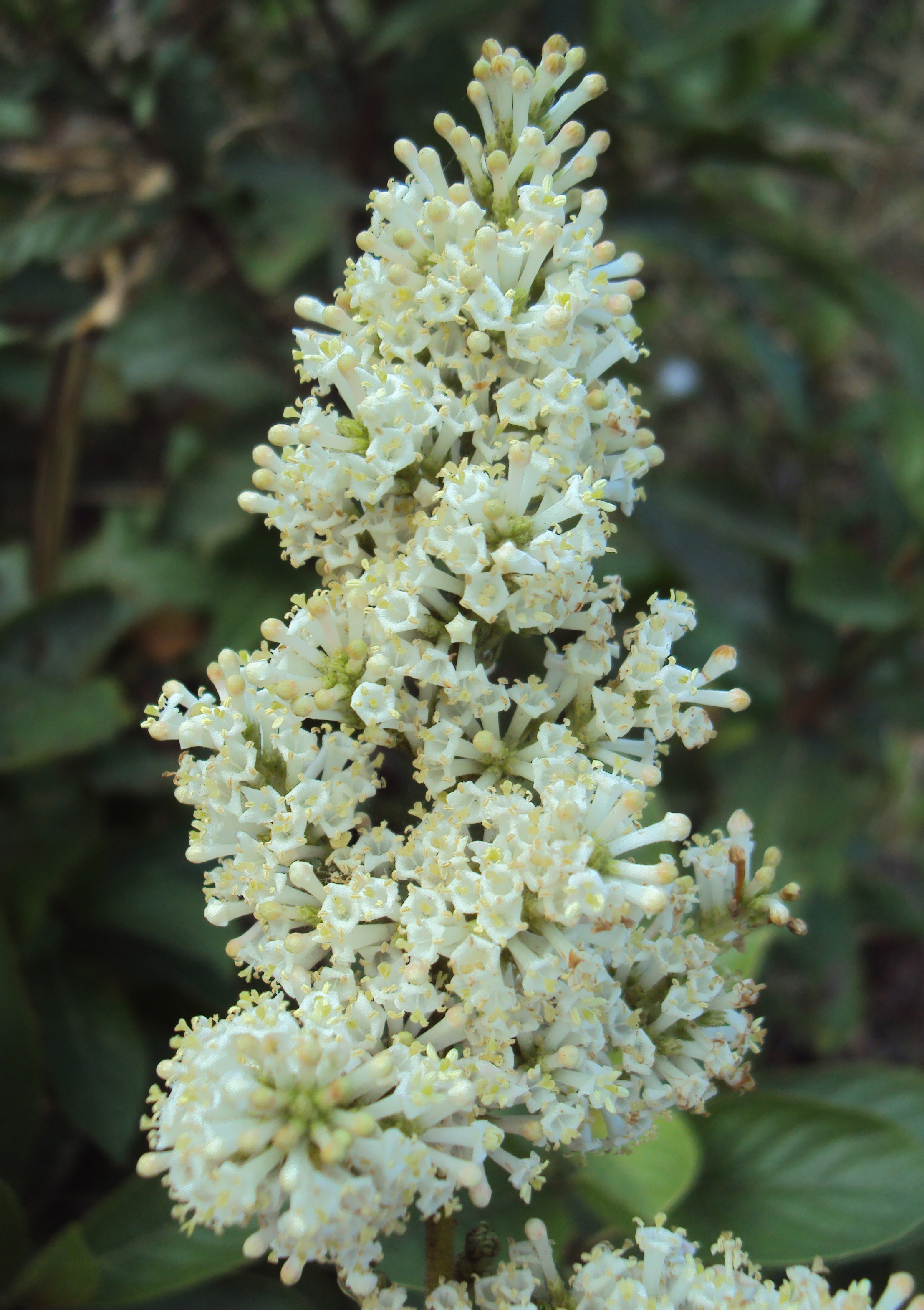
Unterfamilie Ixoroideae Tribus Augusteae: Blütenstand von Wendlandia thyrsoidea

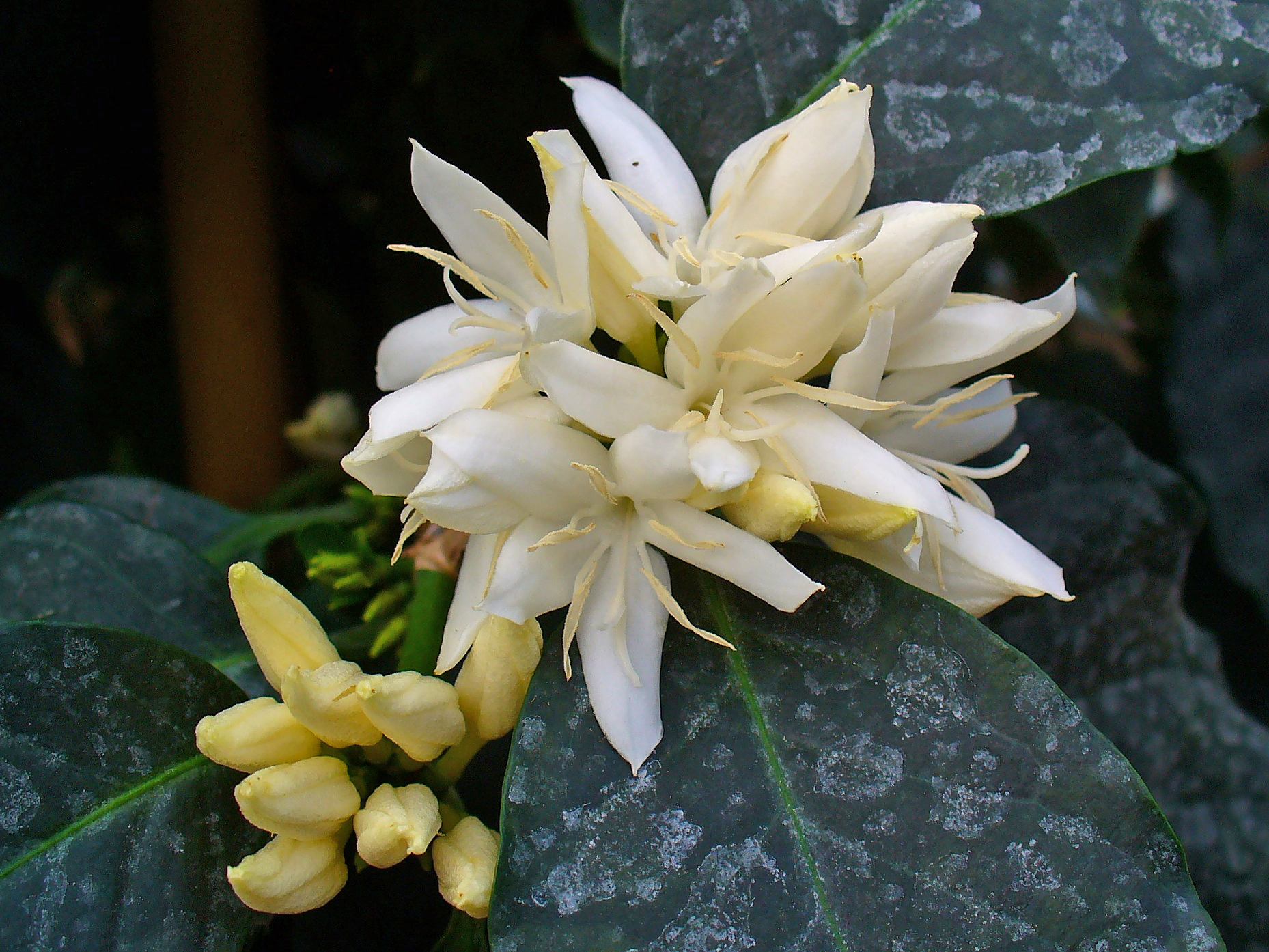
Unterfamilie Ixoroideae Tribus Coffeeae: Laubblätter und Blütenstand von Coffea arabica mit fünfzähligen Blüten

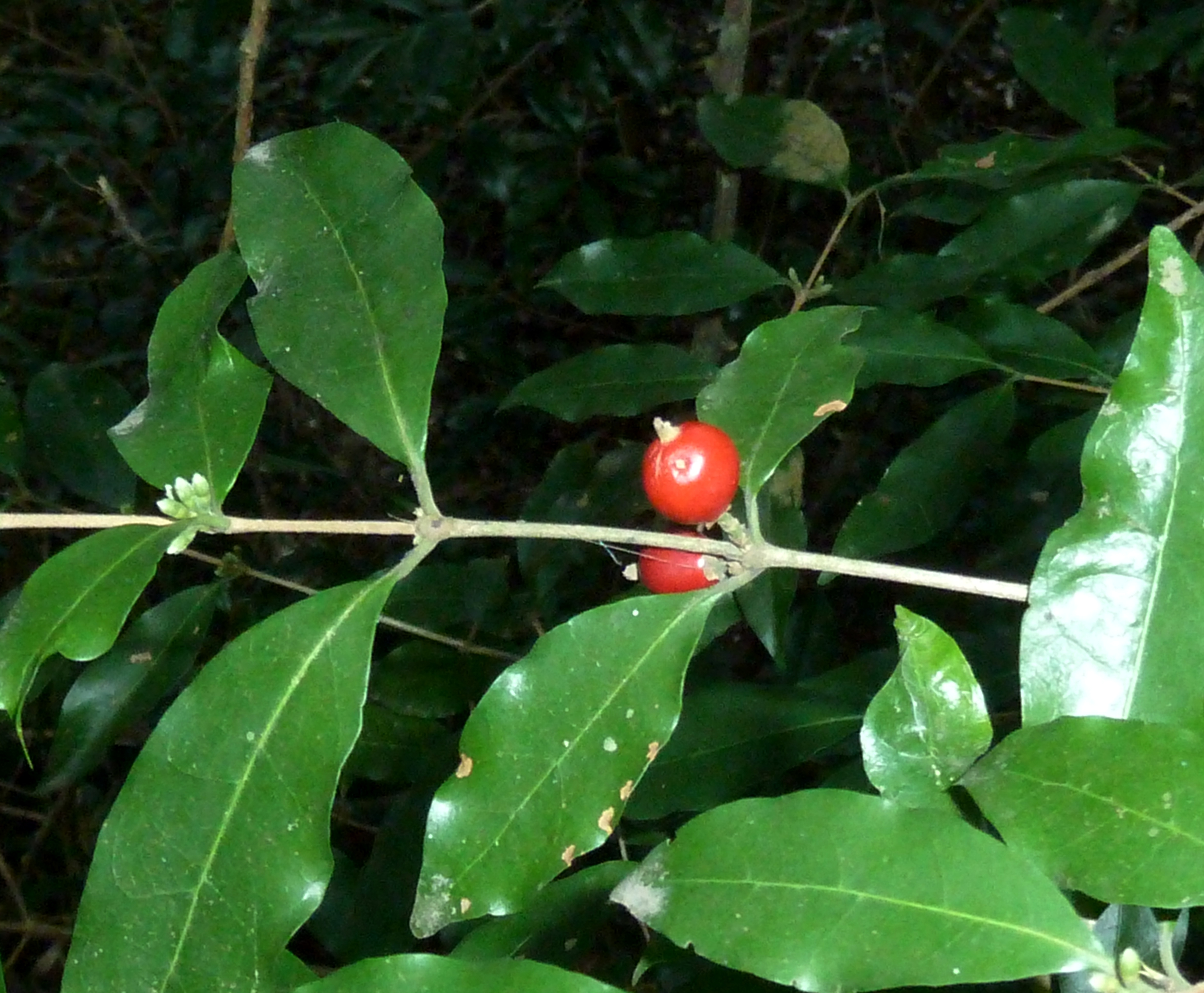
Unterfamilie Ixoroideae Tribus Coffeeae: Zweig mit gegenständigen Laubblättern, Blütenstand mit Blütenknospen und reife Früchte von Tricalysia capensis var. capensis

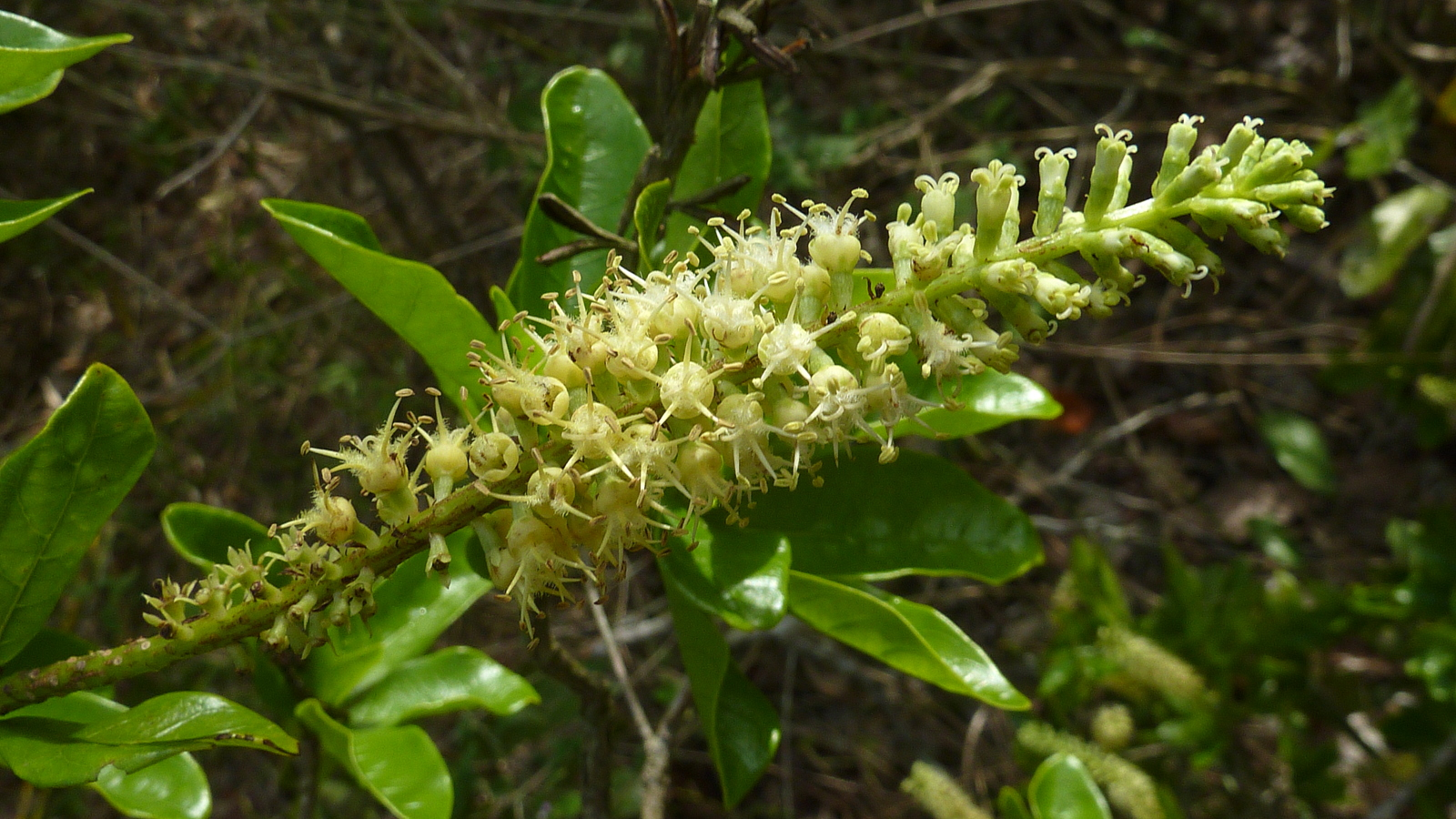
Unterfamilie Ixoroideae Tribus Condamineeae: Blütenstand von Alseis floribunda

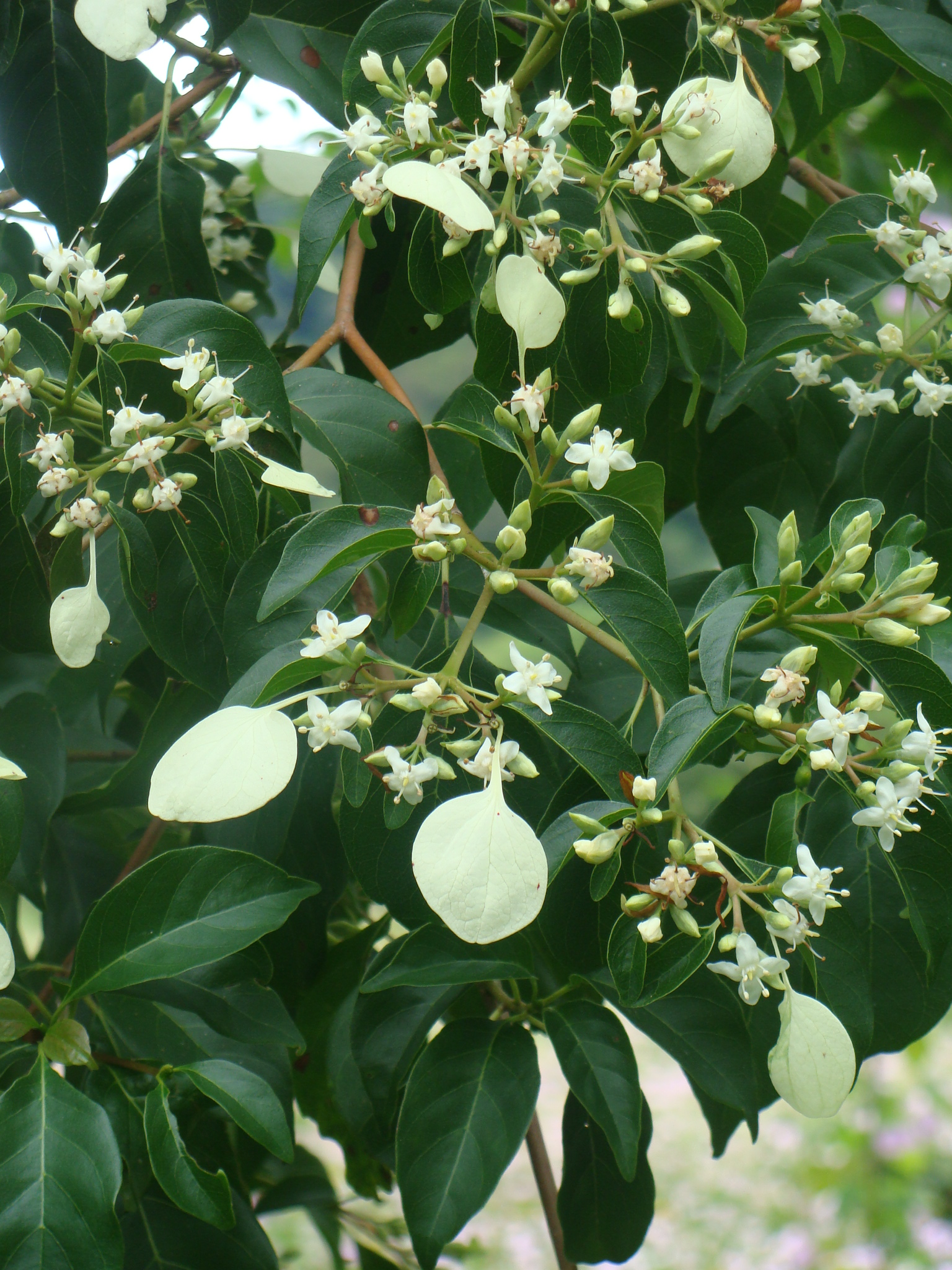
Unterfamilie Ixoroideae Tribus Condamineeae: Laubblätter und Blütenstände von Calycophyllum candidissimum

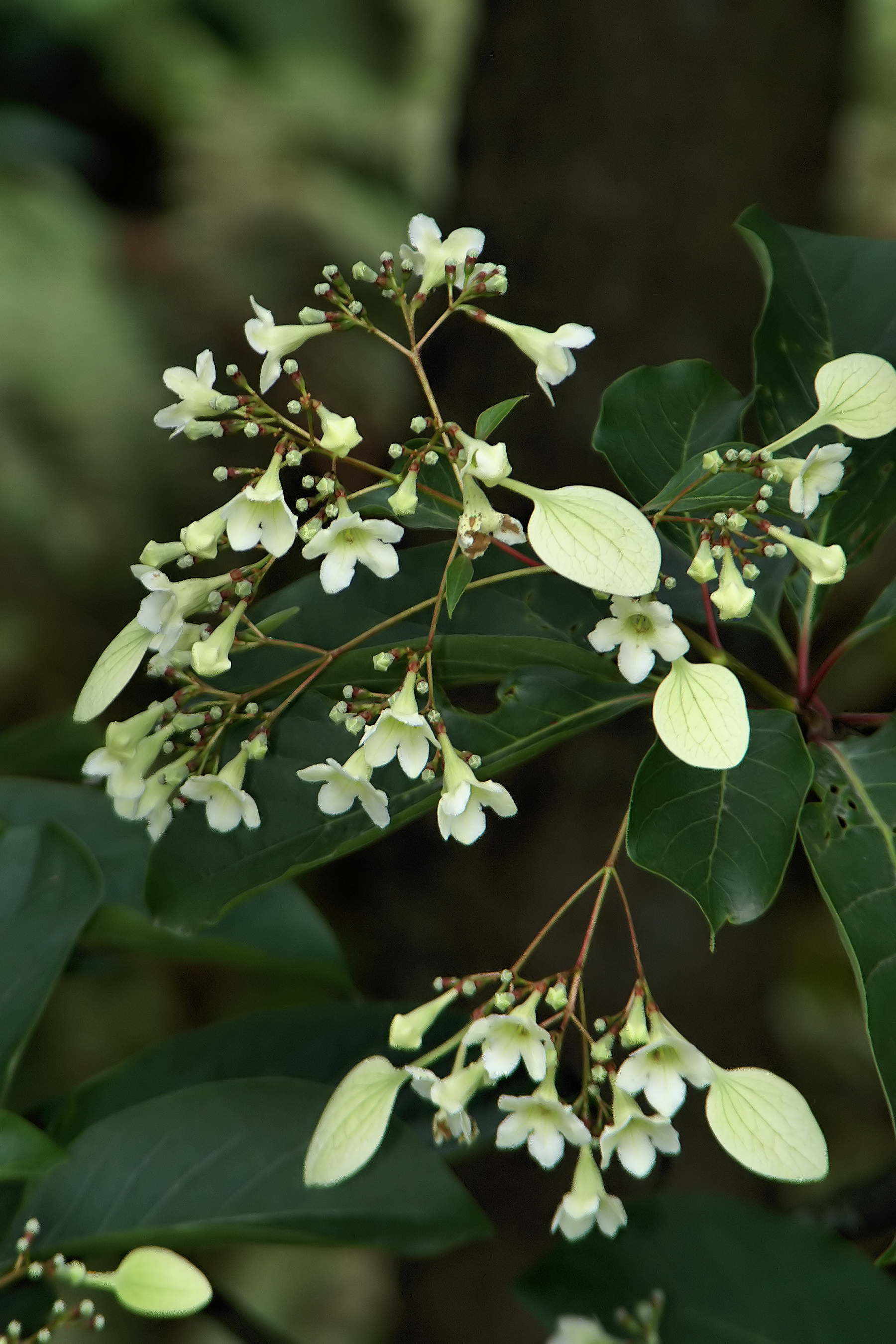
Unterfamilie Ixoroideae Tribus Condamineeae: Laubblätter und Blütenstände von Emmenopterys henryi

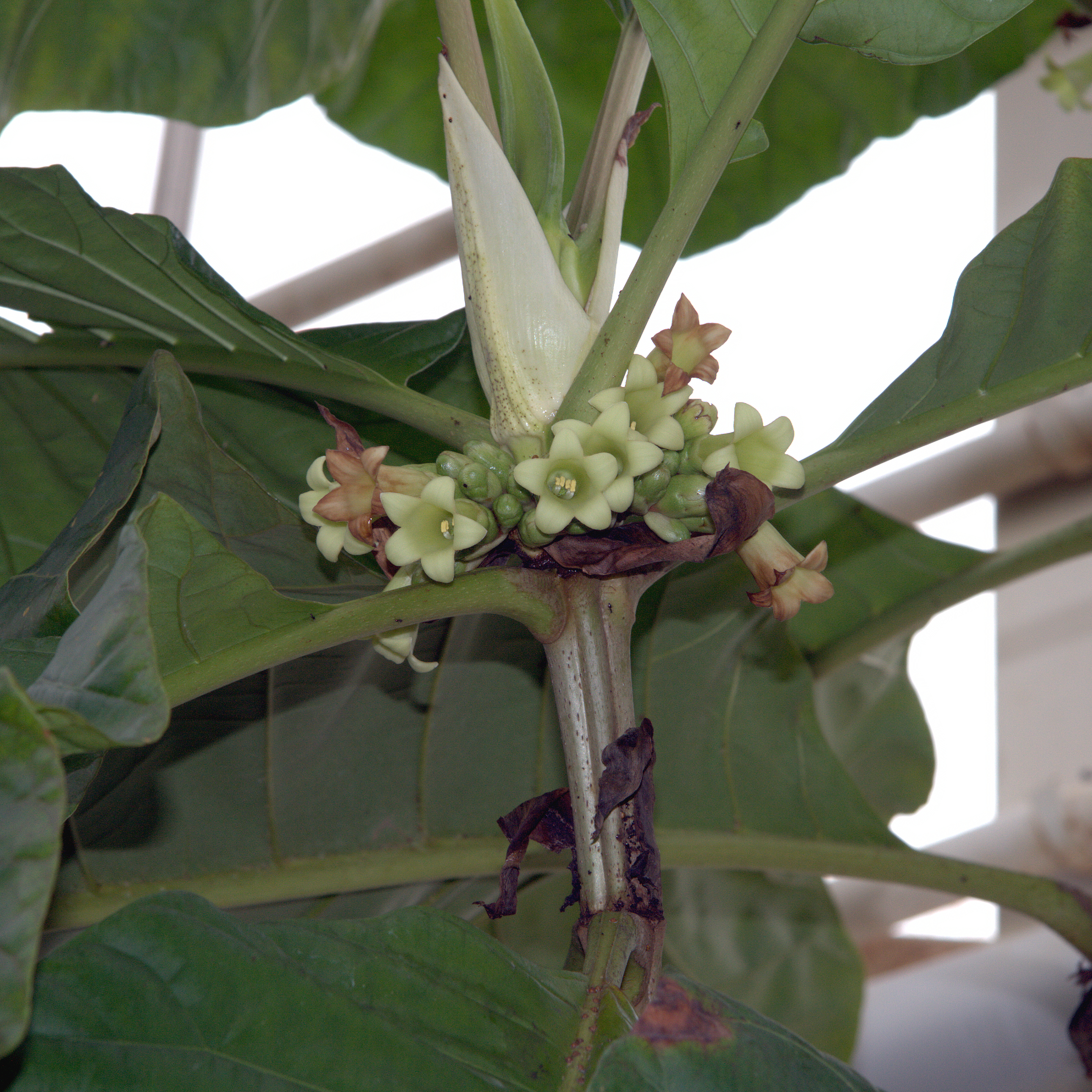
Unterfamilie Ixoroideae Tribus Condamineeae: Blüten von Pentagonia macrophylla

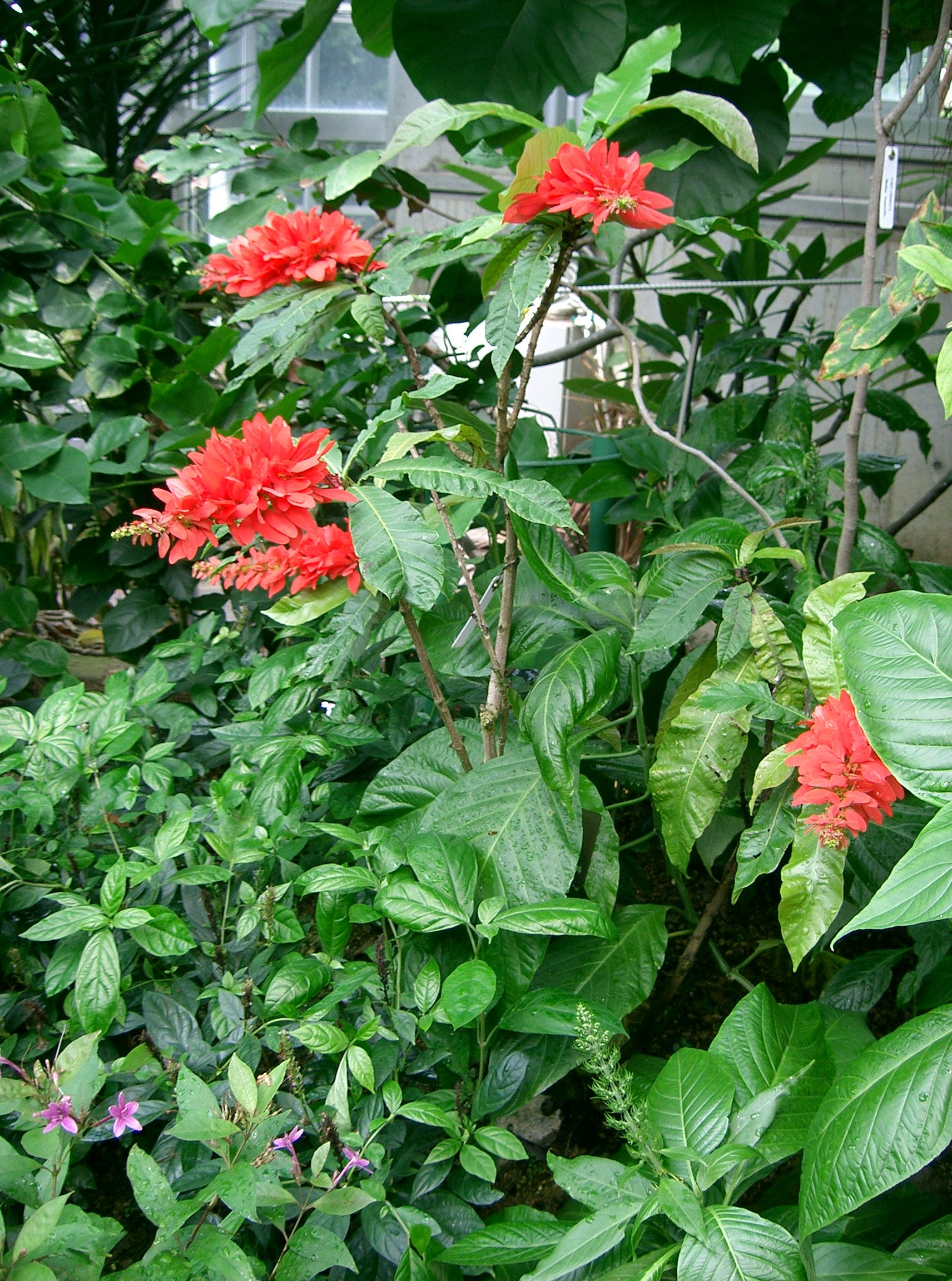
Unterfamilie Ixoroideae Tribus Condamineeae: Habitus, Laubblätter und Blütenstände von Warszewiczia coccinea

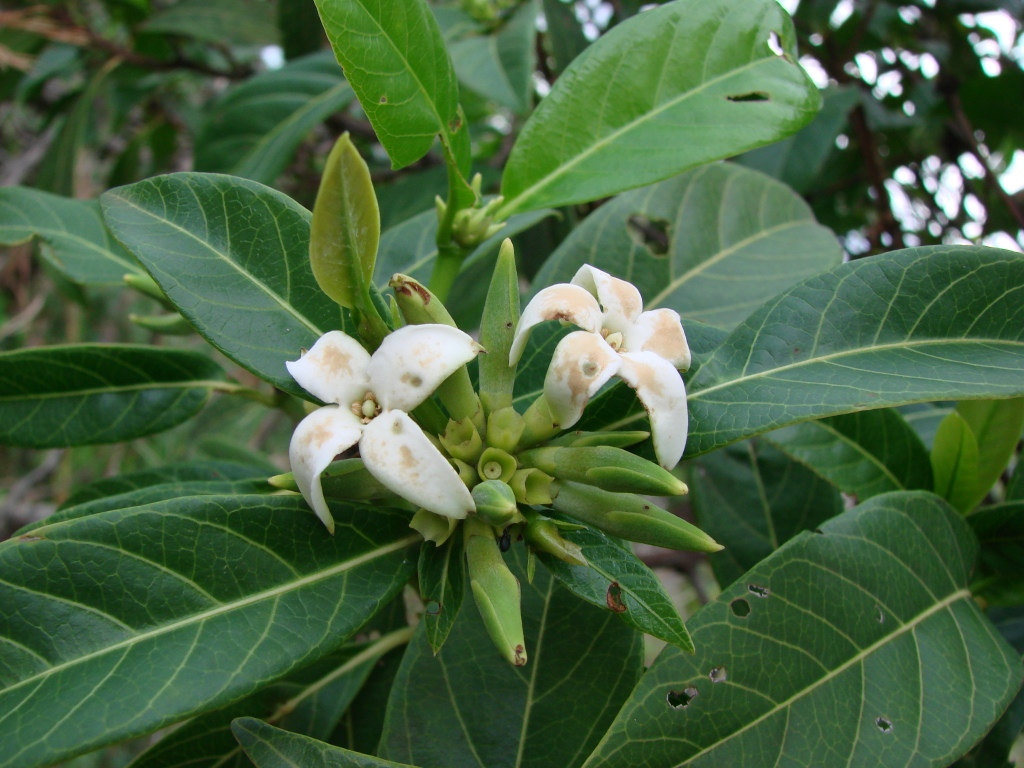
Unterfamilie Ixoroideae Tribus Cordiereae: Laubblätter und Blütenstand von Alibertia edulis

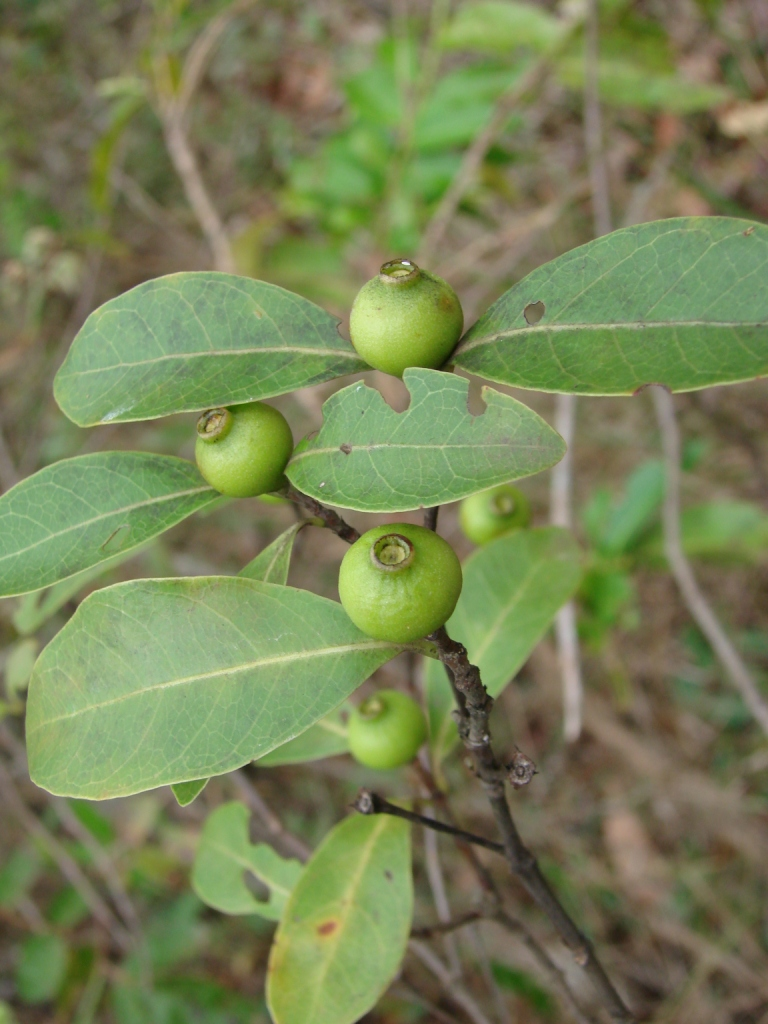
Unterfamilie Ixoroideae Tribus Cordiereae: Zweig mit Laubblättern und Früchten von Cordiera sessilis

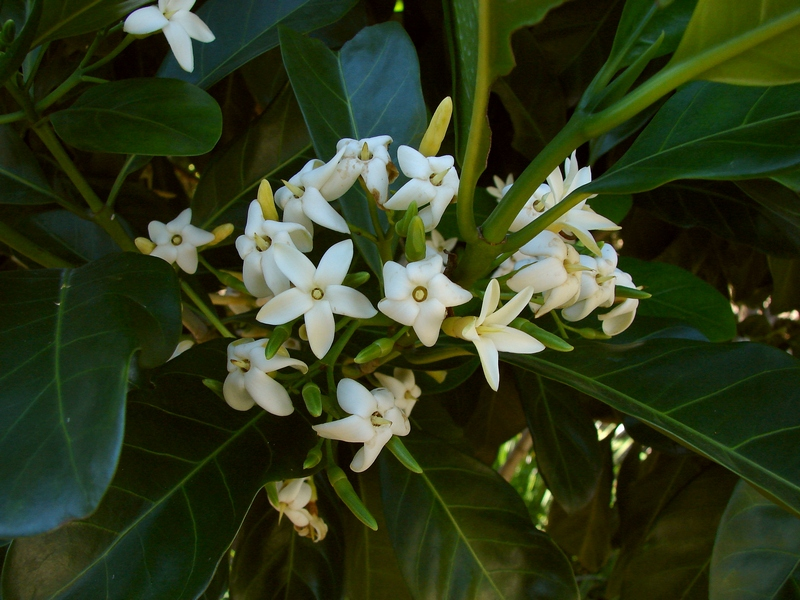
Unterfamilie Ixoroideae Tribus Gardenieae: Blüten von Atractocarpus fitzalanii

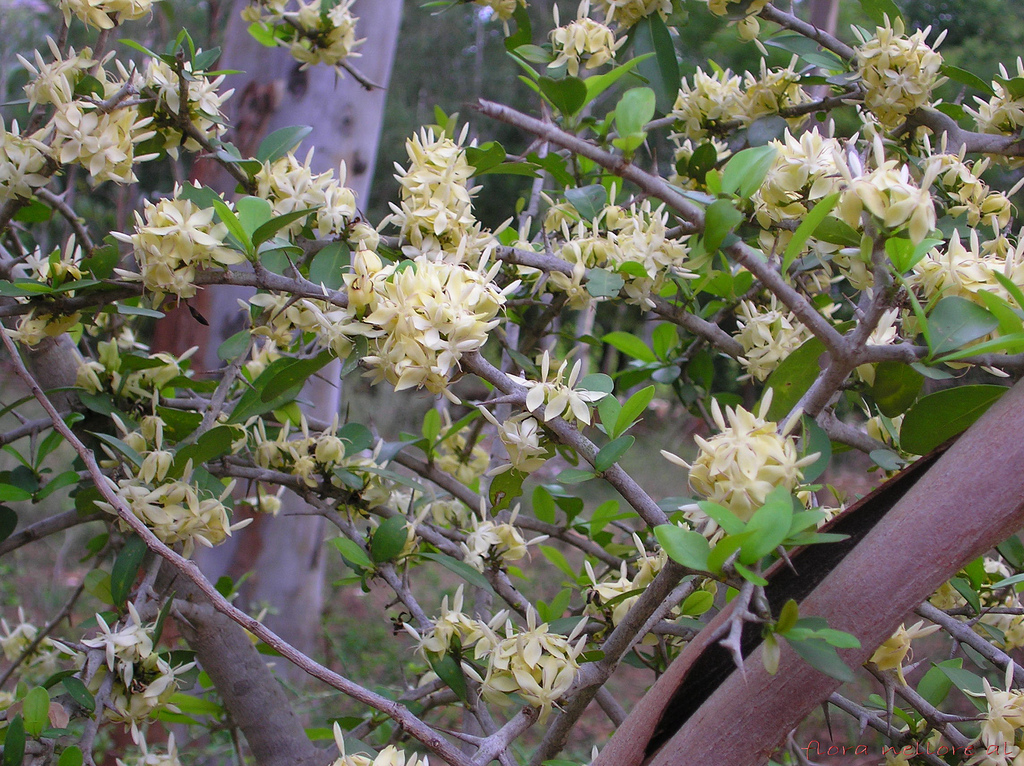
Unterfamilie Ixoroideae Tribus Gardenieae: Habitus des bewehrten Strauches von Canthium coromandelicum mit Laubblättern und Blüten

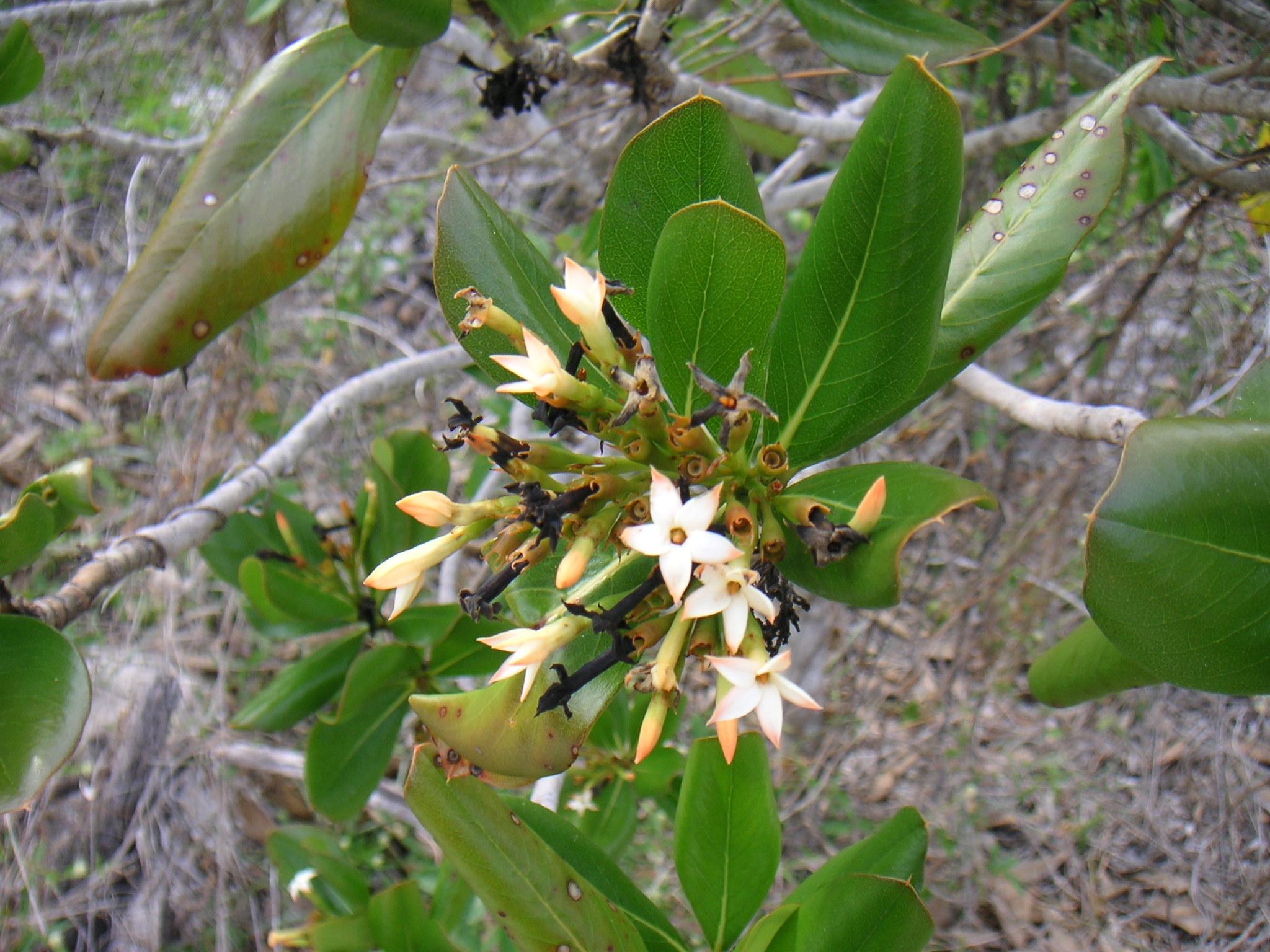
Unterfamilie Ixoroideae Tribus Gardenieae: Laubblätter und Blüten von Casasia clusiifolia

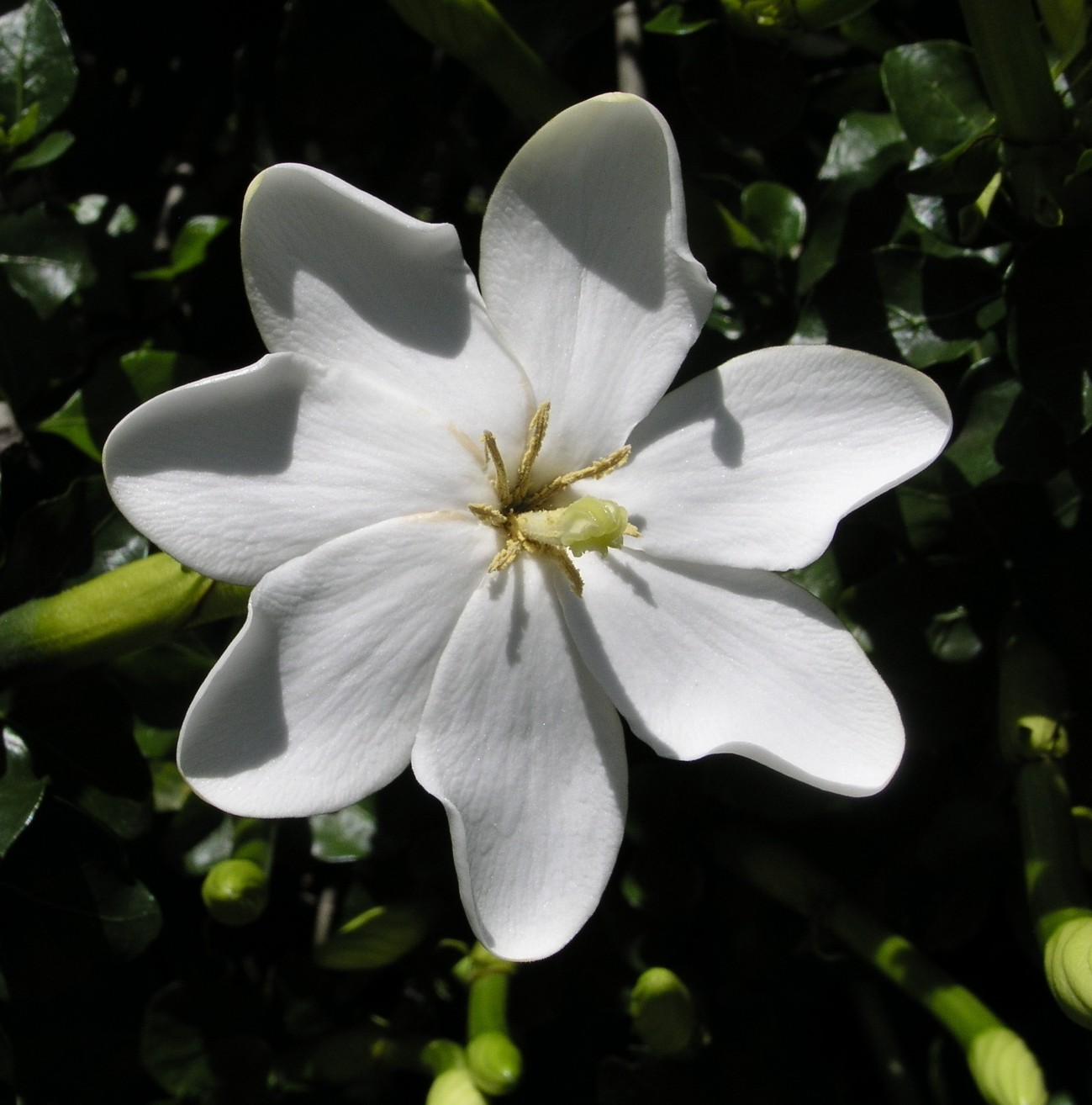
Unterfamilie Ixoroideae Tribus Gardenieae: Blüte von Gardenia thunbergia

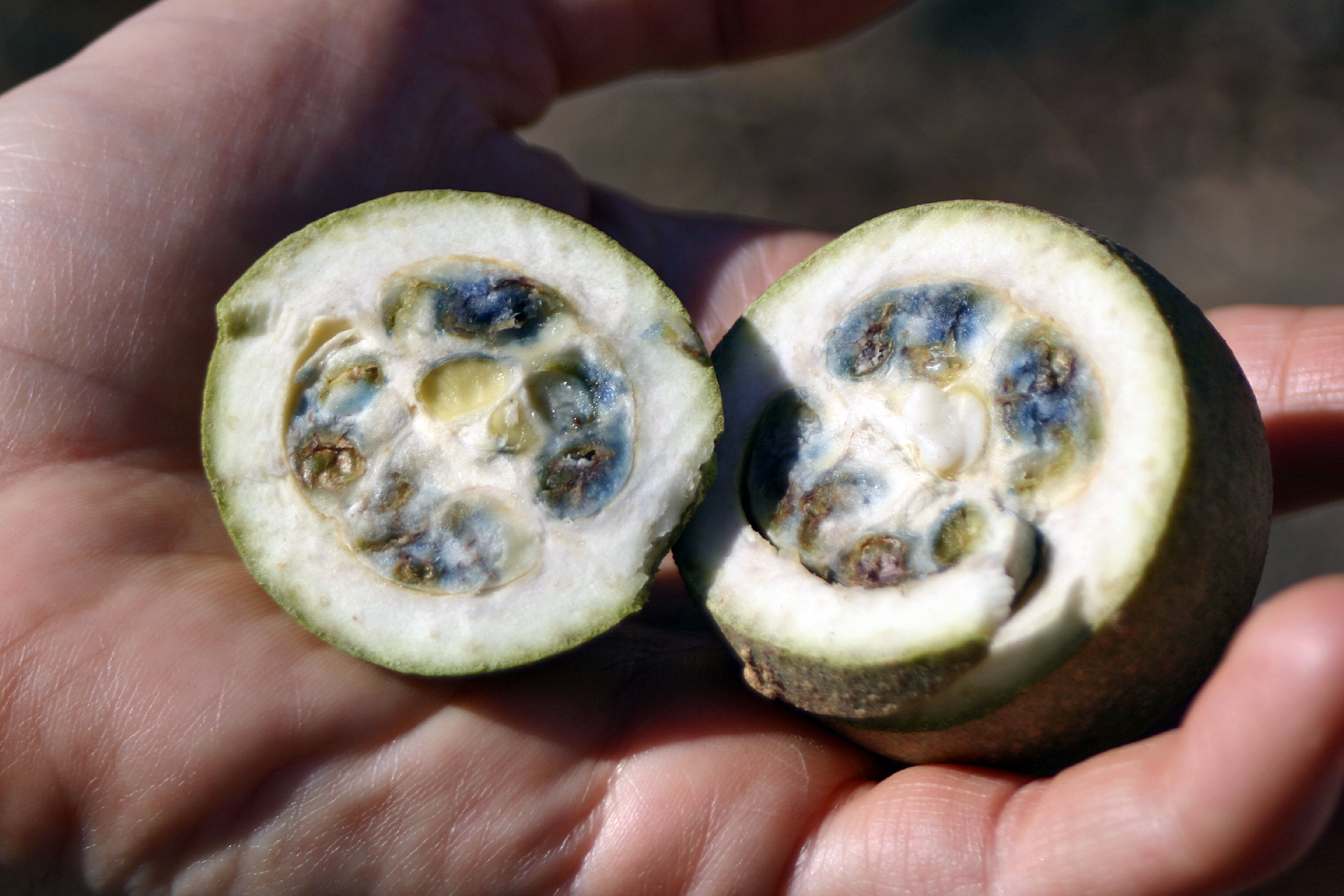
Unterfamilie Ixoroideae Tribus Gardenieae: Aufgeschnittene Frucht des Jenipapo-Baums (Genipa americana)

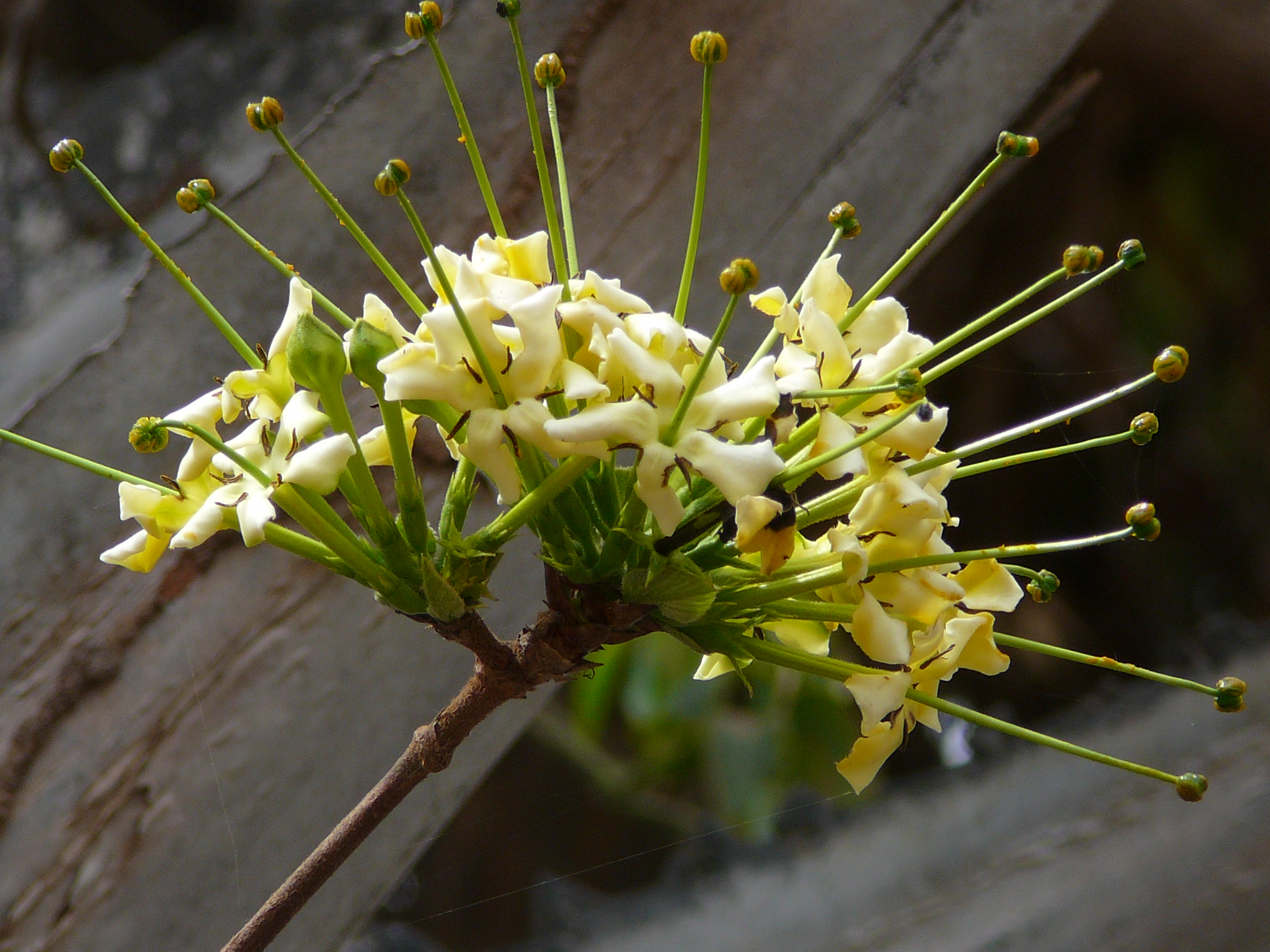
Unterfamilie Ixoroideae Tribus Gardenieae: Blütenstand von Macrosphyra longistyla

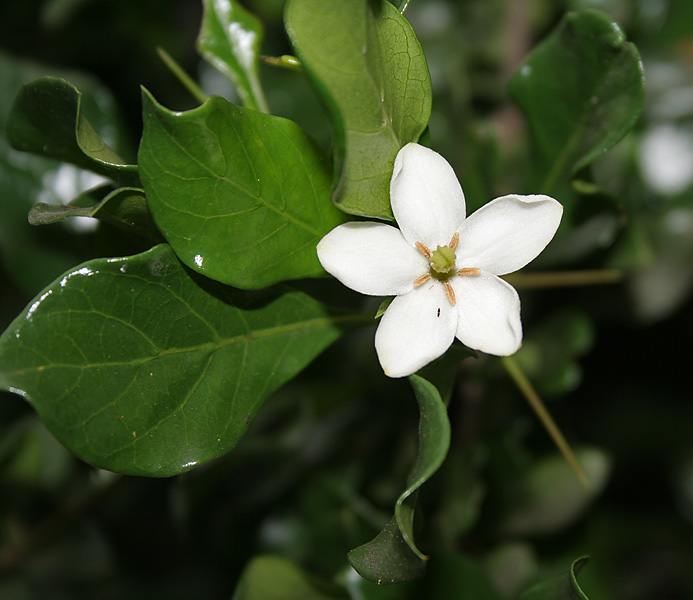
Unterfamilie Ixoroideae Tribus Gardenieae: Laubblätter und Blüte von Randia dumetorum

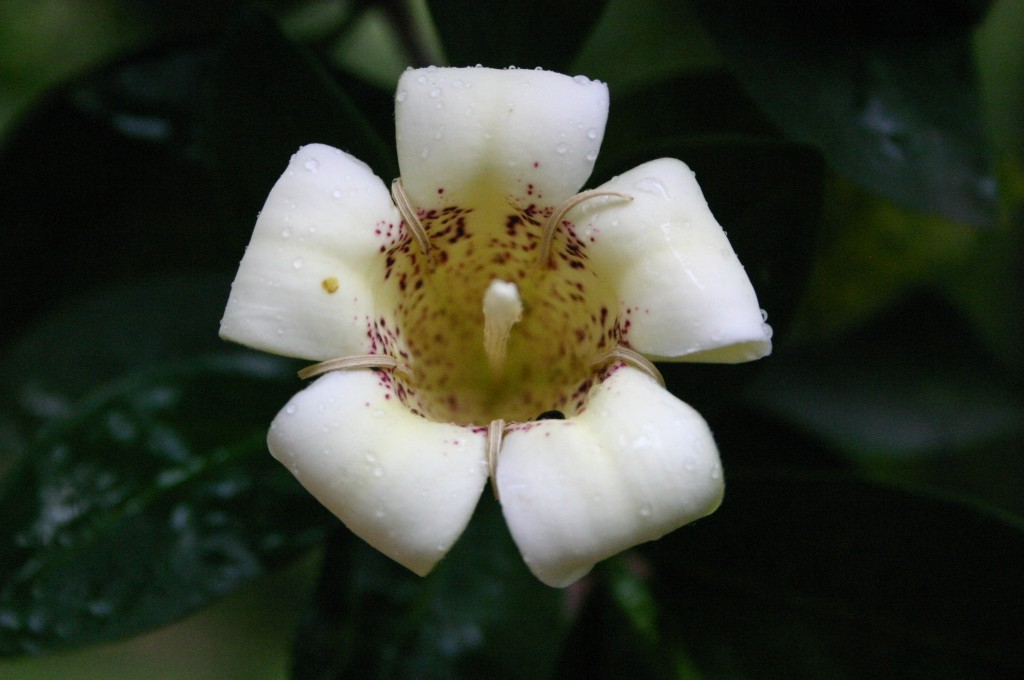
Unterfamilie Ixoroideae Tribus Gardenieae: Blüte von Rothmannia capensis

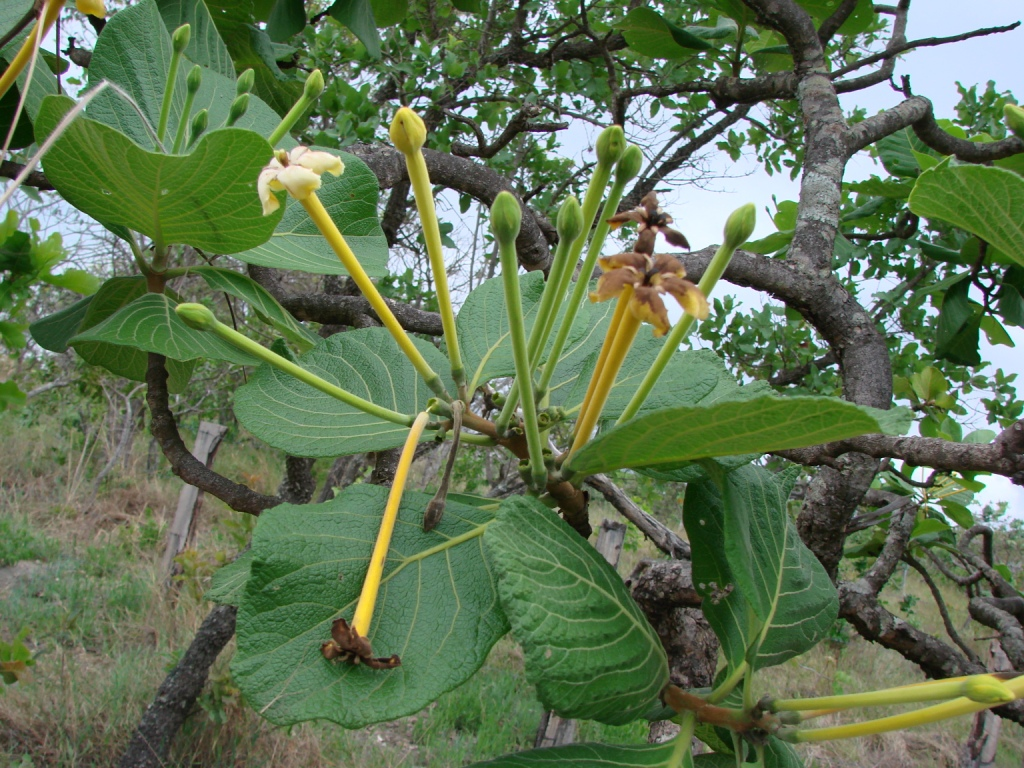
Unterfamilie Ixoroideae Tribus Gardenieae: Habitus, Laubblätter und Blüten von Tocoyena formosa

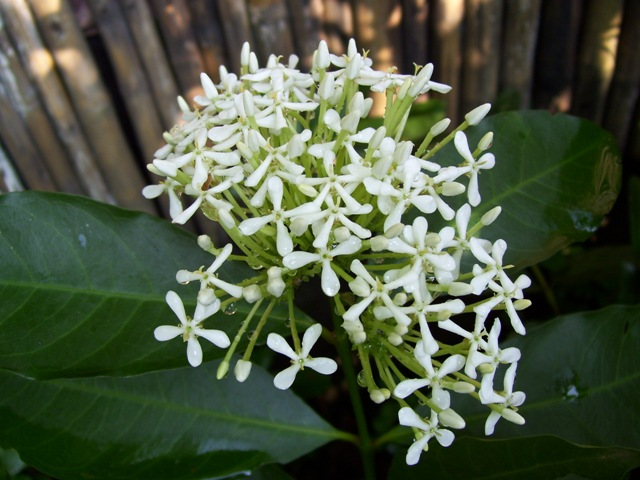
Unterfamilie Ixoroideae Tribus Ixoreae: Blütenstand von Ixora javanica

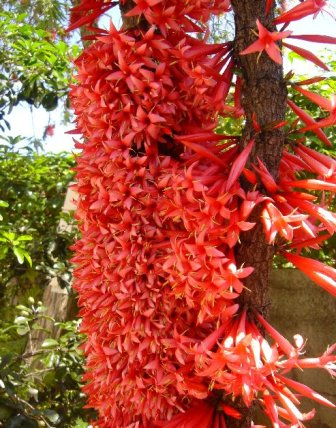
Unterfamilie Ixoroideae Tribus Ixoreae: Die kauliflore Ixora margaretae

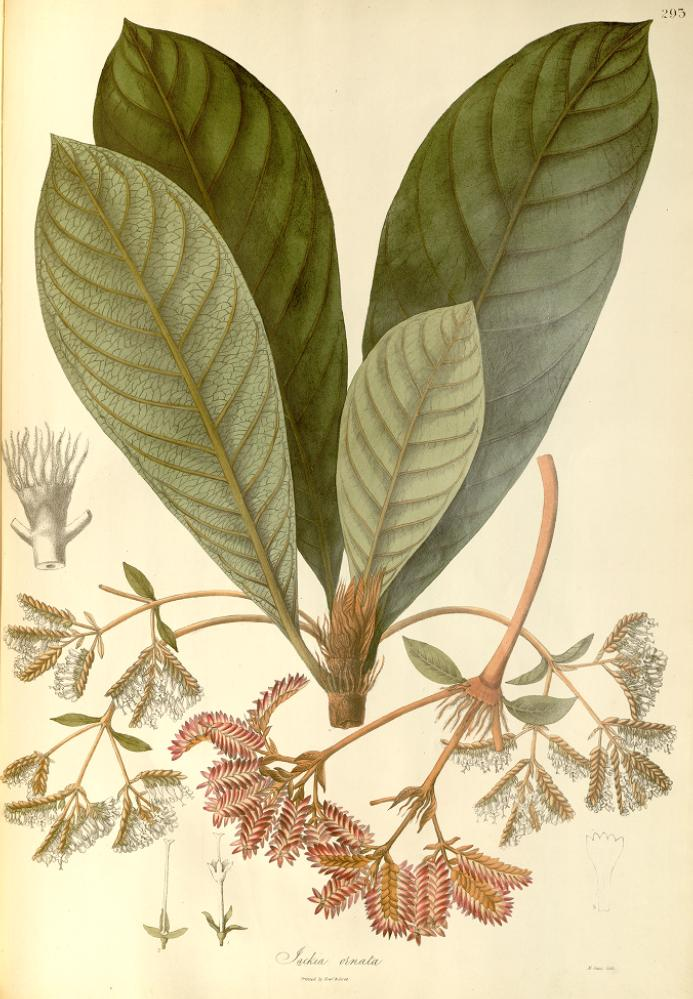
Unterfamilie Ixoroideae Tribus Jackieae: Habitus, Laubblätter und Blütenstände von Jackiopsis ornata

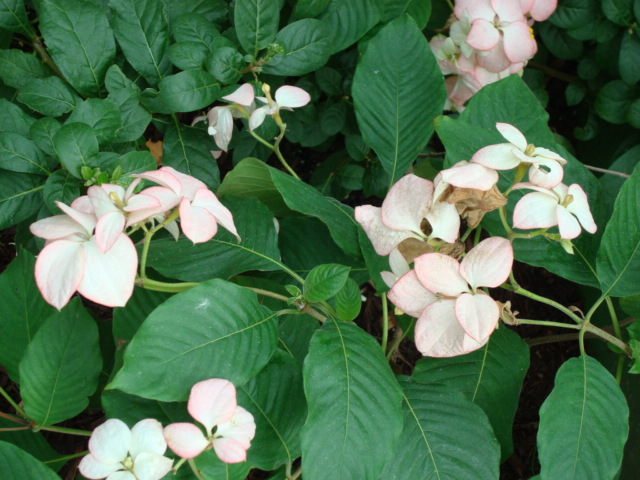
Unterfamilie Ixoroideae Tribus Mussaendeae: Die Zierpflanze Mussaenda philippica mit Laubblättern und Blütenständen

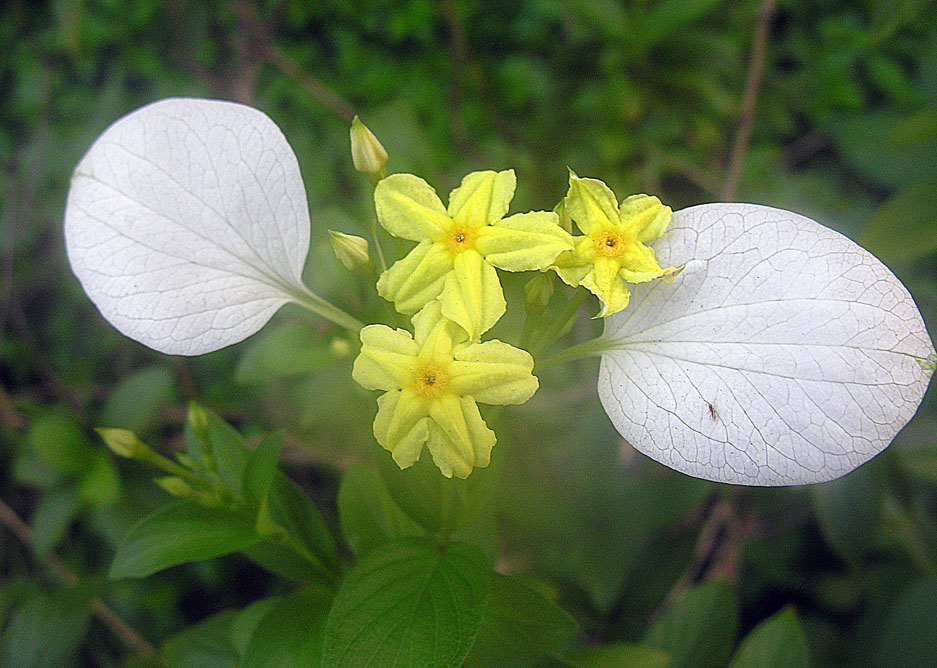
Unterfamilie Ixoroideae Tribus Mussaendeae: Blütenstand von Pseudomussaenda flava

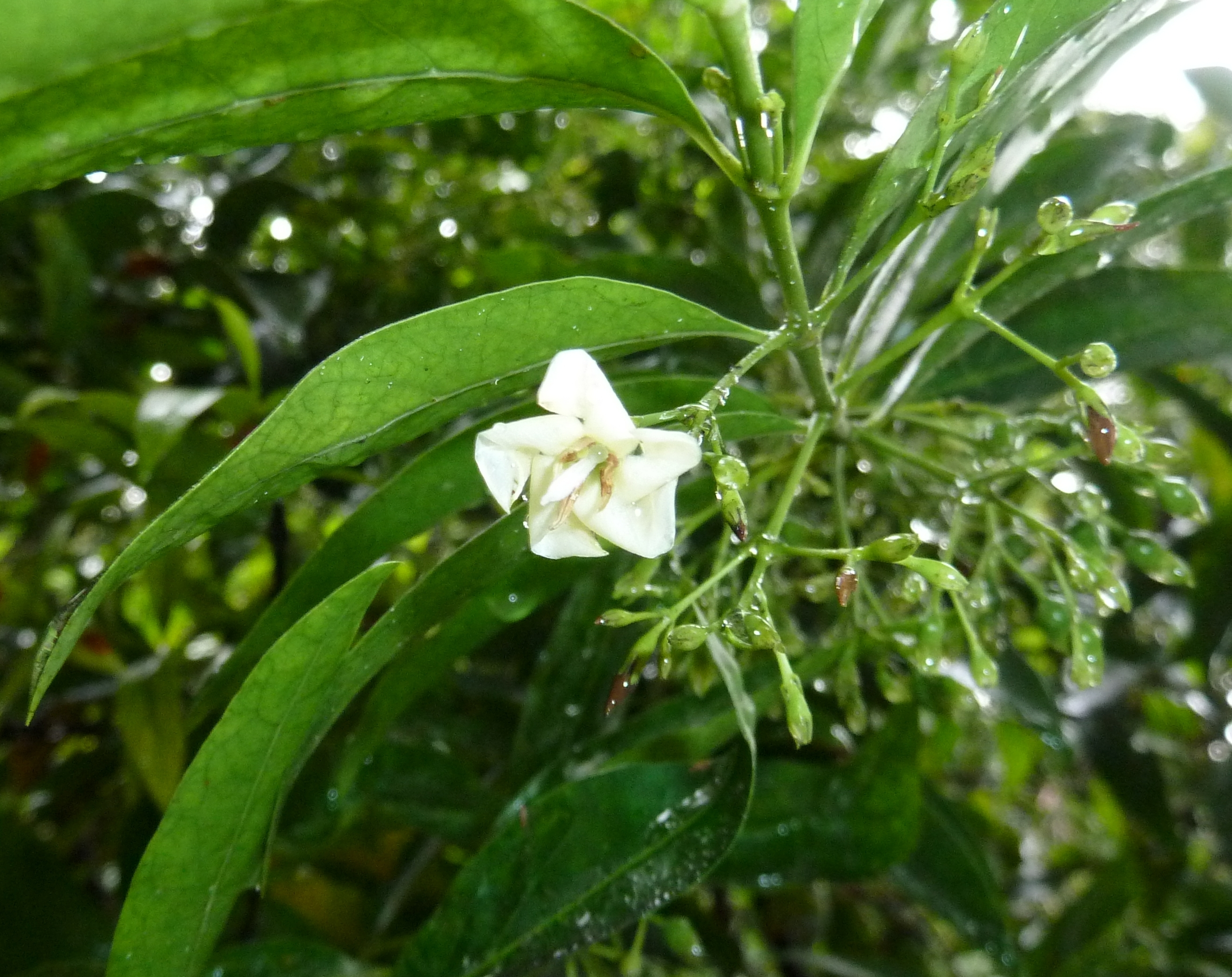
Unterfamilie Ixoroideae Tribus Octotropideae: Laubblätter und Blütenstände von Kraussia floribunda

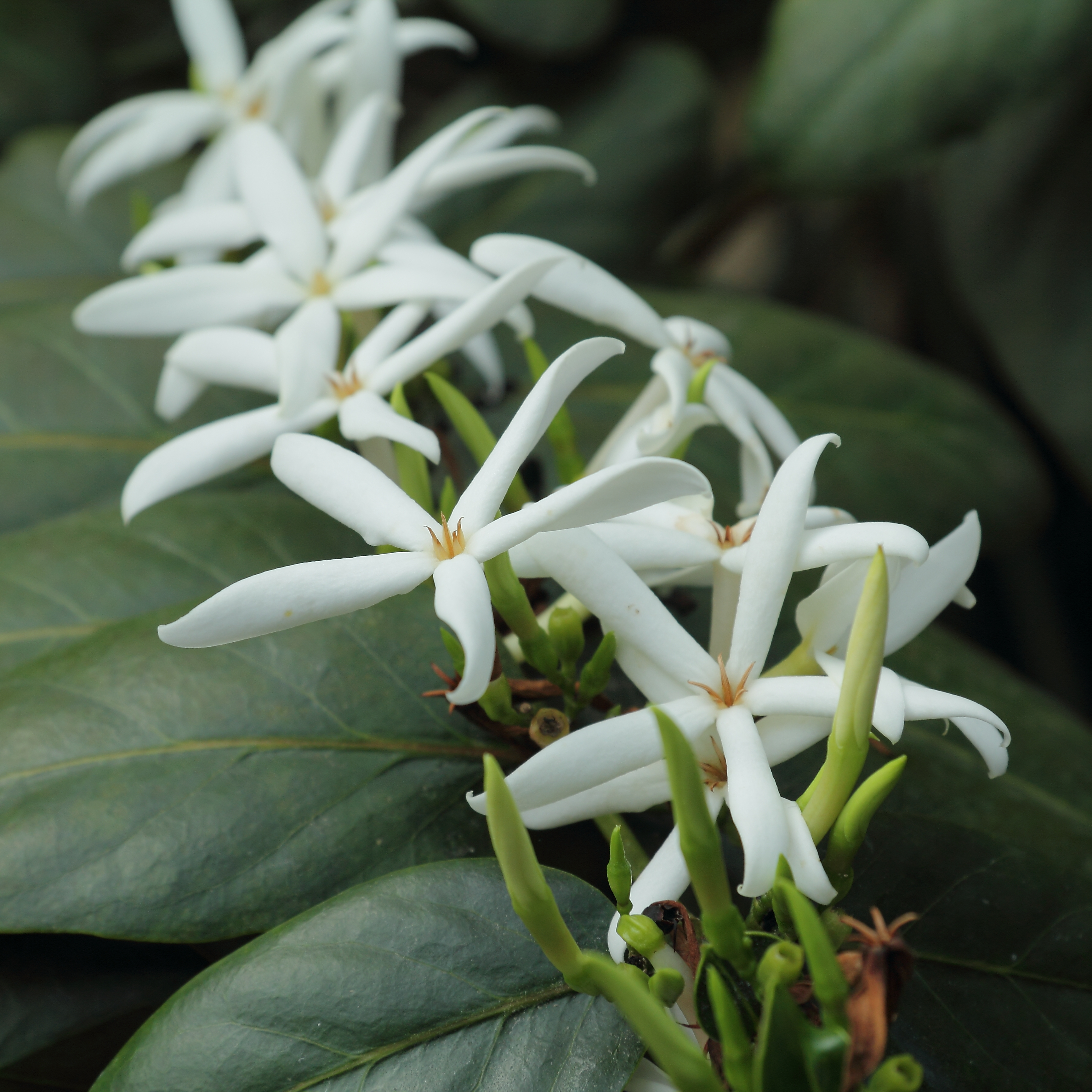
Unterfamilie Ixoroideae Tribus Octotropideae: Blütenstand von Ramosmania rodriguesii

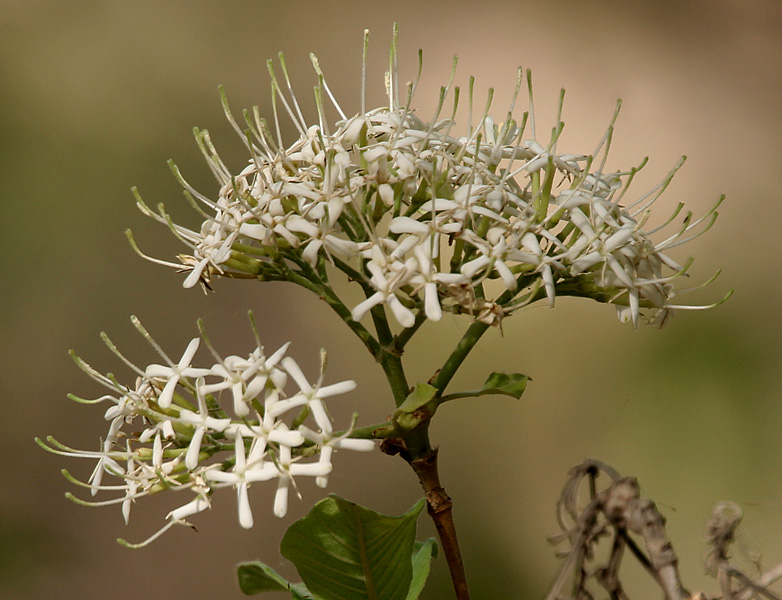
Unterfamilie Ixoroideae Tribus Pavetteae Blütenstand von Pavetta crassicaulis

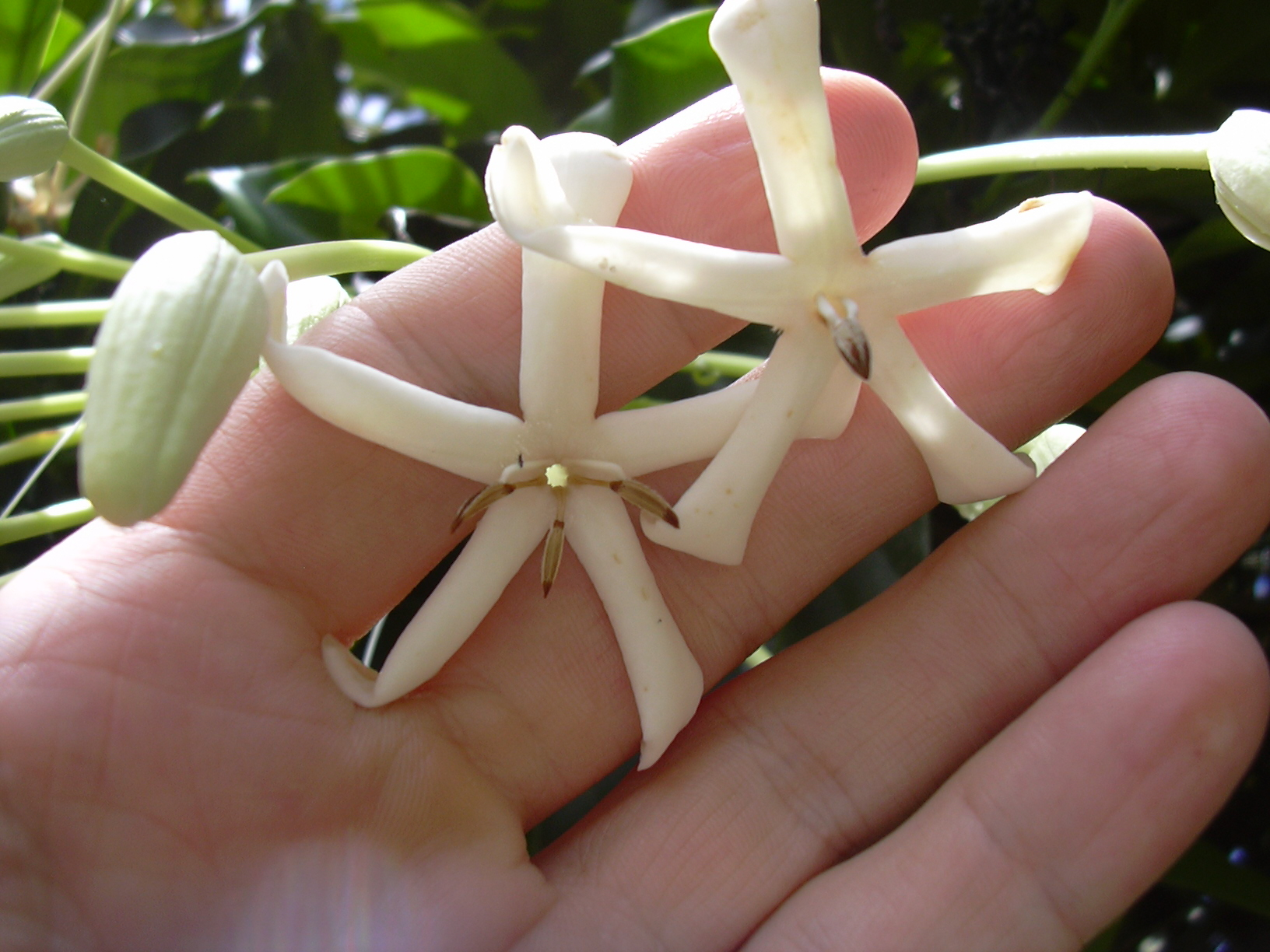
Unterfamilie Ixoroideae Tribus Posoquerieae: Blüten von Posoqueria latifolia

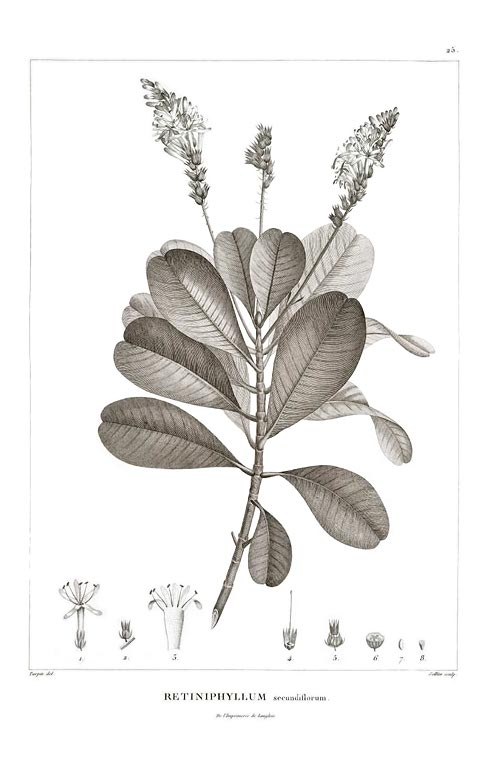
Unterfamilie Ixoroideae Tribus Retiniphylleae: Illustration von Retiniphyllum secundiflorum

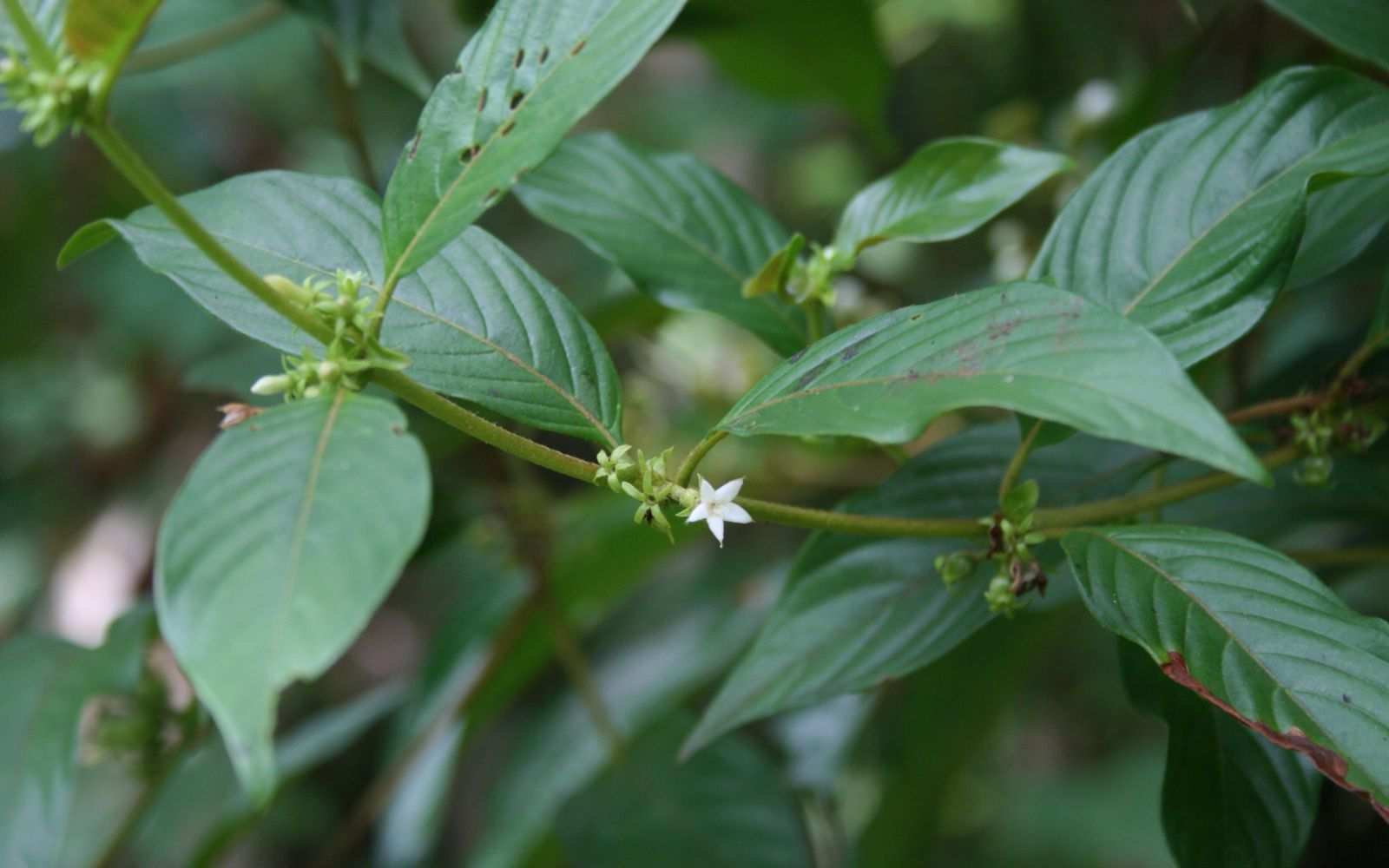
Unterfamilie Ixoroideae Tribus Sabiceeae: Zweig mit gegenständigen Laubblättern und Blüten von Sabicea panamensis

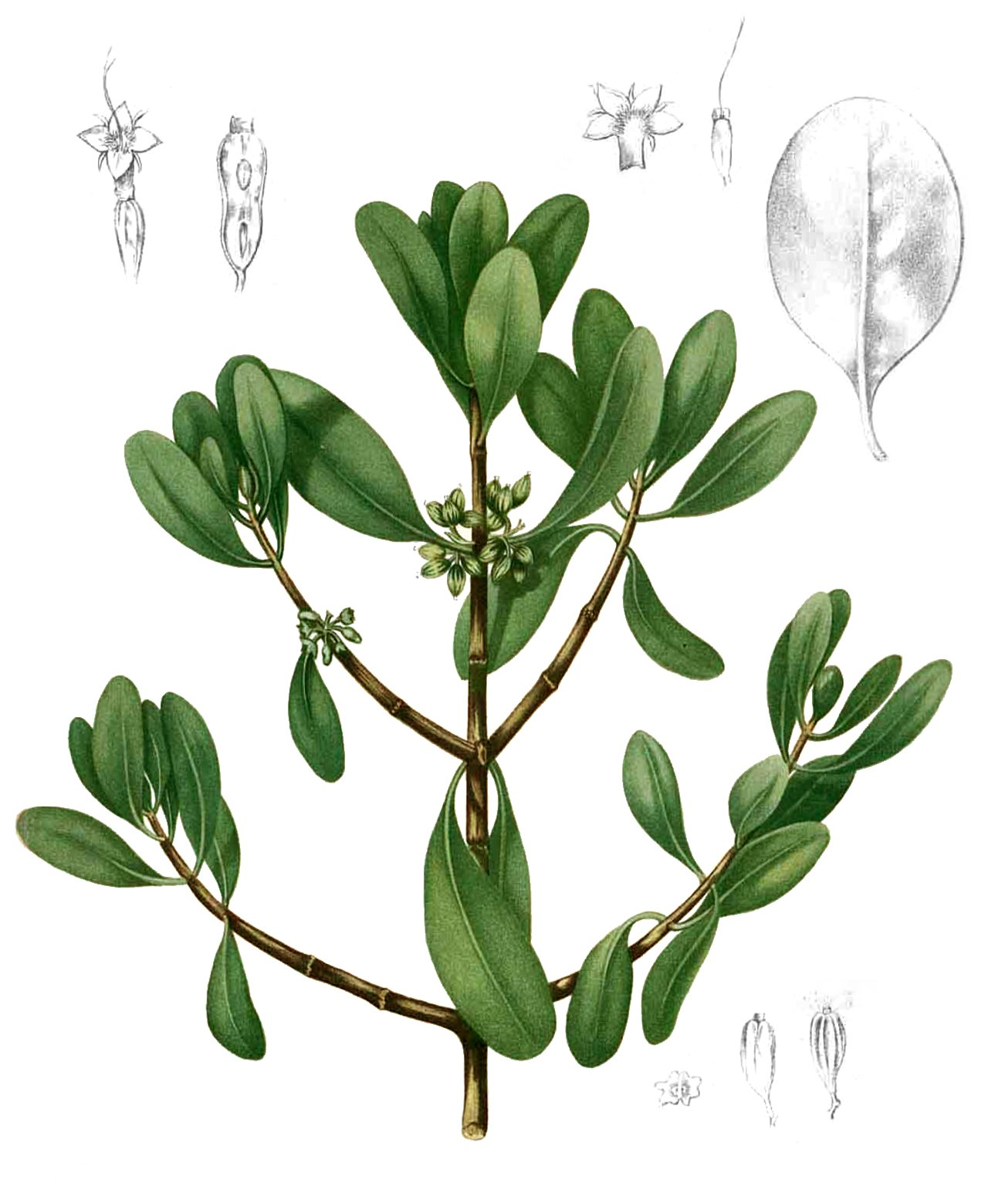
Unterfamilie Ixoroideae Tribus Scyphiphoreae: Illustration von Scyphiphora hydrophylacea

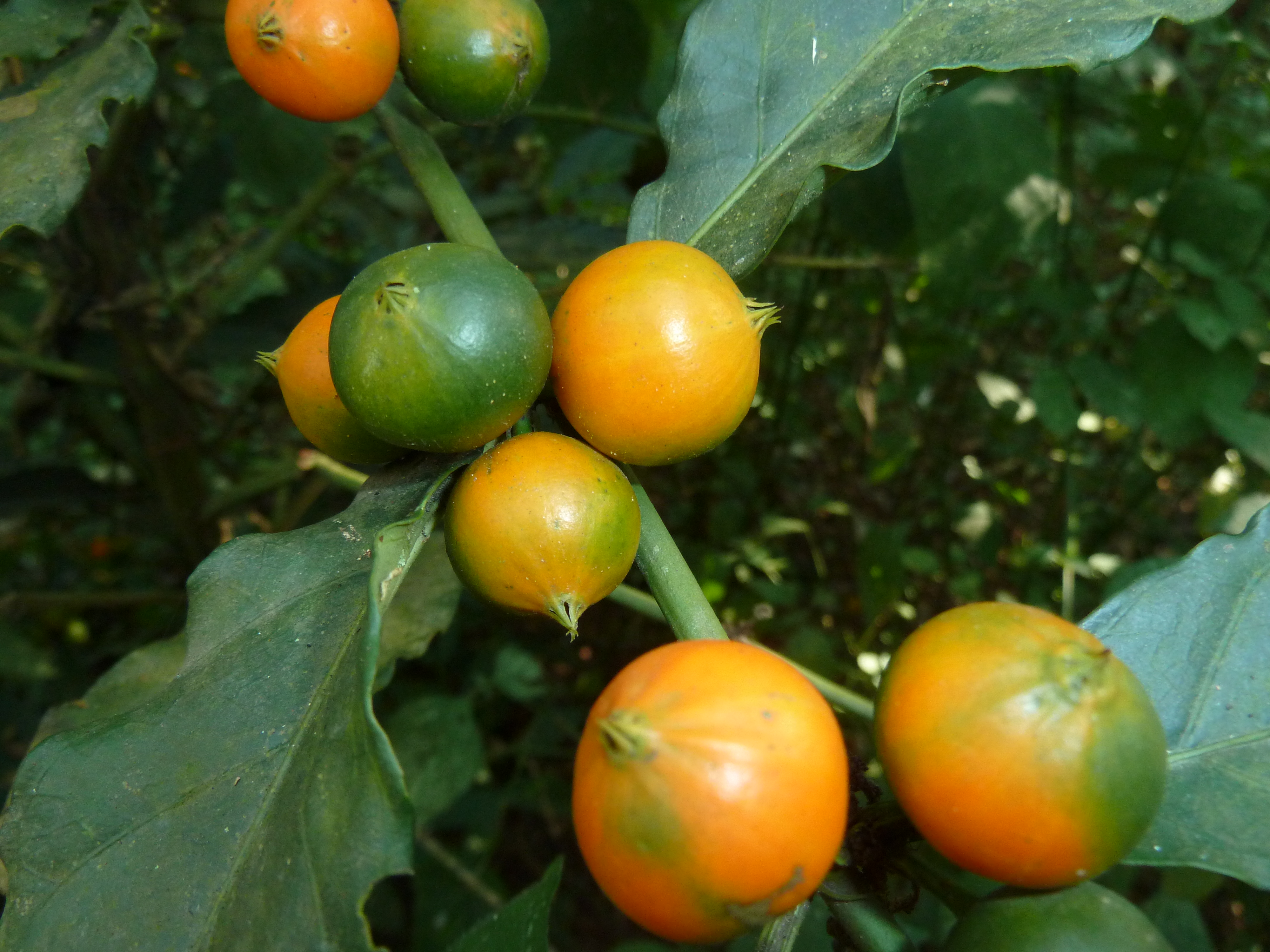
Unterfamilie Ixoroideae Tribus Sherbournieae: Zweig mit Früchten von Mitriostigma axillare

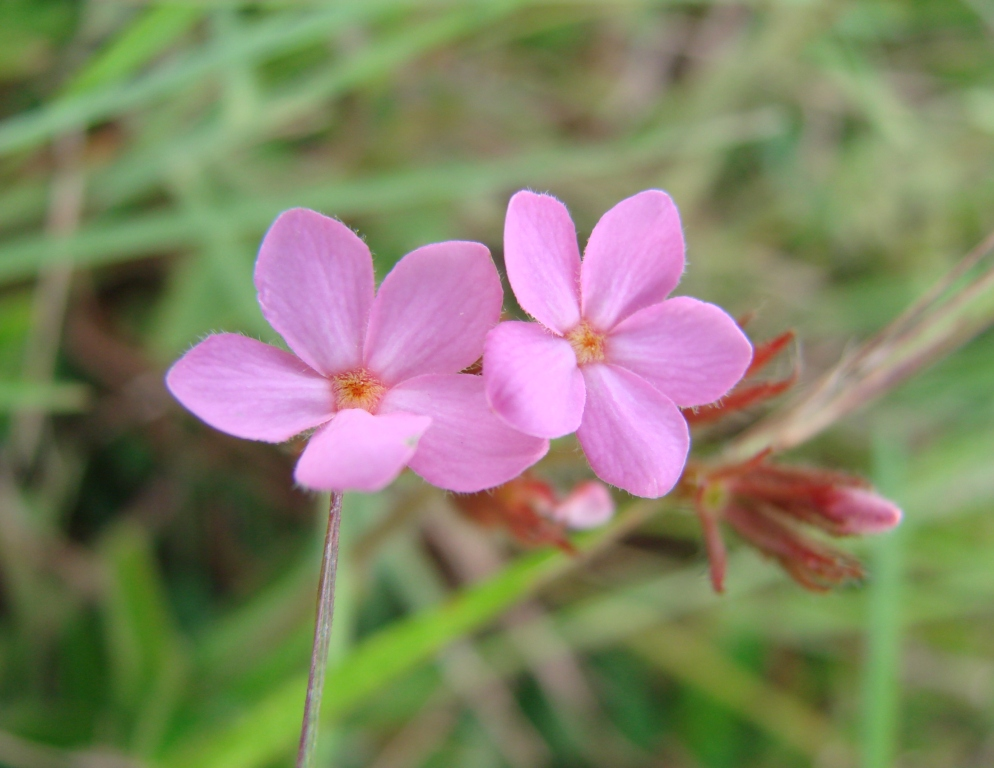
Unterfamilie Ixoroideae Tribus Sipaneae: Blüten von Sipanea hispida

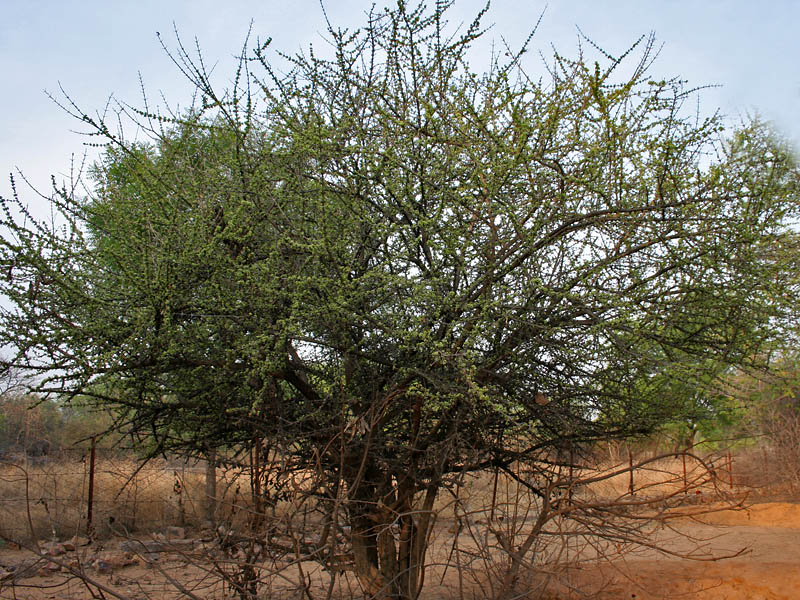
Unterfamilie Ixoroideae Tribus Vanguerieae: Habitus des bewehrten Strauches von Canthium coromandelicum

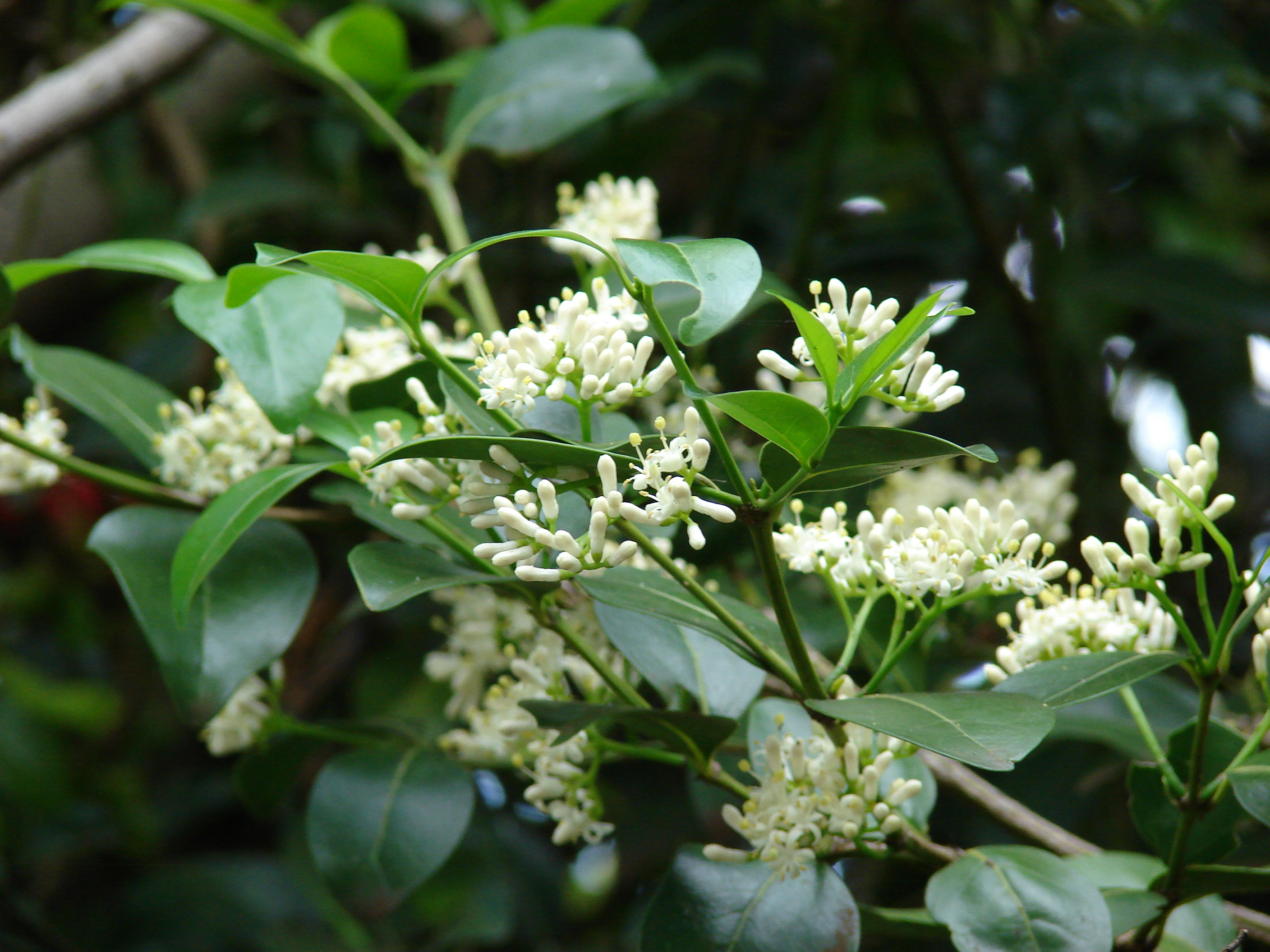
Unterfamilie Ixoroideae Tribus Vanguerieae: Laubblätter und Blütenstände von Psydrax odorata

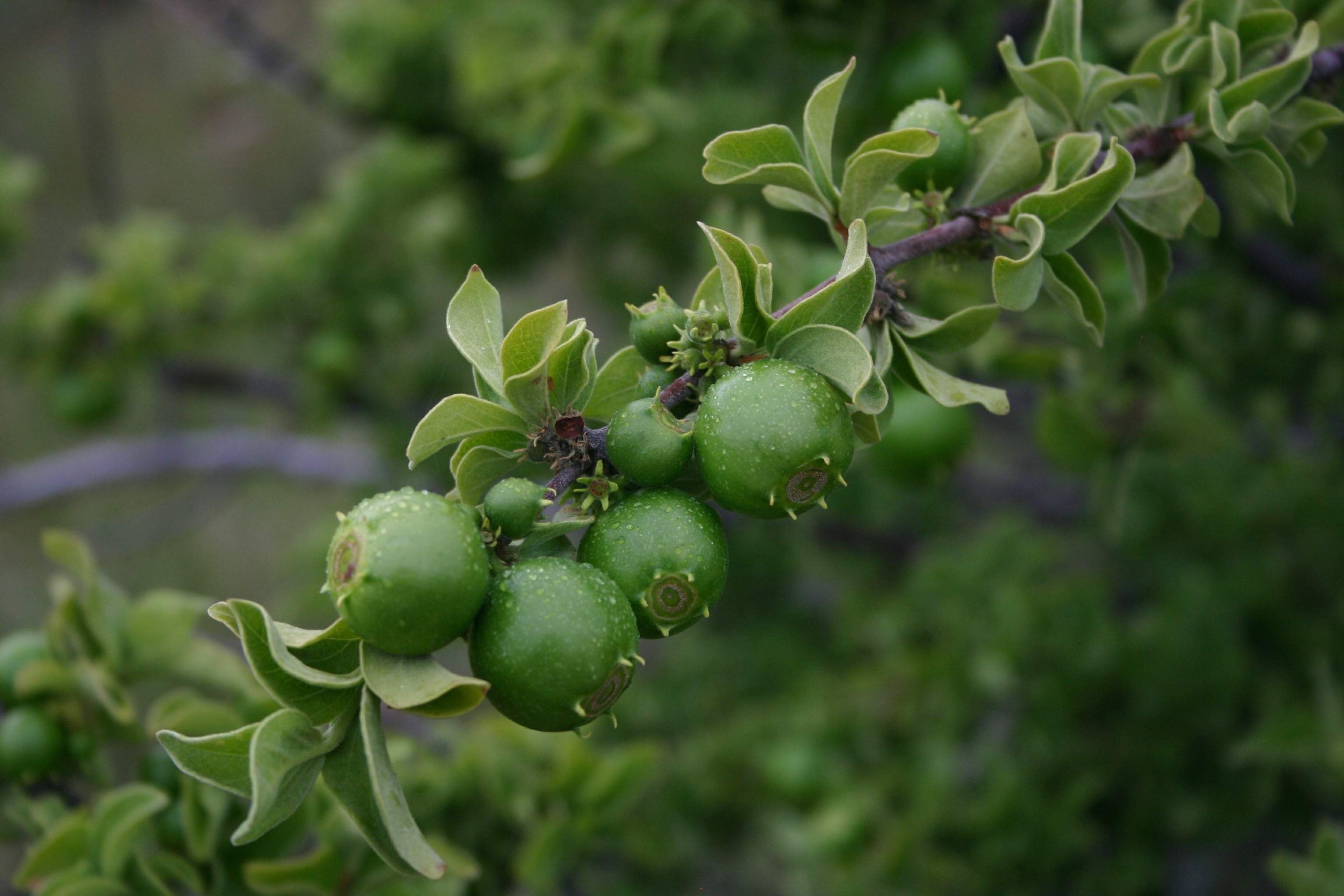
Unterfamilie Ixoroideae Tribus Vanguerieae: Zweig mit Laubblättern und Früchten von Vangueria parvifolia

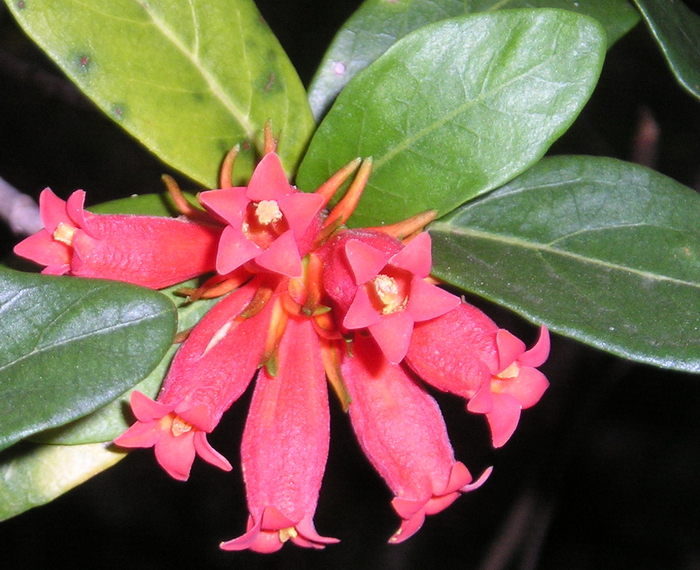
Unterfamilie Ixoroideae: Laubblätter und Blüten von Burchellia bubalina

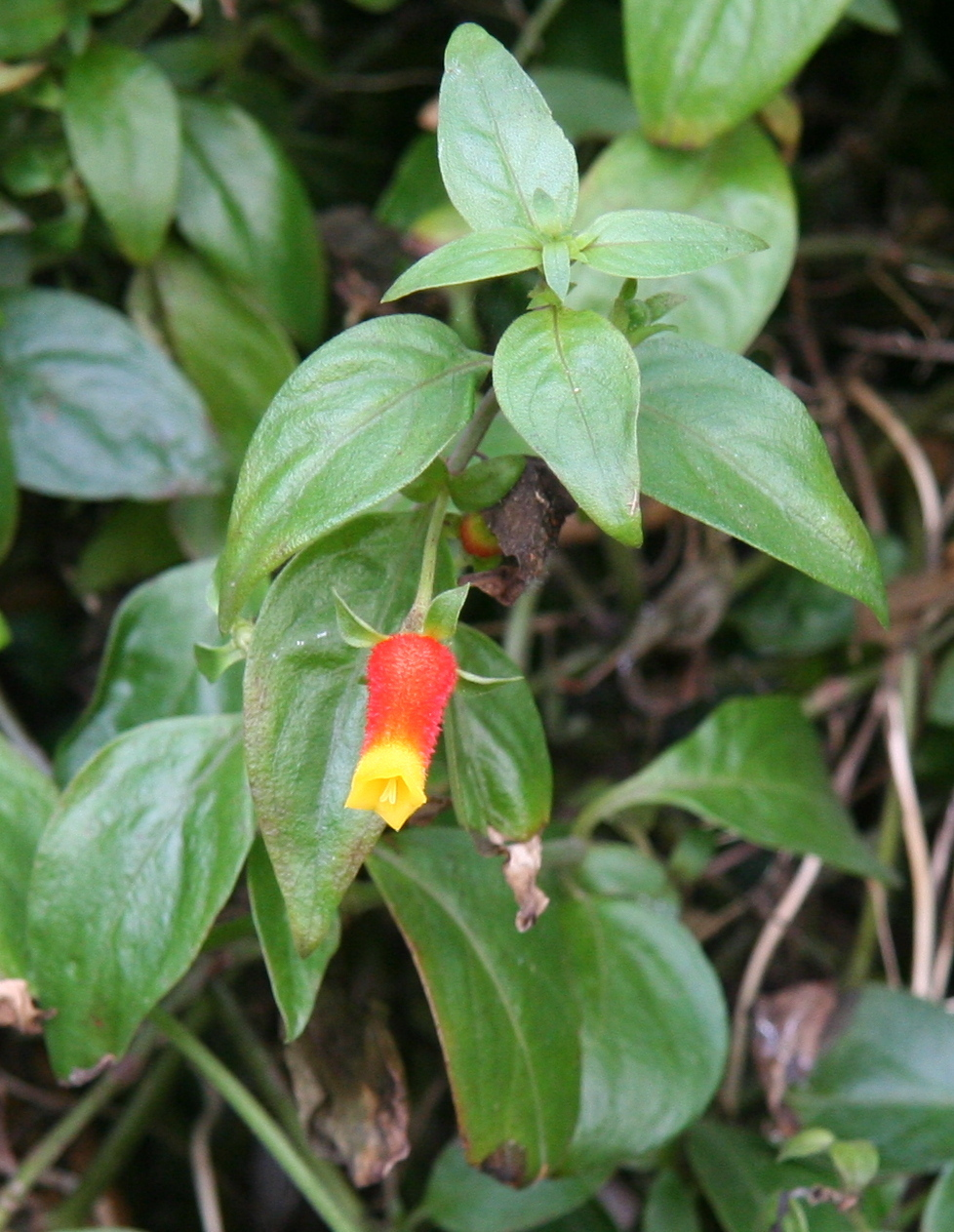
Unterfamilie Rubioideae Tribus Spermacoceae: Manettia luteorubra

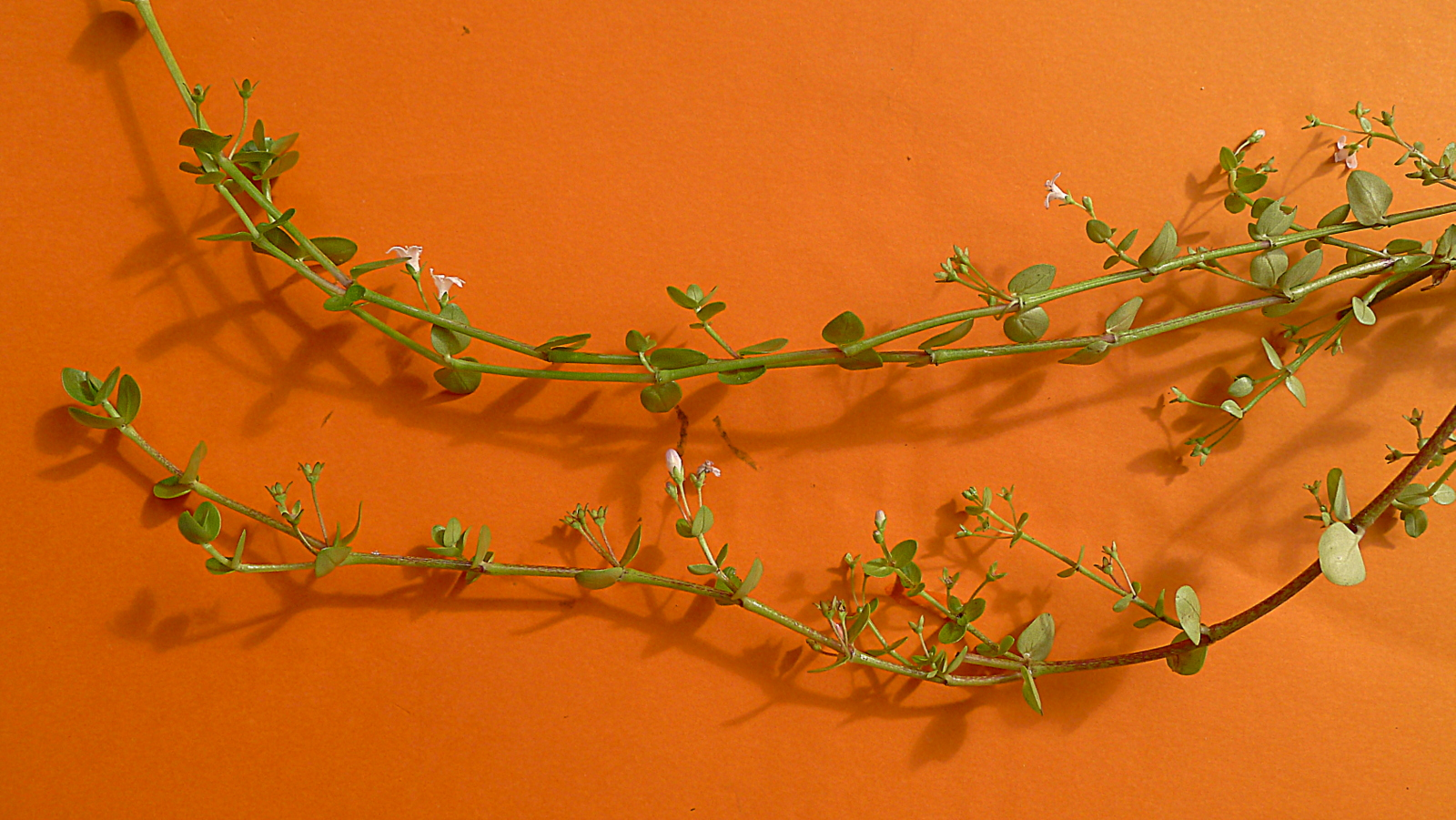
Unterfamilie Rubioideae Tribus Spermacoceae: Habitus, Laubblätter und Blüten von Oldenlandia salzmannii

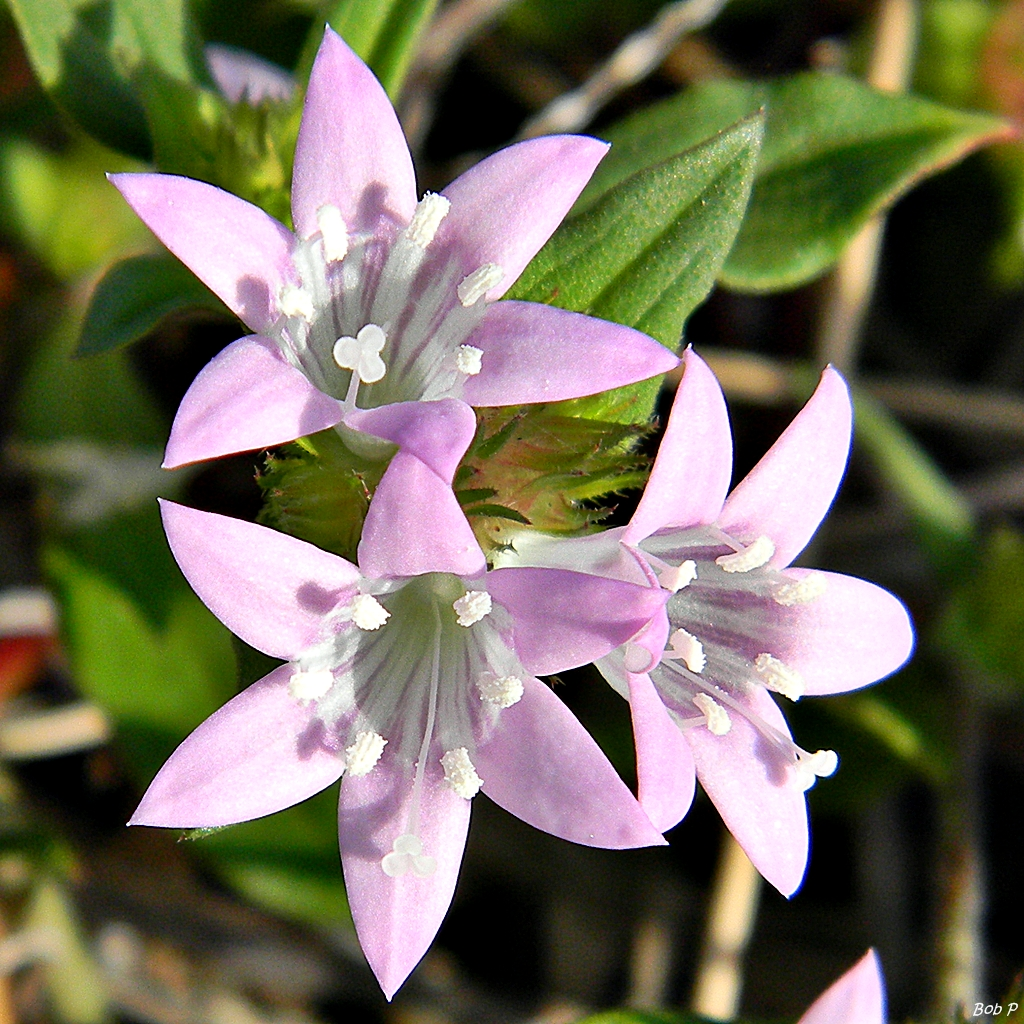
Unterfamilie Rubioideae Tribus Spermacoceae: Blütenstand von Richardia grandiflora mit Blüten im Detail

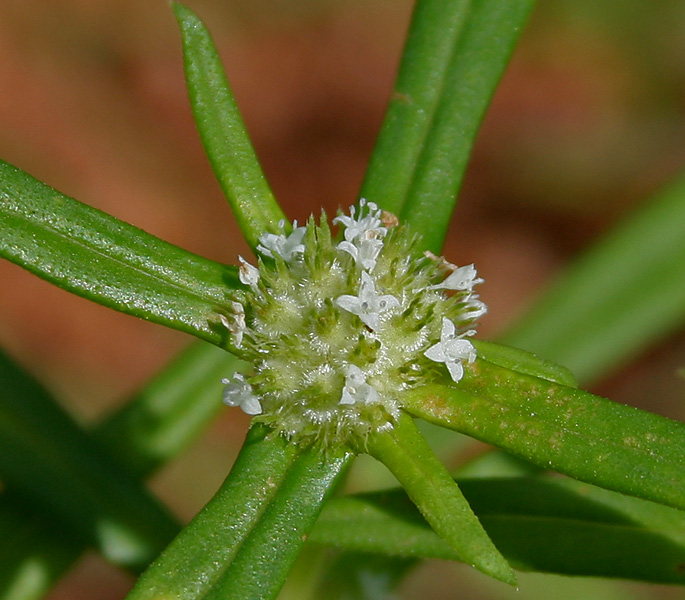
Unterfamilie Rubioideae Tribus Spermacoceae: Spermacoce pusilla

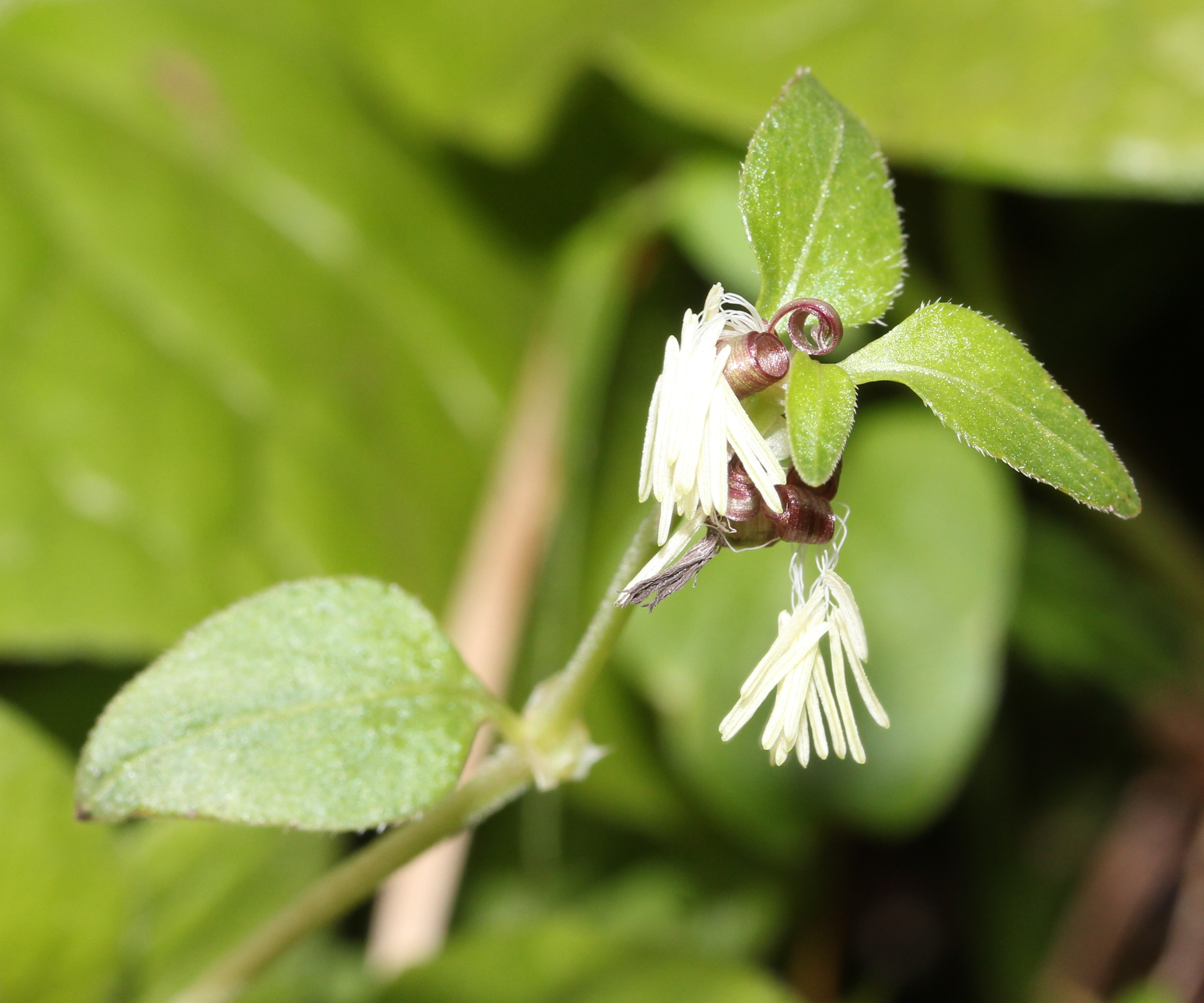
Unterfamilie Rubioideae Tribus Theligoneae: Theligonum japonicum

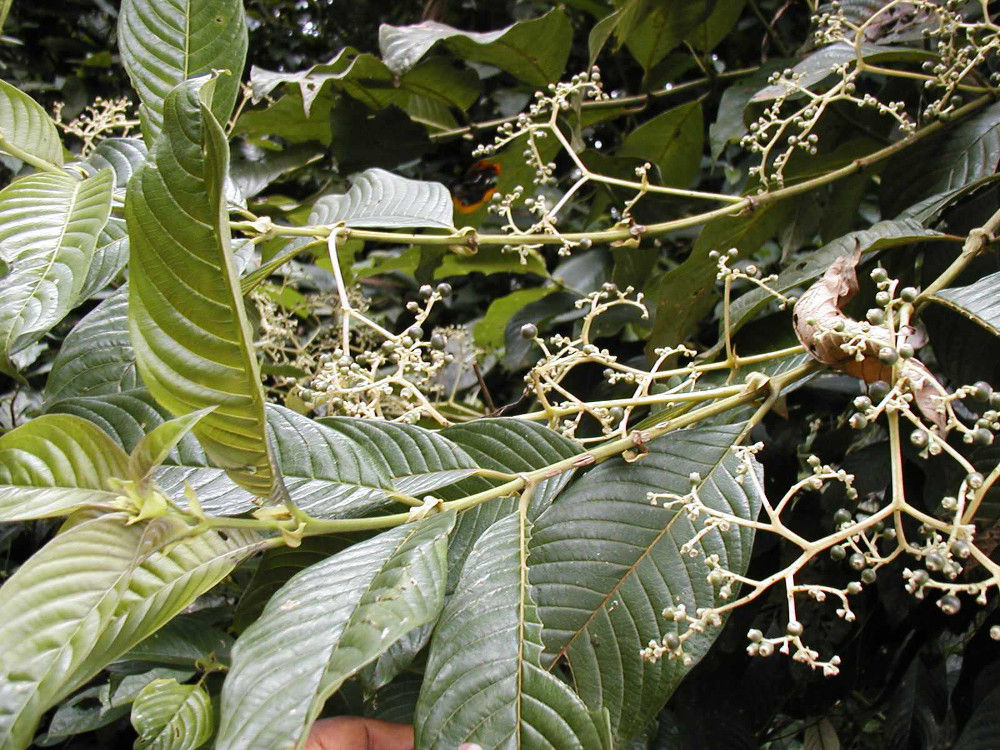
Unterfamilie Rubioideae Tribus Urophylleae: Pauridiantha floribunda

- Unterfamilie Ixoroideae Raf.: Sie enthält (Stand seit 2013) etwa 24 Tribus:[15][16]
  - Tribus Airospermeae Kainul. & B.Bremer: Es sind Halbsträucher, Sträucher oder kleine Bäume mit endständigen rispigen Blütenständen, fünfzähligen Blüten, haltbaren Kelchblättern, kurzen oder langen Kronröhren, zweikammerigen Fruchtknoten mit einer hängenden Samenanlage je Fruchtknotenkammer und fleischigen Früchten, die zwei Steinkerne enthalten. Sie enthält nur zwei Gattungen mit nur etwa sieben Arten:[16]
    - Airosperma Lauterb. & K.Schum. (Syn.: Abramsia Gillespie): Die etwa sechs Arten kommen auf Neuguinea und Fidschi vor.[16]
    - Boholia Merr.: Sie enthält nur eine Art:
      - Boholia nematostylis Merr.: Sie war lange nur von der philippinischen Insel Bohol bekannt, es wurden etwa zehn Exemplare auf zwei Standorten auf der Insel Flores entdeckt.[16]

  - Tribus Alberteae Hook.f.: Die Blüten sind fünfzählig. Sie enthält etwa drei Gattungen und nur sieben Arten mit einem relativ kleinen Verbreitungsgebiet im südöstlichen Afrika und Madagaskar. Die Razafimandimbisonia-Arten wurden 2009 aus der Gattung Alberta ausgegliedert:[17][16]
    - Alberta E.Mey. (Syn.: Ernestimeyera Kuntze): Sie enthält nur eine Art:
      - Alberta magna E.Mey.: Sie kommt im südöstlichen Afrika vor. Ihr botanischer Name ehrt den Bischof und Gelehrten des 13. Jahrhunderts Albertus Magnus. Dieser immergrüne, monopodiale Strauch oder Baum besitzt ledrige Laubblätter, trichterförmige, einfarbige Blütenkronen, pfriemförmige Narbenlappen und Schließfrüchte.

    - Nematostylis Hook.f.: Sie enthält nur eine Art:
      - Nematostylis anthophylla (A.Rich. ex DC.) Baill.: Sie kommt in Madagaskar vor. Dieser laubabwerfende, sympodial-dichasiale, semisukkulente Strauch erreicht Wuchshöhen von bis zu 3 Metern und besitzt semisukkulente Laubblätter, leicht zygomorphe Blüten, einfarbige, röhrenförmige Blütenkronen, kurze breite gerundete Narbenlappen und Schließfrüchte.

    - Razafimandimbisonia Kainul. & B.Bremer: Die etwa fünf Arten kommen nur in Madagaskar vor. Diese immergrünen, monopodialen Sträucher oder Bäume besitzen ledrige Laubblätter, mehr oder weniger gekrümmte trichterförmige zweifarbige Blütenkronen, kurze breite gerundete Narbenlappen und die Spaltfrucht zerfällt in zwei Teilfrüchte.[17][16]

- - Tribus Aleisanthieae Mouly, J.Florence & B.Bremer:[18][19] Die Blattunterseite ist wollig behaart, außer bei Greeniopsis discolor Merr. Die kleinen Blüten sind fünfzählig und protandrisch. Die kurzen Kelchzähne sind dreieckig bis gerundet. Die Staubblätter überragen die Blütenkrone. Es ist sekundäre Pollenpräsentation vorhanden. Die zweikammerige Fruchtknoten enthält viele Samenanlagen. Es werden Kapselfrüchte gebildet. Sie enthält etwa drei Gattungen in Südostasien:[16]
    - Aleisanthia Ridl.: Die Pollenkörner sind tripororat. Die beiden Arten Aleisanthia rupestris (Ridl.) Ridl. und Aleisanthia sylvatica Ridl. sind in Südostasien verbreitet.
    - Aleisanthiopsis Tange: Die Pollenkörner sind tripororat. Die beiden Arten Aleisanthiopsis distantiflora (Merr.) Tange und Aleisanthiopsis multiflora Tange sind in Südostasien verbreitet.
    - Greeniopsis Merr.: Die Pollenkörner sind tricolporat. Die etwa sechs Arten kommen auf den Philippinen vor.[6]

- - Tribus Augusteae Kainul. & B.Bremer: Sie enthält nur zwei Gattungen:[16]
    - Augusta Pohl (Syn.: Augustea DC. orth. var., Bonifacia Silva Manso ex Steud., Lindenia Benth., Schreibersia Pohl nom. nud., Siphonia Benth. nom. illeg.): Die etwa vier Arten kommen in Mexiko, im nordöstlichen bis zentralen Brasilien und auf den Fidschi-Inseln sowie in Neukaledonien vor.[16]
    - Wendlandia Bartl. ex DC.: Die etwa 80 Arten sind hauptsächlich im tropischen bis subtropischen[1] Südostasien verbreitet und einige Arten kommen im nördlichen Australien, nordöstlichen Afrika sowie Westasien vor.[16]

- - Tribus Bertiereae (K.Schum.) Bridson: Sie enthält nur eine Gattung:[16]
    - Bertiera Aubl. (Syn.: Berthiera Vent. orth. var., Justenia Hiern, Pomatium C.F.Gaertn.): Die etwa 52 Arten sind in der Neotropis weitverbreitet, aber eine Art Bertiera guianensis kommt im tropischen Afrika, Madagaskar und auf den Maskarenen vor.[16]

- - Tribus Coffeeae DC.: Die Blütenstände sind meist anscheinend endständig, davon abweichend sind die auf Kurztrieben gebildeten Blütenstände bei Coffea subgen. Baracoffea (J.-F.Leroy) J.-F.Leroy, den meisten Arten bei Psilanthus subgen. Afrocoffea (Moens) Bridson und den meisten Arten bei Argocoffeopsis. Der Fruchtknoten ist zweikammerig. Der Griffel endet in einer zweilappigen Narbe. Sie enthält etwa sechs bis zwölf Gattungen und etwa 330 Arten. Sie kommt nur in der Alten Welt vor, hauptsächlich im tropischen Afrika, aber auch auf Madagaskar, den Komoren, Maskarenen, in Indomalaysien und Psilanthus auch in Australien: [20][16]
    - Argocoffeopsis Lebrun: Sie enthält sieben bis neun rezente Arten in Afrika. Es ist eine ausgestorbene Art bekannt:
      - Argocoffeopsis lemblinii (A.Chev.) Robbr.: Sie wurde nur einmal an der Elfenbeinküste gesammelt.

    - Belonophora Hook.f.: Die etwa fünf Arten sind im tropischen Afrika verbreitet.[6]
    - Calycosiphonia Pierre ex Robbr.: Die etwa drei Arten sind im tropischen Afrika verbreitet.[6]
    - Coffea L. (Syn. Buseria T.Durand, Cafe Adans., Cofeanthus A.Chev., Hexepta Raf., Leiochilus Hook.f., Nescidia A.Rich., Paolia Chiov., Paracoffea J.-F.Leroy nom. inval., Pleurocoffea Baill., Psilanthopsis A.Chev., Psilanthus Hook.f., Solenixora Baill.): Die 103 bis 110 Arten sind vom tropischen bis südlichen Afrika, auf Madagaskar, den Maskarenen sowie Inseln des westlichen Indischen Ozeans, im tropischen Asien und in Queensland weitverbreitet. Einige Arten und Hybriden werden zur Gewinnung von Kaffee in feucht-tropischen Gebieten weltweit angebaut.
    - Diplospora DC.: Die etwa 20 Arten sind im tropischen und subtropischen Asien verbreitet.[1]
    - Discospermum Dalzell: Die seit 2008 etwa sieben Arten sind in Asien und Malesien (Indien bis zu den Philippinen) verbreitet.[1][6]
    - Empogona Hook.f.: Die seit 2009 etwa 29 Arten sind im tropischen bis südlichen Afrika sowie in Madagaskar verbreitet.[6]
    - Nostolachma T.Durand (Syn.: Hymendocarpum Pierre ex Pit., Lachnastoma Korth.): Die etwa sechs Arten sind im tropischen Asien verbreitet.[1][6]
    - Pubistylus Thoth. (manchmal in Diplospora DC.): Sie enthält nur eine Art:
      - Pubistylus andamanensis Thoth.: Sie kommt nur auf den Andamanen und Nikobaren vor.[6]

    - Sericanthe Robbr.: Die etwa 121 Arten sind im tropischen und südlichen Afrika verbreitet.[6]
    - Tricalysia A.Rich. ex DC. (Syn.: Bunburya Meisn. ex Hochst., Carpothalis E.Mey., Diplocrater Hook.f., Discocoffea A.Chev., Empogona Hook.f., Eriostoma Boivin ex Baill. nom. inval., Natalanthe Sond., Neorosea N.Hallé, Probletostemon K.Schum., Rosea Klotzsch): Mit etwa 78 Arten im tropischen und südlichen Afrika mit Madagaskar.[6]
    - Xantonnea Pierre ex Pit.: Die nur zwei wenig bekannten Arten sind in Indochina und Thailand verbreitet.

- - Tribus Condamineeae Hook.f.: Es sind kleine bis große Bäume oder Sträucher. Die meist zwittrigen Blüten stehen meist zu vielen in Blütenständen. Die Fruchtknoten sind oft zweikammerig, meist mit vielen Samenanlagen. Es werden meist lokulizide oder septizide Kapselfrüchte gebildet. Die kleinen bis winzigen Samen können einen häutigen Rand oder unterschiedlich gestaltete Flügel, oder beides nicht besitzen. Ungewöhnlich für diese Familie sind einige Arten der Pentagonia und Simira mit fiederspaltigen Laubblättern. Bei den Gattungen Dialypetalanthus und Rustia öffnen sich die Staubbeutel mit Poren. Sie kommen hauptsächlich in Zentral- und Südamerika vor, nur wenige Gattungen kommen im südlichen Asien, Afrika oder Fidschi vor. Sie enthält etwa 30 bis 35 Gattungen mit etwa 300 Arten:[21][16]
    - Alseis Schott: Das weite Verbreitungsgebiet der etwa 18 Arten reicht vom südlichen Mexiko bis Peru und das östliche Brasilien.[6] Ungewöhnlich für die Familie ist, dass sie laubabwerfend sind.
    - Bathysa C.Presl[21] (Syn.: Schizocalyx Wedd., Schoenleinia Klotzsch, Voigtia Klotzsch): Die etwa zehn Arten sind im tropischen Südamerika verbreitet.[6]
    - Bothriospora Hook.f. (Syn.: Tepesia C.F.Gaertn.): Sie enthält nur eine Art:
      - Bothriospora corymbosa (Benth.) Hook.f. (Syn: Evosmia corymbosa Benth.): Dieser Strauch besitzt einen fünfkammerigen Fruchtknoten und bildet Beeren. Er ist im nördlichen Südamerika verbreitet.[6]

    - Calycophyllum DC. (Syn.: Enkylista Hook.f. orth. var., Eukylista Benth.): Die etwa elf Arten sind in der Neotropis verbreitet. Das Holz von Calycophyllum multiflorum Griseb. wird unter dem Namen Castelo gehandelt.
    - Capirona Spruce (Syn.: Loretoa Standl., Monadelphanthus H.Karst.): Sie enthält nur eine Art:
      - Capirona decorticans Spruce: Sie ist im nördlichen Südamerika verbreitet.[6]

    - Chimarrhis Jacq. (Syn.: Pseudochimarrhis Ducke): Die etwa 15 Arten sind vom südlichen Zentralamerika und nördlichen Südamerika weitverbreitet und kommen auf karibischen Inseln vor.[6]
    - Condaminea DC.: Das Verbreitungsgebiet der etwa fünf Arten reicht in Zentralamerika von Costa Rica bis in Südamerika Bolivien sowie Peru.[6]
    - Dialypetalanthus Kuhlm.: Sie enthält nur eine Art:
      - Dialypetalanthus fuscescens Kuhlm.: Sie wurde früher zu den Myrtales oder Gentianales, dann in eine eigene Familie Dialypetalanthaceae gestellt. Sie gedeiht als Baum im Regenwald in Höhenlagen von höchstens 500 Metern im nördlichen Südamerika.

    - Dioicodendron Steyerm.: Sie enthält nur eine Art:
      - Dioicodendron dioicum (K.Schum. & K.Krause) Steyerm.: Sie gedeiht in mittleren bis großen Höhenlagen der Anden im nordwestlichen Südamerika. Es ist die einzige zweihäusig getrenntgeschlechtige (diözische – daher der botanische Name) Art dieser Tribus. Dieser Baum besitzt kleine, unscheinbare, grünlich-weiße Blüten.

    - Dolichodelphys K.Schum. & K.Krause: Sie enthält nur eine Art:
      - Dolichodelphys chlorocrater K.Schum. & K.Krause: Sie kommt im nordwestlichen Südamerika von Venezuela bis Peru vor.[6]

    - Dolicholobium A.Gray: Die etwa 28 Arten sind von Malesien bis in den südwestlichen Pazifikraum verbreitet.[6]
    - Elaeagia Wedd.:[21] Die etwa 25 Arten sind in der Neotropis verbreitet.
    - Emmenopterys Oliv. (Syn.: Emmenopteryx Dalla Torre & Harms orth. var.): Sie enthält nur eine Art:
      - Emmenopterys henryi Oliv.: Sie gedeiht in Wäldern in Tälern in Höhenlagen zwischen 400 und 1600 Metern im südlichen China (und nördlichen Vietnam).[1]

    - Ferdinandusa Pohl (Syn.: Aspidanthera Benth., Ferdinandea Pohl, Gomphosia Wedd.): Die etwa 24 Arten sind in der Neotropis weitverbreitet;[6] sie kommen hauptsächlich in Südamerika vor, mit den meisten Arten in Brasilien.
    - Hippotis Ruiz & Pav.: Die etwa zwölf Arten sind in der Neotropis verbreitet.
    - Holtonia Standl.: Vielleicht mit der einzigen Art:
      - Holtonia myriantha (Standl.) Standl.: Sie wurde auch zu Elaeagia gestellt[6], die dann nicht monophyletisch wäre.[21] Sie ist von Costa Rica bis Bolivien und Venezuela verbreitet.

    - Macbrideina Standl.: Sie enthält nur eine Art:
      - Macbrideina peruviana Standl.: Das Verbreitungsgebiet reicht von Kolumbien bis Ecuador und Peru.[6]

    - Macrocnemum P.Browne: Die etwa sechs Arten sind vom südlichen Zentralamerika bis zum nordwestlichen Südamerika und Jamaika verbreitet.[6]
    - Mastixiodendron Melch.: Die etwa sieben Arten kommen von den Molukken bis Fidschi vor.[6]
    - Mussaendopsis Baill. (Syn.: Creaghia Scort.): Die etwa drei Arten sind in Malesien verbreitet.[6]
    - Parachimarrhis Ducke: Sie enthält nur eine Art:
      - Parachimarrhis breviloba Ducke: Sie gedeiht im Tiefland-Regenwald des Amazonasbeckens.

    - Pentagonia Benth. (Syn.: Megaphyllum Spruce ex Baill., Nothophlebia Standl., Seemannia Hook. nom. inval., Striolaria Ducke, Watsonamra Kuntze): Die etwa 36 Arten sind in der Neotropis weitverbreitet.[6]
    - Picardaea Urb.: Sie enthält nur eine Art:
      - Picardaea cubensis (Griseb.) Britton ex Urb. (Syn.: Macrocnemum cubense Griseb., Picardaea haitiensis Urb.): Sie kommt nur auf Kuba und Hispaniola vor.

    - Pinckneya Michx. (Syn.: Pinknea Pers. orth. var.): Sie enthält nur eine Art:
      - Pinckneya bracteata (Bartram) Raf.: Sie kommt nur in den südöstlichen USA vor.

    - Pogonopus Klotzsch (Syn.: Carmenocania Wernham, Chrysoxylon Wedd., Howardia Wedd.): Die etwa drei Arten sind in der Neotropis verbreitet.
    - Rustia Klotzsch (Syn.: Henlea H.Karst., Stomandra Standl., Tresanthera H.Karst.): Es sind Bäume und Sträucher. Die etwa 17 Arten sind in der Neotropis vom südlichen Zentralamerika bis nördlichen Südamerika verbreitet und je eine Art kommt in Haiti, auf den Kleinen Antillen sowie auf der Insel Tobago vor.[6]
    - Schizocalyx Wedd. (Syn.: Phitopis Hook.f.): Es sind Bäume. Die seit 2010 etwa neun Arten sind von Costa Rica bis ins tropische Südamerika verbreitet.[6]
    - Semaphyllanthe L.Andersson: Die etwa sechs Arten sind in der Neotropis verbreitet.
    - Simira Aubl. (Syn.: Arariba Mart., Blandibractea Wernham, Calderonia Standl., Exandra Standl., Sickingia Willd., Sprucea Benth., Wernhamia S.Moore): Das weite Verbreitungsgebiet der etwa 43 Arten reicht von Mexiko bis zum Atlantischen Regenwald (Mata Atlântica) im südlichen Brasilien.
      - Simira salvadorensis (Standl.) Steyerm.: Von Zentralamerika bis ins südliche Mexiko.

    - Sommera Schltdl.: Die etwa elf Arten kommen von Mexiko bis Peru vor.[6]
    - Tammsia H.Karst.: Sie enthält nur eine Art:
      - Tammsia anomala H.Karst.: Sie ist von Venezuela über Kolumbien bis Peru weitverbreitet.

    - Warszewiczia Klotzsch: Die etwa acht Arten sind vom südlichen Zentralamerika bis nördlichen Südamerika sowie auf Karibischen Inseln weitverbreitet.
    - Wittmackanthus Kuntze (Syn.: Pallasia Klotzsch): Sie enthält nur eine Art:
      - Wittmackanthus stanleyanus (M.R.Schomb.) Kuntze: Sie kommt im nördlichen Südamerika vor.

- - Tribus Cordiereae A.Rich. ex DC. emend. Mouly: Es sind zweihäusige Sträucher und Bäume. Sie enthält etwa 13 Gattungen:[22]
    - Agouticarpa C.Perss. (manchmal in Genipa L.): Die etwa sieben Arten sind von Costa Rica bis ins tropische Südamerika verbreitet.[6]
    - Alibertia A.Rich. ex DC. (Syn.: Borojoa Cuatrec., Garapatica H.Karst., Gardeniola Cham., Genipella Rich. ex DC., Scepseothamnus Cham., Thieleodoxa Cham.): Die etwa 20 Arten sind in der Neotropis verbreitet[6], darunter:
      - Alibertia edulis (Rich.) A.Rich. ex DC.

    - Amaioua Aubl.: Die etwa neun Arten sind in der Neotropis verbreitet.[6]
    - Botryarrhena Ducke: Die etwa zwei Arten sind vom nördlichen Südamerika bis Brasilien verbreitet.
    - Cordiera A.Rich. ex DC.: Die etwa elf Arten sind in der Neotropis verbreitet.[6]
      - Cordiera sessilis (Vell.) Kuntze: Aus dem mittleren bis nördlichen Brasilien, Paraguay und Bolivien.

    - Duroia L.f. (Syn.: Coupoui Aubl., Cupirana Miers, Cupuia Raf., Pubeta L. nom. rej., Schachtia H.Karst.): Die etwa 36 Arten sind von Costa Rica bis ins tropische Südamerika verbreitet.[6]
    - Glossostipula Lorence: Die etwa drei Arten sind von Mexiko bis Zentralamerika verbreitet.[6]
    - Kutchubaea Fisch. ex DC. (Syn.: Einsteinia Ducke, Ibetralia Bremek., Kotchubaea Regel ex Benth. & Hook.f.): Die etwa 13 Arten sind im tropischen Südamerika verbreitet.[6]
    - Melanopsidium Colla (Syn.: Billiottia DC. nom. superfl., Pleurocarpus Klotzsch nom. illeg., Rhyssocarpus Endl., Viviania Colla nom. superfl.): Sie enthält nur eine Art:
      - Melanopsidium nigrum Colla: Sie kommt in den brasilianischen Bundesstaaten Bahia, Espírito Santo sowie Rio de Janeiro vor.[6]

    - Riodocea Delprete (manchmal in Kutchubaea Fisch. ex DC.): Sie enthält nur eine Art:
      - Riodocea pulcherrima Delprete: Sie kommt nur im brasilianischen Bundesstaat Espírito Santo vor.[6]

    - Stachyarrhena Hook.f.: Die etwa 13 Arten sind von Panama bis ins tropischen Südamerika verbreitet.[6]
    - Stenosepala C.Perss.: Sie enthält nur eine Art:
      - Stenosepala hirsuta C.Perss.: Sie kommt von Panama bis Kolumbien vor.[6]

- - Tribus Cremasporeae (Benth.) F.White ex Bridson: Sie enthält nur eine Gattung:[16]
    - Cremaspora Benth. (Syn.: Pappostyles Pierre, Pappostylum Pierre orth. var., Schizospermum Boivin ex Baill.): Die nur zwei (bis vier) Arten sind im tropischen Afrika verbreitet und kommen auf Madagaskar sowie den Komoren vor:[6]

- - Tribus Gardenieae A.Rich. ex DC. (Syn.: Aulacocalyceae Robbr. & C.Puff):[22] Bei Augustin Pyramus de Candolle waren 1830 28 Gattungen, bei Robbrecht und Puff waren 1986 etwa 80 Gattungen enthalten und der Umfang dieser Tribus wurde seit den ersten molekulargenetischen Untersuchungen dieser Verwandtschaftsgruppe kontrovers diskutiert. Im Jahr 2014 sind sicher 45 Gattungen enthalten.[22]
    - Aidia Lour. (Anomanthodia Hook.f., Cupia (Schult.) DC., Gynopachis Blume, Pseudixora Miq., Pelagodendron Seem., Stylocoryna Cav., Stylocoryne Wight & Arn. orth. var.): Die etwa 50 Arten sind im tropischen Afrika, im südlichen Asien, Südostasien und Ozeanien verbreitet.
      - Aidia racemosa (Cav.) Tirveng.: Aus Südostasien bis in nördliche und westliche Australien.

    - Aoranthe Somers: Die etwa fünf Arten sind im tropischen Afrika verbreitet.[6]
    - Atractocarpus Schltr. & K.Krause: Die etwa 40 Arten sind in Mikronesien, Philippinen, Indonesien, Neuguinea, Salomonen, Vanuatu, Neukaledonien, Fidschi, Tonga, Tahiti und Australien (etwa sieben Arten) verbreitet.
    - Aulacocalyx Hook.f. (manchmal mit Heinsenia K.Schum.): Die etwa elf Arten sind im tropischen Afrika verbreitet.[6]
    - Benkara Adans. (Syn.: Fagerlindia Tirveng., Griffithia Wight & Arnott.): Die etwa 19 Arten sind in Indien, Myanmar, Thailand, Vietnam, China, Japan, Malaysia, Indonesien und den Philippinen verbreitet.[1][6]
    - Brachytome Hook.f.: Die etwa fünf Arten sind in Indien, Bangladesch, Myanmar, Kambodscha, China, Vietnam und Malaysia verbreitet.[1]
    - Brenania Keay: Die etwa zwei Arten sind im tropischen Afrika verbreitet.
    - Bungarimba K.M.Wong: Diese 2004 aufgestellte Gattung enthält vier Arten, die im westlichen Malesien und Neuguinea vorkommen.[6]
    - Calochone Keay: Die nur zwei Arten sind im tropischen westlich-zentralen Afrika verbreitet.[6]
    - Casasia A.Rich.: Die etwa zehn Arten sind auf den nördlichen Karibischen Inseln verbreitet und eine Varietät kommt auch im südlichen Florida vor. Auf Kuba gibt es sechs Arten und auf Hispaniola drei Arten.[6]
      - Casasia clusiifolia (Jacq.) Urb.: Aus der nördlicheren Karibik, den Bermudas, Bahamas, Turks- und Caicosinseln und Kuba bis nach Florida.

    - Catunaregam Wolf (Syn.: Xeromphis Raf.): Die fünf bis vielleicht zehn Arten sind in Afrika weitverbreitet, einige Arten kommen in Madagaskar, Sri Lanka, Indien, Kaschmir, Pakistan, Nepal, Bhutan, Myanmar, China, Kambodscha, Laos, Thailand, Vietnam, Malaysia und Indonesien vor.[1]
    - Ceriscoides (Hook.f.) Tirveng. (Syn.: Gardenia sect. Ceriscoides Benth. & Hook.f.): Die etwa elf Arten kommen in Sri Lanka, Indien, Myanmar, Laos, Thailand, Vietnam, China, Indonesien, Malaysia und auf den Philippinen vor.[1]
    - Coddia Verdc.: Sie enthält nur eine Art:
      - Coddia rudis (E.Mey. ex Harv.) Verdc.: Sie kommt in Mosambik, Simbabwe und Südafrika sowie Eswatini vor.

    - Deccania Tirveng.: Sie enthält nur eine Art:
      - Deccania pubescens (Roth) Tirveng.: Sie kommt mit zwei Varietäten nur im südlichen Indien vor.[6]

    - Dioecrescis Tirveng.: Sie enthält nur eine Art:
      - Dioecrescis erythroclada (Kurz) Tirveng.: Ihr Verbreitungsgebiet reicht von Indien bis nach Indochina.

    - Duperrea Pierre ex Pit.: Die nur zwei Arten sind in Indien, Myanmar, Thailand, Laos, Kambodscha, China und Vietnam verbreitet.[1]
    - Euclinia Salisb.: Von den nur drei Arten sind zwei im tropischen Afrika verbreitet und eine kommt in Madagaskar vor.[6]
    - Gardenia J.Ellis: Sie enthält je nach Autor 60 bis 200 oder bis zu 250 Arten in tropischen bis subtropischen Gebieten Afrikas, Madagaskars, Asiens und auf Pazifischen Inseln.
    - Genipa L.: Die nur drei Arten sind in der Neotropis verbreitet.[6]
    - Heinsenia K.Schum. (manchmal in Aulacocalyx Hook.f.): Sie enthält nur eine Art:
      - Heinsenia diervilleoides K.Schum.: Sie ist mit zwei Unterarten vom Sudan bis Simbabwe verbreitet.[6]

    - Hyperacanthus E.Mey. ex Bridson: Von etwa elf Arten kommen neun nur in Madagaskar vor und die beiden anderen sind vom südlichen tropischen Afrika bis ins südliche Afrika verbreitet.[6]
    - Kailarsenia Tirveng.: Die etwa sechs Arten sind von Indochina bis ins westliche Malesien verbreitet.[6]
    - Kochummenia K.M.Wong: Die etwa zwei Arten kommen auf der Malaiischen Halbinsel vor.
    - Larsenaikia Tirveng.: Die etwa drei Arten sind im nördlichen Australien verbreitet.[6]
    - Macrosphyra Hook.f.: Die etwa sechs Arten sind im tropischen Afrika verbreitet.[6]
    - Massularia (K.Schum.) Hoyle: Sie enthält seit 2015 zwei Arten.[6][23] Sie sind im westlichen sowie westlich-zentralen tropischen Afrika verbreitet.[6]
    - Morelia A.Rich. ex DC.: Sie enthält nur eine Art:
      - Morelia senegalensis A.Rich. ex DC.: Sie ist vom tropischen Westafrika bis zum Sudan verbreitet.[6]

    - Neofranciella Guillaumin: Sie enthält nur eine Art:
      - Neofranciella pterocarpon (Guillaumin) Guillaumin: Sie ist in Neukaledonien beheimatet.

    - Oligocodon Keay: Sie enthält nur eine Art:
      - Oligocodon cunliffeae (Wernham) Keay: Sie kommt im tropischen Afrika vom südlichen Benin bis zentralen Zaire vor.[6]

    - Oxyceros Lour.: Die seit 2008 etwa zwölf Arten sind im tropischen Asien verbreitet.[6]
    - Phellocalyx Bridson: Sie enthält nur eine Art:
      - Phellocalyx vollescenii Bridson: Sie kommt vom südlichen Tansania bis Mosambik vor.

    - Pleiocoryne Rauschert: Sie enthält nur eine Art:
      - Pleiocoryne fernandensis (Hiern) Rauschert: Das Verbreitungsgebiet reicht vom tropischen Westafrika bis ins nordwestliche Angola.

    - Porterandia Ridl.: Die etwa 22 Arten sind von Thailand und Malaysia bis Sumatra, Brnoe und Sulawesi verbreitet.[6]
    - Preussiodora Keay: Sie enthält nur eine Art:
      - Preussiodora sulphurea (K.Schum.) Keay: Sie kommt im tropischen Afrika in Kamerun, Demokratischen Republik Kongo, Nigeria und Gabun vor.

    - Randia L. (Syn.: Basanacantha Hook.f., Foscarenia Vell. ex Vand.): Sie enthält etwa 20 Arten in der Neotropis.
    - Rosenbergiodendron Fagerl. (manchmal in Randia L.): Die etwa vier Arten sind in der Neotropis verbreitet.[6]
      - Rosenbergiodendron formosum (Jacq.) Fagerl.: Venezuela, Kolumbien, Ecuador bis nach Zentralamerika.

    - Rothmannia Thunb.: Die mindestens 30 Arten sind im tropischen Afrika, Madagaskar und Asien verbreitet.[1]
      - Rothmannia engleriana (K.Schum.) Keay: Aus dem zentralen Zentral- und mittleren Ostafrika.

    - Rubovietnamia Tirveng.: Die nur drei Arten kommen vom südlichen China bis Vietnam und den Philippinen vor.[6]
    - Sphinctanthus Benth. (Syn.: Conosiphon Poepp.): Die seit 2012 etwa neun Arten sind im tropischen Südamerika verbreitet.[6]
    - Sukunia A.C.Sm. (manchmal in Atractocarpus Schltr. & K.Krause enthalten): Sie enthält höchstens zwei Arten nur in Fidschi.
    - Tamilnadia Tirveng. & Sastre: Sie enthält nur eine Art:
      - Tamilnadia uliginosa (Retz.) Tirveng. & Sastre: Sie kommt vom indischen Subkontinent, Sri Lanka, Thailand, Laos, Kambodscha bis Vietnam vor.[6]

    - Tarennoidea Tirveng. & Sastre: Die nur zwei Arten sind im südlichen Asien und Südostasien verbreitet.[1]
    - Tocoyena Aubl.: Die etwa 19 Arten sind in der Neotropis verbreitet.[6]
    - Trukia Kaneh. (manchmal in Atractocarpus Schltr. & K.Krause)
    - Vidalasia Tirveng.: Die etwa vier Arten sind von Indochina bis zu den Philippinen verbreitet.[6]

- - Tribus Greeneeae Mouly, J.Florence & B.Bremer: Es sind Bäume oder Sträucher. Die Blattunterseite ist selten kahl, aber nicht wollig behaart (Unterschied zu Aleisanthieae). Die kleinen Blüten sind fünfzählig und protogyn. Die Staubblätter überragen die Blütenkrone nicht. Es ist eine primäre Pollenpräsentation vorhanden (Unterschied zu Aleisanthieae). Die zweikammerige Fruchtknoten enthält viele Samenanlagen. Es werden Kapselfrüchte gebildet. Sie enthält etwa zwei Gattungen mit etwa zehn Arten:[18][16]
    - Greenea Wight & Arn. (Syn.: Rhombospora Korth.): Die etwa neun Arten sind in Malesien verbreitet, davon kommen sechs Arten in Thailand vor.
    - Spathichlamys R.Parker: Sie enthält nur eine Art:
      - Spathichlamys oblonga R.Parker: Sie ist in Myanmar und Indonesien beheimatet.

- - Tribe Henriquezieae Hook.f.: Sie enthält etwa drei Gattungen mit etwa 20 Arten im tropischen Südamerika:[16]
    - Gleasonia Standl.: Die etwa fünf Arten sind im tropischen Südamerika von Venezuela bis zu den Guyanas und ins nördliche Brasilien verbreitet.[6]
    - Henriquezia Spruce ex Benth.: Die etwa drei Arten sind im tropischen Südamerika verbreitet.[6]
    - Platycarpum Humb. & Bonpl.: Die etwa zwölf Arten sind im tropischen Südamerika verbreitet.[6]

- - Tribus Ixoreae A.Gray: Es sind Bäume oder Sträucher. Die meist vierzähligen Blüten sind protandrisch. Die Staubblätter überragen die Blütenkrone. Es ist sekundäre Pollenpräsentation vorhanden. Der meist zwei-, selten bis zu siebenkammerige Fruchtknoten enthält nur eine Samenanlage je Fruchtknotenkammer. Die Steinfrucht enthält meist zwei, selten bis zu sieben Samen. Sie kommt in den Tropen vor, mit den meisten Taxa in Asien. Sie hat je nach Autor sieben bis elf Gattungen enthalten, jetzt sind alle diese Arten in eine Gattung eingegliedert (Stand 2013):[18][24][16]
    - Ixora L. (Syn.: Becheria Ridl., Bemsetia Raf., Captaincookia N.Hallé, Charpentiera Vieill., Doricera Verdc., Hitoa Nadeaud, Myonima Comm. ex A.Juss., Panchezia Montrouz., Patabea Aubl., Schetti Adans., Siderodendrum Schreb., Sideroxyloides Jacq., Thouarsiora Homolle ex Arènes, Tsiangia But, H.H.Hsue & P.T.Li, Versteegia Valeton): Sie ist mit früher 300 bis 400, heute 500 bis 560 Arten im tropischen Afrika, Madagaskar, Asien, der Neotropis und auf Pazifischen Inseln weit verbreitet. Von wenigen Arten werden einige Sorten als Zierpflanzen verwendet.

- - Tribus Jackieae Korth.: Sie enthält nur eine monotypische Gattung:[25][16]
    - Jackiopsis Ridsdale: Sie enthält nur eine Art:
      - Jackiopsis ornata (Wall.) Ridsdale: Sie ist im westlichen Malesien verbreitet.

- - Tribus Mussaendeae Hook.f.: Sie enthält etwa sieben Gattungen im tropischen Afrika, auf Madagaskar sowie den Maskarenen und von Südostasien bis zu Inseln des Pazifischen Ozeans:[16]
    - Bremeria Razafim. & Alejandro (Syn.: Landia Comm. ex A.Juss. nom. illeg.): Die etwa 18 Arten sind auf Inseln des westlichen Indischen Ozeans verbreitet.[6]
    - Heinsia DC. (Syn.: Epitaberna K.Schum., Henisia Walp. orth. var.): Die etwa fünf Arten sind im tropischen und südlichen Afrika verbreitet.[6]
    - Landiopsis Capuron ex Bosser: Sie enthält nur eine Art:[6]
      - Landiopsis capuronii Bosser: Sie kommt nur im nordwestlichen Madagaskar vor.[6]

    - Mussaenda L. (Syn.: Asemanthia (Stapf) Ridl., Belilla Adans., Landia Comm. ex Juss., Spallanzania DC. und möglicherweise Aphaenandra Miq.): Die etwa 200 Arten sind im tropischen Afrika, Madagaskar, Asien und Pazifischen Inseln weitverbreitet.[1]
      - Mussaenda philippica A.Rich: Aus den Philippinen.

    - Neomussaenda Tange: Die nur zwei Arten kommen nur auf Borneo vor.[6]
    - Pseudomussaenda Wernham: Die etwa sechs Arten sind im tropischen Afrika verbreitet.[6]
    - Schizomussaenda H.L.Li (manchmal in Mussaenda L.): Sie enthält nur eine Art:
      - Schizomussaenda dehiscens (Craib) H.L.Li: Sie ist in Laos, nördlichen Myanmar, nördlichen Thailand, nördlichen Vietnam und in den südwestlichen chinesischen Provinzen Guangxi sowie Yunnan verbreitet.[1]

- - Tribus Octotropideae Bedd.: Sie enthält sieben bis neun Gattungen. Sie kommt nur in der Alten Welt vor, mit Gattungen im tropischen Afrika, Madagaskar, auf den Komoren, Maskarenen, Rodriguez und in Indomalaysien:
    - Feretia Delile: Die etwa drei Arten sind im tropischen und südlichen Afrika verbreitet.[6]
    - Fernelia Comm. ex Lam.: Die etwa vier Arten kommen nur auf den Maskarenen vor.[6]
    - Flagenium Baill.: Die etwa sechs Arten kommen nur in Madagaskar vor.[26]
    - Hypobathrum Blume (Syn.: Petunga DC., Phylanthera Noronha, Platymerium Bartl. ex DC., Spicillaria A.Rich.): Die etwa 30 Arten sind im tropischen Asien verbreitet.[6]
    - Kraussia Harv. (Syn.: Rhabdostigma Hook.f.): Sie sind zweihäusig getrenntgeschlechtig (diözisch). Von den etwa vier Arten sind drei Arten im tropischen und südlichen Afrika verbreitet und eine Art kommt nur auf Socotra vor.[6]
    - Octotropis Bedd.: Sie enthält nur eine Art:
      - Octotropis travancorica Bedd.: Sie kommt nur in den indischen Bundesstaaten Kerala sowie Tamil Nadu vor.[6]

    - Pouchetia A.Rich. ex DC.: Die etwa vier Arten vom tropischen Westafrika bis Sudan und nördlichen Angola verbreitet.[6]
    - Ramosmania Tirveng. & Verdc.: Die etwa nur zwei Arten kommen nur auf der Insel Rodrigues vor.[6]
    - Villaria Rolfe: Die seit 2016 etwa sieben Arten kommen nur auf den Philippinen vor.[27][28][29]
    - Xantonneopsis Pit.: Sie enthält nur eine Art:[6]
      - Xantonneopsis robinsonii Pit.: Sie ist in Vietnam beheimatet.[6]

- - Tribus Pavetteae A.Rich. ex Dum.: Die etwa acht Gattungen sind nur in der Alten Welt verbreitet:
    - Cladoceras Bremek.: Sie enthält nur eine Art:
      - Cladoceras subcapitatum (K.Schum. & K.Krause) Bremek.: Sie kommt vom östlichen Kenia bis östlichen Tansania vor.[6]

    - Dictyandra Welw. ex Benth. & Hook.f.: Die nur zwei Arten sind im tropischen Afrika verbreitet.[6]
    - Leptactina Hook.f.: Die etwa 27 Arten sind im tropischen und südlichen Afrika verbreitet.[6]
    - Paracephaelis Baill.: Von den vier Arten ist eine von Kenia bis Mosambik sowie auf Inseln im westlichen Indischen Ozean verbreitet. Die anderen drei kommen nur in Madagaskar vor, eine davon kam auch auf Réunion vor.
    - Pavetta L. (Syn.: Acmostigma Raf., Baconia DC., Crinita Houtt., Exechostylus K.Schum., Pavate Adans., Verulamia DC. ex Poir.): Die 350 bis 400 Arten sind in der Paläotropis verbreitet.
    - Robbrechtia De Block: Die nur zwei Arten kommen nur auf Madagaskar vor.[6]
    - Rutidea DC. (Syn.: Rytidea Spreng. orth. var.): Die etwa 21 Arten sind im tropischen Afrika verbreitet.[6]
    - Tarenna Gaertn. (Syn.: Bonatia Schltr. & K.Krause, Camptophytum Pierre ex A.Chev. nom. inval., Canthiopsis Seem., Coptosperma Hook.f., Cupi Adans., Enterospermum Hiern, Flemingia W.Hunter ex Ridl., Santalina Baill., Wahlenbergia Blume, Webera Schreb., Zygoon Hiern): Die etwa 370 Arten sind im tropischen und subtropischen Afrika, Madagaskar, Asien und auf Pazifischen Inseln verbreitet.

- - Tribus Posoquerieae Delprete: Sie enthält zwei bis vier Gattungen in der Neotropis:[16]
    - Carapichea Aubl. (früher in Psychotria L.): Sie enthält etwa 600 neotropische Arten, beispielsweise:
      - Brechwurzel (Carapichea ipecacuanha (Brot.) L. Andersson)

    - Molopanthera Turcz.: Sie enthält nur eine Art:[6]
      - Molopanthera paniculata Turcz.: Sie kommt mit zwei Varietäten im östlichen Brasilien vor.[6]

    - Posoqueria Aubl. (Syn.: Cyrtanthus Schreb., Kyrtanthus J.F.Gmel., Martha F.Muell., Posoria Raf., Ramspekia Scop., Solena Willd., Stannia H.Karst.): Die etwa 25 Arten gedeihen in Wäldern von Mexiko bis Bolivien und dem südlichen Brasilien.

- - Tribus Retiniphylleae Benth. & Hook.f.[30]: Sie enthält nur eine Gattung:[16]
    - Retiniphyllum Humb. & Bonpl. (Syn.: Ammianthus Spruce ex Benth., Commianthus Benth., Endolithodes Bartl. nom. inval., Synisoon Baill.): Die etwa 22 Arten kommen auf dem Guayana- und Brasilianischen Schild vor, einige Arten reichen ins Amazonasbecken. Es sind Sträucher oder kleine Bäume, die meist auf „Weißsand“ gedeihen.

- - Tribus Sabiceeae A.Stahl (Syn.: Virectarieae Verdc.): Sie enthält nur noch etwa vier (früher sieben bis neun) Gattungen und etwa 156 Arten mit pantropischer Verbreitung:[31][16]
    - Hekistocarpa Hook.f. (Syn.: Hecistocarpus Post & Kuntze orth. var.): Sie enthält nur eine Art:
      - Hekistocarpa minutiflora Hook.f.: Sie kommt vom südlichen Nigeria bis Kamerun vor. Es ist eine krautige Pflanze. Die Schließfrüchte enthalten viele Samen.

    - Sabicea Aubl. (Syn.: Cephaelis Sw., Ecpoma K.Schum., Paiva Vell., Patima Aubl., Pseudosabicea N.Hallé, Schizostigma Arn. ex Meisn., Schwenkfelda Schreb., Schwenkfeldia Willd. orth. var., Stipularia P.Beauv.): Von den etwa 146 Arten kommen etwa 82 Arten auf dem Afrikanischen Kontinent, etwa 54 Arten in der Neotropis, sechs Arten auf Madagaskar, drei Arten auf São Tomé und Príncipe und eine Art auf Sri Lanka vor. Es sind klimmende Sträucher bis Lianen. Sie bilden Beeren.
    - Tamridaea Thulin & B.Bremer: Sie enthält nur eine Art:
      - Tamridaea capsulifera (Balf.f.) Thulin & B.Bremner: Es ist ein Endemit auf Socotra. Sie wächst als Strauch mit einer Wuchshöhe von maximal 1 Meter. Der Fruchtknoten ist zweikammerig und die Narbe ist zweilappig. Sie bildet Kapselfrüchte.

    - Virectaria Bremek. (Syn.: Phyteumoides Smeathman ex DC., Virecta Sm.): Die etwa acht Arten sind im tropischen Westafrika verbreitet. Es sind krautige bis schwach verholzende Pflanzen. Sie bilden Kapselfrüchte.

- - Tribus Scyphiphoreae Kainul. & B.Bremer: Sie enthält nur eine Gattung:[16]
    - Scyphiphora C.F.Gaertn. (Epithinia Jack): Sie enthält nur eine Art:
      - Scyphiphora hydrophyllacea C.F.Gaertn.: Sie gedeiht an den Küsten von China, Vietnam, Philippinen, Thailand, Madagaskar und im Pazifikraum bis zu den Karolinen, Neukaledonien und Australien.

- - Tribus Sherbournieae Mouly & B.Bremer: Es sind Halbsträucher, Sträucher oder Lianen. Sie sind einhäusig mit zwittrigen Blüten oder sie Gynomonözisch. Sie enthält etwa vier Gattungen:[22]
    - Atractogyne Pierre: Die nur zwei Arten sind im tropischen Westafrika und westlichzentralen Afrika verbreitet.[6]
    - Mitriostigma Hochst.: Die etwa fünf Arten sind im tropischen Afrika (Bioko bis Kenia) und im südlichen Afrika verbreitet.[6]
    - Oxyanthus DC. (Syn.: Megacarpha Hochst.): Die etwa 34 Arten sind vom tropischen bis ins südliche Afrika verbreitet.[6]
    - Sherbournia G.Don (Syn.: Amaralia Welw. ex Hook.f.): Die etwa 13 Arten sind im tropischen Afrika verbreitet.[6]

- - Tribus Sipaneae Bremek.:[16] Sie enthält etwa elf Gattungen, sie kommen auf dem Guayana- und Brasilianischen Schild sowie in Zentralamerika vor:
    - Chalepophyllum Hook.f.: Sie enthält nur eine Art:
      - Chalepophyllum guyanense Hook.f.: Sie kommt vom südlichen Venezuela bis Guyana vor.[6]

    - Dendrosipanea Ducke: Die nur zwei Arten kommen vom südlichen Venezuela bis zum nördlichen Brasilien vor.[6]
    - Limnosipanea Hook.f.: Die nur drei Arten kommen von Panama bis ins tropische Südamerika vor.[6]
    - Maguireothamnus Steyerm.: Die nur zwei Arten kommen im Hochland von Guyana vor.[6]
    - Neblinathamnus Steyerm.: Die nur zwei Arten kommen im Hochland von Guyana vor.[6]
    - Neobertiera Wernham: Sie enthält nur eine Art:
      - Neobertiera gracilis Wernham: Sie kommt in Guyana vor.[6]

    - Platycarpum Humb. & Bonpl.: Die etwa zwölf Arten sind im tropischen Südamerika verbreitet.[6]
    - Pteridocalyx Wernham: Die nur zwei Arten kommen in Guyana vor.[6]
    - Sipanea Aubl. (Syn.: Ptychodea Willd. ex Cham. & Schltdl. nom. inval., Virecta L.f.): Die etwa 19 Arten sind von Zentralamerika bis ins tropische Südamerika und auf Trinidad verbreitet.[6]
    - Sipaneopsis Steyerm.: Die etwa 19 Arten sind von Kolumbien bis ins südliche Venezuela und nördliche Brasilien verbreitet.[6]
    - Steyermarkia Standl.: Sie enthält nur eine Art:
      - Steyermarkia guatemalensis Standl.: Sie kommt vom mexikanischen Bundesstaat Chiapas bis Guatemala vor.[6]

- - Tribus Steenisieae Kainul. & B.Bremer: Sie enthält nur eine Gattung:[16]
    - Steenisia Bakh.f.: Die etwa fünf Arten kommen auf Borneo[6], den Natuna-Inseln und der Malaiischen Halbinsel vor.[16]

- - Tribus Trailliaedoxeae Kainul. & B.Bremer: Sie enthält nur eine Gattung:[16]
    - Trailliaedoxa W.W.Sm. & Forrest: Sie enthält nur eine Art:
      - Trailliaedoxa gracilis W.W.Smith & Forrest: Sie gedeiht auf Felsen oder in Gebüschen auf Berghängen in trockenen und warmen Tälern in Höhenlagen zwischen 1400 und 3000 Metern nur in den chinesischen Provinzen Sichuan sowie Yunnan.[1]

- - Tribus Vanguerieae Robyns[32][25][16]: Es sind Bäume, Sträucher und Halbsträucher. Die Fruchtknoten sind zwei- bis zehnkammerig. Jede Fruchtknotenkammer enthält nur eine hängende Samenanlage. Sie bilden Steinfrüchte. Es sind keine Rhaphiden vorhanden. Etwa 140 Arten sind funktional zweihäusig getrenntgeschlechtig (diözisch). Sie gedeihen in immergrünen Regenwäldern, saisongrünen Wäldern und Trockengebüschen. Sie enthält etwa 26 paläotropischen Gattungen mit 600 bis 700 Arten; mit 350 Arten ist der afrikanische Kontinent das Zentrum der Artenvielfalt:
    - Afrocanthium (Bridson) Lantz & B.Bremer: Sie enthält etwa 17 Arten und ist von Äthiopien bis zum südlichen Afrika weitverbreitet.[6]
      - Afrocanthium burttii (Bullock) Lantz: Aus dem Kongo, Sambia, Tansania und Botswana.

    - Bullockia (Bridson) Razafim. et al.: Von den etwa acht Arten kommen sechs in Afrika und zwei Madagaskar vor. Sie sind zweihäusig getrenntgeschlechtig (diözisch).
    - Canthium Lam. (Syn.: Clusiophyllea Baill., Dondisia DC., Lycioserissa Roem. & Schult., Psilostoma Klotzsch, Meyna Roxb. ex Link, Meynia Schult. orth. var.): Die etwa 30 Arten im tropischen und subtropischen Afrika sowie Asien weitverbreitet.[6]
    - Cuviera DC. (Syn.: Globulostylis Wernham): Die seit 2013 nur noch etwa zehn Arten sind im tropischen West- und Zentralafrika verbreitet.[33][6]
    - Cyclophyllum Hook.f. (Syn.: Rhopalobrachium Schltr. & K.Krause): Die etwa 37 Arten kommen auf Neuguinea und auf pazifischen Inseln vor.[6] Sie sind zweihäusig getrenntgeschlechtig (diözisch).
    - Eriosemopsis Robyns: Sie enthält nur eine Art:[16]
      - Eriosemopsis subanisophylla Robyns: Sie kommt nur in KwaZulu-Natal vor.[6]

    - Everistia S.T.Reynolds & R.J.F.Hend.: Sie enthält nur eine Art:[16]
      - Everistia vacciniifolia (F.Muell.) S.T.Reynolds & R.J.F.Hend.: Sie kommt nur im südöstlichen sowie östlichen Queensland vor.[6]

    - Fadogia Schweinf. (Syn.:): Die etwa 41 Arten sind vom tropischen bis ins südliche Afrika verbreitet.[6]
      - Fadogia agrestis Schweinf. Ex Hiern: Wird in indigener Medizin und als Nahrungsergänzungsmittel verwendet.
      - Fadogia ancylantha Hiern: Aus ihr wird der Makonitee gewonnen.

    - Fadogiella Robyns: Die etwa drei sind im tropischen Afrika verbreitet.[6]
    - Globulostylis Wernham: Diese Gattung wurde 2013 reaktiviert. Die etwa acht sind im tropischen Zentralafrika verbreitet.[33][6]
    - Hutchinsonia Robyns: Von den etwa zwei Arten kommt eine nur in Liberia und die andere ist im tropischen Westafrika verbreitet.[6]
    - Keetia E.Phillips: Die etwa 32 Arten sind vom tropischen bis ins südliche Afrika verbreitet.[6]
    - Multidentia Gilli: Die etwa neun Arten sind im tropischen Afrika verbreitet.[6]
    - Peponidium (Baill.) Arènes: Sie enthält mindestens 45 Arten, fast alle Arten kommen auf Madagaskar vor, nur zwei bis vier Arten auf den Komoren und zwei Arten auf den Seychellen. Sie sind zweihäusig getrenntgeschlechtig (diözisch).
    - Perakanthus Robyns: Sie enthält nur eine Art:
      - Perakanthus velutinus (Ridl.) Robyns ex Ridl.: Sie kommt in Malaysia vor.

    - Plectroniella Robyns: Sie enthält nur eine Art:
      - Plectroniella armata (K.Schum.) Robyns: Sie kommt in Zentralafrika und im südlichen Afrika vor.

    - Psydrax Gaertn. (Syn.: Carandra Gaertn., Everistia S.T.Reynolds & R.J.F.Hend., Mesoptera Hook.f., Mitrastigma Harv., Phallaria Schumach. & Thonn.): Die 80 bis 100 Arten sind in den Tropen und Subtropen der Alten Welt und auf pazifischen Inseln verbreitet.[6]
    - Pygmaeothamnus Robyns (Syn.: Eriosemopsis Robyns): Sie enthält etwa zwei Arten, die von Burundi bis ins südliche Afrika vorkommen.[6]
    - Pyrostria Comm. ex Juss. (Syn.: Dinocanthium Bremek., Leroyia Cavaco orth. var., Leroya Cavaco, Neoleroya Cavaco, Pseudopeponidium Homolle ex Arènes): Sie enthält mindestens 80 Arten. Sie kommen hauptsächlich auf Madagaskar (etwa 63 Arten) vor. Außerdem sind 14 Arten im östlichen und südlichen Afrika verbreitet, acht Arten kommen auf den Maskarenen vor (davon sind zwei Arten Endemiten auf Réunion, fünf auf Mauritius und eine auf der Insel Rodrigues). Aber es gibt auch Arten in Südostasien. Sie sind zweihäusig getrenntgeschlechtig (diözisch).
    - Robynsia Hutch.: Sie enthält nur eine Art:
      - Robynsia glabrata Hutch.: Sie ist im tropischen Afrika verbreitet.

    - Rytigynia Blume: Die etwa 82 Arten sind im tropischen und südlichen Afrika sowie in Madagaskar verbreitet.[6]
    - Scyphochlamys Balf.f.: Sie enthält nur eine Art:
      - Scyphochlamys revoluta Balf.f.: Sie ist zweihäusig getrenntgeschlechtig (diözisch) und kommt nur auf der Insel Rodrigues bei Mauritius vor.

    - Temnocalyx Robyns: Sie enthält nur eine Art:
      - Temnocalyx nodulosa Robyns: Sie ist im tropischen Ostafrika verbreitet.

    - Vangueria Juss. (Syn.: Ancylanthos Desf., Lagynias E.Mey. ex Robyns, Pachystigma Hochst., Tapiphyllum Robyns, Vavanga Rohr nom. inval., Wittmannia Vahl): Die etwa 57 Arten sind im tropischen un südlichen Afrika und in Madagaskar verbreitet.[6]
      - Vangueria madagascariensis J.F.Gmel.: Aus Madagaskar und Süd-, Ost-, Zentral- bis Westafrika

    - Vangueriella Verdc.: Die etwa 18 Arten sind im tropischen Afrika verbreitet.[6]
    - Vangueriopsis Robyns: Die etwa vier Arten kommen von Kongo bis Tansania und dem südlichen Afrika vor.[6]

- - Incertae sedis – nicht in eine Tribus, aber in die Unterfamilie Ixoroideae eingeordnet:
    - Adenorandia Vermoesen: Sie enthält nur eine Art:
      - Adenorandia kalbreyeri (Hiern) Robbr. & Bridson: Sie ist im westlichen tropischen Afrika beheimatet.

    - Aidiopsis Tirveng.: Sie enthält nur eine Art:
      - Aidiopsis orophila (Miq.) Ridsdale: Ihr Verbreitungsgebiet reicht von Thailand bis ins westliche Malesien und umfasst auch die Andamanen.[34][6]

    - Alleizettella Pit.: Die etwa zwei Arten kommen vom südöstlichen China bis ins nördliche Vietnam vor.[1][6]
    - Burchellia R.Br.: Sie enthält nur eine Art:
      - Burchellia bubalina (L.f.) Sims: Sie ist im südlichen Afrika verbreitet. Sie kommt in Lesotho sowie Eswatini und in den südafrikanischen Provinzen Ostkap, KwaZulu-Natal, Limpopo, Mpumalanga sowie Westkap vor.

    - Calycosiphonia Pierre ex Robbr.: Die nur drei Arten sind im tropischen Afrika verbreitet.[6]
    - Crossopteryx Fenzl: Sie enthält nur eine Art:
      - Crossopteryx febrifuga (Afzel. ex G.Don) Benth.: Sie kommt im Savannen-Waldland des tropischen Afrika vor.

    - Dialypetalanthus Kuhlm.: Sie enthält nur eine Art:
      - Dialypetalanthus fuscescens Kuhlm.: Sie kommt in Brasilien, Bolivien und Peru vor.

    - Didymosalpinx Keay: Die etwa fünf Arten sind im tropischen Afrika verbreitet.[6]
    - Fosbergia Tirvengadum & Sastre: Die 1997 aufgestellte Gattung kommt mit mindestens fünf Arten in China, Myanmar, Thailand und Vietnam vor.
    - Glionnetia Tirveng.: Sie enthält nur eine Art:
      - Glionnetia sericea (Baker) Tirveng.: Diese gefährdete Art kommt nur auf Bergen der beiden Inseln Mahé und Silhouette, die zu den Seychellen gehören, vor.

    - Himalrandia T.Yamaz.: Die etwa zwei Arten sind vom östlichen Afghanistan bis in südlich-zentrale China verbreitet.[6]
    - Mantalania Capuron ex J.-F.Leroy: Die etwa zwei Arten kommen nur in Madagaskar vor.
    - Melanoxerus Kainul. & B.Bremer: Sie enthält nur eine Art:
      - Melanoxerus suavissimus (Homolle ex Cavaco) Kainul. & B.Bremer: Sie wurde aus Euclinia ausgegliedert. Sie kommt auf Madagaskar nur in der Provinz Toliara vor.[35]

    - Monosalpinx N.Hallé: Sie enthält nur eine Art:
      - Monosalpinx guillaumetii N.Hallé: Sie kommt nur in der südwestlichen Elfenbeinküste vor.

    - Petitiocodon Robbr.: Sie enthält nur eine Art:
      - Petitiocodon parviflorum (Keay) Robbr.: Sie kommt von Nigeria bis Kamerun vor.

    - Pseudaidia Tirveng.: Sie enthält nur eine Art:
      - Pseudaidia speciosa (Bedd.) Tirveng.: Sie kommt im südlichen Indien und in Sri Lanka vor.[6]

    - Pseudomantalania J.-F.Leroy: Sie enthält nur eine Art:
      - Pseudomantalania macrophylla J.-F.Leroy: Sie ist in Madagaskar beheimatet.

    - Schumanniophyton Harms (Syn.: Assidora A.Chev., Chalazocarpus Hiern, Plastolaena Pierre ex A.Chev., Tetrastigma K.Schum. nom. illeg.): Die etwa drei Arten sind vom tropischen Westafrika bis zum nördlichen Angola verbreitet.[6] Sie gehört vermutlich zur Tribus Gardenieae.[22]

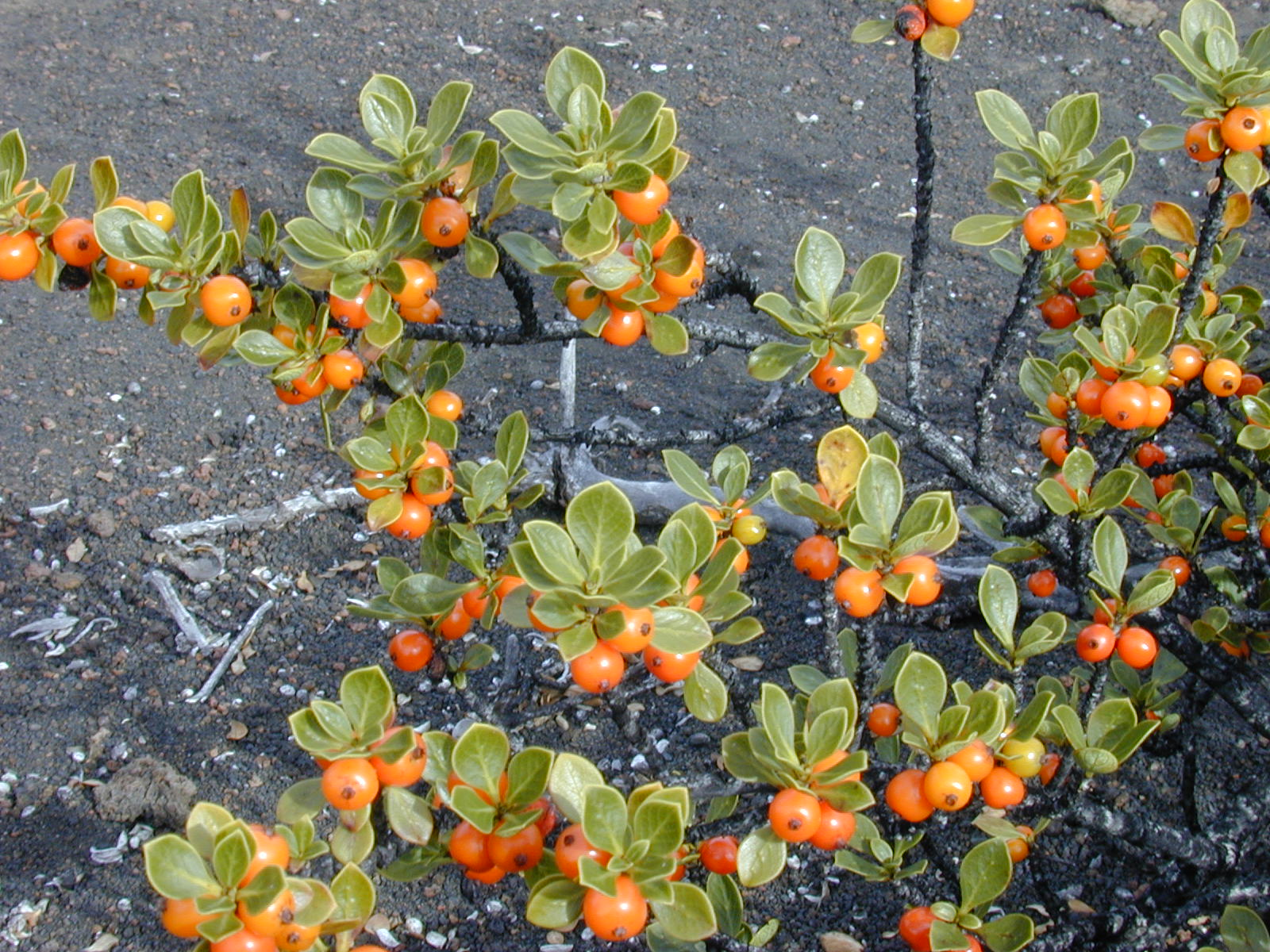
Unterfamilie Rubioideae Tribus Anthospermeae: Strauch mit Früchten von Coprosma montana

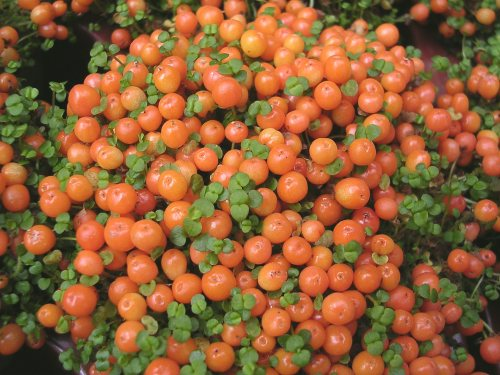
Unterfamilie Rubioideae Tribus Anthospermeae: Die Zimmerpflanze Korallenbeere (Nertera granadensis) mit ihren dekorativen Früchten

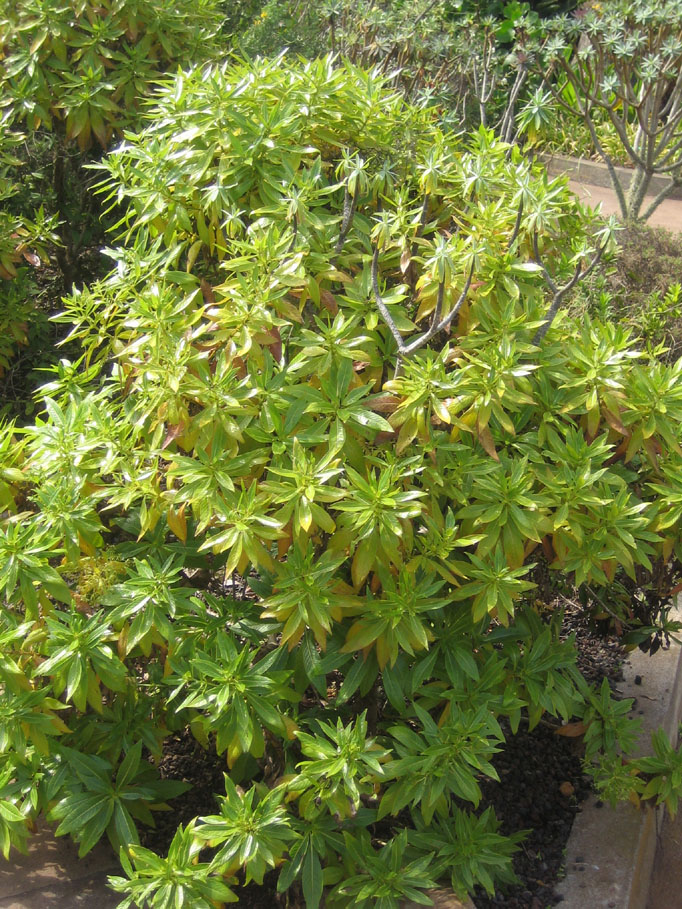
Unterfamilie Rubioideae Tribus Anthospermeae: Habitus von Phyllis nobla

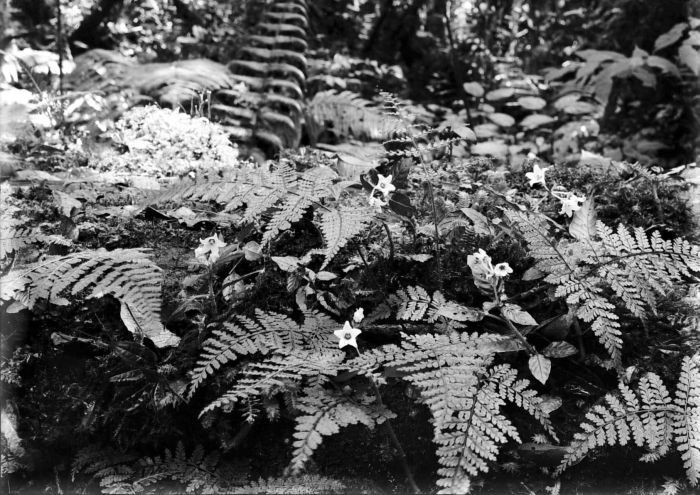
Unterfamilie Rubioideae Tribus Argostemmateae: Argostemma montanum zwischen Farn

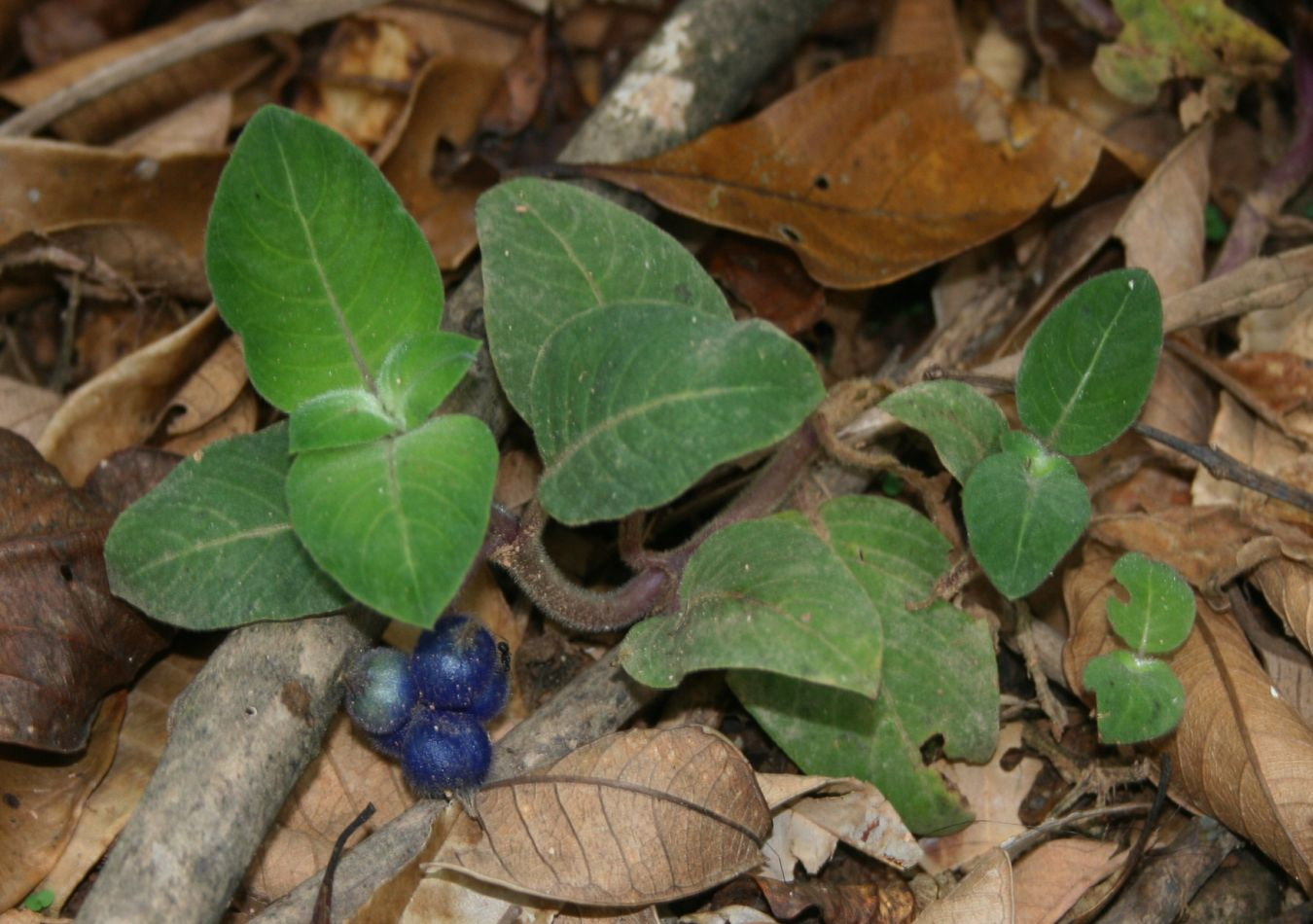
Unterfamilie Rubioideae Tribus Coussareae: Habitus, Laubblätter und Früchte von Coccocypselum hirsutum

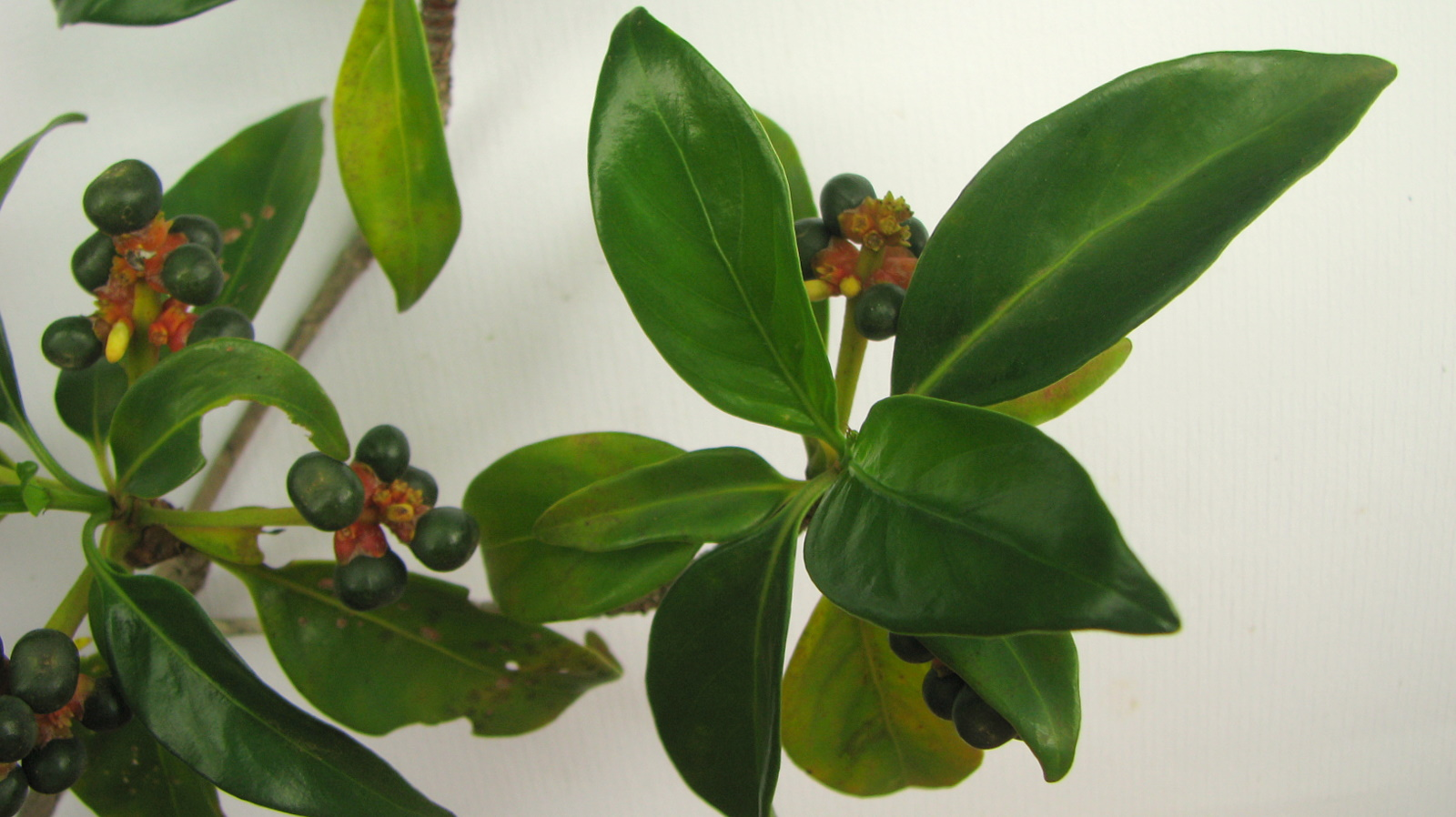
Unterfamilie Rubioideae Tribus Gaertnereae: Zweig mit Laubblättern und Früchten von Pagamea guianensis

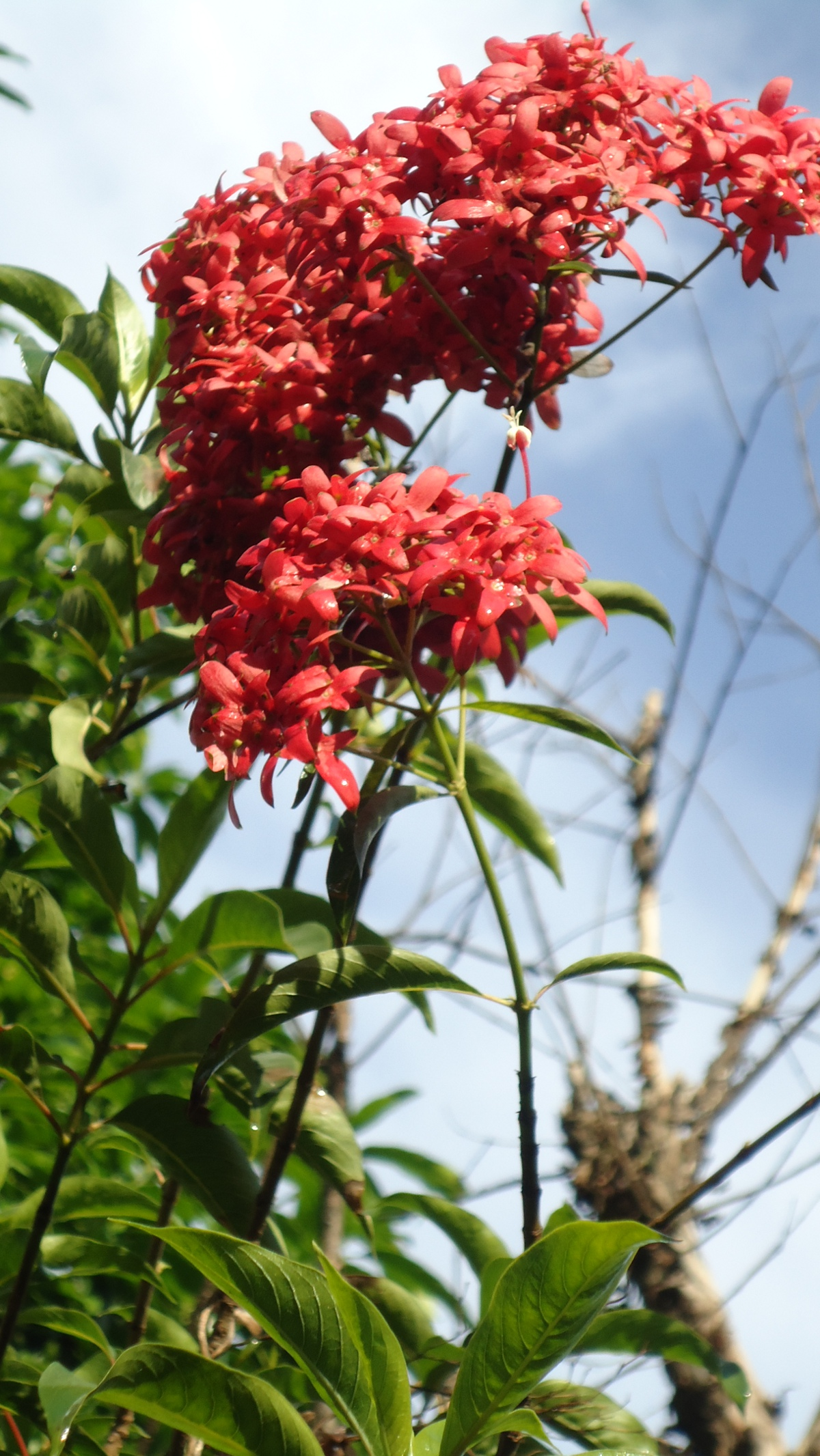
Unterfamilie Rubioideae Tribus Knoxieae: Laubblätter und Blütenstände von Carphalea kirondron

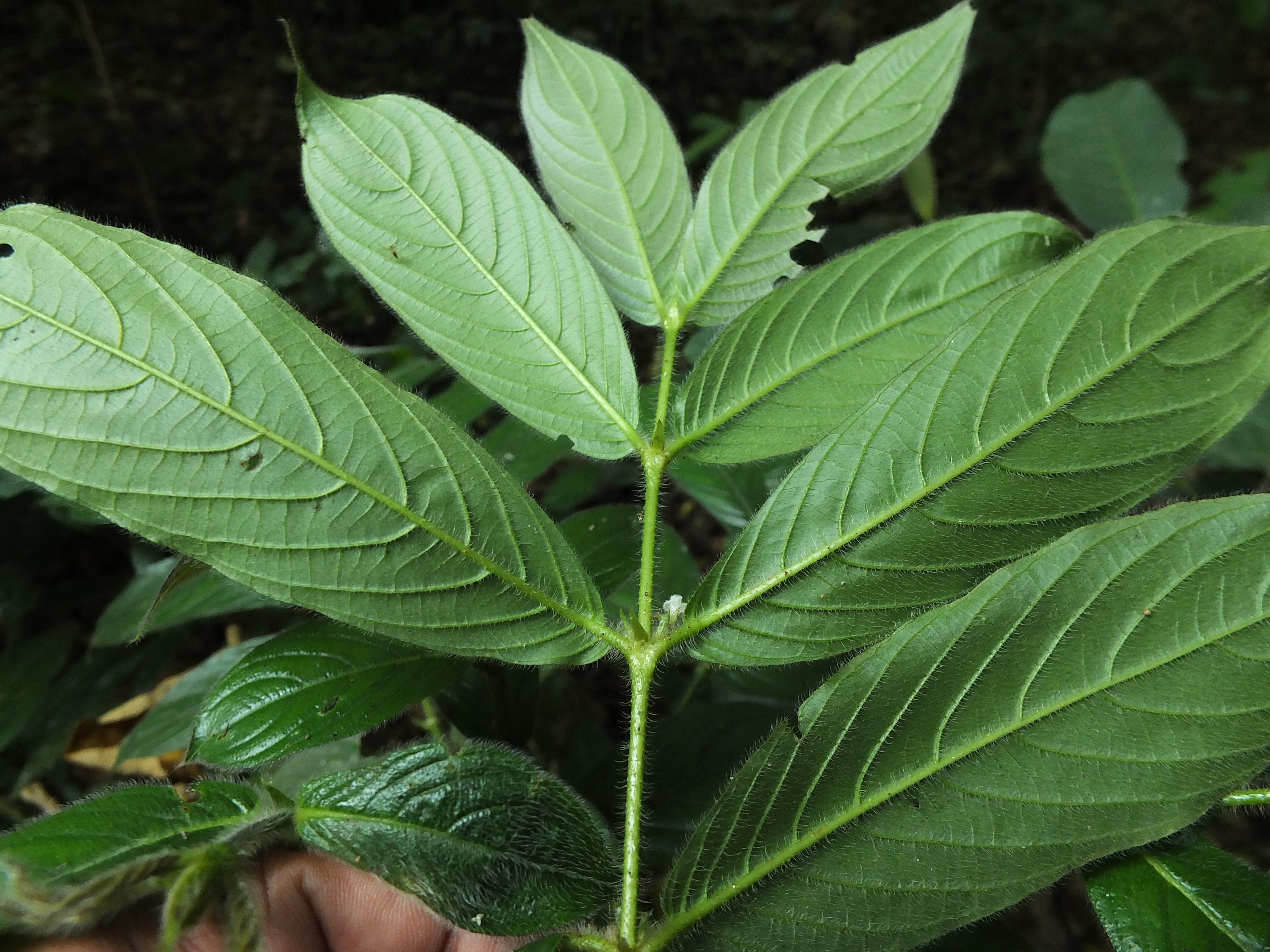
Unterfamilie Rubioideae Tribus Lasiantheae: Lasianthus jackianus

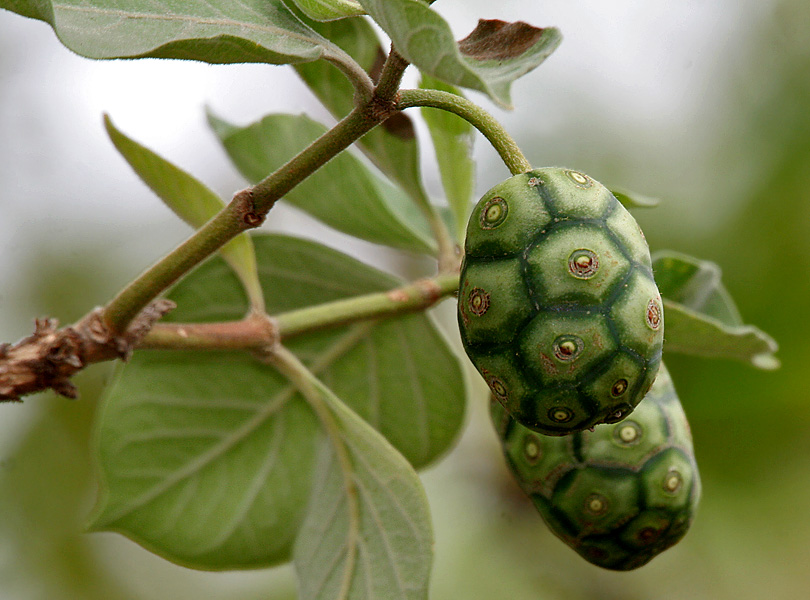
Unterfamilie Rubioideae Tribus Morindeae: Zweig mit gegenständige Laubblättern und Sammelfrüchten von Morinda pubescens

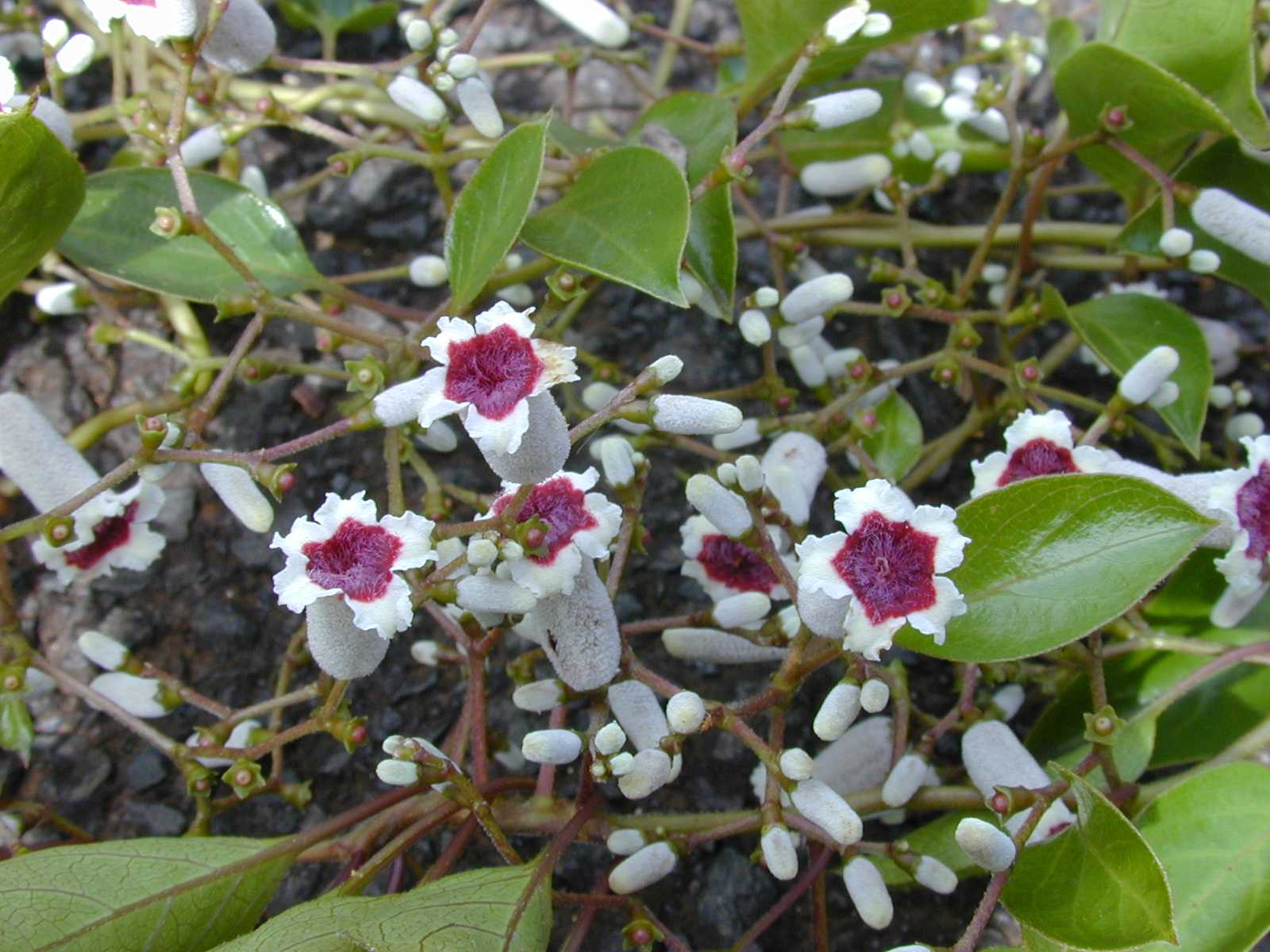
Unterfamilie Rubioideae Tribus Paederieae: Paederia foetida

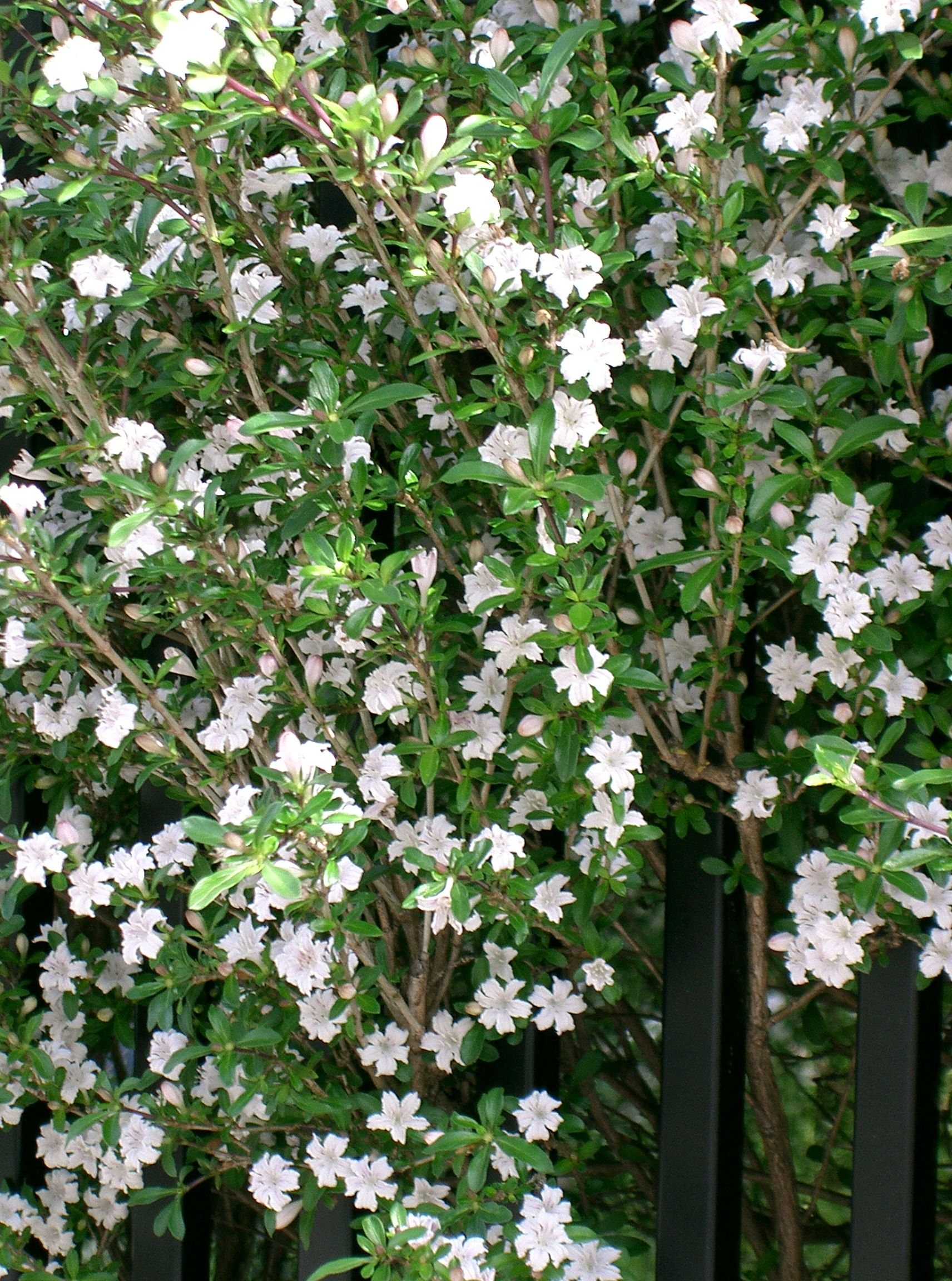
Unterfamilie Rubioideae Tribus Paederieae: Die Zierpflanze Junischnee (Serissa japonica)

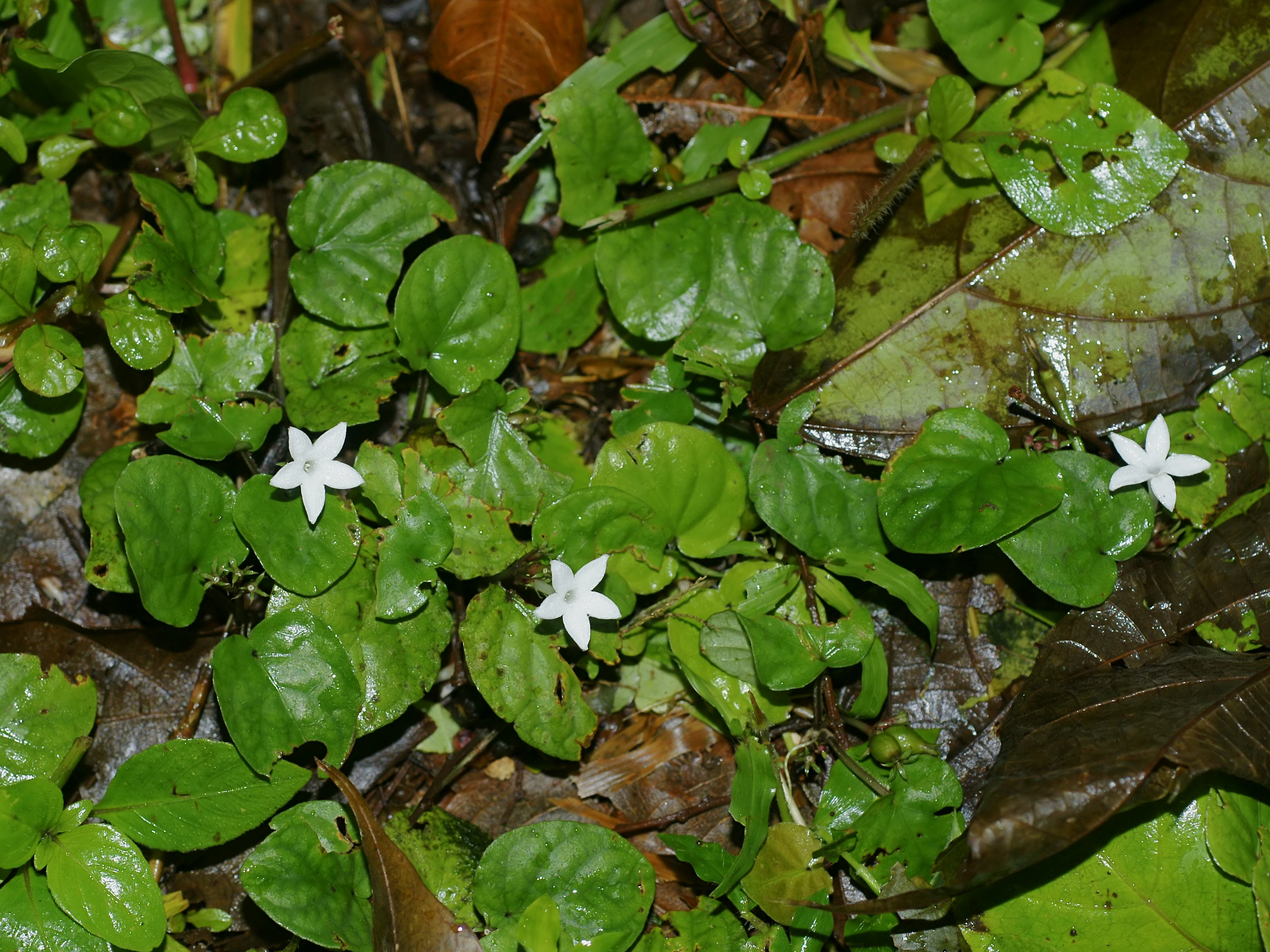
Unterfamilie Rubioideae Tribus Psychotrieae: Habitus, Laubblätter und Blüten von Geophila repens

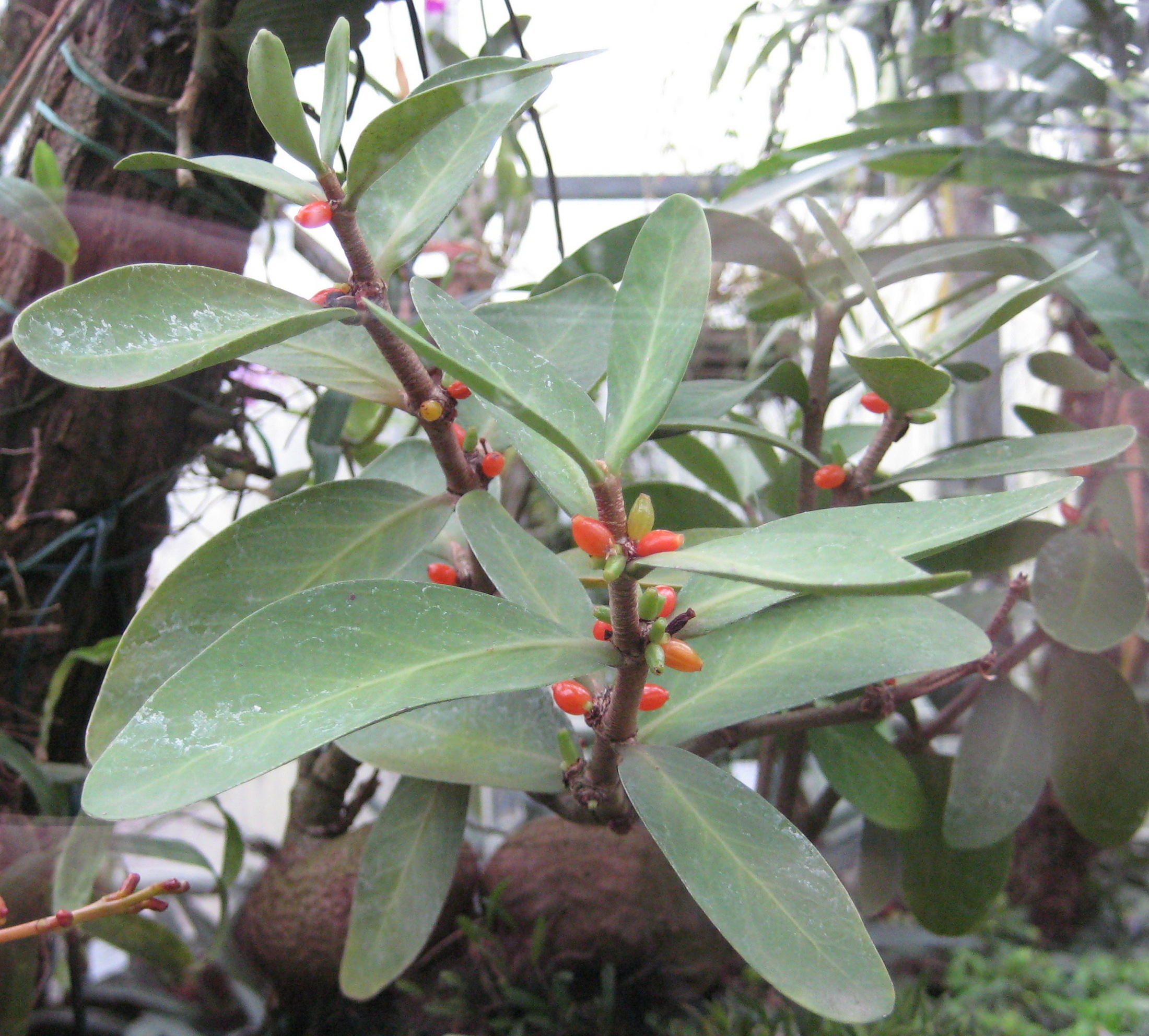
Unterfamilie Rubioideae Tribus Psychotrieae: Die Ameisenpflanze Hydnophytum formicarum

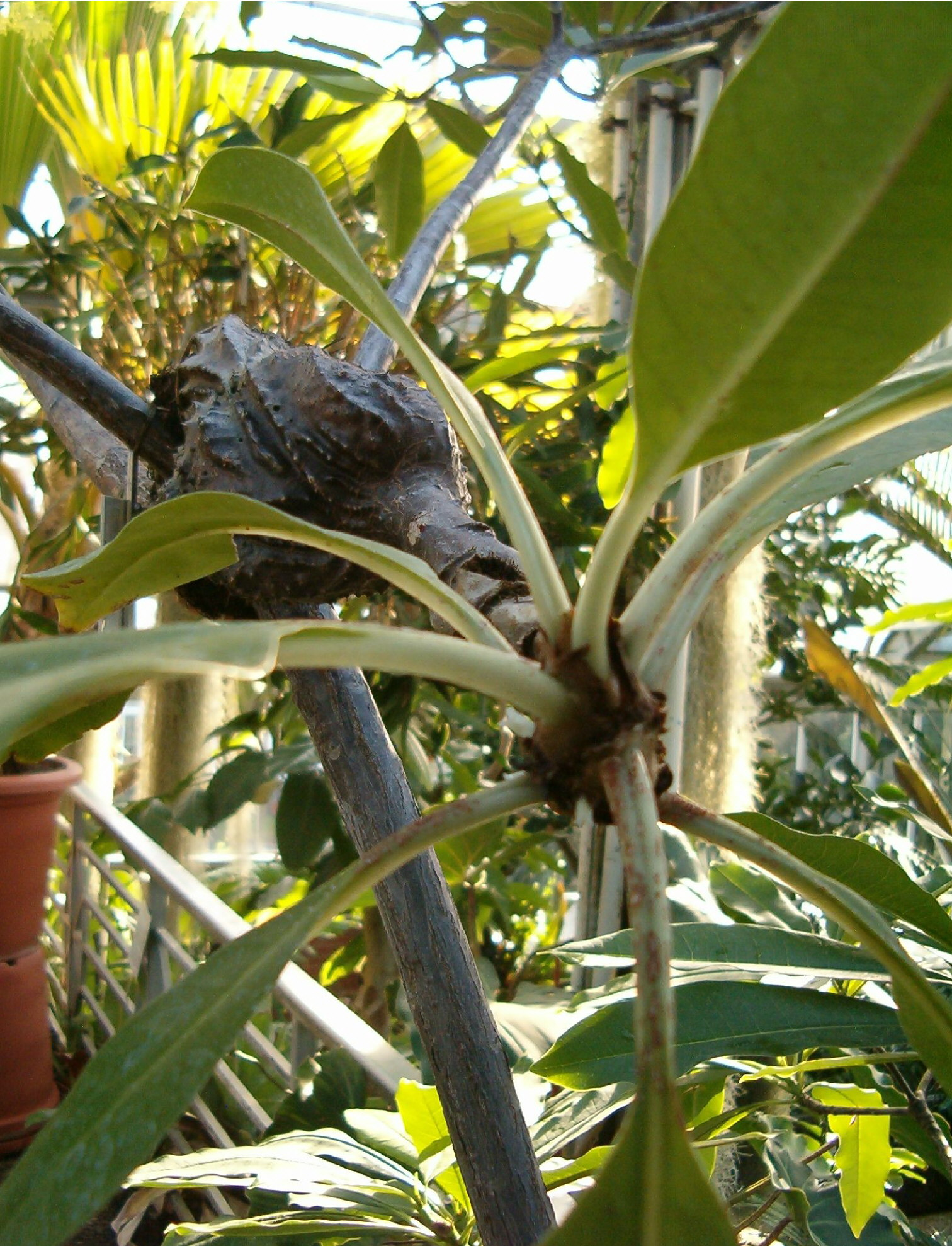
Unterfamilie Rubioideae Tribus Psychotrieae: Die Ameisenpflanze Myrmecodia tuberosa

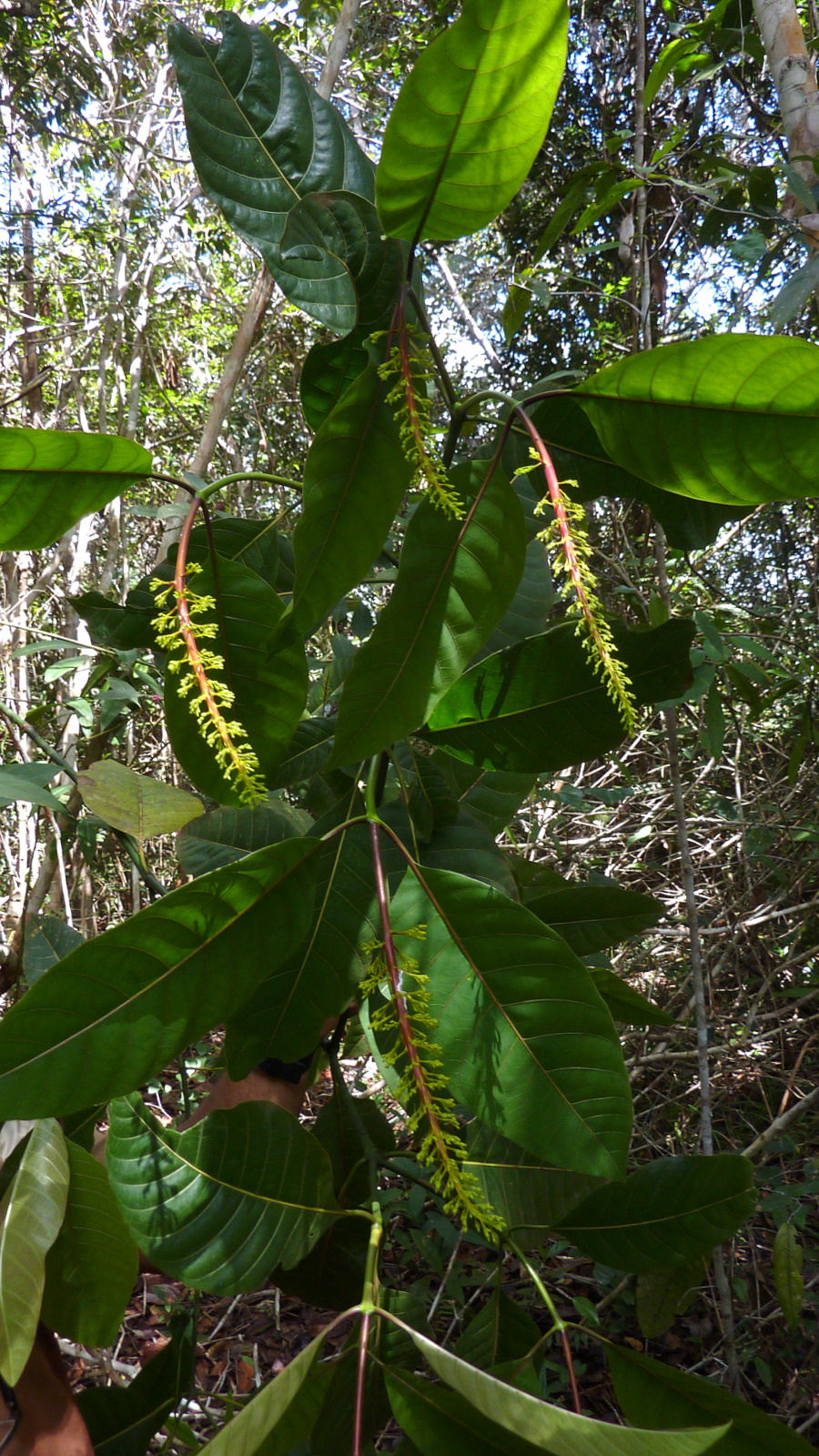
Unterfamilie Rubioideae Tribus Psychotrieae: Zweig mit Laubblättern und Blütenständen von Palicourea blanchetiana

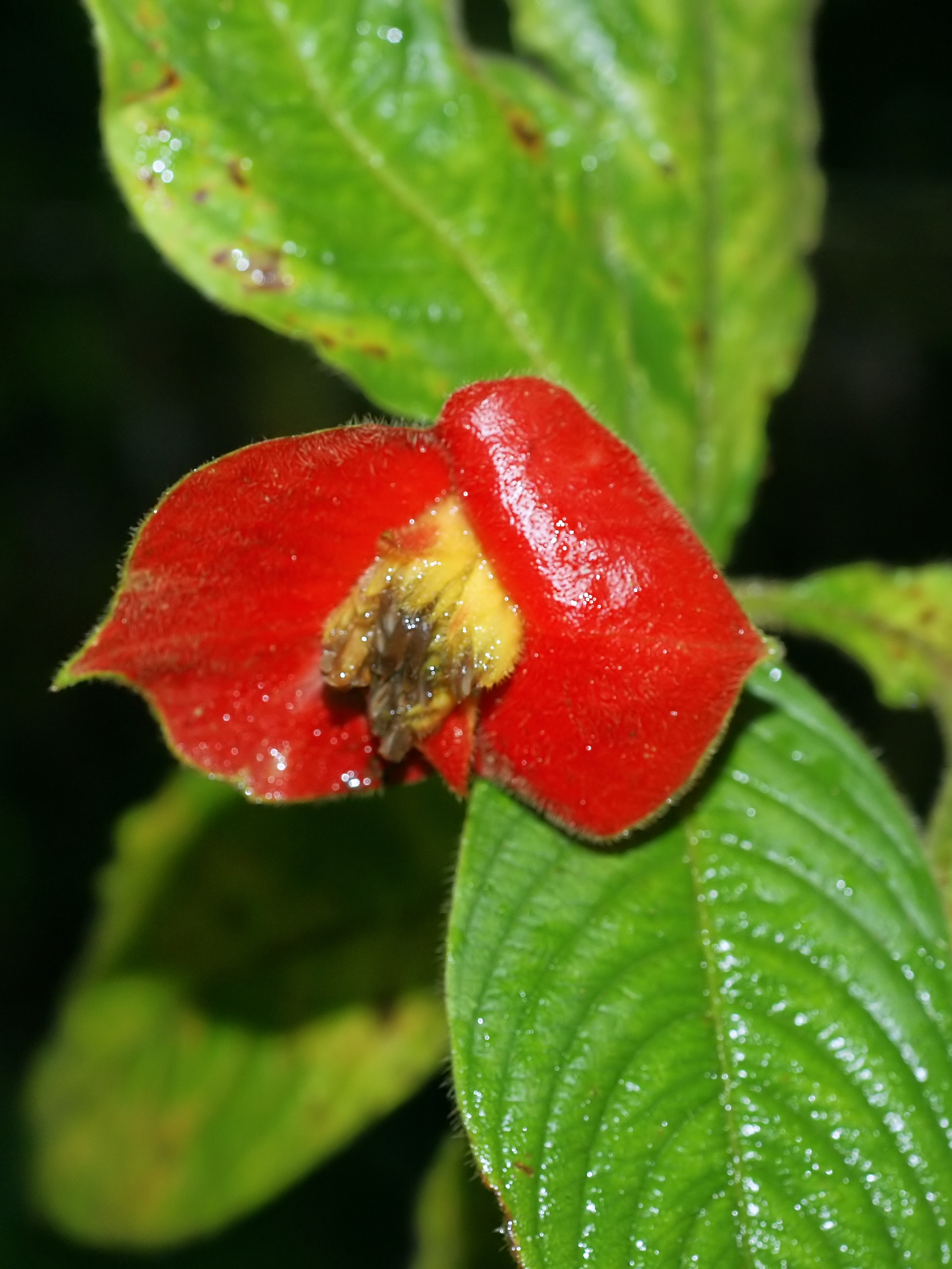
Unterfamilie Rubioideae Tribus Psychotrieae: Blütenstand mit roten Hochblättern von Psychotria poeppigiana

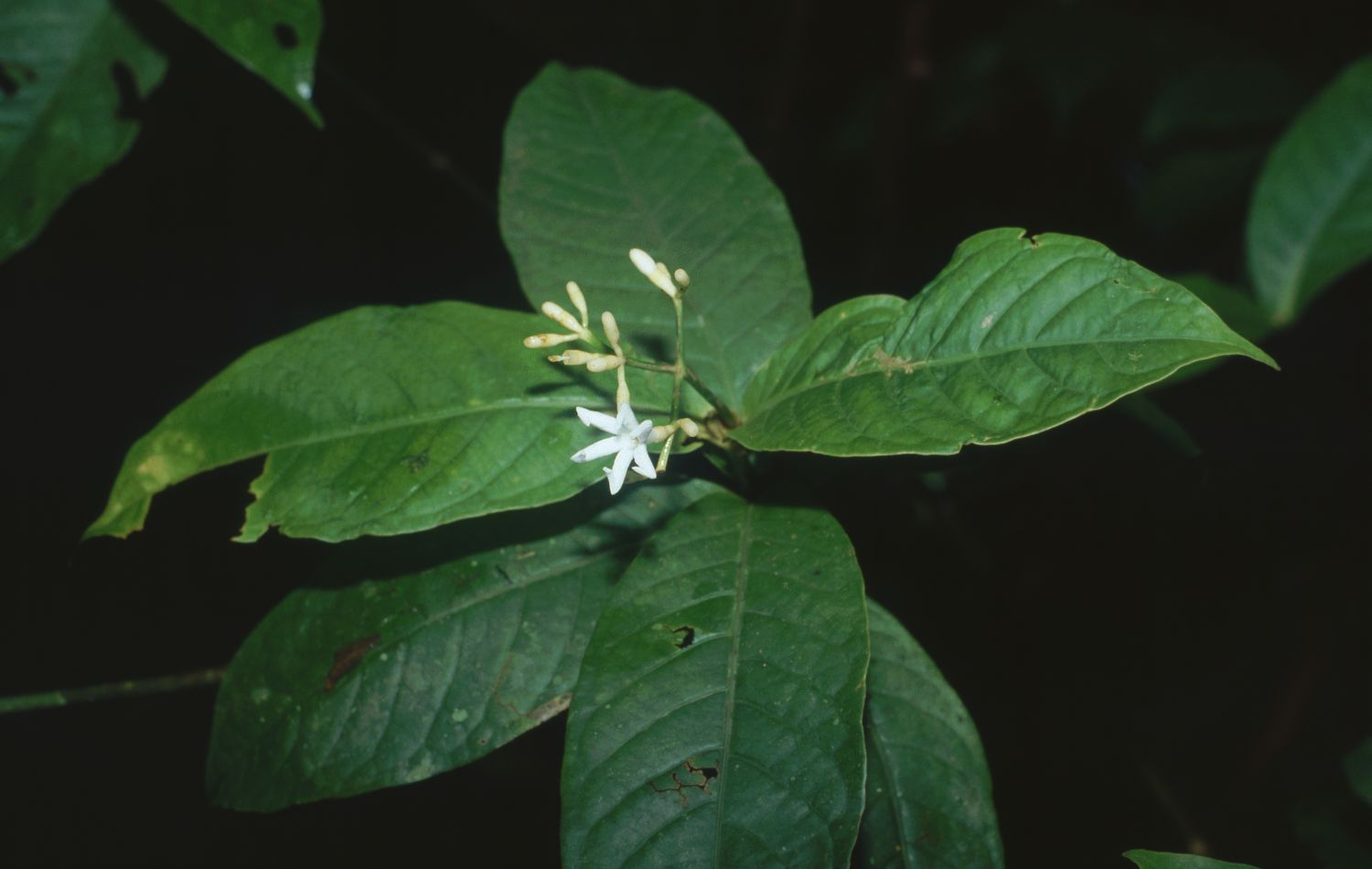
Unterfamilie Rubioideae Tribus Psychotrieae: Zweig mit Laubblättern und Blütenstand mit weißen Blüten von Rudgea skutchii

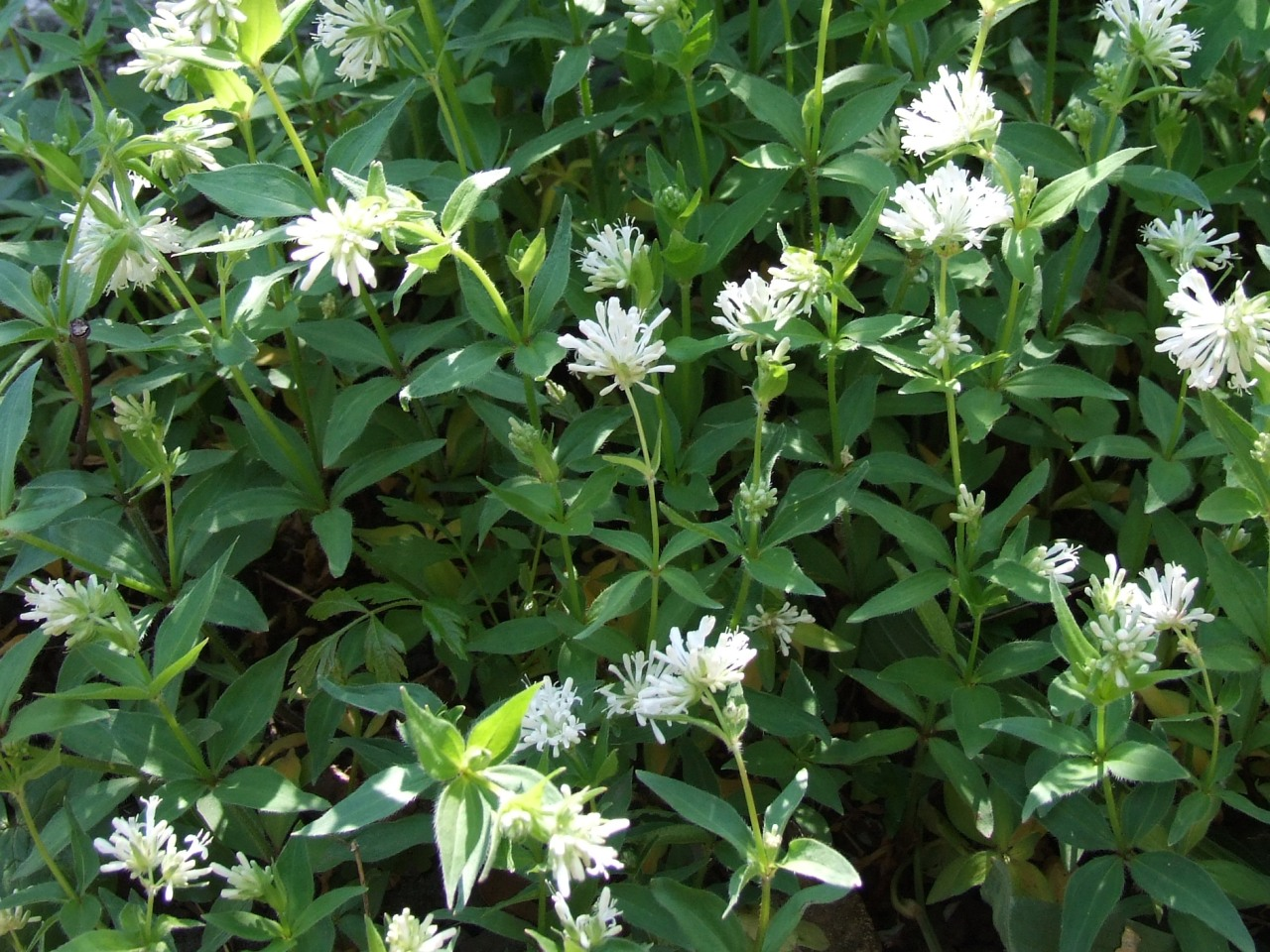
Unterfamilie Rubioideae Tribus Rubieae: Habitus, Laubblätter und Blütenstände von Turin-Meier Asperula taurina

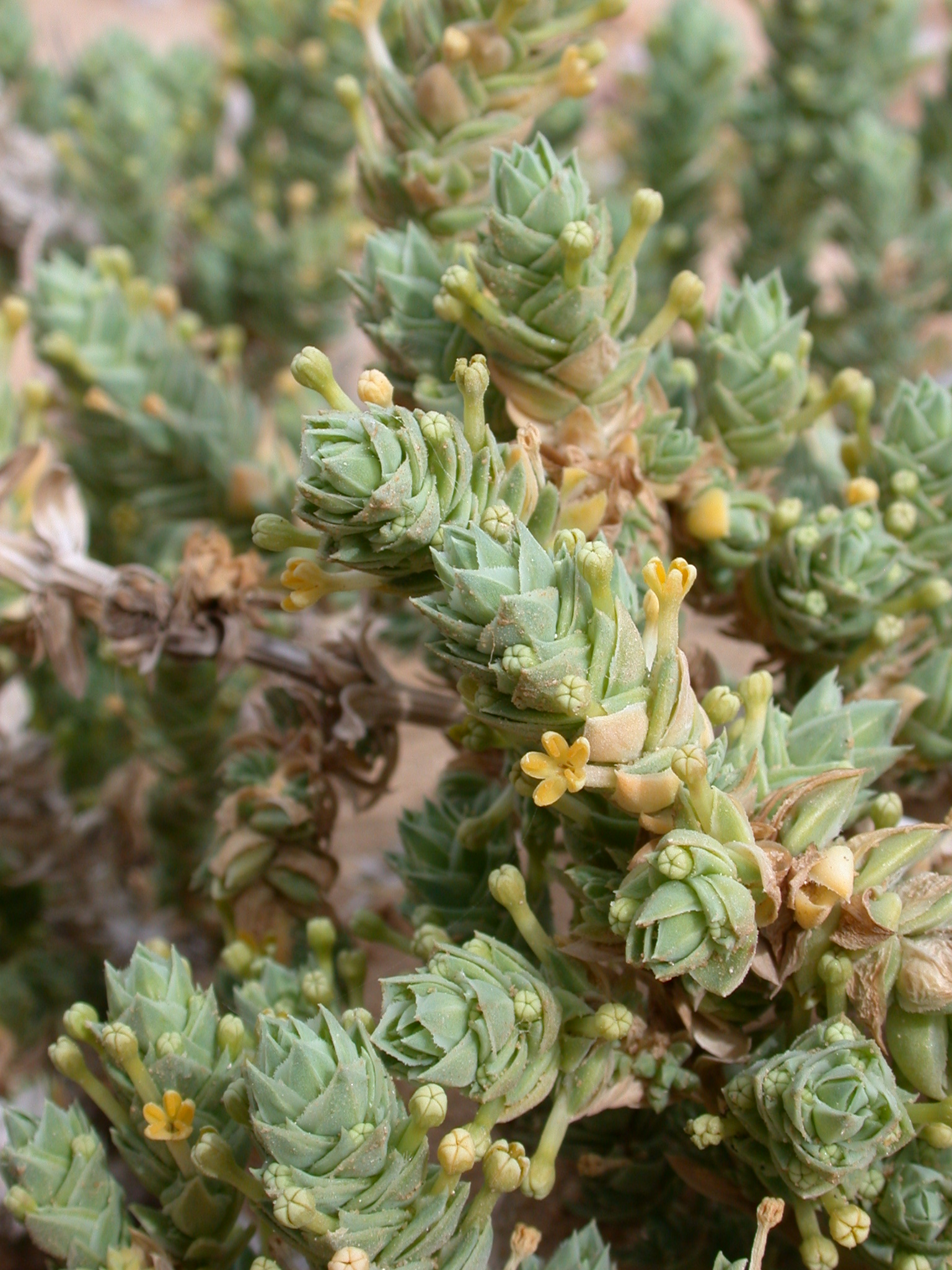
Unterfamilie Rubioideae Tribus Rubieae: Habitus und Blüten von Crucianella maritima

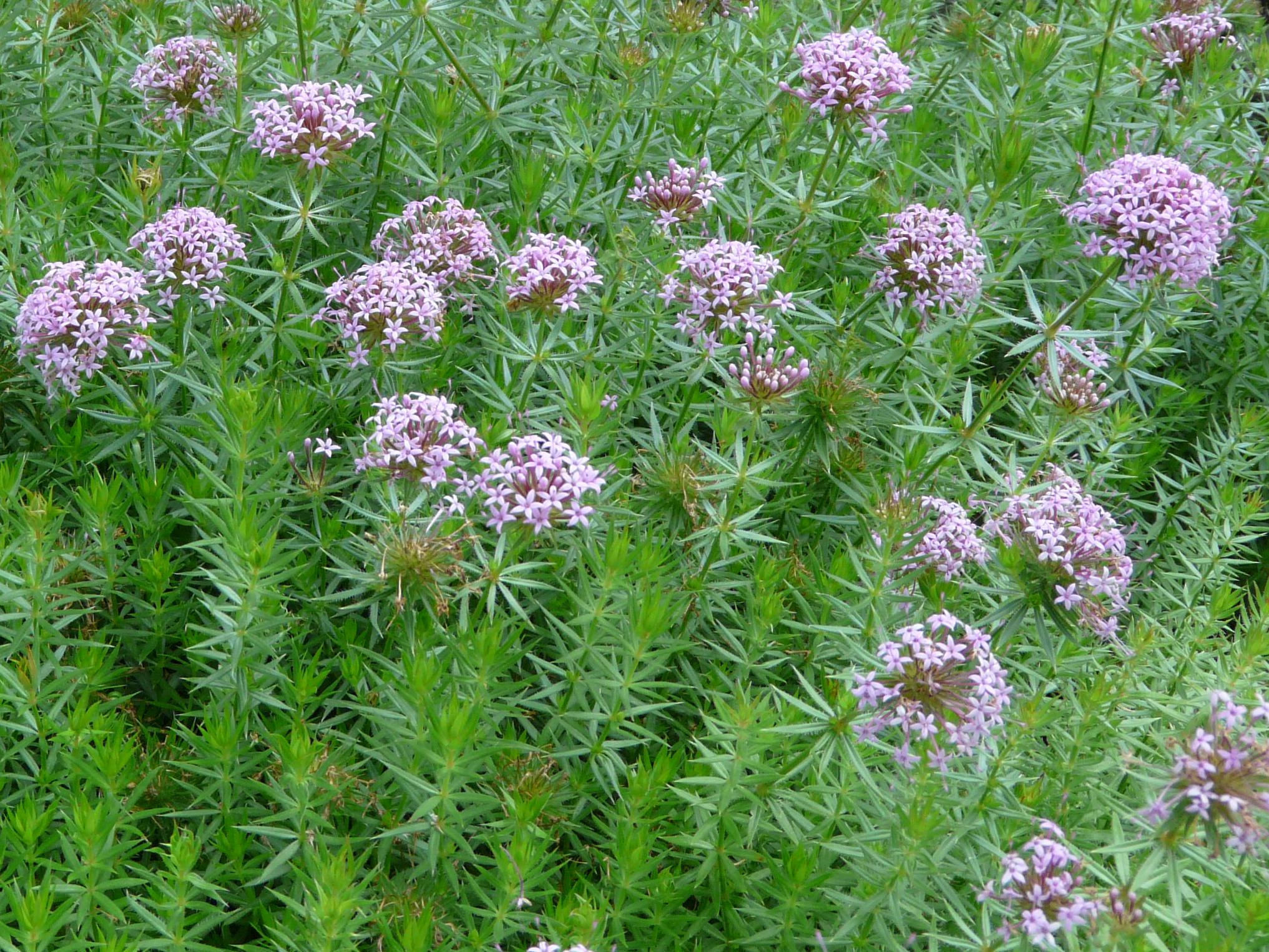
Unterfamilie Rubioideae Tribus Rubieae: Langgriffliger Rosenwaldmeister (Phuopsis stylosa)

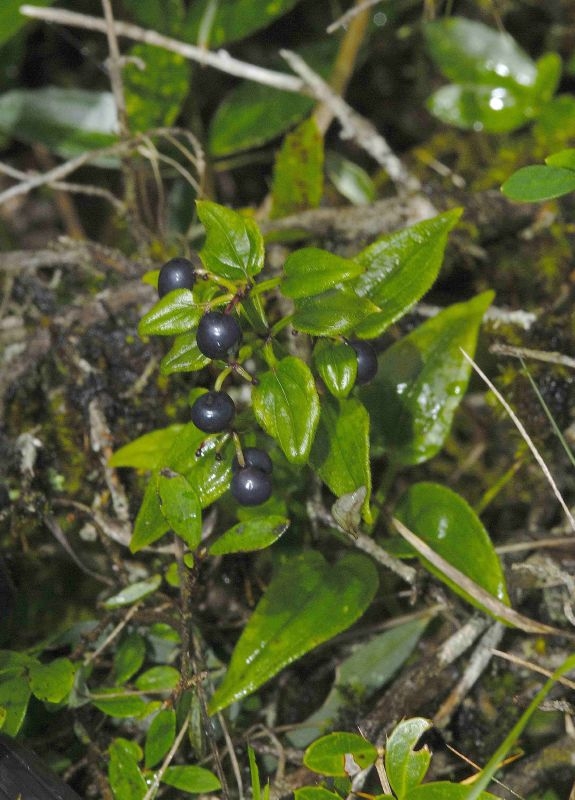
Unterfamilie Rubioideae Tribus Rubieae: Früchte des Asiatischen Krapp (Rubia argyi)

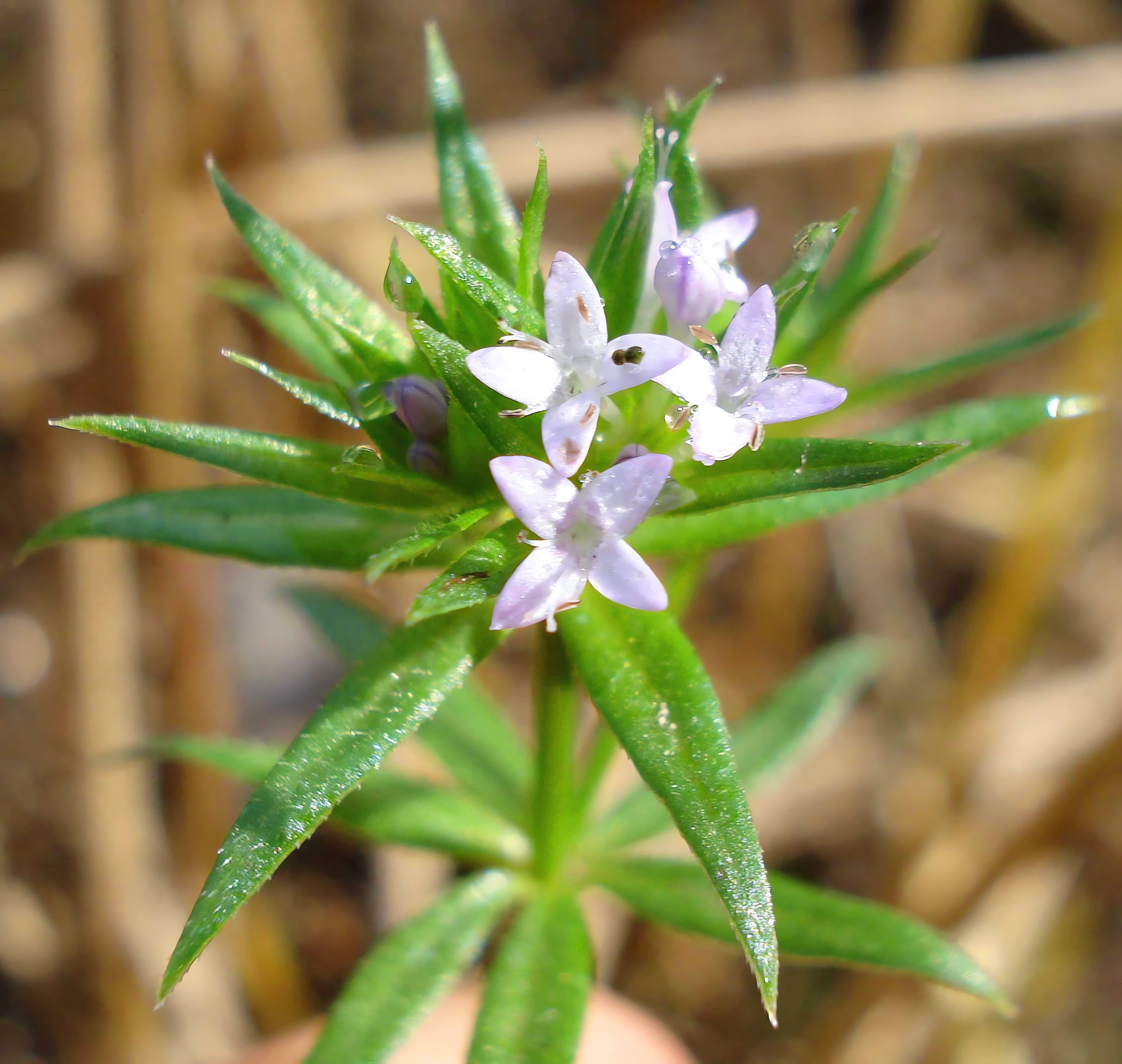
Unterfamilie Rubioideae Tribus Rubieae: Ackerröte (Sherardia arvensis) mit Blättern in Wirteln

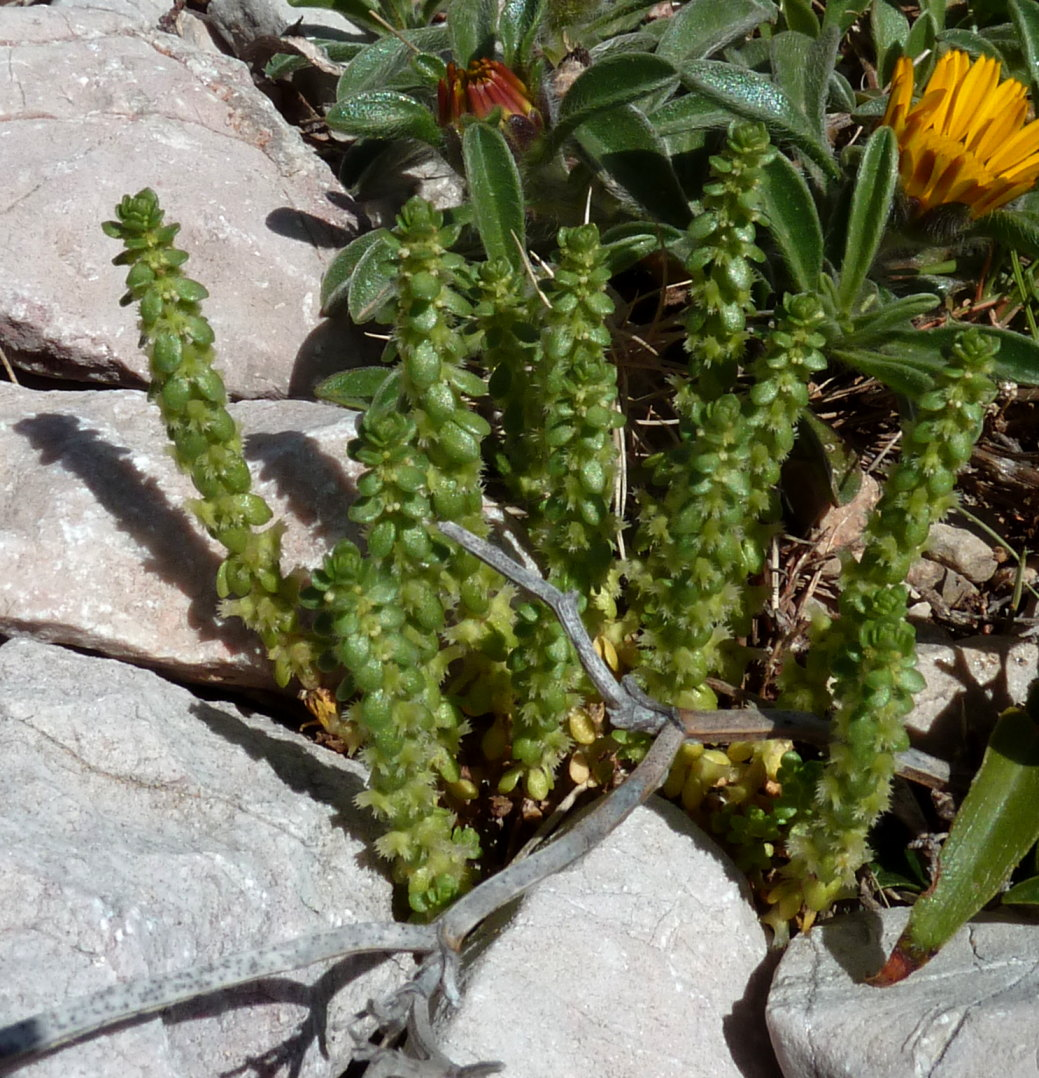
Unterfamilie Rubioideae Tribus Rubieae: Mauer-Schuttkraut (Valantia muralis)

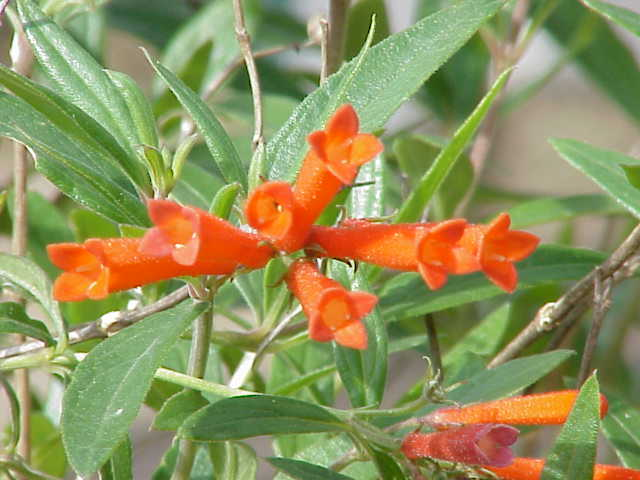
Unterfamilie Rubioideae Tribus Spermacoceae: Laubblätter und Blüten von Bouvardia ternifolia

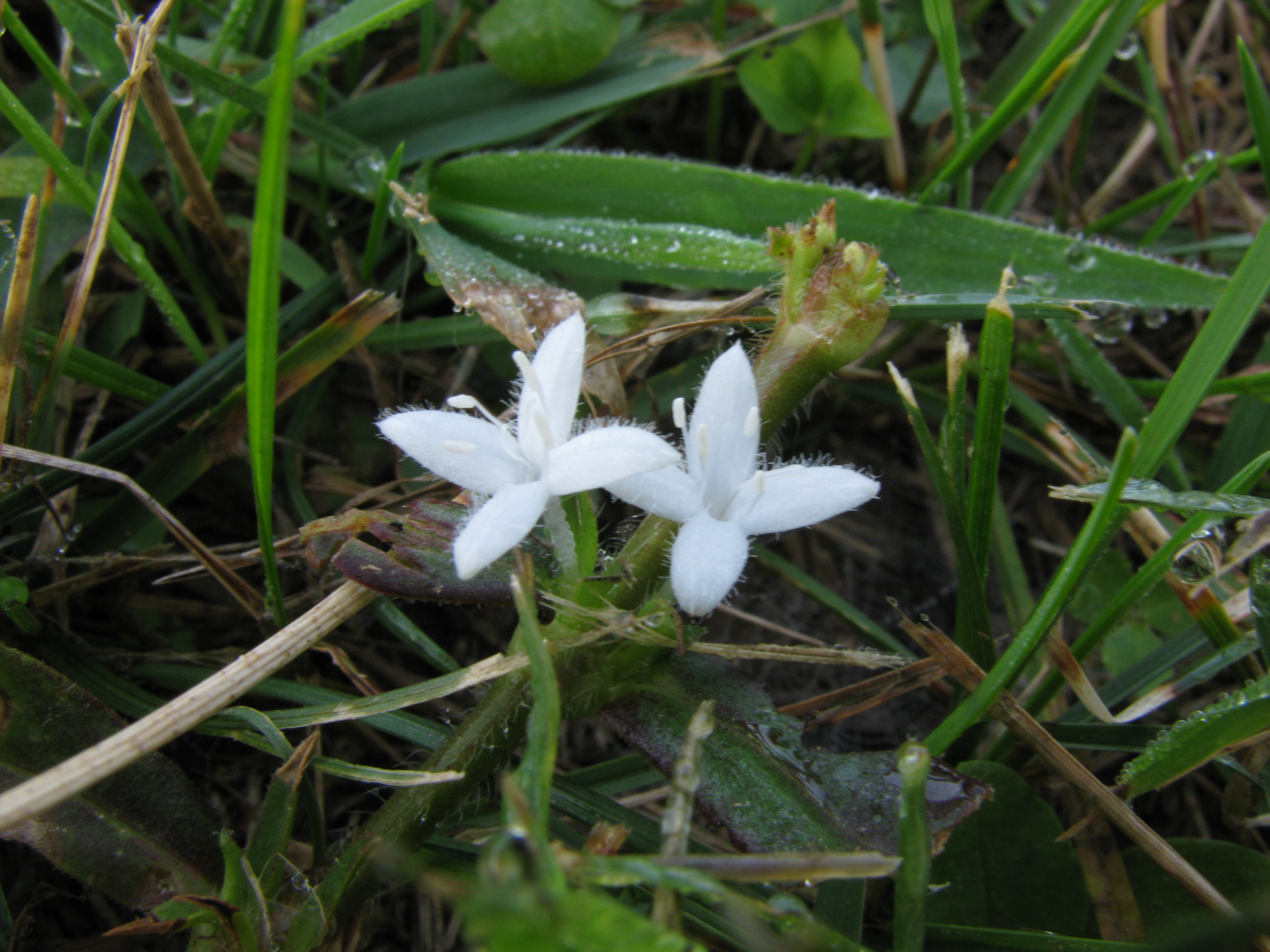
Unterfamilie Rubioideae Tribus Spermacoceae: Blüten von Diodia virginiana

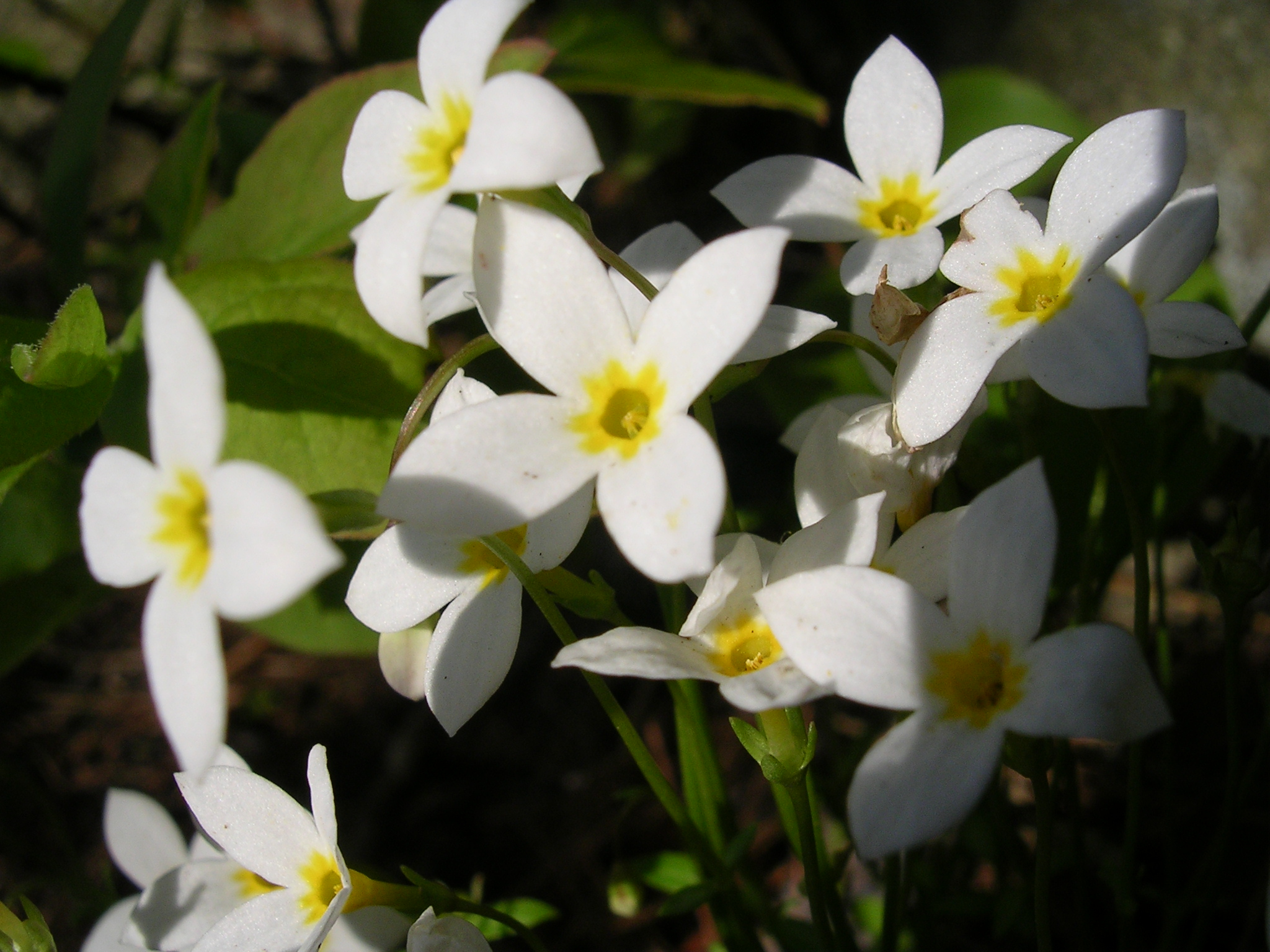
Unterfamilie Rubioideae Tribus Spermacoceae: Blüten von Houstonia caerulea

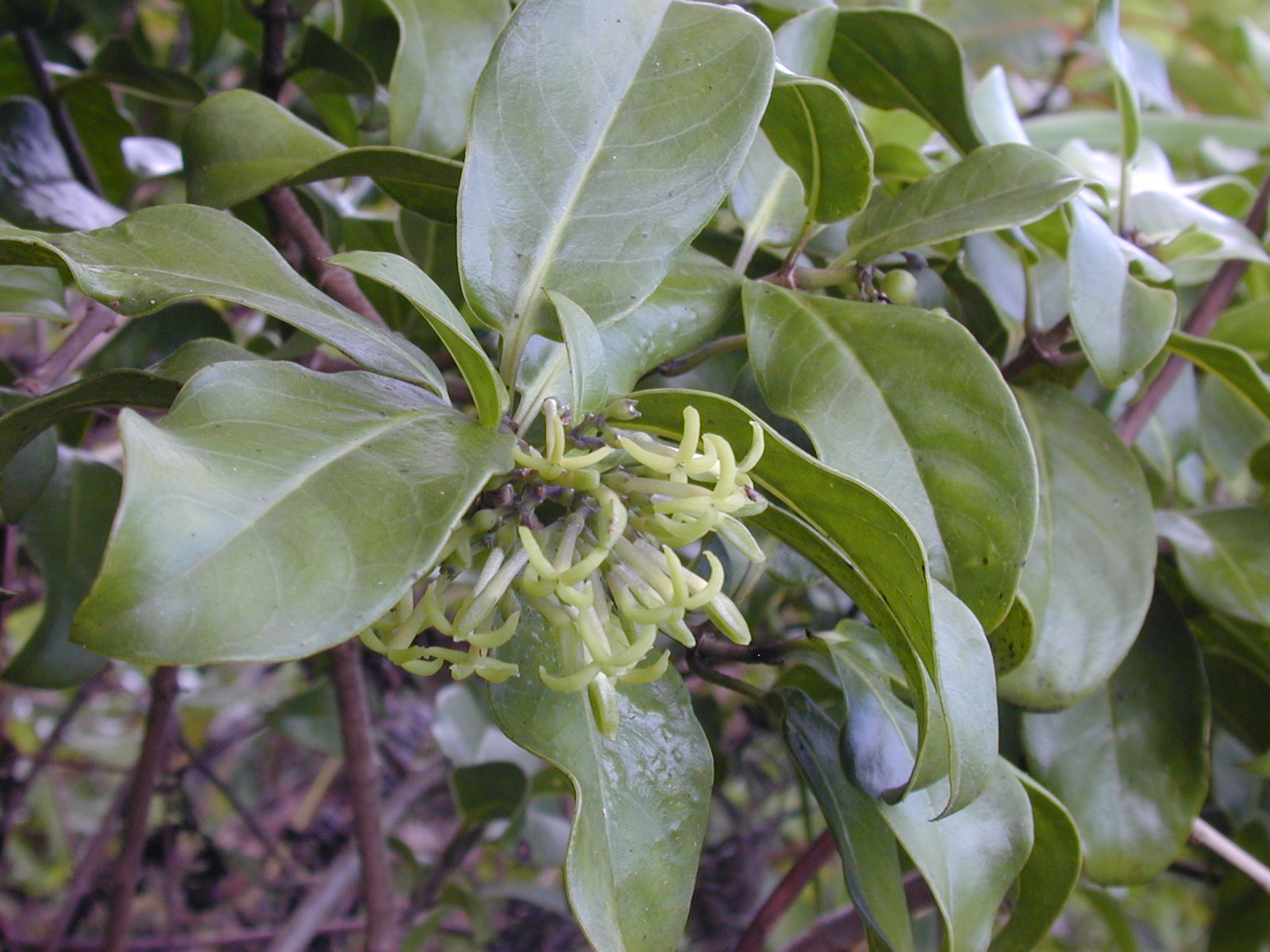
Unterfamilie Rubioideae Tribus Spermacoceae: Kadua affinis

### Unterfamilie Rubioideae
- Unterfamilie Rubioideae Verdc.: Sie enthält etwa 18 Tribus:
  - Tribus Anthospermeae Cham. & Schltdl.: Die etwa elf Gattungen sind im gemäßigten Südamerika, auf südatlantischen Inseln, in Afrika und Australien verbreitet.[6]
    - Anthospermum L. (Syn.: Ambraria Heist. ex Fabr.): Die etwa 37 Arten sind von der südwestlichen Arabischen Halbinsel über Madagaskar und dem tropischen Afrika bis ins südliche Afrika weitverbreitet.
    - Carpacoce Sond. (Syn.: Lagotis E.Mey.): Die etwa sieben Arten kommen in Südafrika vor.[36]
    - Coprosma J.R.Forst. & G.Forst. (Syn.: Caprosma G.Don orth. var., Euathronia Nutt. ex A.Gray, Eurynome DC., Marquisia A.Rich. ex DC., Pelaphia Banks & Sol. nom. inval.): Die etwa 110 Arten[37] sind von Malesien über Papuasien nach Australien, Neuseeland sowie auf der subantarktischen Macquarieinsel und über den Pazifischen Raum bis in das südliche Südamerika weitverbreitet.
    - Durringtonia R.J.F.Hend. & Guymer: Sie enthält nur eine Art:
      - Durringtonia paludosa R.J.F.Hend. & Guymer: Die Heimat ist das östliche Australien.

    - Galopina Thunb. (Syn.: Oxyspermum Eckl. & Zeyh.): Die etwa vier Arten sind vom südlichen tropischen Afrika bis südlichen Afrika verbreitet.[6]
    - Leptostigma Arn. (Syn.: Corynula Hook.f.): Die etwa sieben Arten sind im östlichen Australien und Neuseeland sowie im westlichen und südlichen Südamerika verbreitet.
    - Nenax Gaertn.: Die etwa 10 Arten sind im südlichen Afrika verbreitet.[6]
    - Nertera Banks ex Gaertn. (Syn.: Cunina Gay, Erythrodanum Thouars, Gomezia Mutis orth. var., Gomosia Lam. orth. var., Gomoza Cothen. orth. var., Gomozia Mutis ex L.f., Peratanthe Urb.): Die etwa sechs Arten sind in der Neuen Welt, China, Vietnam, Indonesien, Malaysia, auf den Philippinen, Papua-Neuguinea, Australien, auf Pazifischen Inseln und auf Tristan da Cunha weitverbreitet; beispielsweise:
      - Korallenbeere, Korallenmoos (Nertera granadensis (Mutis ex L.f.) Druce): Sie wird als Zimmerpflanze verwendet; ihre Hauptwirkung wird durch die Früchte erzielt.

    - Normandia Hook.f.: Sie enthält nur eine Art:
      - Normandia neocaledonica Hook.f.: Die Heimat dieser zweihäusig getrenntgeschlechtigen (diözischen) Art liegt in Neukaledonien.

    - Phyllis L. (Syn.: Bupleuroides Moench, Nobula Adans.): Die etwa zwei Arten kommen in Makaronesien vor.
    - Pomax Sol. ex DC.: Die ein bis zwei Arten kommen in Australien vor.

- - Tribus Argostemmateae Verdcourt: Sie enthält etwa zwei Gattungen:
    - Argostemma Wall. (Syn.: Argostemmella Ridl., Pomangium Reinw.): Die mindestens 106 Arten sind hauptsächlich in Asien verbreitet: Indien, Bhutan, Nepal, Myanmar, Laos, Kambodscha, China, Vietnam, Thailand (mit etwa 30 Arten), Japan, Indonesien, Malaysia, Neuguinea und den Philippinen und nur zwei Arten in Westafrika.
    - Mycetia Reinw. (Syn.: Adenosacme Wall., Lawia Wight): Die etwa 45 Arten sind im tropischen bis subtropischen Asien verbreitet.

- - Tribus Coussareae Benth. & Hook.f.: Sie enthält etwa acht Gattungen:
    - Coccocypselum P.Browne (Syn.: Bellardia Schreb., Condalia Ruiz & Pav., Jontanea Raf., Lipostoma D.Don, Sicelium P.Browne, Tontanea Aubl.): Die seit 2007 etwa 20 Arten sind in der Neotropis weitverbreitet.[6]
    - Coussarea Aubl. (Syn.: Billardiera Vahl, Froehlichia D.Dietr. orth. var., Froelichia Vahl, Pacheya Scop., Pecheya Scop., Peckeya Raf. orth. var.): Die etwa 119 Arten sind in der Neotropis vom südlichen Mexiko über Zentralamerika und auf Karibischen Inseln bis Südamerika weitverbreitet.[6]
    - Cruckshanksia Hook. & Arn. (Syn.: Oreocaryon Kuntze ex K. Schum., Rotheria Meyen): Die etwa sieben Arten gedeihen in der Atacamawüste und den Anden des nördlichen bis zentralen Chile und in angrenzenden Gebieten Argentiniens.
    - Declieuxia Kunth (Syn.: Congdonia Müll. Arg.): Die etwa 29 Arten sind in der Neotropis weitverbreitet.[6]
    - Faramea Aubl. (Syn.: Antoniana Tussac, Encopea C.Presl, Famarea Vitman orth. var., Homaloclados Hook.f., Neleixa Raf., Omalocaldos Hook.f. orth. var., Potima R.Hedw., Sulzeria Roem. & Schult. nom. inval., Taramea Raf. orth. var., Tetramerium C.F.Gaertn., Thiersia Baill.): Die etwa 200 Arten sind in der Neotropis weitverbreitet.[6]
    - Heterophyllaea Hook.f. (Syn.: Teinosolen Hook.f.): Die etwa drei Arten sind von Peru bis ins nördliche Argentinien verbreitet.[6]
    - Hindsia Benth. ex Lindl. (Syn.: Macrosiphon Miq.): Die etwa elf Arten sind in Brasilien verbreitet.[6]
    - Oreopolus Schltdl. (manchmal in Cruckshanksia Hook. & Arn.): Sie enthält nur eine Art:
      - Oreopolus glacialis (Poepp. & Endl.) Ricardi: Sie kommt in den südlichen Anden vom zentralen Chile und Argentinien bis Feuerland vor.

- - Tribus Craterispermeae Verdc.: Sie enthält nur eine Gattung:
    - Craterispermum Benth.: Die etwa 26 Arten sind im tropischen Afrika, in Madagaskar und auf den Seychellen verbreitet.[6]

- - Tribus Danaideae B.Bremer & Manen: Sie enthält etwa zwei Gattungen:
    - Danais Comm. ex Vent. (Syn.: Alleizettea Dubard & Dop)
    - Schismatoclada Baker: Die etwa 19 Arten kommen nur auf Madagaskar vor.[6]

- - Tribus Gaertnereae Endl.: Sie enthält etwa zwei Gattungen:
    - Gaertnera Lam. (Syn.: Aetheonema Rchb., Andersonia Willd. nom. inval., Fructesca DC. ex Meisn., Pristidia Thwaites, Sykesia Arn.): Die etwa 69 Arten sind in der Paläotropis weitverbreitet.
    - Pagamea Aubl. (Syn.: Pegamea Vitman orth. var.) Sie etwa 25 sind im tropischen Südamerika verbreitet.[6]

- - Tribus Knoxieae Benth. & Hook.f. (Syn.: Triainolepideae)[38]: Es ist die Schwestertribus der Spermacoceae. Die Tribus Knoxieae wurde 2007 vergrößert. Es sind einjährige bis ausdauernde krautige Pflanzen, Halbsträucher, Sträucher oder kleine Bäume. Die Laubblätter sind kreuzgegenständig oder manchmal wirtelig angeordnet. Die Nebenblätter sind gefranst oder selten dreieckig. Die meist heterostylen Blüten sind meist vier- oder fünf-, selten drei- oder sechszählig. Die Chromosomengrundzahl beträgt x = 10. Zum Verbreitungsgebiet gehört Afrika, Madagaskar, das südwestliche Arabien (Pentas lanceolata) und Indomalesien. Sie enthält etwa 14 Gattungen:
    - Batopedina Verdc.: Die etwa drei Arten sind vom tropischen Westafrika bis Sambia verbreitet.[6]
    - Carphalea Juss.: Die etwa sechs Arten kommen nur auf Madagaskar vor.[6]
    - Chamaepentas Bremek.: Die seit 2007 etwa sechs Arten sind von Kenia bis ins tropische südliche Afrika verbreitet.[6]
    - Dirichletia Klotzsch (manchmal in Carphalea Juss., Syn.: Placopoda Balf.f.): Die seit 2007 etwa fünf Arten sind vom tropischen nordöstlichen Afrika bis Namibia verbreitet.[6]
    - Dolichopentas Kårehed & B.Bremer (manchmal in Pentas Benth.): Die seit 2007 etwa vier Arten sind im tropischen Afrika weitverbreitet.[6]
    - Knoxia L. (Syn.: Afroknoxia Verdc., Baumannia K.Schum., Cuncea Buch.-Ham. ex D.Don, Dentillaria Kuntze, Neobaumannia Hutch. & Dalziel, Vissadali Adans.): Die Blüten sind vierzählig. Das Verbreitungsgebiet liegt mit zwei Arten in Afrika und sieben bis neun Arten im tropischen und subtropischen Asien bis Australien und Ozeanien.[6]
    - Neopentanisia Verdc.: Die nur zwei Arten sind von Angola bis zum Kongo und Sambia verbreitet.
    - Otiophora Zucc. (Syn.: Mericocalyx Bamps): Die etwa 17 Arten sind vom tropischen bis ins südliche Afrika und Madagaskar weitverbreitet.[6]
    - Otomeria Benth. (Syn.: Octomeria Pfeiff. orth. var., Tapinopentas Bremek.): Die etwa acht Arten sind im tropischen Afrika verbreitet.[6]
    - Paraknoxia Bremek.: Sie enthält nur eine Art:
      - Paraknoxia parviflora (Stapf ex Verdc.) Verdc. ex Bremek.: Sie ist in Zentral- und Ostafrika verbreitet.

    - Parapentas Bremek.: Die etwa drei Arten sind im tropischen Afrika verbreitet.[6]
    - Pentanisia Harv. (Syn.: Calanda K.Schum., Chlorochorion Puff & Robbr., Diotocarpus Hochst., Holocarpa Baker, Holocarya T.Durand orth. var., Neopentanisia Verdc., Paraknoxia Bremek., Pentacarpaea Hiern, Pentacarpus Post & Kuntze orth. var.): Die seit 2007 etwa 19 Arten sind vom tropischen bis ins südliche Afrika und Madagaskar weitverbreitet.[6]
    - Pentas Benth. (Syn.: Neurocarpaea R.Br. nom. nud., Orthostemma Wall. ex Voigt, Vignaldia A.Rich., Vignaudia Schweinf. orth. var.): Die etwa 16[6] (bei manchen Autoren bis zu 50) Arten sind vom tropischen bis ins südliche Afrika und auf Madagaskar, den Komoren sowie auf der Arabischen Halbinsel weitverbreitet.[6] Eine Art Pentas lanceolata (Forsskål) Deflers wird weltweit als Zierpflanze verwendet.
    - Phyllopentas (Verdc.) Kårehed & B.Bremer (bis 2007 in Pentas Benth.): Die seit 2007 etwa 14 Arten sind im tropischen Afrika und Madagaskar verbreitet.[6]
    - Rhodopentas Kårehed & B.Bremer (bis 2007 in Pentas Benth.): Die seit 2007 nur zwei Arten sind vom südlichen Äthiopien bis ins südliche Afrika weitverbreitet.[6]
    - Triainolepis Hook.f. (Syn.: Paratriaina Bremek., Princea Dubard & Dop, Thyridocalyx Bremek.): Von den etwa 15 Arten kommen neun nur in Madagaskar vor, von denen eine bis zu den Komoren und Aldabra reicht.

- - Tribus Lasiantheae B.Bremer & Manen: Sie enthält etwa drei Gattungen:
    - Lasianthus Jack (Syn.: Dasus Lour., Dasys Lem., Dressleriopsis Dwyer, Litosanthes Blume, Mephitidia Reinw. ex Blume, Nonatelia Kuntze, Octavia DC., Santia Wight & Arn.): Von den etwa 184 Arten kommen etwa 160 im tropischen Asien, etwa 20 in Afrika, drei in der Neotropis und eine in Australien vor.
    - Saldinia A.Rich. ex DC.: Die etwa 22 Arten kommen auf Madagaskar und den Komoren vor.[6]
    - Trichostachys Hook.f.: Die etwa 14 Arten sind vom tropischen westlichen bis westlich-zentralen Afrika verbreitet.[6]

- - Tribus Morindeae Kostel.: Sie besitzen kopfige Blütenstände und Sammelfrüchte. Es liegt pantropische Verbreitung vor und es sind etwa (zwei bis sechs) fünf Gattungen mit etwa 160 Arten enthalten:[39][40]
    - Appunia Hook.f. (Syn.: Bellynkxia Müll. Arg.): Die etwa 15 Arten sind in der Neotropis verbreitet.
    - Caelospermum Blume (Syn.: Coelospermum Blume orth. var., Holostyla Endl., Merismostigma S.Moore, Olostyla DC., Pogonolobus F.Muell.): Die sieben bis elf Arten sind in Australasien vom tropischen Asien (südliches und südwestliches China sowie Indochina) bis zu den Philippinen und Salomonen, auf Sumatra, Java, Molukken, Borneo, Neuguinea und im nordöstlichen Australien sowie Neukaledonien verbreitet. Es sind hauptsächlich Lianen.
    - Gynochthodes Blume (Syn.: Imantina Hook. f., Pogonanthus Montrouz., Sphaerophora Blume; Tetralopha Hook.f.): Die etwa 93 Arten sind in Australasien vom kontinentalen südöstlichen Asien über Malesien bis Mikronesien und Fidschi sowie im nördlichen Australien und in Madagaskar verbreitet.
      - Gynochthodes umbellata (L.) Razafim. & B.Bremer: Von Indien und Südostasien bis ins nordöstliche Australien

    - Morinda L. (Syn.: Appunettia Good, Belicea Lundell, Belicia Lundell, Gutenbergia Walp. orth. var., Guttenbergia Zoll. & Moritzi, Imantina Hook.f., Pogonanthus Montrouz., Rojoc Adans., Sarcopygme Setch. & Christoph, Sphaerophora Blume, Stigmanthus Lour., Stigmatanthus Roem. & Schult. orth. var.): Die etwa 40 Arten sind fast weltweit in tropischen bis subtropischen Gebieten verbreitet. In China kommen 27 Arten vor, davon 18 nur dort.[1]
    - Siphonandrium K.Schum.: Sie enthält nur eine Art:
      - Siphonandrium intricatum K.Schum.: Sie kommt in Neuguinea vor.

- - Tribus Ophiorrhizae Bremek. ex Verdc.: Die etwa vier Gattungen sind von Asien über Südostasien und Australien bis zu Pazifischen Inseln verbreitet:
    - Lerchea L. (Syn.: Codaria Kuntze, Polycycliska Ridl.): Die etwa zehn Arten sind in Südostasien verbreitet.
    - Neurocalyx Hook.: Die etwa fünf Arten kommen in Indien und Sri Lanka vor.
    - Ophiorrhiza L. (Syn.: Hayataella Masamune, Mitreola Boehm., Mungos Adans., Notodontia Pierre ex Pit.): Die 200 bis 300 Arten sind im tropischen bis subtropischen Asien, Australien, Neuguinea und auf Pazifischen Inseln verbreitet.
    - Xanthophytum Reinw. ex Blume (Syn.: Paedicalyx Pierre ex Pit., Siderobombyx Bremek., Xanthophytopsis Pit.): Die etwa 30 Arten sind in China, Vietnam, Laos, Malaysia, Indonesien, Neuguinea, auf den Philippinen und auf Fidschi verbreitet. Das Zentrum der Artenvielfalt ist Borneo.

- - Tribus Paederieae DC.: Die Verbreitung ist pantropisch mit etwa vier Gattungen und etwa 70 Arten:
    - Leptodermis Wall.: Die etwa 40 Arten sind vom Himalaja über China (mit 34 Arten) bis Japan verbreitet.[1]
    - Paederia L. (Syn.: Daun-Contu Adans., Disodea Pers., Hondbessen Adans., Lecontea A.Rich., Lygodisodea Ruiz & Pav., Reussia Dennst. nom. inval., Siphomeris Bojer): Die etwa 30 Arten sind im tropischen bis subtropischen Afrika, Madagaskar, Asien, Mexiko und Südamerika verbreitet.
    - Serissa Comm. ex Juss. (Syn.: Buchozia L’Hér. ex Juss., Democritea DC., Dysoda Lour.): Die ein oder zwei Arten (Serissa japonica (Thunb.) Thunb. und Serissa serissoides (DC.) Druce) kommen in Nepal, China, Vietnam und Japan vor.
    - Spermadictyon Roxb.: Sie enthält nur eine Art:
      - Spermadictyon suaveolens Roxb. (Syn.: Hamiltonia suaveolens (Roxb.) Roxb.): Die ursprüngliche Heimat ist der indische Subkontinent. Sie wird in manchen Gebieten, beispielsweise in China, kultiviert.

- - Tribus Psychotrieae Cham. & Schltdl.: Sie hat vor 2014 etwa 27 Gattungen enthalten, 2014 erfolgte eine Revision, bei der einige Gattungen zu Synonymen von Psychotria L. wurden und es waren nur noch etwa 15 Gattungen,[41] dem wurde nicht gefolgt und so sind es zwei Subtribus mit etwa 20 Gattungen:
Subtribus Psychotriinae:
    - Carapichea Aubl. (manchmal in Psychotria L.): Die seit 2009 etwa sechs Arten sind in der Neotropis verbreitet,[6] beispielsweise:
      - Brechwurzel (Carapichea ipecacuanha (Brot.) L.Andersson)

    - Chaetostachydium Airy Shaw: Die etwa drei Arten kommen in Neuguinea vor.[6]
    - Chassalia Comm. ex Poir.: Die etwa 40 Arten sind im tropischen Afrika, Madagaskar und den Maskarenen sowie in Asien weitverbreitet.
    - Chazaliella E.M.A.Petit & Verdc.: Die etwa 20 Arten sind im tropischen Afrika verbreitet.[6]
    - Cremocarpon Baill. non Boiv. ex Baill.: Die etwa neun Arten kommen auf Madagaskar und den Komoren vor.[6]
    - Gamotopea Bremek.: Die etwa fünf Arten sind im tropischen Südamerika verbreitet.
    - Geophila D.Don (Syn.: Carinta W.Wight, Geocardia Standl.): Die etwa 30 Arten sind im tropischen Afrika, Madagaskar, Asien und in der Neotropis weitverbreitet.
    - Hymenocoleus Robbr.: Die etwa 13 Arten sind vom tropischen Westafrika bis Uganda und Angola verbreitet.[6]
    - Margaritopsis C.Wright (Syn.: Margaris Griseb. nom. inval., Chytropsia Bremek.): Die etwa 27 Arten sind in der Neotropis verbreitet.
    - Notopleura (Benth.) Bremek.: Die etwa 100 Arten sind in der Neotropis verbreitet.[6]
    - Palicourea Aubl. (Syn.: Colladonia Spreng., Nonatelia Aubl., Novatilia Wight orth. var., Oribasia Schreb., Rhodostoma Scheidw., Stephanium Schreb.): Die etwa 280 Arten sind in der Neotropis verbreitet und gedeihen besonders in den Gebirgen.
    - Psychotria L. (Syn.: Amaracarpus Blume, Antherura Lour., Apomuria Bremek., Aucubaephyllum Ahlb., Callicocca Schreb., Calycodendron A.C.Sm., Calycosia A.Gray, Camptopus Hook. f., Cephaelis Sw., Cephaleis Vahl orth. var., Chesnea Scop., Chytropsia Bremek., Coffea sect. Straussia DC., Cremocarpon Boiv. ex Baill., Delpechia Montrouz., Dolianthus C.H.Wright, Douarrea Montrouz., Dychotria Raf., Eumachia DC., Eumorphanthus A.C.Sm., Eurhotia Neck. nom. inval., Evea Aubl., Furcatella Baum.-Bod. nom. inval., Galvania Vand., Gamatopea Bremek., Gloneria André, Grumilea Gaertn., Grundlea Steud. orth. var., Grunilea Poir. orth. var., Hedstromia A.C.Sm, Ipecacuahna Arruda, Mapouria Aubl., Megalopus K.Schum., Melachone Gilli, Myrmecoides Elmer orth. var., Myrstiphylla Raf., Myrstiphyllum P.Browne nom. rej., Naletonia Bremek. Neoschimpera Hemsl., Nettlera Raf., Petagomoa Bremek., Pleureia Raf., Polyozus Lour., Psathura Comm. ex Juss., Pyragra Bremek., Psychotrophum P.Browne nom. rej., Stellix Noronha, Straussia (DC.) A.Gray, Streblosa Korth., Suteria DC., Tapogomea Aubl., Trevirania Heynh., Trigonopyren Bremek., Uragoga Baill., Viscoides Jacq., Zwaardekronia Korth.):[41] Die 800 bis 1500 Arten sind in den Tropen und Subtropen der Welt, außer in Australien, verbreitet.[41]
    - Readea Gillespie: Sie enthält nur eine Art:
      - Readea membranacea Gillespie: Sie kommt nur auf Fidschi vor.

    - Ronabea Aubl. (Syn.: Ronabia St.-Lag. orth. var.): Die etwa drei Arten kommen von Belize bis zum brasilianischen Amazonasbecken vor.
      - Ronabea emetica (L. f.) A.Rich.: Bolivien und nordwestliches Südamerika bis Zentralamerika

    - Rudgea Salisb. (Syn.: Ceratites Sol. ex Miers, Pachysanthus C.Presl, Gloneria André, Strempelia A.Rich. ex DC.): Die etwa 124 Arten sind in der Neotropis verbreitet.[6]

- - Subtribus Hydnophytinae C.R.Huxley & Jebb: Sie wurde 1991 aufgestellt und enthält 2016 etwa fünf Gattungen mit etwa 100 Arten. Es handelt sich um epiphytische Myrmekophyten, die in Indochina und Malesien verbreitet sind:[42]
    - Anthorrhiza C.R.Huxley & Jebb: Die etwa neun Arten kommen in Neuguinea vor.[42]
    - Hydnophytum Jack (Syn.: Lasiostoma Benth.): Sie enthält seit 2016 etwa 55 Arten, die in Indochina und Malesien verbreitet sind.[42]
    - Myrmecodia Jack (Syn.: Mirmecodia Gaudich. orth. var., Epidendroides Sol.): Sie enthält etwa 26 Arten, die von Indochina über Malesien bis zum nördlichen Australien verbreitet sind.[42]
    - Myrmephytum Becc. (Syn.: Myrmedoma Becc.): Die etwa fünf Arten kommen in Malesien vor.[42]
    - Squamellaria Becc.: Sie enthält seit 2016 etwa zwölf Arten, die auf Pazifischen Inseln vorkommen.[42]

- - Tribus Putorieae Sweet: Sie wurde reaktiviert und enthält seit 2007 nur noch eine Gattung:[43]
    - Plocama Aiton s. l. (Syn.: Aitchisonia Hemsl. ex Aitch., Bartlingia Rchb., Choulettia Pomel, Crocyllis E.Mey. ex Hook.f., Gaillonia A.Rich. ex DC., Jaubertia Guill., Neogaillonia Lincz., Placodium Benth. & Hook.f., Pseudogaillonia Linchevskii, Pterogaillonia Linchevskii, Putoria Pers.): Von den etwa 35 seit 2009 bekannten Arten kommt eine auf den Kanarischen Inseln vor und die anderen sind in Eurasien, besonders dem Mittelmeerraum bis zum nordwestlichen Indien und in Afrika weitverbreitet.[43]

- - Tribus Rubieae Baill.: Es ist die einzige Tribus mit dem Zentrum der Artenvielfalt in den Gemäßigten Breiten. Insgesamt ist ihr Verbreitungsgebiet weltweit (kosmopolitisch). Der Ursprung dieser Tribus liegt in der Alten Welt, die Neue Welt wurde erst später besiedelt. Die meisten Arten sind krautige Pflanzen. Viele Arten sind an trockene Standorte angepasst. Typisch sind die Wirtel von Blättern, die aus Laubblättern mit ihren gleichaussehenden Nebenblättern gebildet werden. Kelchblätter sind nur rudimentär vorhanden. Der zweikammerige Fruchtknoten enthält in jeder Fruchtknotenkammer nur eine Samenanlage. Die Pollenkörner sind pluricolpat. Während man früher die Tribus in drei Subtribus gliederte, zeigen neuere Untersuchungen, dass sieben Kladen nachzuweisen sind. Insgesamt ist diese Tribus eindeutig monophyletisch. Mit etwa 11 (bis 2006 etwa 13) Gattungen und etwa 975 Arten:[44]
    - Meier (Asperula L., Syn.: Asterophyllum Schimp. & Spenn., Blepharostemma Fourr., Chlorostemma (Lange) Fourr., Cynanchica Fourr., Leptunis Steven): Mit etwa 183 Arten weitverbreitet in Nordafrika, Vorderasien, Zentralasien und Europa, sowie einigen Arten in Australien sowie Neuseeland. Die größte Artenvielfalt gibt es in Trockengebieten Vorderasiens und des östlichen Mittelmeerraumes.
    - Callipeltis Steven: Die etwa drei Arten sind in Europa und Vorderasien verbreitet.
    - Crucianella L. (Syn.: Rubeola Mill.): Die 31 bis 40 Arten sind im Mittelmeerraum, Iran, Zentralasien und Vorderasien verbreitet.
    - Cruciata Mill.: Die etwa neun Arten sind von Europa und Nordafrika sowie der Türkei, den Irak und Iran bis in den westlichen Himalaya verbreitet.[6] Darunter die Arten:
      - Kahles Kreuzlabkraut (Cruciata glabra (L.) Opiz)
      - Gewimpertes Kreuzlabkraut (Cruciata laevipes Opiz)
      - Piemont-Kreuzlabkraut (Cruciata pedemontana (Bellardi) Ehrend.)

    - Didymaea Hook.f. (Syn.: Balfourina Kuntze): Die etwa sieben bis zwölf Arten kommen in Zentralamerika von Mexiko bis Panama in größeren Höhenlagen vor. Es sind niedrige, ausdauernde und krautige Pflanzen. Sie besitzen (als ursprüngliches Merkmal innerhalb der Tribus) gegenständige Laubblätter mit jeweils einem Paar schuppenartiger Nebenblätter. Die kleinen, glockenförmigen Blüten sind zwittrig, vierzählig und homostyl. Die fleischigen Steinfrüchte färben sich bei Reife schwarz.[45]
    - Labkräuter (Galium L., Syn.: Aparinanthus Fourr., Aparine Guett., Aparinella Fourr., Aspera Moench, Bataprine Nieuwl., Gallion Pohl orth. var., Gallium Mill. orth. var., Relbunium (Endl.) Hook.f., Trichogalium Fourr.): Die 600 bis 655 Arten sind fast weltweit verbreitet und gedeihen hauptsächlich in meridionalen bis gemäßigten, aber auch in alpinen und arktischen Gebieten oder größeren Höhenlagen in den subtropischen und tropischen Zonen.
    - Mericarpaea Boiss.: Sie enthält nur eine Art[46]:
      - Mericarpaea ciliata (Banks & Sol.) Eig: Sie ist ein irano-turanisches Florenelement und kommt in Palästina, Syrien, im Irak und in der Türkei vor. Sie gedeiht an steinigen, kalkreichen Standorten. Sie ist eine einjährige krautige Pflanze. Bis zu sechs Blätter stehen in einem Wirtel zusammen. Die Spaltfrucht zerfällt in bewimperte Teilfrüchte.

    - Phuopsis (Griseb.) Hook.f. (Syn.: Laxmannia S.G.Gmel. ex Trin., Nemostylis Steven): Mit der einzigen Art:
      - Langgriffliger Rosenwaldmeister (Phuopsis stylosa (Trin.) Hook.f. ex B.D.Jacks.): Er gedeiht in laubabwerfenden Wäldern Vorderasiens nur in Aserbaidschan und im nordwestlichen Iran. Er wird selten auch als Zierpflanze verwendet.

    - Rubia L.: Die etwa 77 bis 80 Arten sind in tropischen und gemäßigten Gebieten der Alten Welt, also in Eurasien und Afrika, beheimatet. Einige Arten sind in vielen Gebieten der Welt Neophyten. Es sind ausdauernde, krautige oder verholzende Pflanzen. Sie besitzen die typischen Wirtel von Blättern. Die Blüten sind meist fünfzählig. Die Früchte sind fleischig.
    - Sherardia L. (Syn.: Dillenia Heist. ex Fabr., Hexodontocarpus Dulac, Rubeola Hill): Sie enthält nur eine Art:
      - Ackerröte (Sherardia arvensis L.): Sie stammt ursprünglich aus dem Mittelmeergebiet, ist heute über weite Teile Europas und Nordamerikas verbreitet und auch in Australien als Neophyt vorhanden.

    - Valantia L. (Syn.: Meionandra Gauba, Vaillantia Hoffm. orth. var.): Die etwa sieben Arten sind hauptsächlich im Mittelmeerraum verbreitet, erreichen aber auch das makaronesische und irano-turanische Florengebiet.

- - Tribus Schradereae Bremek.: Sie enthält nur eine Gattung:
    - Schradera Vahl (Syn.: Fuchsia Sw. non L., Uncariopsis H.Karst., Urceolaria Willd. ex Cothen.): Die etwa 16 Arten sind in Asien von der thailändischen Halbinsel bis Neuguinea verbreitet; kommen aber auch in der Neotropis vor.

- - Tribus Spermacoceae Cham. & Schltdl. ex DC. (Syn.: Hedyotideae, Manettieae)[47][48][49][50]: Sie ist die Schwestertribus von Knoxieae. Es sind überwiegend krautige Pflanzen. Die Nebenblätter sind meist gefranst. Die Blüten sind meist vierzählig. Je Fruchtkammer ist nur eine Samenanlage vorhanden. Die Verbreitung ist überwiegend pantropisch; nur wenige Gattungen reichen auch bis in die gemäßigten Zonen. Sie enthält etwa 60 Gattungen:
    - Agathisanthemum Klotzsch: Die etwa vier Arten sind im tropischen und südlichen Afrika sowie auf den Komoren verbreitet.
    - Amphiasma Bremek.: Die etwa sieben Arten sind im tropischen und südlichen Afrika verbreitet.
    - Amphistemon Groeninckx: Die nur zwei Arten (die Halbsträucher Amphistemon humbertii und Amphistemon rakotonasolianus) kommen nur in Madagaskar vor.[49]
    - Anthospermopsis (K.Schum.) J.H.Kirkbr.: Sie enthält nur eine Art:
      - Anthospermopsis catechosperma (K.Schum.) J.H.Kirkbr.: Sie kommt im nordöstlichen Brasilien vor.

    - Arcytophyllum Willd. ex Schult. & Schult.f. (Syn.: Anotis DC., Ereicotis (DC.) Kuntze, Mallostoma H.Karst., Pseudorachicallis Post & Kuntze orth. var., Pseudorhachicallis Hook.f.): Die etwa 17 Arten sind von Mexiko bis ins westliche Südamerika.
    - Astiella Jovet: Sie enthält nur eine Art:
      - Astiella delicatula Jovet: Sie kommt in Madagaskar vor.

    - Bradea Standl. ex Brade: Die etwa fünf Arten sind im südöstlichen Brasilien verbreitet.
    - Bouvardia Salisb. (Syn.: Aeginetia Cav.): Die etwa 56 Arten sind von den südlichen USA über Mexiko bis Panama verbreitet.[6]
    - Carterella Terrell: Sie enthält nur eine Art:
      - Carterella alexanderae (A.M.Carter) Terrell: Sie kommt in Mexiko vor.

    - Conostomium (Stapf) Cufod.: Die etwa fünf Arten von Äthiopien bis ins südliche Afrika verbreitet.
    - Cordylostigma Groeninckx & Dessein: Die etwa neun Arten sind hauptsächlich im östlichen und südlichen Afrika sowie in Madagaskar verbreitet. Nur eine Art reicht auch bis ins westliche Afrika und den Sudan.[51]
    - Crusea Cham. & Schltdl.: Die etwa 15 Arten sind von Arizona und New Mexico über Mexiko bis Costa Rica verbreitet.[6]
    - Denscantia E.L.Cabral & Bacigalupo (manchmal in Spermacoce L.): Die etwa vier Arten sind im östlichen Brasilien verbreitet.
    - Dentella J.R.Forst. & G.Forst. (Syn.: Heymia Dennst., Lippaya Endl.): Die etwa zehn Arten sind vom südlichen Asien bis Ozeanien verbreitet.
    - Diacrodon Sprague: Sie enthält nur eine Art:
      - Diacrodon compressus Sprague: Sie kommt in Brasilien vor.

    - Dibrachionostylus Bremek.: Sie enthält nur eine Art:
      - Dibrachionostylus kaessneri (S.Moore) Bremek.: Sie kommt im tropischen Ostafrika vor.

    - Diodella Small (manchmal in Diodia L.): Die etwa 16 Arten sind von den südlichen USA bis Südamerika weitverbreitet.
    - Diodia L. (Syn.: Dasycephala (DC.) Hook.f., Decapenta Raf., Dioneiodon Raf., Ebelia Rchb., Endopogon Raf., Hemidiodia K.Schum., Hexasepalum Bartl. ex DC., Triodon DC.): Mit etwa 50 Arten in warm-gemäßigten und tropischen Gebieten der Neuen Welt und Afrikas. Einige Arten der Neuen Welt sind Neophyten in den Tropen der Alten Welt.
    - Dolichometra K.Schum.: Sie enthält nur eine Art:
      - Dolichometra leucantha K.Schum.: Sie kommt in Tansania vor.

    - Emmeorhiza Pohl ex Endl.: Sie enthält nur eine Art:
      - Emmeorhiza umbellata (Spreng.) K.Schum.: Sie kommt im tropischen Südamerika und Trinidad vor.

    - Ernodea Sw.: Mit etwa vier Arten von Florida über Mexiko bis Zentralamerika und zu den Karibischen Inseln.
    - Galianthe Griseb.: Die etwa 50 Arten sind in Süd- und Zentralamerika verbreitet.[6]
    - Gomphocalyx Baker: Sie enthält nur eine Art:
      - Gomphocalyx herniarioides Baker: Sie kommt in Madagaskar vor.

    - Hedyotis L. (Syn.: Allaeophania Thwaites, Anistelma Raf., Dictyospora Hook.f., Dimetia (Wight & Arn.) Meisn., Diplophragma (Wight & Arn.) Meisn., Dyctiospora Reinw. ex Korth., Leptopetalum Hook. & Arn., Macrandria (Wight & Arn.) Meisn., Metabolos Blume, Sclerococcus Bartl. nom. inval., Scleromitrion (Wight & Arn.) Meisn., Stelmanis Raf. nom. inval., Stelmotis Raf., Symphyllarion Gagnep., Wigmannia Walp. orth. var.): Die etwa 115 Arten sind vom tropischen bis subtropischen Asien bis in den nordwestlichen Pazifikraum verbreitet, aber mit wenigen Arten in warm-gemäßigten Gebieten.
    - Hedythyrsus Bremek.: Die nur zwei Arten sind im tropischen Zentral- und Ostafrika verbreitet.
    - Houstonia L. (Syn.: Chamisme Raf., Panetos Raf., Poiretia J.F.Gmel.): Die etwa 20 Arten sind in Nord- und Zentralamerika verbreitet.
    - Hydrophylax L.f. (Syn.: Sarissus Gaertn.): Sie enthält nur eine Art:
      - Hydrophylax maritima L.f.: Sie gedeiht an den Küsten des südlichen Indien, Sri Lankas, der Andamanen und der westlichen thailändischen Halbinsel.

    - Kadua Cham. & Schltdl. (manchmal in Hedyotis L., Syn.: Wiegmannia Meyen, Gouldia A.Gray): Mit etwa 28 Arten auf Hawaii und im südlichen Pazifik.
    - Kohautia Cham. & Schltdl. (Syn.: Duvaucellia Bowdich): Mit nur noch etwa 27 Arten in Indien, Pakistan, im Iran, nördlichen Ostafrika, Subsahara-Afrika, auf den Kapverdischen Inseln und Socotra.[51]
    - Lathraeocarpa Bremek.: Die nur zwei Arten (Lathraeocarpa acicularis Bremek. und Lathraeocarpa decaryi Bremek.) kommen in Madagaskar vor.[52]
    - Lelya Bremek.: Sie enthält nur eine Art:
      - Lelya osteocarpa Bremek.: Sie ist im tropischen Afrika verbreitet.

    - Leptomischus Drake (Syn.: Indopolysolenia Bennet, Polysolen Rauschert nom. illeg. superfl., Polysolenia Hook.f. non Ehrenberg ex Kützing): Die etwa sieben Arten sind im nordöstlichen Indien, in Myanmar, im südlichen China (fünf Arten) und in Vietnam verbreitet.
    - Leptoscela Hook.f.: Sie enthält nur eine Art:
      - Leptoscela ruellioides Hook.f.: Sie kommt im nordöstlichen Brasilien vor.

    - Lucya DC.: Sie enthält nur eine Art:
      - Lucya tetrandra (L.) K.Schum.: Sie kommt auf Karibischen Inseln vor.

    - Manettia Mutis ex L. (Syn.: Adenothola Lem., Conotrichia A.Rich., Endolasia Turcz., Ganguebina Vell. orth. var., Guagnebina Vell., Lygistrum P.Browne, Lygistum P.Browne, Nacibaea Poir. orth. var., Nacibea Aubl., Neosabicea Wernham, Poederiopsis Rusby, Vanessa Raf.): Mit etwa 124 Arten in der Neotropis.
    - Manostachya Bremek.: Die etwa drei Arten sind im tropischen Zentral- und Ostafrika verbreitet.
    - Micrasepalum Urb.: Die nur zwei Arten kommen auf Karibischen Inseln vor.
    - Mitracarpus Zucc. (Syn.: Schizangium Bartl. ex DC., Staurospermum Thonn.): Die etwa 30 Arten sind in der Neotropis weitverbreitet. Eine Art, Mitracarpus hirtus (L.) DC., ist in vielen tropischen Gebieten der Welt ein Neophyt.
    - Mitrasacmopsis Jovet (Syn.: Diotocranus Bremek.): Sie enthält nur eine Art:
      - Mitrasacmopsis quadrivalvis Jovet: Sie kommt im tropischen Zentral- und Ostafrika sowie in Madagaskar vor.

    - Neanotis W.H.Lewis: Die etwa 30 Arten sind hauptsächlich im tropischen Asien und Australien verbreitet.
    - Neohymenopogon Bennet (Hymenopogon Wallich in Roxb., non Hymenopogum P.Beauvois): Die etwa drei Arten sind in Indien, Nepal, Bhutan, Myanmar, Thailand, China (zwei Arten) und Vietnam verbreitet.
    - Nesohedyotis (Hook.f.) Bremek.: Sie enthält nur eine Art:
      - Nesohedyotis arborea (Roxb.) Bremek.: Es ist ein Endemit auf St. Helena.

    - Nodocarpaea A.Gray: Sie enthält nur eine Art:
      - Nodocarpaea radicans (Griseb.) A.Gray: Sie kommt auf Kuba vor.

    - Oldenlandia L. (Syn.: Edrastima Raf., Eionitis Bremek., Gerontogea Cham. & Schltdl., Gonotheca Blume ex DC., Karamyschewia Fisch. & C.A.Mey., Listeria Neck. ex Raf., Mitratheca K.Schum., Thecagonum Babu, Thecorchus Bremek., Theyodis A.Rich.): Sie ist pantropisch verbreitet und enthält etwa 240 Arten.
    - Oldenlandiopsis Terrell & W.H.Lewis: Sie enthält nur eine Art:
      - Oldenlandiopsis callitrichoides (Griseb.) Terrell & W.H.Lewis (Syn.: Hedyotis callitrichoides (Griseb.) W.H.Lewis, Oldenlandia callitrichoides Griseb.): Sie ist in der Neotropis weitverbreitet. Es gibt eine Fundortangabe für Taiwan.

    - Pentanopsis Rendle: Die nur zwei Arten sind von Äthiopien bis ins nördliche Kenia verbreitet.
    - Pentodon Hochst.: Die nur zwei Arten sind auf der Arabischen Halbinsel, im tropischen und südlichen Afrika, sowie am westlichen Indischen Ozean verbreitet. Sie sind in der Neotropis Neophyten.
    - Phialiphora Groeninckx: Diese Gattung wurde 2010 mit den beiden Arten Phialiphora bevazahensis Groeninckx und Phialiphora capitulata Groeninckx im nordwestlichen Madagaskar aufgestellt.[53]
    - Phyllocrater Wernham: Sie enthält nur eine Art:
      - Phyllocrater gibbsiae Wernham: Sie kommt auf Borneo vor.

    - Phylohydrax Puff: Die nur zwei Arten gedeihen an den Küsten von Tansania bis Südafrika und Madagaskar.
    - Pleiocraterium Bremek.: Die etwa vier Arten sind im tropischen Asien verbreitet. Sie werden von manchen Autoren auch zu Hedyotis L. gerechnet.[6]
    - Polyura Hook.f. (unsichere Stellung): Sie enthält nur eine Art:
      - Polyura geminata (Wall. ex G.Don) Hook.f.: Sie kommt vom östlichen Himalaja bis Assam vor.

    - Pseudonesohedyotis Tennant: Sie enthält nur eine Art:
      - Pseudonesohedyotis bremekampii Tennant: Sie kommt in Tansania vor.

    - Psyllocarpus Mart. & Zucc. (Syn.: Diodois Pohl nom. inval.): Die etwa neun Arten sind in Brasilien verbreitet.
    - Richardia L. (Syn.: Plethyrsis Raf., Ricardia Adans. orth. var., Richardsonia Kunth, Schiedea Bartl. nom. inval.): Mit etwa 15 Arten weitverbreitet in der Neuen Welt. Der Arten sind Neophyten in der Paläotropis.
      - Richardia scabra L.: Aus dem mittleren bis nördlichen Südamerika, Mittelamerika bis in den Süden der USA.

    - Sacosperma G.Taylor (unsichere Stellung): Die nur zwei Arten (Sacosperma paniculatum (Benth.) G.Taylor und Sacosperma parviflorum (Benth.) G.Taylor) im tropischen West- und Zentralafrika verbreitet.
    - Schwendenera K.Schum.: Sie enthält nur eine Art:
      - Schwendenera tetrapyxis K.Schum.: Sie kommt in Brasilien vor.

    - Spermacoce L. (Syn.: Arbulocarpus Tennant, Bigelovia Spreng. non Smith non Spreng. non Bigelowia Raf. non DC., Borrera Spreng. orth. var., Borreria G.Mey. non Borrera Acharius, Chaenocarpus Juss., Dichrospermum Bremek., Diodioides Loefl. nom. inval., Diphragmus C.Presl, Gruhlmannia Neck. ex Raf., Jurgensia Raf., Octodon Thonn., Paragophyton K.Schum., Pterostephus C.Presl, Spermacoceodes Kuntze, Spermacon Raf., Tardavel Adans., Tessiera DC.): Die 250 bis 300 Arten sind in tropischen bis warm-gemäßigten Gebieten fast weltweit verbreitet. Einige Arten sind in vielen Gebieten Neophyten.
    - Staelia Cham. & Schltdl.: Die etwa 14 Arten sind in Mexiko und im tropischen Südamerika verbreitet.
    - Stenaria (Raf.) Terrell (manchmal in Houstonia L.): Die etwa fünf Arten in den zentralen und östlichen USA sowie auf den Bahamas verbreitet.
    - Stenotis Terrell: Die etwa sieben Arten kommen in Arizona, New Mexico und im nördlichen Mexiko vor.[6]
    - Stephanococcus Bremek.: Sie enthält nur eine Art:
      - Stephanococcus crepinianus (K.Schum.) Bremek.: Sie kommt im tropischen westlichen Zentralafrika vor.

    - Synaptantha Hook.f.: Die nur zwei Arten sind in Australien verbreitet.
    - Thamnoldenlandia Groeninckx: Sie enthält nur eine Art:[49]
      - Thamnoldenlandia ambovombensis Groeninckx: Sie kommt in Madagaskar vor.

    - Tortuella Urb.: Sie enthält nur eine Art:
      - Tortuella abietifolia Urb. & Ekman: Sie kommt von Panama bis Tobago vor.

    - Tobagoa Urb.: Sie enthält nur eine Art:
      - Tobagoa maleolens Urb.: Es ist ein Endemit auf Île de la Tortue vor der Nordküste Hispaniolas.

- - Tribus Theligoneae: Sie enthält nur eine Gattung:
    - Theligonum L. (Syn.: Cynocrambe Gagnebin): Die etwa vier Arten sind von China bis ins gemäßigte Ostasien, in Makaronesien und im Mittelmeerraum verbreitet.[6] Darunter:
      - Hundskohl (Theligonum cynocrambe L.)

- - Tribus Urophylleae Bremek. ex Verdc.: Zum weiten fast pantropischen Verbreitungsgebiet gehört das tropische und subtropische Asien (die meisten Arten), tropische Afrika (weniger Arten), tropische Zentral- und Südamerika (am wenigsten Arten). Die meisten Arten gedeihen im tropischen Regenwald. Es sind meist verholzende Pflanzen. Die Schließfrüchte sind oft fleischig und enthalten viele Samen. Sie enthält etwa 13 Gattungen mit etwa 240 Arten:[54][55][56]
    - Amphidasya Standl. (Syn.: Pittierothamnus Steyerm.): Die mindestens 13 Arten gedeihen in feuchten neotropischen Wäldern Zentralamerikas und des nördlichen Südamerikas.
    - Pauridiantha Hook.f. (Syn.: Commitheca Bremek.): Die etwa 38 Arten sind im tropischen Afrika und Madagaskar verbreitet.[6]
    - Pentaloncha Hook.f.: Die etwa zwei Arten kommen im angolanischen Cabinda und von Äquatorialguinea bis Gabun vor. Es sind überhängende Halbsträucher.
    - Poecilocalyx Bremek.: Die etwa vier Arten kommen im tropischen Zentralafrika vor. Es sind kleine Sträucher mit waagrechten Zweigen. Über Hüllblättern stehen die wenigblütigen Blütenstände.
    - Praravinia Korth. (Syn.: Paravinia Hassk. orth. var., Williamsia Merr.): Die etwa 49 Arten sind in Malesien verbreitet.[6]
    - Raritebe Wernham (Syn.: Dukea Dwyer): Sie enthält nur eine Art:
      - Raritebe palicoureoides Wernham: Von den zwei Unterarten kommt eine von Kolumbien sowie östlich der Anden von Ecuador bis Peru und eine von westlich der Anden in Kolumbien sowie Costa Rica bis Panama vor.

    - Stelechantha Bremek.: Die etwa vier Arten sind im tropischen Westafrika verbreitet.
    - Temnopteryx Hook.f.: Sie ist seit 2010 in diese Tribus eingeordnet und enthält nur eine Art:
      - Temnopteryx sericea Hook.f.: Sie kommt von Kamerun bis Gabun vor. Es ist ein Strauch. Die relativ großen Blüten besitzen kronblattartige, purpurfarbene Kelchblätter und eine rosafarbene bis rote Kronröhre.

    - Urophyllum Wall. (Syn.: Axanthes Blume, Axanthopsis Korth., Aulacodiscus Hook.f. nom. illeg.,Cymelonema C.Presl, Maschalanthe Blume, Maschalocorymbus Bremek., Pleiocarpidia K.Schum., Pravinaria Bremek., Wallichia Reinw. ex Blume nom. illeg.): Die etwa 150 Arten sind im tropischen Asien weitverbreitet.[56]

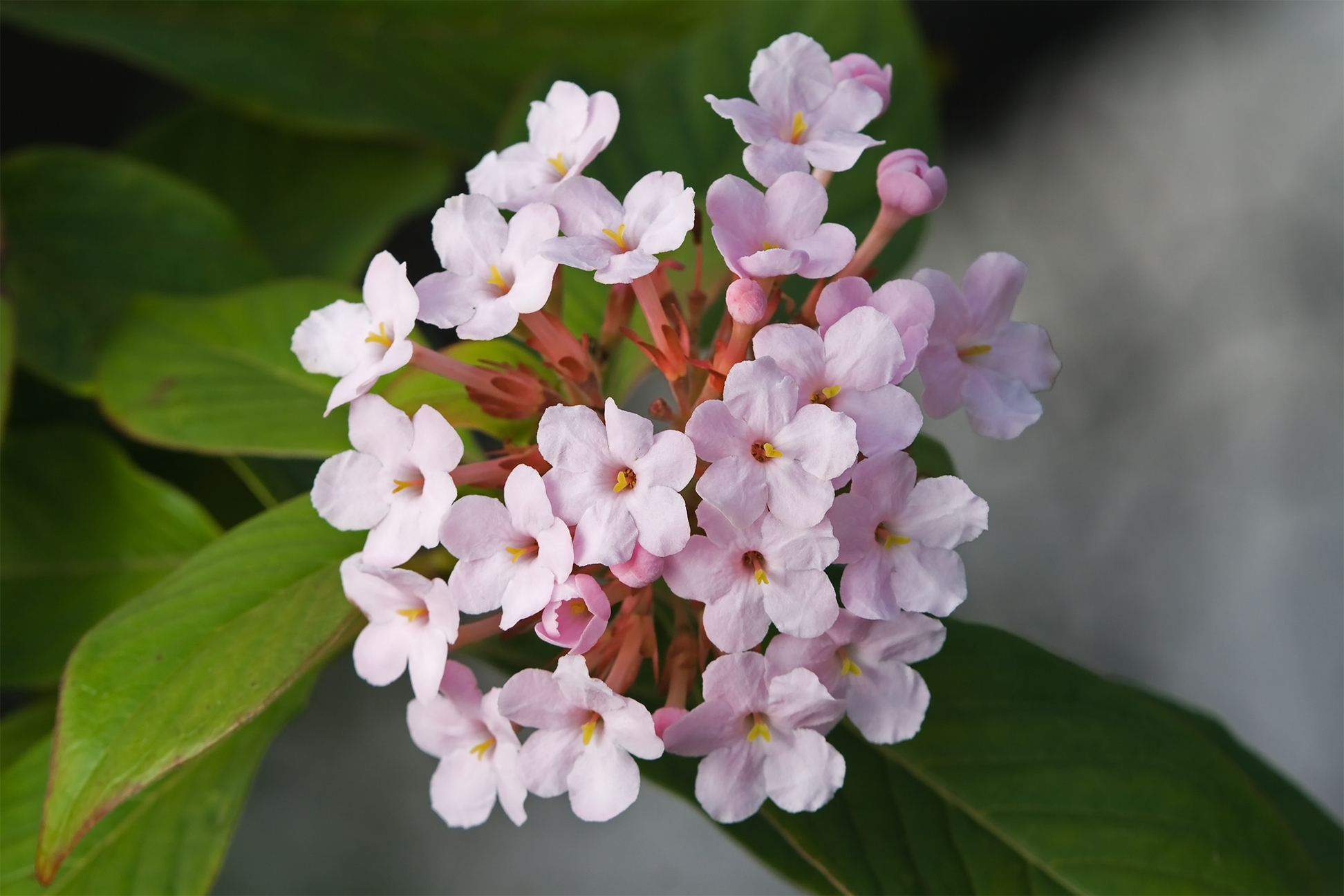
Tribus Luculieae: Blütenstand von Luculia gratissima.

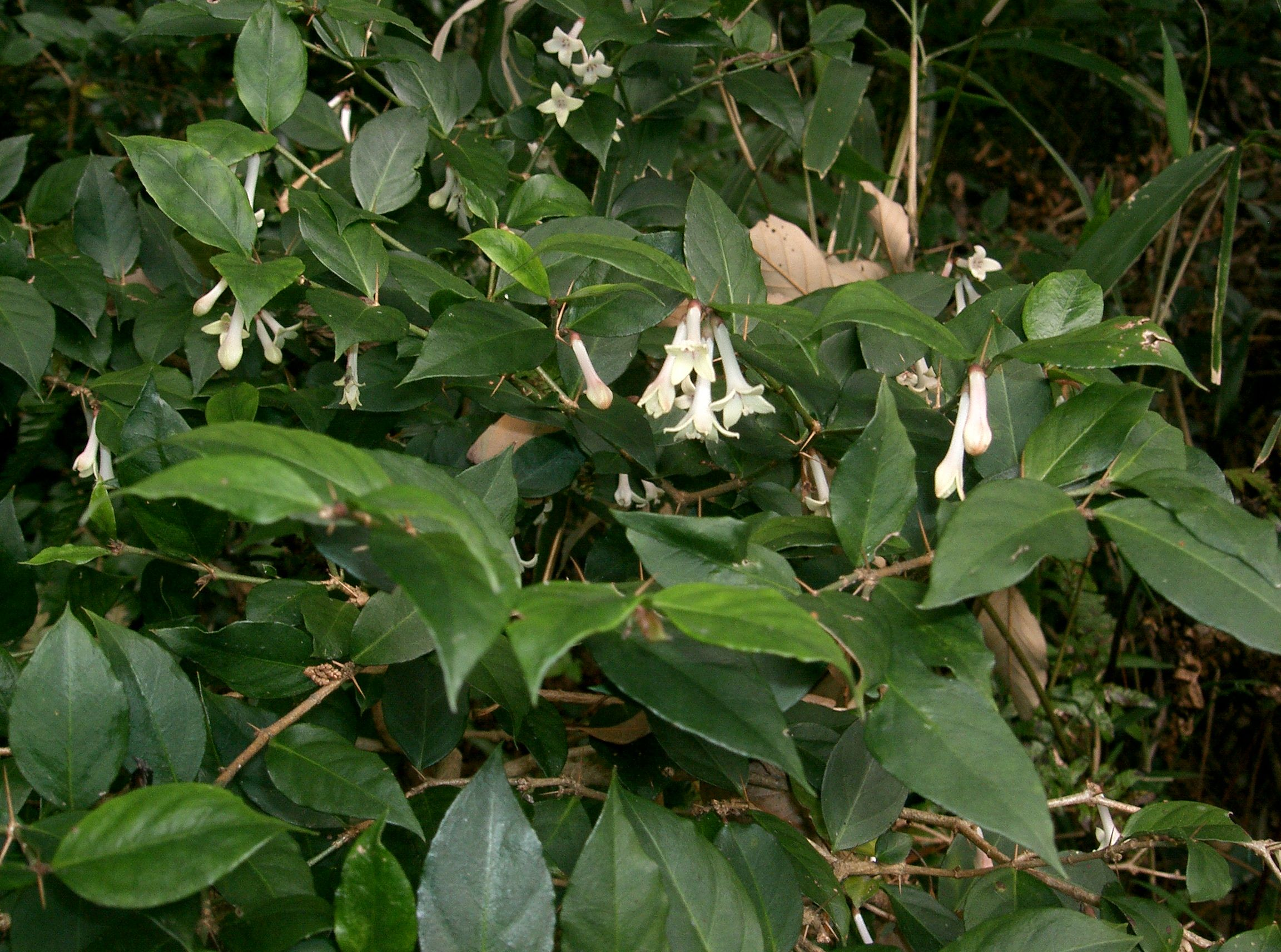
Damnacanthus indicus subsp. major

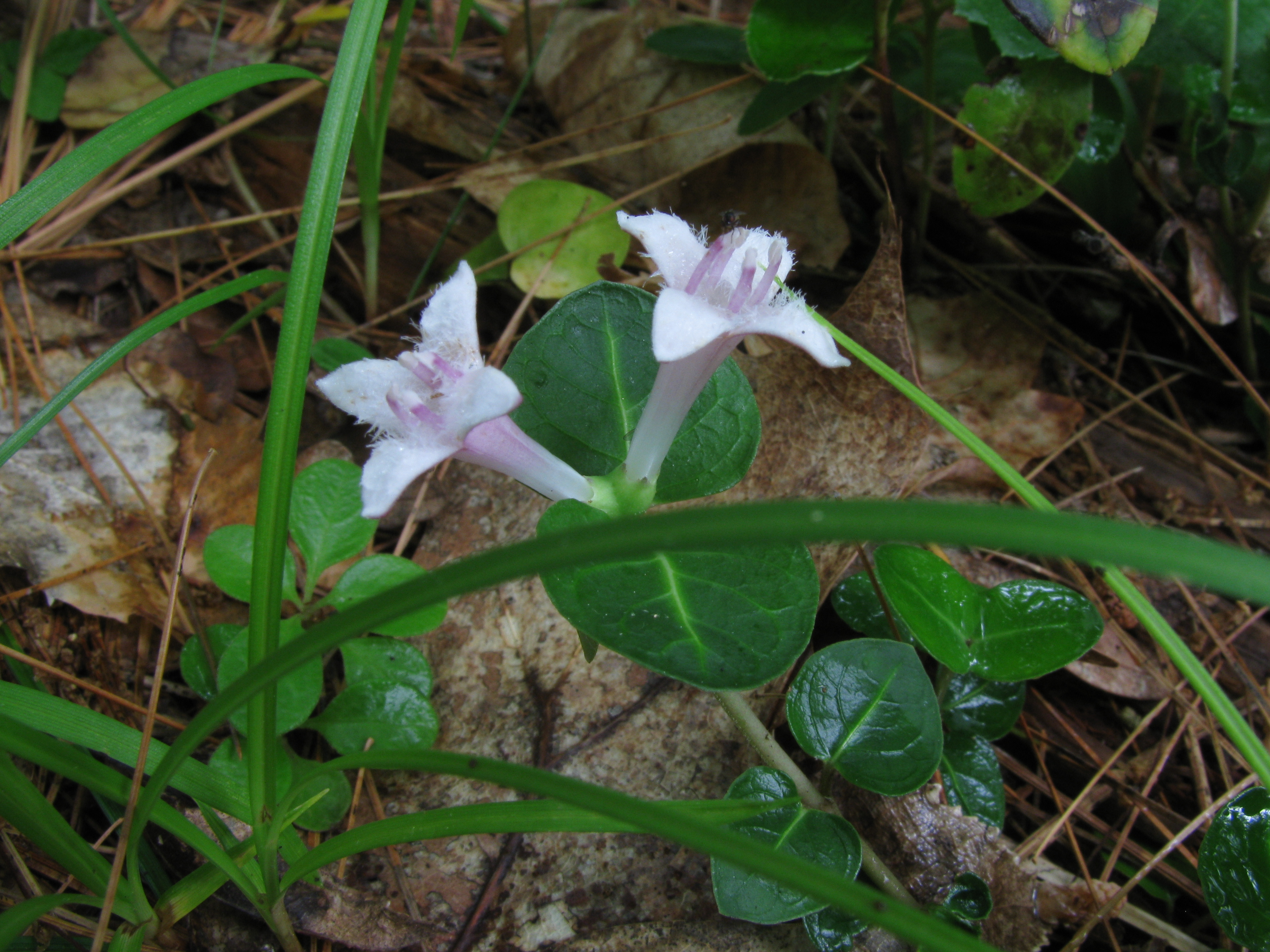
Mitchella repens

### Incertae sedis – nicht in eine Unterfamilie eingeordnet
- Incertae sedis – nicht in eine Unterfamilie, aber in eine Tribus eingeordnet:
  - Tribus Coptosapelteae Bremek. ex S.P.Darwin: Sie enthält nur zwei Gattungen:
    - Acranthera Arn. ex Meisn. (Syn.: Androtropis R.Br., Gonyanera Korth., Psilobium Jack): Die etwa 40 Arten kommen in Sri Lanka, Indien, China, Vietnam, Thailand, Indonesien, Malaysia und die meisten Arten in Borneo vor.[1]
    - Coptosapelta Korth. (Syn.: Coptospelta K.Schum. orth. var., Thysanospermum Champ. ex Benth.): Die etwa 16 Arten sind in Vietnam, China, Japan, Thailand, Myanmar, Laos, Malaysia, Indonesien, Neuguinea und den Philippinen verbreitet.[1]

- - Tribus Luculieae Rydin & B.Bremer: Sie enthält nur eine Gattung:
    - Luculia Sweet: Die etwa fünf Arten sind in Indien, Nepal, Bhutan, Myanmar, Thailand, China (drei Arten) und Vietnam verbreitet.[1]

- incertae sedis – nicht in eine Unterfamilie und in keine Tribus eingeordnet:
  - Alphabetische Liste der noch nicht in Unterfamilien und Tribus eingeordneten Gattungen:
    - Acrobotrys K.Schum. & K.Krause: Sie enthält nur eine Art:
      - Acrobotrys discolor K.Schum. & K.Krause: Sie kommt in Kolumbien vor.

    - Aitchisonia Hemsl. ex Aitch.: Sie enthält nur eine Art:
      - Aitchisonia rosea Hemsl. ex Aitch.: Sie kommt im Iran, Afghanistan und Pakistan vor.

    - Antherostele Bremek.: Die etwa vier Arten kommen auf den Philippinen vor.
    - Aphaenandra Miq. (wird auch als mögliches Synonym für die Gattung Mussaenda L. in der Tribus Mussaendeae der Unterfamilie Ixoroideae angesehen): Sie enthält nur eine Art:
      - Aphaenandra uniflora (Wall. ex G.Don) Bremek.: Sie kommt von Myanmar bis Vietnam und auf Sumatra sowie Java vor.

    - Aphanocarpus Steyerm.: Sie enthält nur eine Art:
      - Aphanocarpus steyermarkii (Standl.) Steyerm.: Sie kommt nur im venezolanischen Bundesstaat Bolívar vor.

    - Benzonia Schumach.: Sie enthält nur eine Art:
      - Benzonia corymbosa Schumach.: Sie ist in Guinea beheimatet.

    - Berghesia Nees: Sie enthält nur eine Art:
      - Berghesia coccinea Nees: Sie kommt in Mexiko vor.

    - Byrsophyllum Hook.f.: Die etwa zwei Arten kommen in Indien und Sri Lanka.
    - Calycosia A.Gray: Die etwa acht Arten sind von Neuguinea bis zu südlichen Pazifischen Inseln verbreitet.
    - Canephora Juss.: Die etwa fünf Arten kommen nur in Madagaskar vor.
    - Ceuthocarpus Aiello: Sie enthält nur eine Art:
      - Ceuthocarpus involucratus (Wernham) Aiello: Es ist ein Endemit im östlichen Kuba.

    - Chapelieria A.Rich. ex DC.: Die ein oder zwei Arten kommen nur in Madagaskar vor.
    - Clarkella Hook.f.: Sie enthält nur eine Art:
      - Clarkella nana (Edgew.) Hook.f.: Sie gedeiht meist auf Kalkstein im nördlichen Indien, nördlichen Myanmar, Thailand und China.

    - Coccochondra Rauschert: Sie enthält nur eine Art:
      - Coccochondra laevis (Steyerm.) Rauschert: Sie ist im südlichen Venezuela beheimatet.

    - Coelopyrena Valeton: Sie enthält nur eine Art:
      - Coelopyrena salicifolia Valeton: Es ist ein Endemit der Insel Amboina, die zu den Molukken gehört.

    - Coleactina N.Hallé: Sie enthält nur eine Art:
      - Coleactina papalis N.Hallé: Sie kommt im Kongo und Gabun vor.

    - Colletoecema E.M.A.Petit: Die etwa drei Arten sind vom tropischen westlichzentralen Afrika bis Angola verbreitet.[6]
    - Coptophyllum Korth. (Syn.: Jainia N.P.Balakr., Pomazota Ridl.): Die etwa drei Arten sind von den Nikobaren bis ins westliche Malesien verbreitet.[6]
    - Coryphothamnus Steyerm.: Sie enthält nur eine Art:
      - Coryphothamnus auyantepuiensis (Steyerm.) Steyerm.: Es ist ein Endemit des Auyan-Tepui im südlichen Venezuela.

    - Cosmocalyx Standl.: Sie enthält nur eine Art:
      - Cosmocalyx spectabilis Standl.: Ihr Verbreitungsgebiet reicht vom südlichen Mexiko bis Belize.

    - Cowiea Wernham: Von den nur zwei Arten kommt eine auf den Philippinen und die andere im nordöstlichen Borneo vor.[6]
    - Crobylanthe Bremek.: Sie enthält nur eine Art:
      - Crobylanthe pellacalyx (Ridl.) Bremek.: Sie kommt nur in Sarawak auf Borneo vor.

    - Damnacanthus C.F.Gaertn. (Syn.: Tetraplasia Rehder): Die etwa 13 Arten sind im nördlichen Indien, Myanmar, Laos, China (elf Arten), Korea, Vietnam und Japan verbreitet.
    - Dichilanthe Thwaites: Von den nur zwei Arten kommt eine nur im südwestlichen Sri Lanka und die andere nur im westlichzentralen Borneo vor.[6]
    - Didymochlamys Hook.f.: Die zwei kleinbleibenden Arten gedeihen meist epiphytisch im nördlichen Südamerika und südlichen Zentralamerika.
    - Didymopogon Bremek.: Sie enthält nur eine Art:
      - Didymopogon sumatranum (Ridl.) Bremek.: Dieser Endemit kommt nur im westlichen Sumatravor.

    - Diyaminauclea Ridsdale (nur vorläufig in die Tribus Naucleeae der Unterfamilie Cinchonoideae gestellt): Sie enthält nur eine Art:
      - Diyaminauclea zeylanica (Hook.f.) Ridsdale: Sie kommt nur auf Sri Lanka vor.

    - Duidania Standl.: Sie enthält nur eine Art:
      - Duidania montana Standl.: Ihr Verbreitungsgebiet reicht vom südlichen Venezuela bis Guyana.

    - Dunnia Tutcher: Sie enthält nur eine Art:[6]
      - Dunnia sinensis Tutcher: Diese gefährdete Art gedeiht im Dickicht und in Wäldern von Schluchten in Höhenlagen von 200 bis 900 Metern nur in der chinesischen Provinz Guangdong vor.[1]

    - Eizia Standl.: Sie enthält nur eine Art:
      - Eizia mexicana Standl.: Ihr Verbreitungsgebiet reicht vom mexikanischen Bundesstaat Chiapas bis Guatemala.

    - Eteriscius Desv. ex Ham. nom. dub.: Sie enthält nur eine Art:
      - Eteriscius parasiticus Desv.: Sie ist in Guyana beheimatet.

    - Fergusonia Hook.f.: Sie enthält nur eine Art:
      - Fergusonia zeylanica Hook.f.: Sie ist im südlichen Indien und Sri Lanka beheimatet.

    - Flexanthera Rusby: Sie enthält nur eine Art:
      - Flexanthera subcordata Rusby: Sie ist in Kolumbien beheimatet.

    - Gaillonia A.Rich. ex DC.: Die etwa 27 Arten sind von Zentralasien, Afghanistan, Iran, Pakistan bis Algerien verbreitet.
    - Galiniera Delile (Syn.: Ptychostigma Hochst.): Von den nur zwei Arten kommt eine in Madagaskar vor und die andere ist im tropischen Afrika verbreitet.[6]
    - Gallienia Dubard & Dop: Sie enthält nur eine Art:
      - Gallienia sclerophylla Dubard & Dop: Sie kommt nur in kleinen Gebieten in Madagaskar vor.

    - Gardeniopsis Miq.: Sie enthält nur eine Art:
      - Gardeniopsis longifolia Miq.: Sie kommt von der thailändischen bis zur Malaiischen Halbinsel, Sumatra und Borneo vor.

    - Gentingia J.T.Johanss. & K.M.Wong: Sie enthält nur eine Art:
      - Gentingia subsessilis (King & Gamble) J.T.Johanss. & K.M.Wong: Sie ist auf der nordwestlichen Malaiischen Halbinsel beheimatet.

    - Gillespiea A.C.Sm.: Sie enthält nur eine Art:
      - Gillespiea speciosa A.C.Sm.: Dieser Endemit kommt nur der Insel Vanua Levu, die zu Fidschi gehört, vor.

    - Guihaiothamnus Oliv.: Diese 1998 neu aufgestellte Gattung enthält die einzige Art:
      - Guihaiothamnus acaulis H.S.Lo: Dieser Endemit gedeiht auf schattigen Felsen in Höhenlagen zwischen 100 und 600 Metern nur in Rongshui im chinesischen Autonomen Gebiet Guangxi.[1]

    - Habroneuron Standl.: Sie enthält nur eine Art:
      - Habroneuron radicans (Wernham) S.P.Darwin: Sie kommt nur im mexikanischen Bundesstaat Oaxaca vor.

    - Hedstromia A.C.Sm.: Sie enthält nur eine Art:
      - Hedstromia latifolia A.C.Sm.: Sie ist auf Fidschi beheimatet.

    - Holstianthus Steyerm.: Sie enthält nur eine Art:
      - Holstianthus barbigularis Steyerm.: Dieser Endemit kommt auf dem Cerro Marahuaca im südlichen Venezuela vor.

    - Homollea Arènes: Die etwa drei Arten sind in Madagaskar verbreitet.[6]
    - Homolliella Arènes: Sie enthält nur eine Art:
      - Homolliella sericea Arènes: Sie kommt im zentralen und östlich-zentralen Madagaskar und auf den Komoren vor.

    - Hymenocnemis Hook.f.: Sie enthält nur eine Art:
      - Hymenocnemis madagascariensis Hook.f.

    - Hyptianthera Wight & Arn.: Sie enthält eine (Hyptianthera stricta (Roxb. ex Schult.) Wight & Arn.) bis wenige Arten in Indien, Bangladesch, Nepal, Bhutan, Myanmar, Laos, Thailand, China und Vietnam.
    - Jaubertia Guill.: Sie enthält nur eine Art:
      - Jaubertia aucheri Guill.: Sie kommt im omanischen Maskat, Iran, Afghanistan und Pakistan vor.

    - Jovetia Guédès: Sie enthält nur eine Art:
      - Jovetia humilis Guédès: Sie kommt nur im südöstlichen Madagaskar vor.[6]

    - Kajewskiella Merr. & L.M.Perry: Die nur zwei Arten kommen nur auf den Salomonen vor.[6]
    - Keenania Hook.f.: Die etwa fünf Arten sind in Indien, Laos, Myanmar, Thailand, Kambodscha, in Vietnam und im südlichen China verbreitet.[1]
    - Khasiaclunea Ridsdale (nur vorläufig in die Tribus Naucleeae der Unterfamilie Cinchonoideae gestellt)
    - Klossia Ridl.: Sie enthält nur eine Art:
      - Klossia montana Ridl.: Sie kommt auf der Malaiischen Halbinsel vor.

    - Lamprothamnus Hiern: Sie enthält nur eine Art:
      - Lamprothamnus zanguebaricus Hiern: Sie kommt vom südlichen Somalia bis Tansania vor.

    - Lecananthus Jack: Die etwa drei Arten sind im westlichen Malesien verbreitet.[6]
    - Lecanosperma Rusby: Sie enthält nur eine Art:
      - Lecanosperma lycioides Rusby: Sie kommt in Peru und Bolivien vor.

    - Lecariocalyx Bremek.: Sie enthält nur eine Art:
      - Lecariocalyx borneensis Bremek.: Sie kommt auf Borneo vor.

    - Lemyrea (A.Chev.) A.Chev. & Beille: Die etwa vier Arten kommen nur in Madagaskar vor.
    - Lepidostoma Bremek.: Sie enthält nur eine Art:
      - Lepidostoma polythyrsum Bremek.: Sie kommt in Sumatra vor.

    - Leptunis Steven: Sie enthält nur eine Art:
      - Leptunis trichodes (J.Gay ex DC.) Schischkin: Das weite Verbreitungsgebiet reicht vom südöstlichen Kaukasusraum über Afghanistan und Zentralasien bis ins nordwestliche China.[1]

    - Leucocodon Gardner: Sie enthält nur eine Art:
      - Leucocodon reticulatum Gardner: Sie kommt nur im zentralen und südwestlichen Sri Lanka vor.

    - Leucolophus Bremek.: Die etwa drei Arten sind in Südostasien verbreitet.[1]
    - Maschalodesme Lauterb. & K.Schum.: Die etwa zwei Arten kommen nur in Neuguinea vor.
    - Merumea Steyerm.: Die etwa zwei Arten kommen im südlichen Venezuela und Guyana vor.
    - Microphysa Schrenk: Sie enthält nur eine Art:
      - Microphysa elongata (Schrenk) Pobedimova: Sie ist in Kasachstan, Usbekistan und im nordwestlichen chinesischen Autonomen Gebiet Xinjiang beheimatet.[1]

    - Mitchella L. (Syn.: Chamaedaphne Mitchell, Perdicesca Provancher): Sie besitzt ein disjunktes Areal mit einer Art im östlichen Asien mit China, Japan, Korea sowie einer Art vom östlichen Nordamerika mit Kanada und der USA über Mexiko bis Guatemala.
    - Montamans Dwyer: Sie enthält nur eine Art:
      - Montamans panamensis Dwyer: Sie ist Panama beheimatet.

    - Morindopsis Hook.f.: Sie enthält nur eine Art:
      - Morindopsis capillaris (Kurz) Kurz: Sie kommt vom nordöstlichen Indien bis Indochina vor.

    - Motleyia J.T.Johanss.: Sie enthält nur eine Art:
      - Motleyia borneensis J.T.Johanss.: Sie kommt auf Borneo nur im nördlichen Sarawak und südwestlichen Sabah vor.[6]

    - Mouretia Pit.: Die etwa fünf Arten sind im östlichen Asien und Südostasien verbreitet.
    - Myrioneuron R.Br. ex Benth. & Hook.f.: Die etwa 14 Arten sind in Indien, Nepal, Bhutan, China und Vietnam verbreitet.[1]
    - Nargedia Bedd.: Sie enthält nur eine Art:
      - Nargedia macrocarpa Bedd.: Sie kommt nur auf Sri Lanka vor.

    - Neohymenopogon Bennet: Sie umfasst drei Arten, die vom Himalaja bis China und dem nördlichen Indochina vorkommen.
    - Nichallea Bridson: Sie enthält nur eine Art:
      - Nichallea soyauxii (Hiern) Bridson: Sie ist im tropischen Afrika beheimatet.[57][58]

    - Notopleura (Benth.) Bremek. (manchmal in Psychotria L.): Sie enthält etwa 100 neotropischen Arten.
    - Opercularia Gaertn.: Die etwa 15 Arten kommen nur in Australien, einschließlich Tasmanien vor. Sie gedeihen hauptsächlich in gemäßigten Klimaten.[59]
    - Ophryococcus Oerst. (manchmal in Hoffmannia): Sie enthält nur eine Art:
      - Ophryococcus gesnerioides Oerst.: Das Verbreitungsgebiet reicht vom südlichen Mexiko bis Zentralamerika.

    - Ottoschmidtia Urb.: Sie enthält nur eine Art:
      - Ottoschmidtia microphylla (Griseb.) Urb.: Je eine Unterart kommt auf Kuba und in Haiti vor.

    - Pachystylus K.Schum.: Die etwa zwei Arten kommen in Neuguinea vor.[58]
    - Pagameopsis Steyerm.: Die etwa zwei Arten sind vom südlichen Venezuela bis in das nördliche Brasilien verbreitet.
    - Paragenipa Baill.: Sie enthält nur eine Art:
      - Paragenipa lancifolia (Bojer ex Baker) Tirveng. & Robbr.: Sie kommt auf den Seychellen vor.

    - Payera Baill. (Syn.: Coursiana Homolle): Die etwa zehn Arten kommen auf Madagaskar vor.[6]
    - Perama Aubl. (Syn.: Buchia Kunth, Mattuschkaea Schreb. nom. superfl., Mattuschkea Batsch orth. var.): Die etwa 14 Arten sind im tropischen Südamerika und auf karibischen Inseln verbreitet.[6]
    - Peripeplus Pierre: Sie enthält nur eine Art:
      - Peripeplus bracteosus (Hiern) E.M.A.Petit: Sie ist in Gabun beheimatet.

    - Pinarophyllon Brandegee: Die etwa zwei Arten sind vom mexikanischen Bundesstaat Chiapas bis Guatemala verbreitet.
    - Placocarpa Hook.f.: Sie enthält nur eine Art:
      - Placocarpa mexicana Hook.f.: Sie ist in den mexikanischen Bundesstaaten Hidalgo und Veracruz beheimatet.

    - Polysphaeria Hook.f.: Die etwa 21 Arten sind im tropischen Afrika und in Madagaskar verbreitet.[6]
    - Prismatomeris Thwaites: Die etwa 15 Arten kommen auf dem Indischen Subkontinent, Myanmar, Thailand, Indochina, China, Malaysia, Singapur, Indonesien, Borneo und auf den Philippinen vor.[1]
    - Psathura Comm. ex Juss. (Syn.: Chicoinaea Comm. ex DC.): Die etwa acht Arten sind auf Inseln westlichen Indischen Ozean verbreitet.[6]
    - Pseudogaillonia Lincz.: Sie enthält nur eine Art:
      - Pseudogaillonia hymenostephana (Daub. & Spach) Lincz.: Sie kommt von Arabien über Iran und Afghanistan bis Pakistan vor.

    - Pseudohamelia Wernham: Sie enthält nur eine Art:
      - Pseudohamelia hirsuta Wernham: Sie kommt nur im südlichen Chocó in Kolumbien vor.

    - Pseudopyxis Miq.: Von den drei Arten sind zwei in Japan und eine in China beheimatet.
    - Pterogaillonia Lincz.: Die etwa drei Arten kommen im östlichen Nordafrika, im Iran, in Afghanistan und Pakistan vor.
    - Pyragra Bremek.: Die etwa zwei Arten kommen in Madagaskar vor.
    - Rennellia Korth.: Die fünf bis sechs Arten kommen im westlichen Malesien mit den Nikobaren, der Halbinsel von Myanmar, der Malaiischen Halbinsel, Sumatra und Borneo sowie der thailändischen Halbinsel vor.
    - Rhadinopus S.Moore: Die nur zwei Arten kommen nur am Mori River in Papua-Neuguinea vor.
    - Rhaphidura Bremek.: Sie enthält nur eine Art:
      - Rhaphidura lowii (Ridl.) Bremek.: Sie kommt nur in Sarawak auf Borneo vor.

    - Rhipidantha Bremek.: Sie enthält nur eine Art:
      - Rhipidantha chlorantha (K.Schum.) Bremek.: Es ist ein Endemit der Uluguru-Berge in Tansania.

    - Riqueuria Ruiz & Pav.: Sie enthält nur eine Art:
      - Riqueuria avenia Ruiz & Pav.: Sie kommt in Peru vor.

    - Saprosma Blume (Syn.: Cleisocratera Korth., Dysodidendron Gardner, Dysosmia M.Roem.): Die etwa 30 Arten sind im tropischen Asien verbreitet.[6]
    - Schizenterospermum Homolle ex Arènes: Die etwa vier Arten kommen in Madagaskar vor.[6]
    - Schizocolea Bremek.: Die etwa zwei Arten sind im tropischen Afrika verbreitet.
    - Scyphostachys Thwaites: Die etwa zwei Arten kommen nur auf Sri Lanka vor.
    - Shaferocharis Urb.: Die nur drei Arten sind Endemiten im östlichen Kuba.
    - Spiradiclis Blume: Die mindestens 40 Arten sind in Indien, Bhutan, Myanmar, China (etwa 35 Arten, davon 31 nur dort), Vietnam und Indonesien verbreitet.[1]
    - Stachyococcus Standl.: Sie enthält nur eine Art:
      - Stachyococcus adinanthus (Standl.) Standl.: Das Verbreitungsgebiet reicht vom südöstlichen Kolumbien bis Peru und Brasilien.

    - Standleya Brade: Die etwa vier Arten kommen im südöstlichen Brasilien vor.[6]
    - Stichianthus Valeton: Sie enthält nur eine Art:
      - Stichianthus minutiflorus Valeton: Sie ist auf Borneo beheimatet.

    - Streblosiopsis Valeton: Sie enthält nur eine Art:
      - Streblosiopsis cupulata Valeton: Sie kommt nur in Kalimantan auf Borneo vor.

    - Stylosiphonia Brandegee: Sie enthält nur eine Art:
      - Stylosiphonia glabra Brandegee: Sie kommt nur im mexikanischen Bundesstaat Chiapas vor.

    - Syringantha Standl.: Sie enthält nur eine Art:
      - Syringantha coulteri (Hook.f.) T.McDowell: Sie kommt im nordöstlichen Mexiko vor.

    - Tennantia Verdc.: Sie enthält nur eine Art:
      - Tennantia sennii (Chiov.) Verdc. & Bridson: Das Verbreitungsgebiet reicht von Somalia bis Tansania.

    - Thogsennia Aiello: Sie enthält nur eine Art:
      - Thogsennia lindeniana (A.Rich.) Aiello: Es ist ein Endemit im östlichen Kuba.

    - Zuccarinia Blume: Sie enthält nur eine Art:
      - Zuccarinia macrophylla Blume: Sie kommt in Malaysia, Java und Sumatra vor.[6]

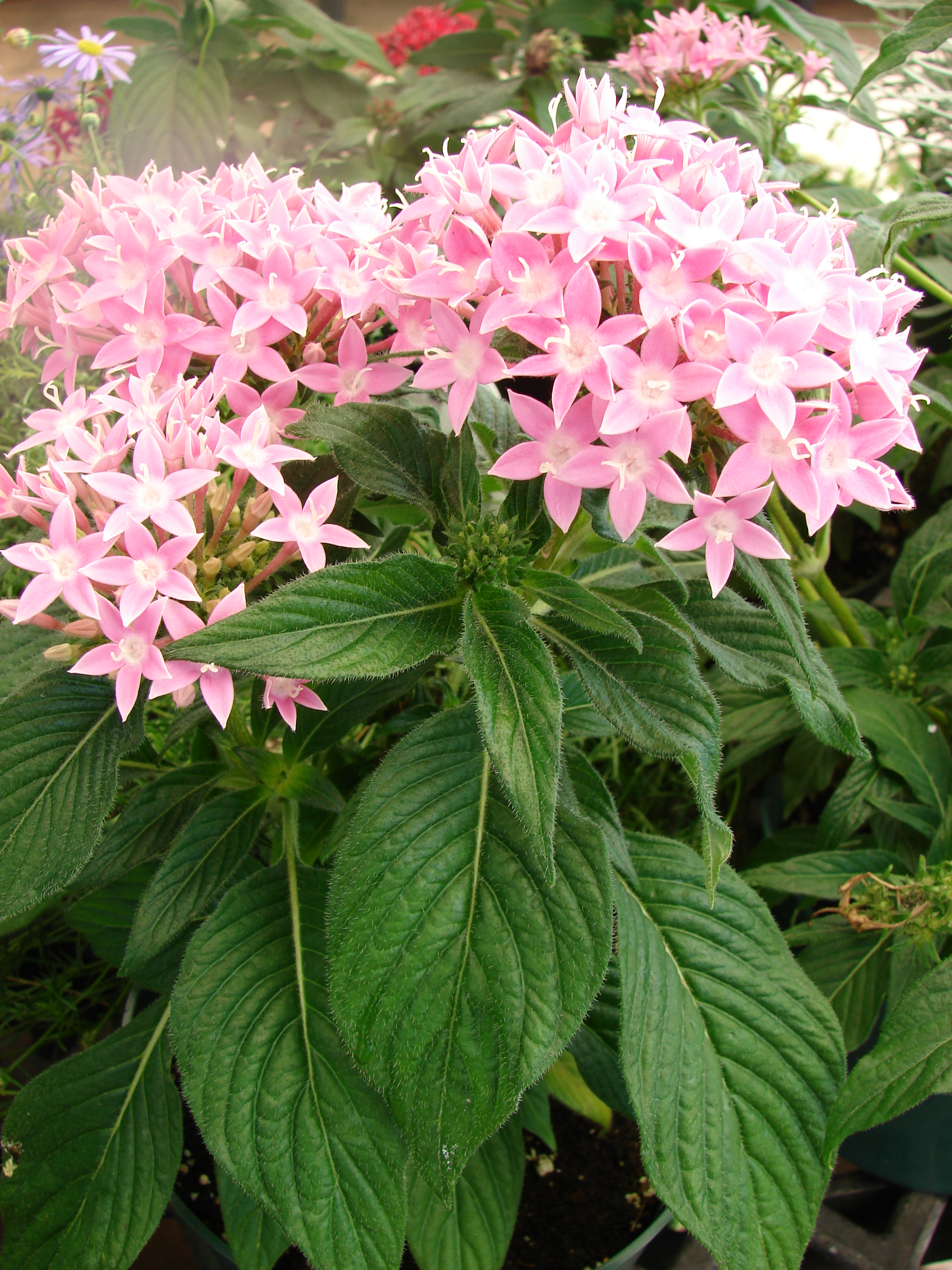
Die Zierpflanze Pentas lanceolata

## Nutzung
Zu den bekanntesten Nutzpflanzen der Familie gehören die Arten Arabica-Kaffee (Coffea arabica) und Robusta-Kaffee (Coffea canephora) der Gattung Kaffeepflanzen (Coffea). Auch die Chinin-liefernden Arten der Gattung Cinchona gehören zur Familie. Bekannt in Mitteleuropa ist der Waldmeister. Arten dieser Familie liefern auch die Drogen Brechwurzel (Cephaelis) und Gambir (Uncaria). Von wirtschaftlicher Bedeutung war früher die Alizarin liefernde Art Färberkrapp (Rubia tinctorum) aus dem östlichen Mittelmeerraum und Asien, der schon vor 2000 Jahren als roter Farbstoff genutzt wurde. Auch weitere Arten werden zum Färben verwendet. In der Volksmedizin werden viele Arten eingesetzt.
Das Holz einiger Arten wird genutzt.
Weitere Nutzpflanzen-Gattungen und -Arten in den Tropen und Subtropen sind Morinda mit beispielsweise dem Indischen Maulbeerbaum oder Noni, weiters Psychotria, eine in Südamerika vorkommende sehr artenreiche Gattung, die unter anderem die Art Psychotria viridis beinhaltet, sowie Theligonum mit dem Hundskohl (Theligonum cynocrambe).
Als Zierpflanze ist die Gardenia jasminoides bekannt. Nertera granadensis ist eine der wenigen Arten, die auf Grund ihrer dekorativen Früchte als Zimmerpflanze verwendet werden. Weitere Zierpflanzen gehören zu den Gattungen Bouvardia, Hamelia, Ixora, Manettia, Pentas mit beispielsweise Pentas lanceolata und Rondeletia, Cephalanthus mit dem Westlichen Knopfbusch (Cephalanthus occidentalis), einem winterharten Gehölz. Als Gartenpflanzen finden Asperula- und Houstonia-Arten wie das Porzellansternchen Verwendung.

## Weiterführende Literatur
- Stefan D. Löfstrand, Åsa Krüger, Sylvain G. Razafimandimbison, Birgitta Bremer: Phylogeny and Generic Delimitations in the Sister Tribes Hymenodictyeae and Naucleeae (Rubiaceae). In: Systematic Botany, Volume 39, Issue 1, 2014, S. 304–315. doi:10.1600/036364414X678116
- Piero Giuseppe Delprete, Jomar Gomes Jardim: Systematics, taxonomy and floristics of Brazilian Rubiaceae: an overview about the current status and future challenges = Sistemática, taxonomia e florística das Rubiaceae brasileiras: um panorama sobre o estado atual e futuros desafios. In: Rodriguésia, Volume 63, Issue 1, 2012. doi:10.1590/S2175-78602012000100009
- C. Rydin, N. Wikström, B. Bremer: Conflicting results from mitochondrial genomic data challenge current views of Rubiaceae phylogeny. In: American Journal of Botany, Volume 104, Issue 10, 2017, S. 1522–1532. doi:10.3732/ajb.1700255 PDF.
- S. G. Razafimandimbison, C. Rydin: Molecular‐based assessments of tribal and generic limits and relationships in Rubiaceae (Gentianales): Polyphyly of Pomazoteae and paraphyly of Ophiorrhizeae and Ophiorrhiza. In: Taxon, Volume 68, Issue 1, 2019, S. 72–91. doi:10.1002/tax.12023 PDF.
- Matthew H. P. Jebb, C. R. Huxley: The tuberous epiphytes of the Rubiaceae 7: a revision of the genus Hydnophytum. In: Blumea, Volume 64, Issue 1, März 2019, S. 23–91. doi:10.3767/blumea.2019.64.01.02

- Karte mit allen verlinkten Seiten:
- OSM |
- WikiMap